# Religion grecque antique

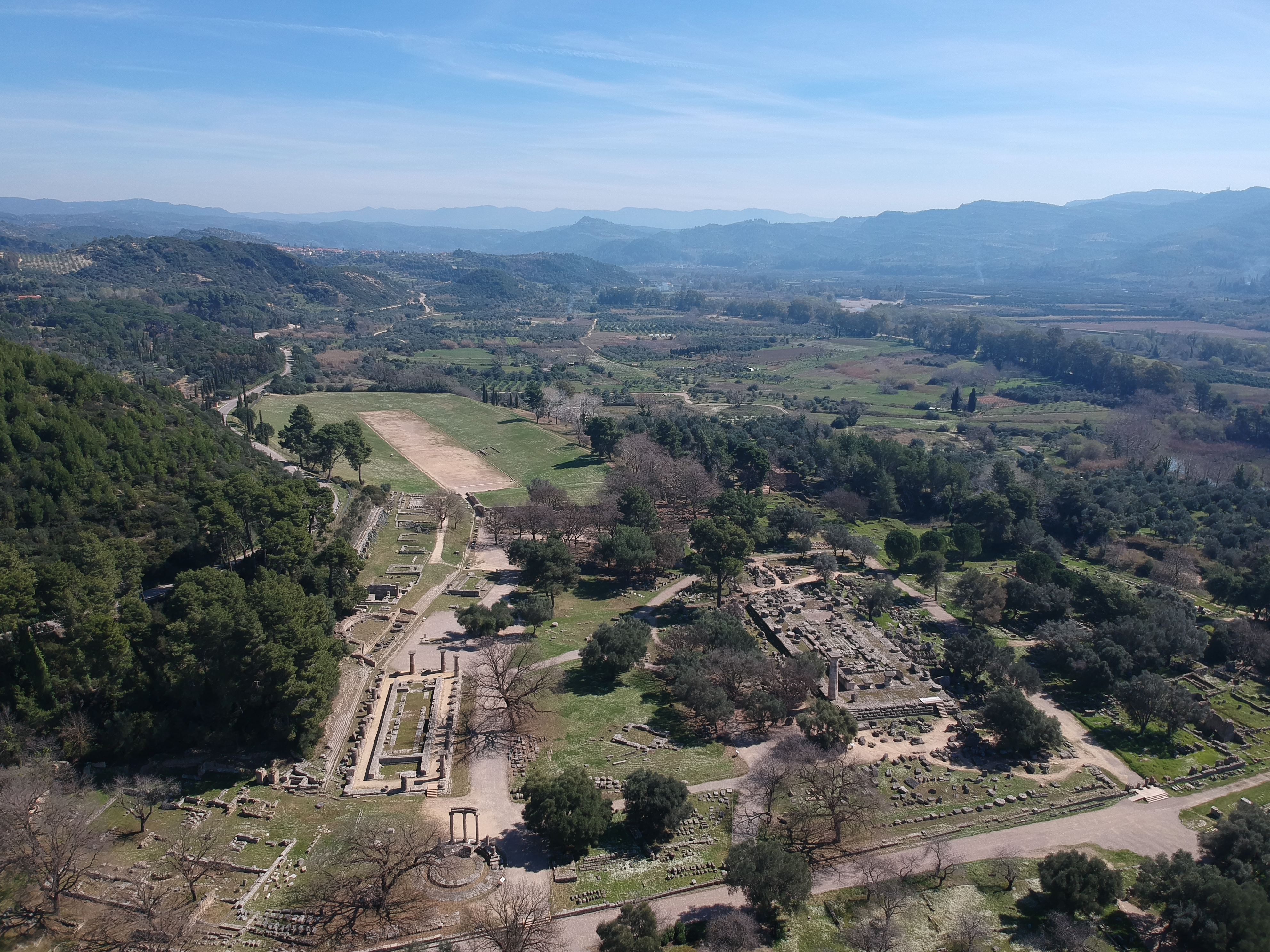
Le site archéologique d'Olympie, un des principaux sanctuaires du monde grec antique, célèbre pour ses concours athlétiques.

La religion grecque antique est l'ensemble des croyances, pratiques et rites religieux polythéistes de l'Antiquité grecque.
La religion grecque est un système polythéiste qui ne repose pas sur un ensemble de croyances fixes exposées dans des textes sacrés, mais plutôt sur des traditions rituelles s'appuyant plus ou moins sur des récits mythologiques, présentant de nombreuses déclinaisons à partir de caractéristiques communes. La piété grecque s'exprime avant tout par l'accomplissement de rites suivant des principes qui se veulent ancestraux, inscrits dans une relation d'échange avec le monde divin, les humains effectuant des offrandes en espérant bénéficier de la bienveillance et des faveurs des divinités. Ils vénèrent un ensemble de dieux et déesses identifiés en bonne partie par leurs fonctions ou des puissances. Les plus répandus sont le groupe des divinités « olympiennes », dirigé par le grand dieu souverain Zeus, qui dispose de sanctuaires dans tout le monde grec et se présente sous des formes diverses, chaque variante d'une divinité pouvant être considérée comme une divinité à part entière. Une foule de divinités secondaires et d'autres figures supra-humaines complète ce tableau. Les Grecs vouent notamment un culte aux héros et héroïnes, des défunts légendaires, qui jouent un rôle important dans les rites locaux. Au fil du temps se développent également des cultes pour des humains éminents, de leur vivant ou à titre posthume, avant tout des monarques (rois hellénistiques et empereurs romains).
Les rituels pratiqués par les anciens Grecs forment un ensemble complexe de pratiques répondant à diverses finalités, mais avant tout motivées par l'entretien de la relation d'échanges avec le monde divin. Ils ont en général lieu dans des sanctuaires, espaces sacrés où se trouvent les éléments essentiels à la conduite du culte, en premier lieu l'autel sacrificiel. Des temples sont souvent — mais pas systématiquement — érigés dans les sanctuaires pour servir de résidence à la divinité, dont la présence est marquée par une statue de culte. D'autres constructions liées au culte divin peuvent s'y ajouter. Le sacrifice animal est le plus important des rites des cités grecques, aboutissant au partage des restes de l'animal entre hommes et dieux, et aussi entre ceux qui participent au rituel, affirmant ainsi la cohésion des communautés des cités. Il s'accompagne de rites de purification, de prières formulant les demandes adressées aux dieux, et d'autres offrandes, non sanglantes, qui peuvent être pratiquées de façon isolée ou conjointement aux autres, alimentaires ou non, comme les ex-voto, parmi lesquels se trouvent des œuvres d'art de premier ordre.
Les fêtes religieuses, qui sont un temps fort de la vie des communautés, combinent plusieurs de ces rites, souvent sous un aspect plus spectaculaire que d'ordinaire. Les concours, qu'ils soient athlétiques, poétiques, théâtraux ou autres, ont lieu lors de ces festivités. La divination, notamment l'oracle, est un élément majeur de communication avec le monde divin. Les Grecs pratiquent également des cultes électifs, plus personnels, à caractère initiatique, notamment les mystères, qui servent notamment à répondre à leur espérance en un meilleur sort après la mort. Cette finalité se retrouve également lors des rites funéraires.
Développée pendant environ un millénaire dans tout le monde grec, la religion grecque antique se présente sous des traits divers suivant les lieux et les époques. Elle se déroule en général dans le contexte de la cité grecque (polis), qui détermine plusieurs de ses aspects : les particularités locales sont très affirmées, chaque cité ayant son panthéon de divinités, ses sanctuaires et rites, parfois sa propre mythologie. On peut donc parler d'une religion athénienne, d'une religion spartiate, etc. La religion est très imbriquée dans le cadre politique et social de la cité qui l'organise et en fait un élément fort de son identité, et c'est pour cela qu'il est souvent difficile de tracer les contours du fait religieux dans le monde grec.
Néanmoins, au-delà de ces particularismes, la religion grecque antique présente des éléments d'unité, puisque les divinités vénérées par les cités sont généralement issues d'un fond commun à tout le monde grec, les rituels répondent à des croyances, gestes et principes similaires, les sanctuaires sont organisés de la même manière. Des sanctuaires et cultes panhelléniques (Olympie et Delphes notamment) constituent dès les temps archaïques des éléments d'unité du monde grec dont le fondement est religieux. Les cultes sont donc un élément marquant de la culture grecque antique, et de l'identité des Grecs, que ce soit au niveau de leurs différentes communautés ou pour les distinguer des autres peuples.

## Définitions et contours

### Les termes du sujet

#### La religion
Il n'y a pas de mot pour désigner la « religion » en grec ancien. Le terme qui a le sens de « religion » en grec moderne, threskeia, désigne durant l'Antiquité le culte des dieux, ou les rites, la piété, et il est surtout diffusé à l'époque romaine impériale,. L'expression antique la plus proche du sens moderne de « religion » est selon W. Burkert theon timai, « les honneurs qui reviennent aux dieux », qui se rencontre dans des textes poétiques. Cette absence a pu être expliquée par le fait que la religion « était si intégrée à leur vie que les Grecs n'avaient pas de terme spécifique pour la désigner » (J. Bremmer) ou que « le phénomène religieux est manifestement chez (les anciens Grecs) quelque chose de plus diffus, de moins homogène et de moins identifiable qu'il ne l'est pour nous, lorsque nous nous référons du moins aux paradigmes des grandes religions modernes » reposant sur une figure fondatrice, un livre sacré, une orthodoxie et une orthopraxie (A. Motte). Pour J. Rudhardt, « à des degrés divers, la religion (grecque) recouvre la totalité de l’expérience humaine. » Cela a pu être résumé en employant la notion d'« encastrement ».
La religion grecque antique est donc un objet d'études qui est une reconstitution moderne ayant émergé dans le milieu scientifique à partir de la fin du XIXe siècle. La définition de ce qu'est la « religion » est en général considérée comme impossible, ou du moins qu'il n'existe pas de consensus à son sujet. Ce qui est considéré comme « religieux » peut donc varier d'un spécialiste à l'autre. Par exemple, V. Pirenne-Delforge définit la religion en tant que concept comme « un ensemble de représentations et de pratiques qui inscrivent l'humain dans une dimension qui le dépasse et reste inconnaissable. » P. Veyne y voit de son côté un « faux concept », « agrégat de croyances et de pratiques très diverses qui varient d'une religion historique à l'autre, un fourre-tout », lequel peut potentiellement comprendre une très grande variété d'éléments.

#### Le monde grec antique

Localisation des principales régions et cités de la Grèce antique (périodes archaïque, classique et hellénistique).

La Grèce antique correspond à la civilisation qui s'est épanouie en Grèce continentale, dans et autour de la mer Égée durant l'Antiquité. Les Grecs antiques ayant fondé des cités et royaumes au-delà de leur région d'origine, en Asie Mineure, en Sicile et en Italie, sur le pourtour de la mer Noire, en Afrique du Nord et en Asie occidentale, les historiens préfèrent souvent parler de « monde grec » pour désigner cet ensemble et ne pas mettre à l'écart ces régions participant souvent activement à la civilisation grecque. Le cadre chronologique est potentiellement très vaste : il peut remonter aussi loin que le début de la civilisation minoenne au début du IIe millénaire av. J.-C., et se prolonger jusqu'à l'époque de l'apparition de l'Empire byzantin durant l'Antiquité tardive.
En pratique, les études sur la religion grecque se concentrent essentiellement sur les époques archaïque et classique, en gros de 700 à 300 av. J.-C. Cela est expliqué par le fait que la religion de cette période se présente comme relativement cohérente dans le monde grec, du moins celui des cités (c'est la période de la « religion de la polis »), sur cette période malgré les éléments de diversité,,. Il y a de plus dans ces études un fort tropisme athénien, en raison du poids prépondérant de cette cité dans les sources,. L'époque hellénistique présente de nombreux éléments de continuité avec les phases antérieures, mais est souvent vue comme présentant trop de spécificités, nécessitant un traitement à part. Au plus loin, la religion grecque antique se prolonge jusqu'au triomphe du christianisme qui marque la fin des cultes polythéistes,.

#### Unité et diversité
La grande diversité du monde grec antique fait que par bien des aspects il est difficile de parler d'une religion grecque générale. En particulier les rituels, les panthéons, les mythes connaissent des variations d'un lieu à un autre. Les spécificités locales (les caractères « topiques » des dieux et des cultes) sont une donnée majeure de l'univers religieux de la Grèce antique, qui disparaît pourtant derrière les généralisations. D'un autre côté, les anciens Grecs semblent avoir reconnu le fait que les cultes étaient un élément qui les liait malgré les nombreuses divisions qui les traversaient. Cela ressort en particulier d'un passage d'Hérodote souvent cité comme révélateur du sentiment d'appartenance à une culture grecque : « le corps hellénique étant d’un même sang, parlant la même langue, ayant les mêmes dieux, les mêmes temples, les mêmes sacrifices, les mêmes usages, les mêmes mœurs,. » En effet, malgré leur diversité les traditions religieuses des anciens Grecs avaient « une sorte d'« air de famille » », et tout cela atteste du fait que « la tension entre le général et le particulier est inhérente au système polythéiste » (V. Pirenne-Delforge). F. Graf propose de comprendre cette problématique à la lumière de l'exemple des rapports entre la langue « commune » et les dialectes grecs antiques : il y a une unité de base (une religion « panhellénique »), qui connaît une multiplicité d'expressions selon les lieux (des religions « locales »).
Si on ajoute au tableau les évolutions temporelles affectant la religion grecque, il existe un risque d'occulter la diversité de celle-ci en raison d'une tendance à « combiner des sources de différents endroits (Italie du Sud et Sicile, Grèce continentale, îles de la mer Égée, Asie Mineure) et périodes (du septième siècle avant notre ère au troisième siècle de notre ère) afin de compiler une image composite de l'activité rituelle. Cette méthodologie nivelle les différences qui ont dû exister aux différentes époques et lieux ; car les formes de l'activité religieuse, que ce soit dans les systèmes polythéistes ou monothéistes, ne sont jamais statiques » (M. Flower).

#### Un polythéisme antique
Quant au caractère « antique » de cette religion, il implique que les réalités des anciens Grecs (et des autres peuples antiques) soient difficiles à approcher pour un esprit moderne, et cela se ressent particulièrement dans le domaine du religieux. Les différences, tant dans les mentalités que dans les pratiques par rapport aux religions modernes, ou du moins celles des périodes suivantes, surtout à partir du triomphe du monothéisme, sont souvent vues comme un obstacle à la compréhension et à la reconstitution de la religion grecque antique. Les études récentes ont en particulier mis en avant la nécessité de se pencher plus précisément sur le fait que cette religion est un polythéisme, notion difficile à appréhender pour les esprits modernes, et également d'identifier les spécificités du polythéisme des anciens Grecs.
Parmi les spécificités du polythéisme antique des Grecs et des Romains se trouvent : 
- l'absence de révélation, de livre sacré, de dogme, d'orthodoxie, qui offre une liberté de penser le divin, le monde, et des spéculations libres ;
- l'aspect ritualiste et traditionaliste qui met plus l'accent sur la bonne exécution des rites ancestraux, et transmet principalement ses croyances et sa spiritualité par les rites et attitudes rituelles ;
- l'apprentissage des devoirs religieux se fait sans initiation et enseignement spécifique, il est déterminé par le statut social d'un individu, les groupes auxquels il appartient (cité, circonscription, famille, etc.) ;
- l'absence de code moral religieux différent de celui régissant les relations sociales ;
- cette religion recherche prioritairement le bien terrestre d'une communauté, le salut des individus est une question au mieux secondaire ;
- cette religion a en conséquence un aspect communautaire très prononcé, donc politique, et tout acte réalisé dans le cadre communautaire a un aspect religieux ;
- le cadre de la cité est en particulier très important ;
- l'absence d'autorité religieuse unique, de fondateur et d'envoyé de Dieu ;
- les divinités vénérées changent selon la communauté concernée[29].

Selon les conclusions de R. Parker : « la religion grecque procurait un cadre solide de cohésion sociale ; elle répondait à un besoin humain en ouvrant des canaux de communication avec ce monde invisible en l'existence duquel la plupart des humains croient ; mais elle faisait ces choses sans insister sur un ensemble particulier de spéculations sur le caractère de ce monde invisible. »
Cette religion a en fin de compte « quelque chose d'exotique », un « dépaysement » est nécessaire pour l'approcher. Selon J. Kindt : « la religion grecque n'a pas les caractéristiques définissant la plupart des religions modernes. (...) Les savants classicistes ont souvent souligné le « caractère étranger » des croyances et pratiques religieuses grecques. C'est une autre façon de dire que les concepts analytiques modernes dérivés des grandes religions monothéistes de notre temps sont insuffisants pour « donner du sens » à la religion grecque. L'étude de la religion grecque nécessite son propre cadre d'interprétation. »

### Historiographie
Il est possible de faire remonter l'étude de la religion grecque antique aussi haut qu'au temps des ouvrages des auteurs chrétiens antiques critiquant le paganisme, ses faux dieux et ses rites scandaleux. C'est du reste à partir de la catégorie plus large du « paganisme antique » que se fait la construction progressive de la « religion grecque » (antique) en tant qu'objet d'étude spécifique dans les milieux académiques européens, entre la Renaissance et le XIXe siècle. Les approches romantiques du XIXe siècle reposent sur l'idée que la religion est une allégorie de la nature, et les mythes renvoient à des sagas nationales des peuples grecs, approche délaissée par la suite. L'étude des mythes et des croyances auxquelles ils renverraient, occupent le premier plan durant ces périodes. Il faut attendre la fin du XIXe siècle pour que la religion devienne un objet d'étude à part entière pour les savants, avec l'intégration de l'analyse des rituels. Cela se produit dans le contexte plus large d'un développement d'une histoire des religions antiques, notamment à la suite d'Albrecht Dieterich.
Se développent alors des recherches combinant des approches évolutionnistes, anthropologiques, dans la lignée de personnalités aussi différentes que les anthropologues James George Frazer et William Robertson Smith, ou le sociologue Émile Durkheim, la psychanalyse de Sigmund Freud jouant aussi un rôle marquant à cette époque,,. Dans le monde anglo-saxon, l'école des « ritualistes de Cambridge », autour de Jane Harrison, met comme son nom l'indique l'emphase sur les rituels, dans une approche évolutionniste qui les pousse à essayer de reconstituer la religion grecque primitive,. Le suédois Martin P. Nilsson est ensuite la grande figure de l'étude de la religion et des mythes grecs antiques, jusqu'aux années 1960,. En France, une approche plus politique dérive de Fustel de Coulanges, et Louis Gernet développe une approche anthropologique novatrice, qui démontre les rapports entre la religion et la société grecques, approche qui s'est imposée depuis.
Les interprétations des rituels connaissent un nouveau développement dans les années 1970 et 1980 dans la mouvance des travaux de l'allemand Walter Burkert, dont l'influence est considérable, notamment son approche du sacrifice dans Homo necans (1972), puis sa somme Griechische Religion der archaischen und klassischen Epoche (1977) qui s'impose pour longtemps comme l'étude de référence sur la religion grecque,. En France se forme une autre approche autour de Jean-Pierre Vernant et Marcel Detienne, surnommée « école de Paris » (appellation récusée par les intéressés), ces deux auteurs proposant une approche concurrente du rite sacrificiel dans La cuisine du sacrifice en pays grec (1979). Ce courant s'appuie sur une approche structuraliste, qui conduit à proposer de nouvelles interprétations des mythes et des panthéons grecs,,,,.
Les années 1980-1990 voient la mise en place progressive d'un nouveau paradigme dominant. Dérivé des approches précédentes, il met la cité grecque, polis, au centre de ses travaux, et est souvent désigné comme la « religion de la polis » (« polis religion ») à la suite de C. Sourvinou-Inwood. Cette tendance ressort également d'un des manuels de référence sur la religion grecque, La religion grecque de Louise Bruit-Zaidman et Pauline Schmitt-Pantel (1989), qui s'inscrit dans l'approche de l'« école de Paris ». Ces différents travaux accordent à leur tour une grande importance aux différents rituels accomplis dans les cités,,. Parallèlement, d'autres recherches se sont intéressées aux notions et à la pensée religieuses (Jean Rudhardt notamment).
Parmi les tendances en cours au début du XXIe siècle av. J.-C., se trouvent les études sur le genre, notamment la place des femmes dans la religion, un regain d'intérêt pour la magie, en plus d'approches renouvelant les études sur le sacrifice, les mythes et les dieux. Une autre posture vise à remettre au premier plan les analyses sur les croyances et la théologie, proposant notamment un renouveau de l'étude des concepts religieux antiques, et des rites tels que le sacrifice et la prière,. Dans les pays anglo-saxons, les questions de transferts culturels entre le monde grec et les régions voisines du monde antique, et les comparaisons entre leurs religions connaissent également un nouveau développement. L'approche de la religion grecque antique par les sciences cognitives a également été tentée. Les nouvelles sources offertes continuellement par l'archéologie et l'épigraphie permettent d'enrichir les connaissances et d'approfondir les recherches.

### Sources
En raison de l'ampleur chronologique et géographique du sujet, et du fait qu'il couvre potentiellement de nombreux aspects de la vie des anciens Grecs, les sources mobilisables sont très variées.
Les sources littéraires constituent la catégorie la plus importante par la quantité d'informations qu'elles apportent. On n'y trouve pas de texte sacré, mais plusieurs d'entre eux font une grande place à la religion. Cela inclut la poésie épique archaïque (Homère, Hésiode), les poètes lyriques tel que Pindare, l'histoire avec Hérodote, la tragédie et la comédie athéniennes, les écrits des philosophes (Platon, Aristote notamment), les discours des orateurs attiques, la littérature exégétique d'époque hellénistique et romaine comme la Bibliothèque du Pseudo-Apollodore, et des écrits d'auteurs grecs d'époque romaine, notamment Plutarque et Pausanias dont la Périégèse est une source inestimable pour connaître les sanctuaires et les rites de la Grèce antique.

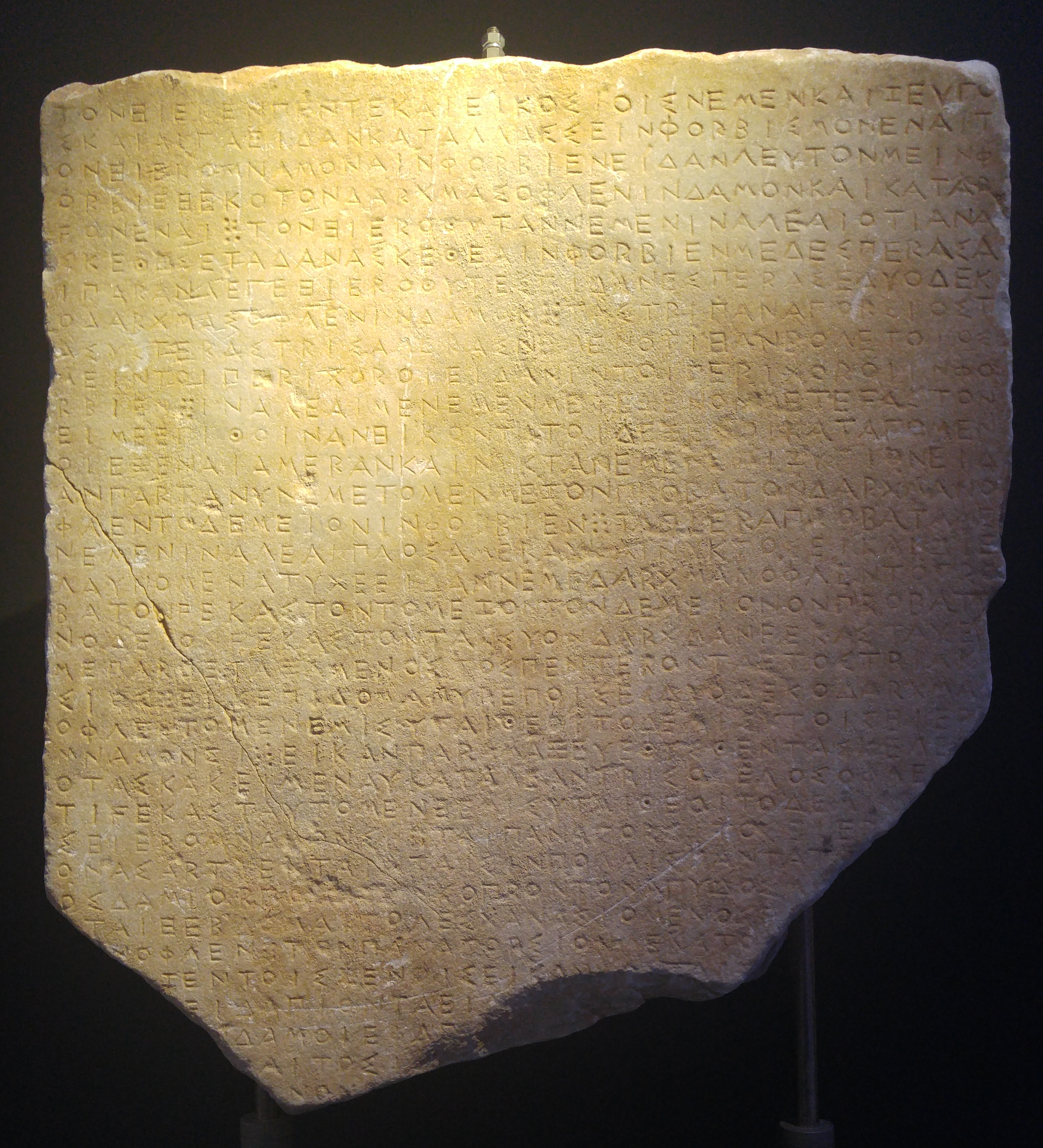
Stèle portant une inscription d'une « loi sacrée » du sanctuaire d'Athéna-Aléa de Tégée. Musée archéologique de Tégée.

Les sources épigraphiques comprennent avant tout des inscriptions sur pierre, aussi sur métal et autres supports. Elles « livrent des calendriers religieux, des descriptions de rituels et de fêtes, des comptes de gestion de sanctuaire, des règlements d’associations religieuses, des dédicaces et des remerciements aux divinités, des comptes rendus d’oracles, des imprécations, des textes mystiques ... ». Il s'agit donc de sources très diverses concernant tous les aspects de la vie religieuse. Les « lois sacrées » sont un type de source épigraphique important pour approcher l'activité et la mentalité religieuses antiques. Leur contenu peut être très divers : la conduite des rituels et fêtes, leur financement, les règles de pureté à respecter avant d'entrer dans des sanctuaires, la gestion de ceux-ci, notamment les conditions de désignation et le rôle des prêtres et prêtresses, les peines infligées en cas de vol d'un bien sacré, etc. À la différence des textes littéraires, ce corpus s'enrichit constamment.
Les sources archéologiques et artistiques comprennent des nécropoles, des temples, des autels, des statues, vases et autres objets d'art, du matériel à usage rituel. L'archéologie permet notamment de restituer le contexte physique des cultes grecs antiques, tandis que l'étude des images à partir des œuvres d'art offre un aperçu de la mythologie et aussi de certains rituels,. Dès le début du XXe siècle, les chantiers de fouilles des principaux sanctuaires grecs sont ouverts, et le sont encore : Délos et Delphes par des équipes françaises, Olympie et Samos par des équipes allemandes, Corinthe et Argos par des Américains, les Grecs participant aussi à plusieurs chantiers majeurs, notamment l'Acropole d'Athènes. L'intégration des sources archéologiques dans les études sur la religion grecque a longtemps été en retrait, face à la prééminence des textes, mais les travaux les ont mobilisées de plus en plus. L'archéologie permet notamment d'approcher les évolutions des espaces sacrés au moment de la constitution des cités.

## Évolutions historiques
La religion est souvent considérée comme un des domaines dans lesquels les continuités entre les différentes phases de l'histoire de la civilisation grecque antique sont les plus évidentes. Du reste, l'évolution de la religion dans le temps est complexe à étudier : le changement se produit sur un temps assez long, avec des modalités différentes selon les lieux, les sources sont rares et permettent surtout d'appréhender les évolutions à Athènes, et les études des chercheurs ont plus tendance à s'intéresser aux structures qu'aux évolutions. Les descriptions de la religion grecque antique présentent souvent un tableau statique autour des périodes archaïque et classique et même à l'intérieur de celles-ci, malgré le fait que des changements s'y produisent. Les questionnements sur les continuités et changements religieux renvoient à ceux sur les évolutions culturelles, les dynamiques internes aux sociétés et aussi les transferts culturels entre les différentes régions du monde grec et du monde antique, qui sont souvent bien plus complexes qu'une simple relation à sens unique entre une source d'influence et un récepteur passif.

### Préhistoire et âge du Bronze

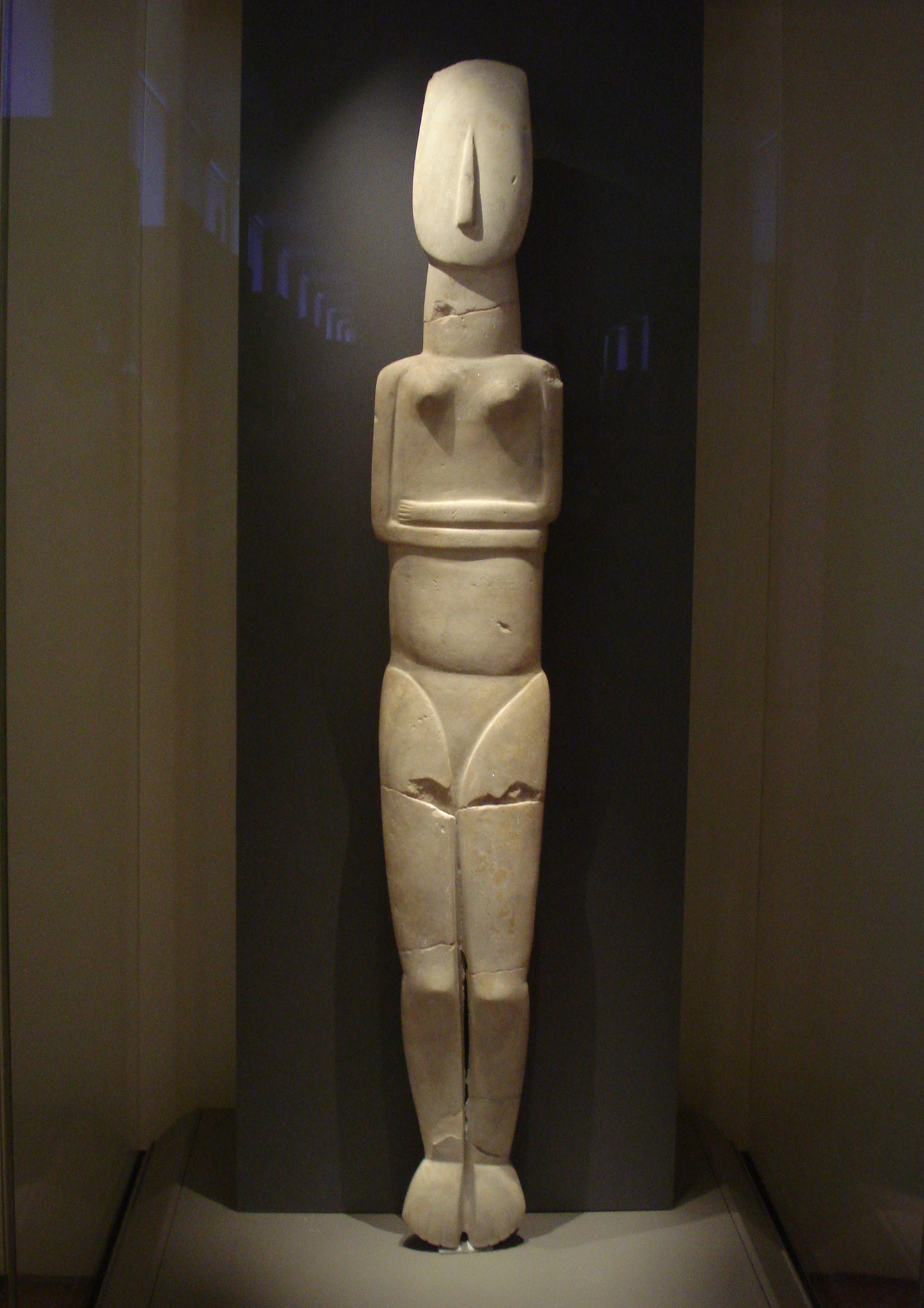
Statue cycladique représentant un personnage féminin bras croisés, Amorgós, v. 2800-2300 av. J.-C. Musée national archéologique d'Athènes.

Les pratiques religieuses des périodes préhistoriques sont difficiles à approcher, les spécialistes partant des sources archéologiques et de suppositions à partir de constats faits pour les périodes historiques ou de comparaisons avec d'autres cultures. La Grèce néolithique (v. 7000/6500-33/3200 av. J.-C.) a de toute manière livré peu de documentation rituelle ou symbolique. Aucun bâtiment pouvant avoir eu une fonction rituelle n'a été identifié sur les sites de la période, le seul dépôt ayant eu une telle fonction étant celui de Makriyalos en Macédoine occidentale (v. 5500 et 4500 av. J.-C.) où semblent s'être déroulées des fêtes communautaires. L'analyse des figurines néolithiques est très discutée : il est courant d'identifier des représentations féminines comme des déesses-mères, mais cela est loin d'être assuré.
Pour l'âge du Bronze ancien (v. 33/3200-2000 av. J.-C.) la documentation la mieux connue sur les pratiques rituelles est celle des îles des Cyclades, notamment Kavos sur Kéros, où ont été mises au jour de nombreuses figurines et de la vaisselle brisées, apparemment apportées depuis des îles voisines. Les figurines et statues cycladiques de forme humaine pourraient là encore représenter des divinités, mais il n'y a aucun argument décisif en ce sens. Des sites où se déroulent des rituels ont été repérés dans différentes régions.

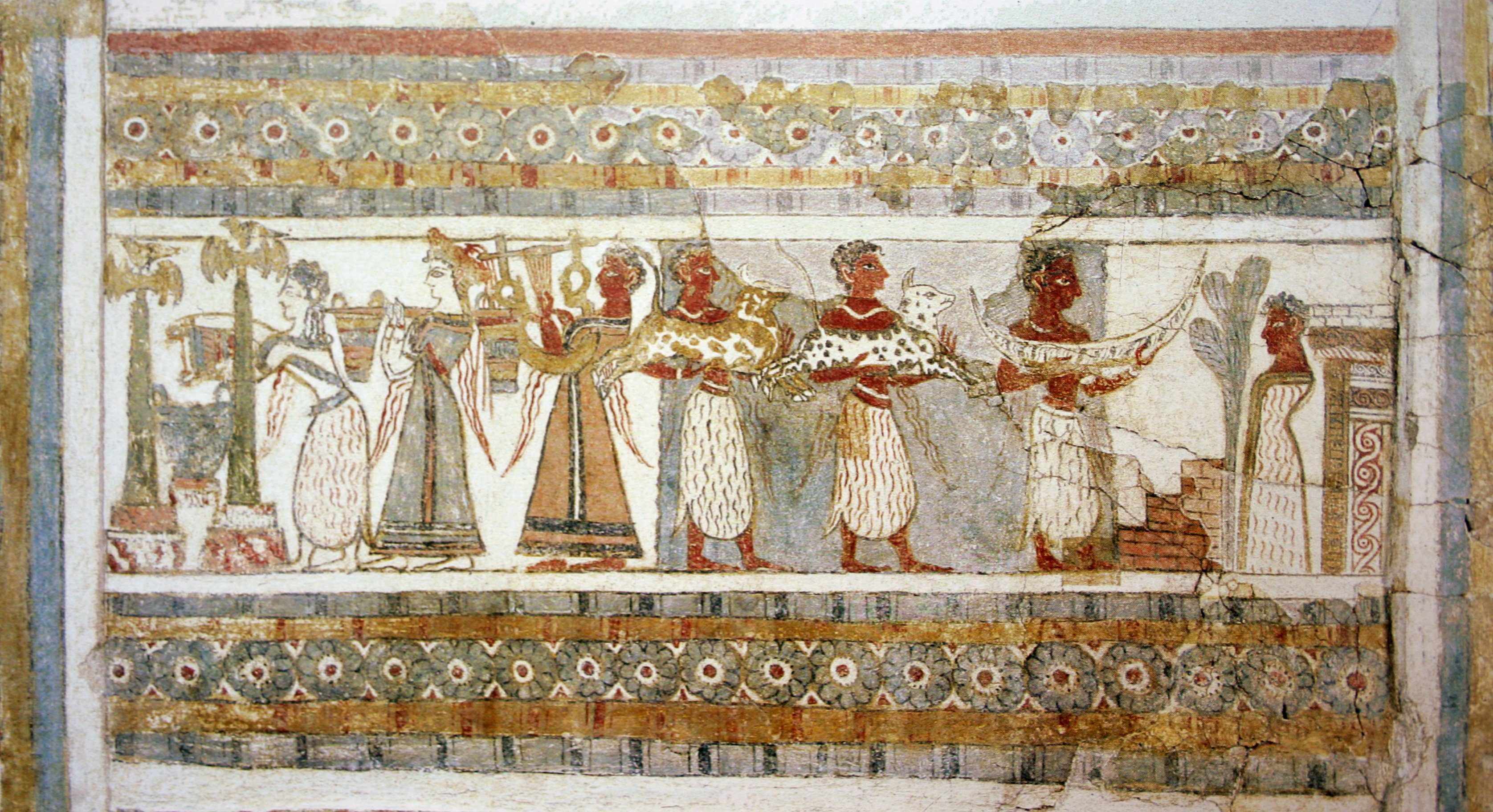
Scène du sarcophage d'Aghia Triada représentant des femmes accomplissant des libations, et des hommes portant des offrandes., musée archéologique d'Héraklion.

Le début du IIe millénaire av. J.-C. voit le développement des palais minoens (Cnossos, Phaistos, Malia, Zakros), qui caractérisent cette civilisation et servent de centres autour desquels sont organisées les entités politiques. Plus que des sièges du pouvoir, il s'agit probablement de centres cérémoniels ayant eu au moins en partie une fonction religieuse. L'élite dirigeant ces palais participe sans doute au développement de sites rituels extra-urbains, à nouveau sur des sites de hauteurs, aussi dans des grottes et près de sources (Kato Symi). Aucun bâtiment caractérisable comme un temple isolé n'est connu. Une unité du palais de Phaistos pourrait avoir une fonction de lieu de culte. On suppose souvent qu'une sorte de « roi » organise le culte officiel autour des palais. Mais les sources sont limitées (des images, les écritures de l'époque n'étant pas comprises) et difficiles à interpréter. Il existe des représentations de sacrifices sur des sceaux, de processions et festivités sur les murs du palais de Cnossos. Pour ce qui concerne les divinités, depuis longtemps une « grande déesse » minoenne, aux aspects célestes comme chthoniens, a été identifiée par ces images religieuses. La question de la présence d'un grand dieu masculin à ses côtés est discutée. La place du taureau semble importante dans l'univers symbolique minoen et les rituels.

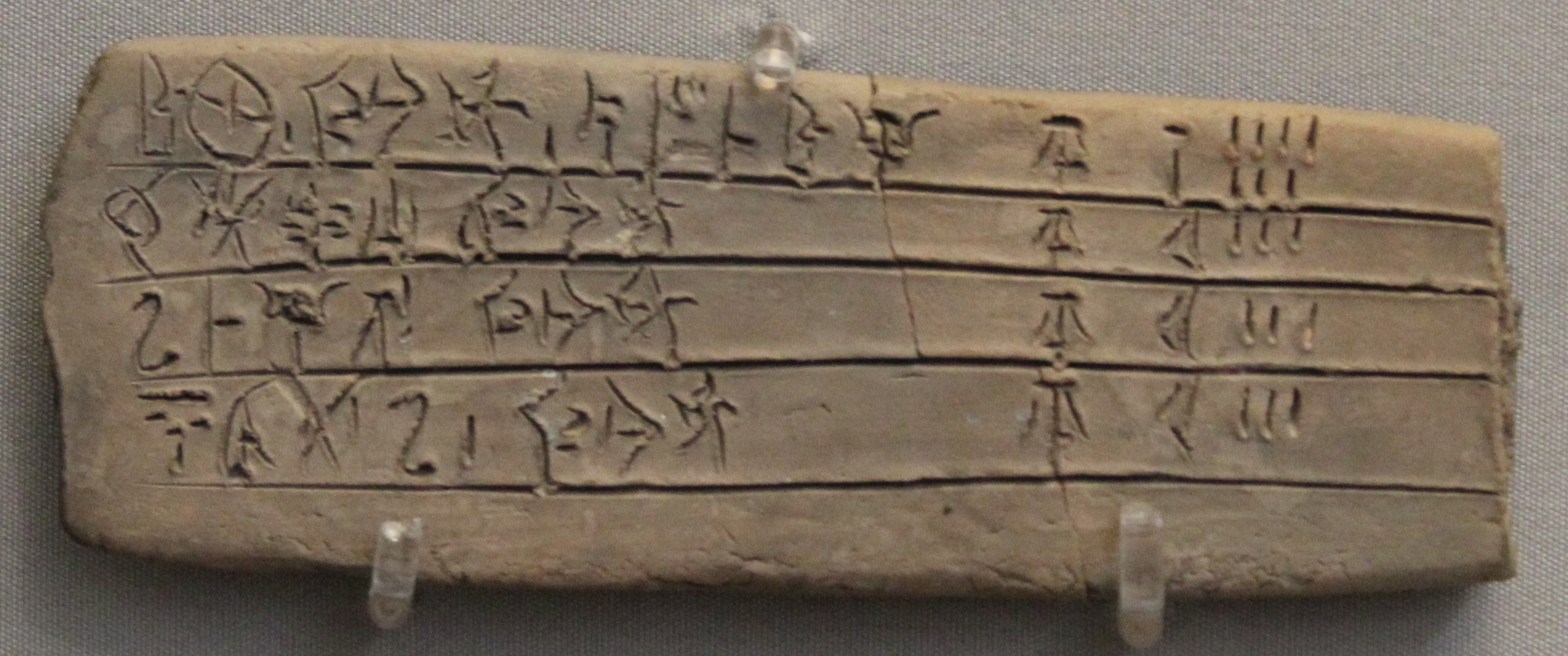
Tablette en linéaire B provenant du palais de Pylos, enregistrant des offrandes pour Poséidon., Musée national archéologique d'Athènes.

L'époque mycénienne est la dernière phase « palatiale » de l'histoire grecque. À compter de 1450-1400 av. J.-C. et jusqu'aux environs de 1200 av. J.-C., les palais mycéniens (Cnossos, Pylos, Mycènes, Thèbes) produisent des tablettes en linéaire B, qui sont déchiffrées car cette langue transcrit du grec. Beaucoup concernent des livraisons d'offrandes à destination de sanctuaires situés sur le territoire dominé par ces royaumes. On y découvre les noms de plusieurs dieux qui sont bien connus aux périodes postérieures : Zeus, Poséïdon, Dionysos, Hermès, Artémis, Héra, Arès, aussi des divinités moins importantes par la suite telles qu'Ilithyie, Iphimédie, Enyalius. L'identité d'autres divinités apparaissant dans ces textes est discutée : Déméter, Athéna et Apollon y figurent peut-être sous d'autres noms. Les autres noms divins qui apparaissent ne sont pas connus aux périodes suivantes, ainsi un fils de Zeus nommé Drimios. Les divinités féminines sont souvent appelées Potnia, « Dame » ou « Maîtresse », avec une épithète : « Dame du Labyrinthe », « Dame du grain », « Dame des chevaux », etc. La nature des textes ne permet pas d'en savoir plus sur les fonctions de ces dieux et plus largement les croyances de l'époque. Les images sur des sceaux ou des peintures représentent des scènes de culte, mais les liens avec les textes ne sont pas aisés à tracer. Ces divinités sont vénérées dans des sanctuaires et reçoivent des offrandes fournies par l'administration palatiale. Divers rituels plus importants sont nommés dans les textes, certains semblent accomplis par le personnage le plus important du royaume, le wanax (« roi »). L'archéologie n'a pas identifié beaucoup de lieux de culte, et aucun temple à proprement parler.

### Âges obscurs et homériques

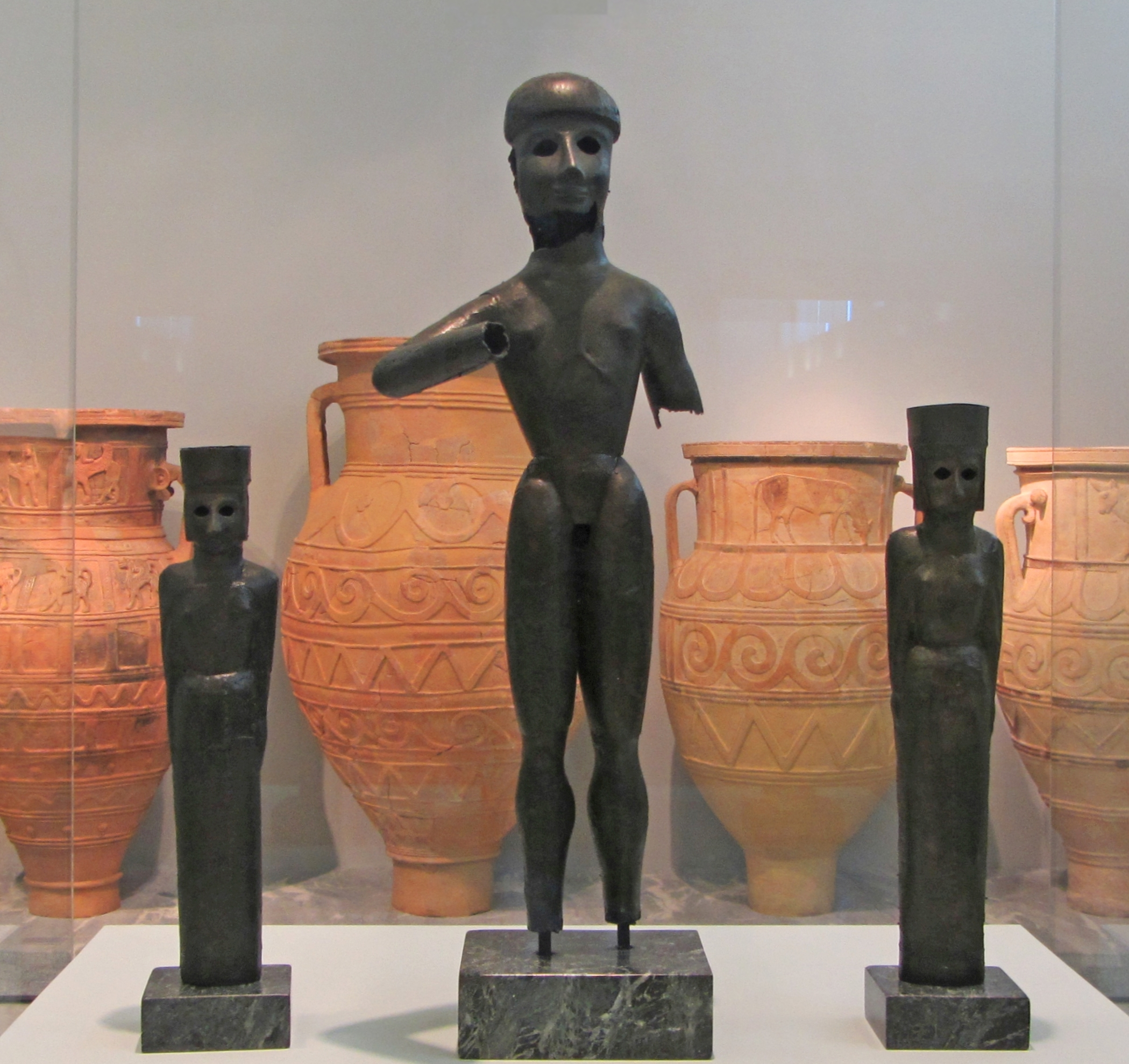
« Triade de Dréros », statuettes de culte en bronze mises au jour dans le temple d'Apollon de Dréros. Fin Musée archéologique d'Héraklion.

La civilisation mycénienne s'effondre pour des raisons non élucidées dans le courant du XIIe siècle av. J.-C., son écriture et son administration disparaissent, laissant la place à un monde moins hiérarchisé et centralisé, bien moins documenté aussi. On parle souvent d'« âges obscurs » pour cette période qui marque le début de l'âge du Fer. Il est cependant excessif de la présenter essentiellement sous un jour sombre, car elle est marquée par de profondes réorganisations affectant toute la société, y compris l'univers religieux,.
Dans ce contexte, la question des continuités religieuses entre la période mycénienne et les périodes les mieux connues de la Grèce antique est controversée : pour certains la continuité des noms d'un nombre notable de divinités, parmi lesquelles se trouvent certaines des plus importantes, suffit à privilégier la continuité, d'autres en revanche penchent plus en faveur de la rupture.

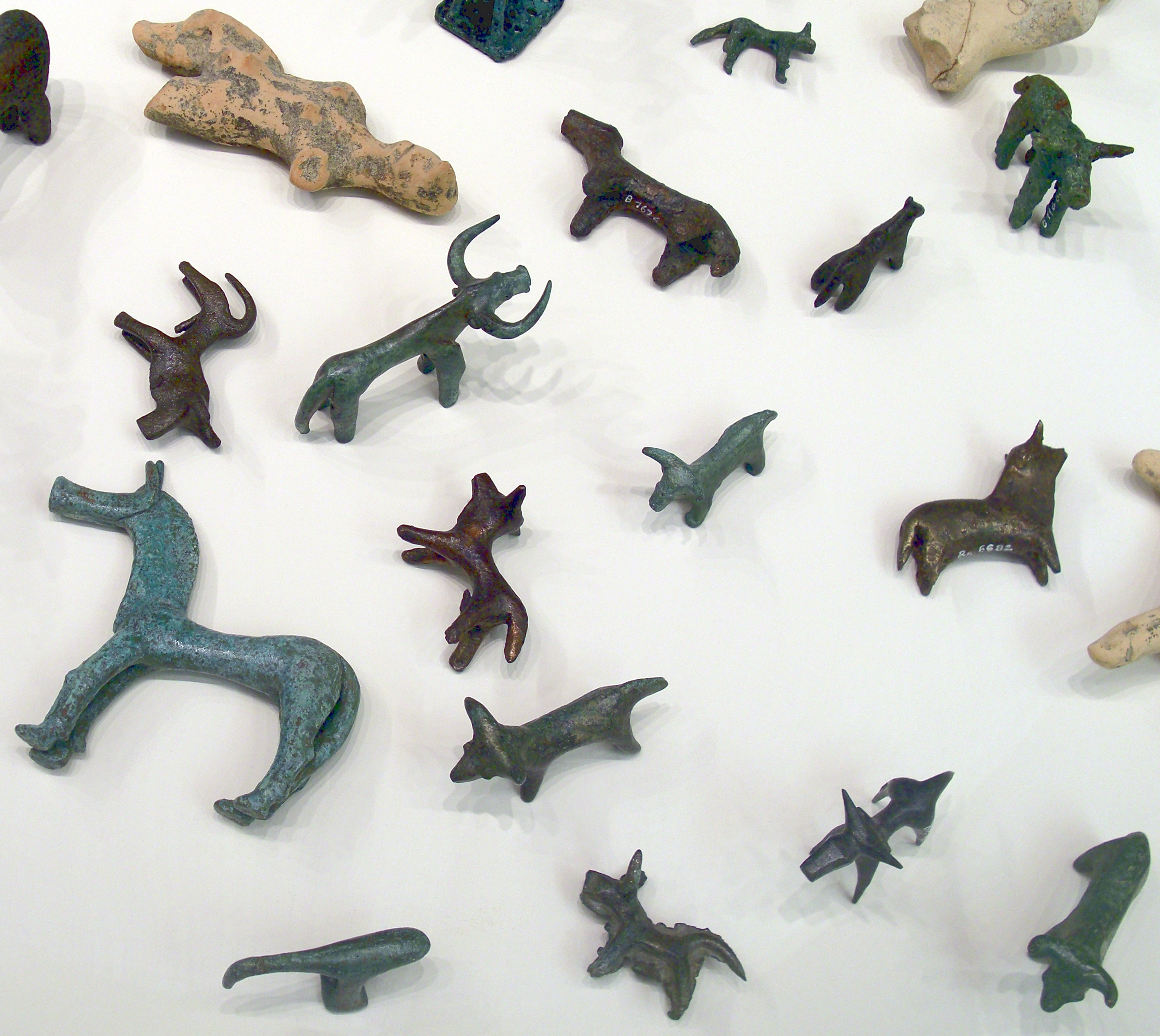
Statuettes vouées à Zeus dans son sanctuaire d'Olympie, Musée archéologique d'Olympie.

En dehors des sépultures qui sont une nouvelle fois la principale source d'informations archéologiques, les seuls éléments tangibles sur les pratiques religieuses sont à rechercher sur les lieux de cultes. Ceux-ci sont alors essentiellement en plein air, sans construction en dur, et seuls les dépôts cultuels permettent de les identifier. Les âges obscurs voient l'apparition de tels dépôts sur les futurs grands sanctuaires panhelléniques d'Olympie, Delphes et Délos. D'autres sanctuaires majeurs deviennent des lieux de culte importants durant cette époque, comme les temples d'Hera d'Argos et de Samos, celui de Thermos, celui d’Éleusis, etc. L'apparition des premiers temples à la fin des âges obscurs, d'abord des édifices en bois puis en pierre, crée une rupture avec le passé. Au VIIIe siècle av. J.-C. l'essor du culte s'accélère, ce qui est visible par leur architecture de plus en plus monumentale et la présence de dépôts d'offrandes bien plus riches que par le passé. Cela est lié aux bouleversements sociopolitiques de l'époque, qui voit l'apparition de la cité, phénomène dans lequel les sanctuaires jouent un rôle crucial car ce sont des éléments majeurs dans l'appropriation du territoire par la communauté civique qui y vit,,. Un autre phénomène religieux important visible au VIIIe siècle av. J.-C. est le développement des cultes héroïques, à l'emplacement d'anciens tombeaux monumentaux de l'âge du Bronze où sont déposées des offrandes.
C'est durant la seconde moitié du VIIIe siècle av. J.-C. que sont forgés (manifestement à partir de matériaux plus anciens) les poèmes épiques d'Homère (Iliade et Odyssée), puis peu après ceux d'Hésiode (Théogonie), qui sont d'une importance cruciale pour l'histoire religieuse grecque antique puisqu'ils donnent la vision dominante des dieux grecs à apparence humaine, leur organisation, leurs rapports avec les hommes, et l'idée d'un destin qui s'impose à tous. Les poèmes homériques décrivent de nombreux rituels religieux : sacrifices, offrandes, hymnes, prières, libations, serment, danses, divination, fêtes, cérémonies funéraires, etc. Bien qu'on discute quant à savoir dans quelle mesure ces textes décrivent une réalité de leur époque de composition ou bien en présentent des versions romancées voire imaginaires, ils sont une source majeure pour la connaissance de la religion grecque antique. Ils sont restés une référence et un modèle durant toute l'Antiquité grecque, sans pour autant avoir un statut de textes sacrés puisqu'ils sont constamment discutés et critiqués, et que des versions alternatives à leurs récits sont proposées.
En tout cas, à la lumière de ces textes fondateurs et des découvertes archéologiques, il apparaît que la plupart des traits caractéristiques de la religion grecque antique (panthéon, rites, fêtes, lieux de culte) sont en place vers 700 av. J.-C. ou peu après.

### Époques archaïque et classique

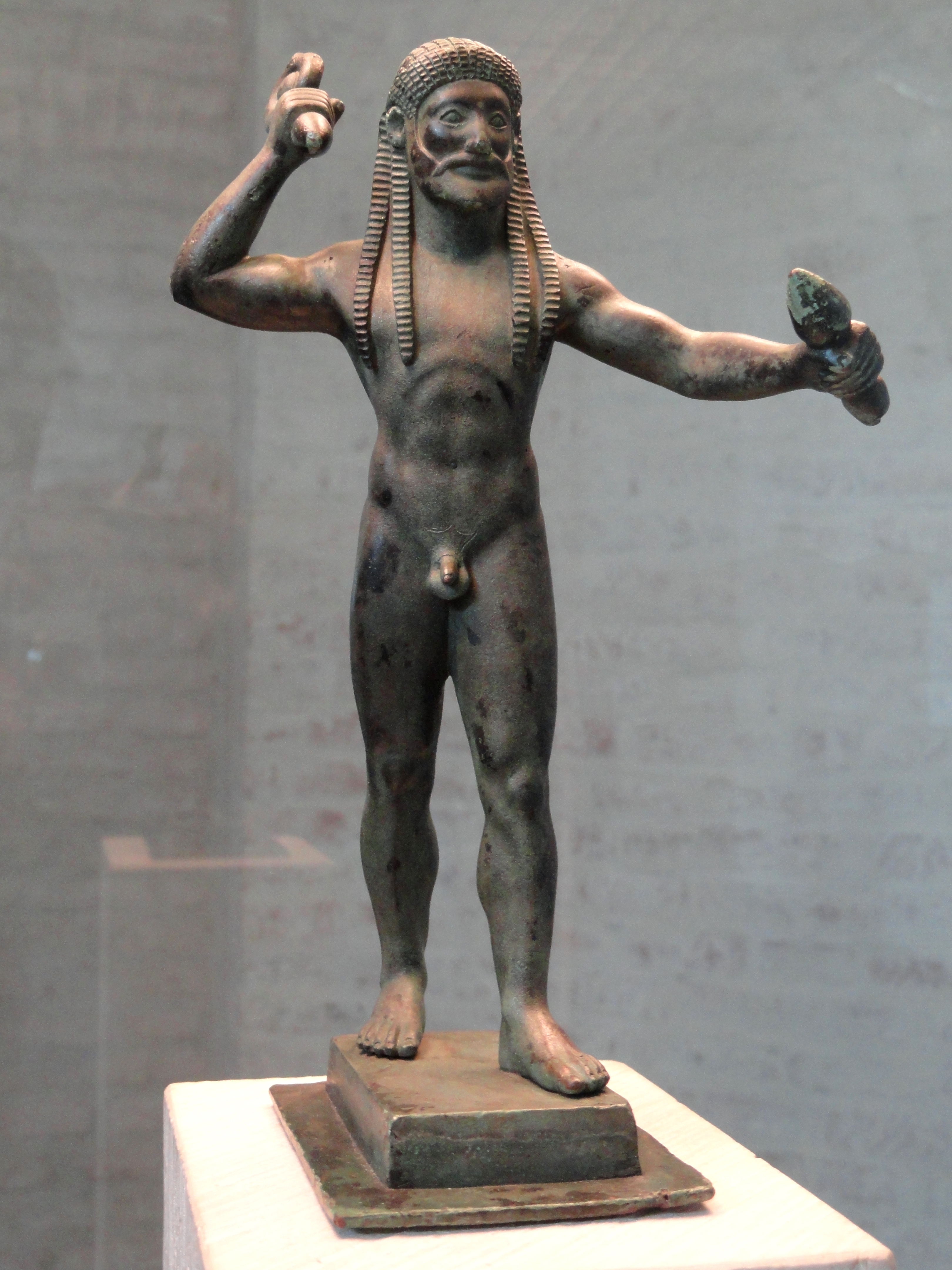
Statue de Zeus représenté avec des éclairs dans les mains, statuette d'époque archaïque. Glyptothèque de Munich.

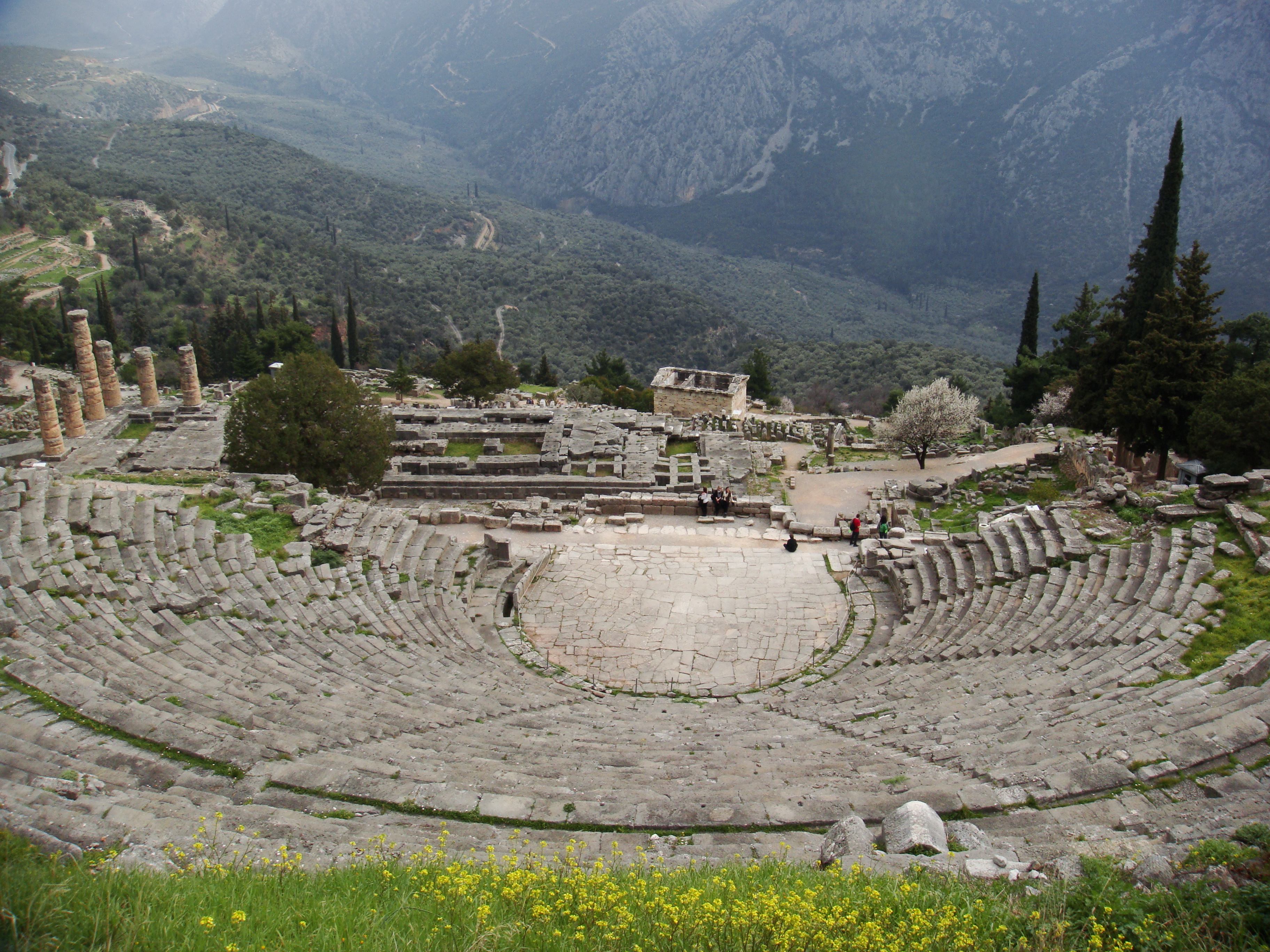
Le théâtre et le temple d'Apollon de Delphes.

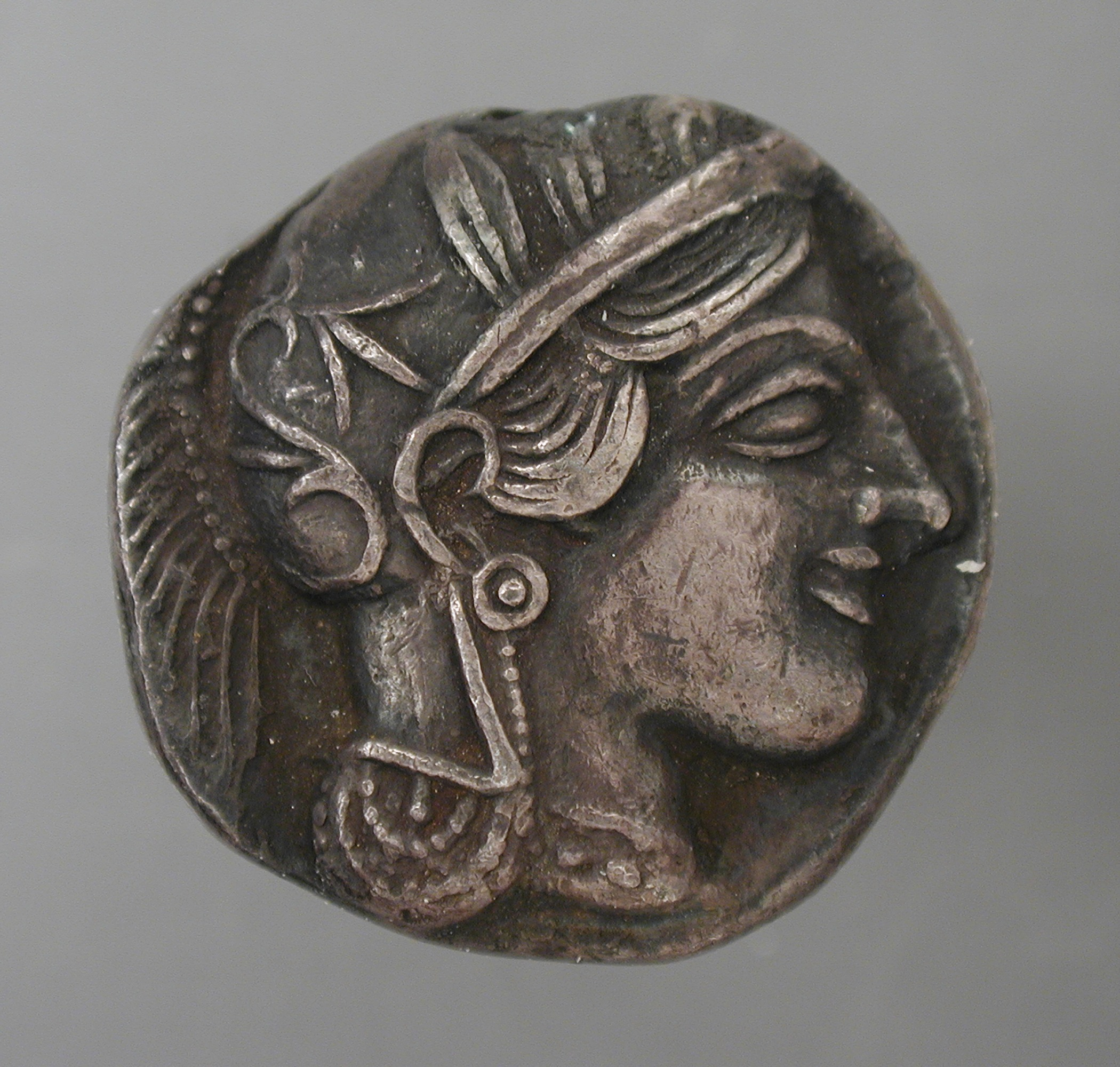
Tétradrachme athénien à l'effigie d'Athéna, la déesse de la cité. Milieu du Los Angeles County Museum of Art.

La religion grecque des cités de l'époque classique (v. 480-323 av. J.-C.) est généralement placée au cœur des études sur la religion grecque antique et son histoire, l'époque archaïque (v. 776-480 av. J.-C.) qui la précède jouant un rôle formatif.
La religion de ces deux périodes a pu être définie comme la religion des cités grecques ou « religion de la polis ». C'est sous cette forme historique que la religion grecque antique est décrite la plupart du temps, ce qui résulte en bonne partie de l'abondance de la documentation, qu'elle soit littéraire, épigraphique, artistique ou architecturale. Le changement renvoie au fait que les structures politiques sont bien différentes de celles d'avant. L'autre caractéristique qui la singularise par rapport aux époques précédentes est architecturale : le temple, qui prend une importance majeure dans les sanctuaires, modèle qui doit peut-être quelque chose aux influences extérieures (égyptienne et/ou proche-orientale),.
La religion et le cadre sociopolitique de la polis sont intimement liés. Selon les mots de C. Sourvinou-Inwood, la cité-État « articulait la religion et était elle-même articulée par celle-ci (…) Le rituel renforce la solidarité de groupe et ce processus est d'une importance fondamentale dans l'établissement et la perpétuation des identités civiques et culturelles, ainsi que religieuses ».
Parmi les autres problématiques, la question des influences extérieures (en particulier depuis le Proche-Orient, l'Anatolie, l’Égypte) qui ont pu introduire des changements dans la religion grecque à l'époque archaïque, en particulier durant la période « orientalisante », a été souvent posée, mais les sources sont limitées pour trancher sur ce point,,,,. Le phénomène s'analyse sans doute mieux s'il est considéré comme une réception et non une influence ou une dépendance : pour le comprendre il convient de se placer du point de vue des Grecs et des éléments qu'ils reprennent, de ceux qu'ils laissent de côté, et des différences.
Parmi les évolutions perceptibles durant l'époque classique, se repère l'essor des cultes à mystères, notamment ceux d'Éleusis, des cultes dionysiaques (« bacchiques ») et orphiques. Le monde grec accueille des divinités venues de l'extérieur telles que la phrygienne Cybèle, le syrien Adonis, la thrace Bendis. Les évolutions se font aussi à l'intérieur du monde grec, Athènes accueillant ainsi le culte du dieu arcadien Pan. Le IVe siècle av. J.-C. voit aussi le développement du culte des personnifications divines, notamment la Fortune, Tychè, mais aussi la Paix, Eiréné, la Concorde, Homonoia, etc.,. Les philosophes (dont l'émergence peut également être reliée au cadre de la cité-État, propice aux débats d'idées) proposent de nouvelles approches du religieux, certes sans incidence sur la pratique de la majorité, mais amenées à être influentes dans les milieux des élites intellectuelles de l'Antiquité.
Les causes derrière ces évolutions sont débattues. Dans le contexte athénien, on a souvent voulu les relier aux conséquences de la guerre du Péloponnèse (431-404) sur l'univers mental, le conflit créant une « crise » puisqu'il aurait affaibli la cohésion du corps social et entraîné la défiance envers les dieux patrons traditionnels. Mais même si cela était admissible, ce qui est contesté, cela ne vaudrait que pour cette cité et pas pour les autres.

### Époques hellénistique et romaine

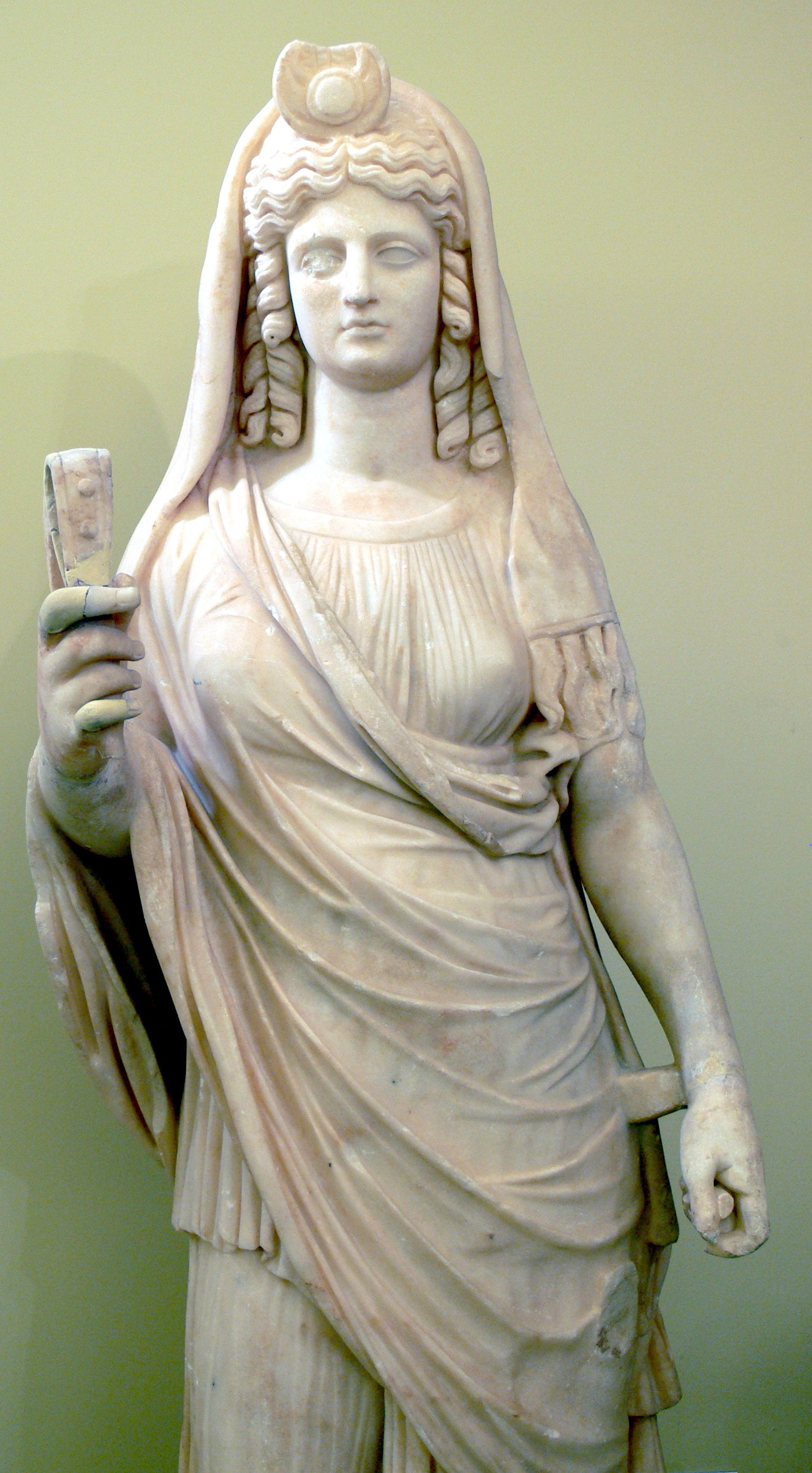
Isis-Perséphone, statue provenant de Gortyne, fin II. Musée archéologique d'Héraklion.

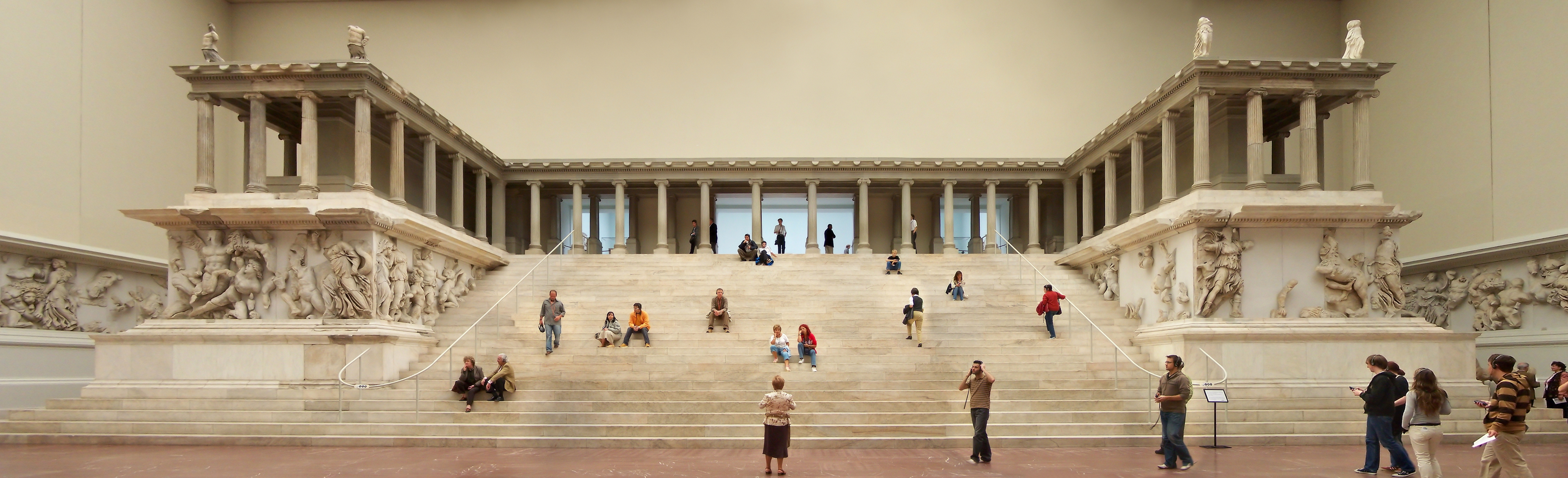
Le grand autel de Pergame, début du, reconstitué au musée de Pergame à Berlin.

Les périodes hellénistique et romaine ont souvent été vues comme des phases de déclin de la religion traditionnelle, ouvrant la voie à de nouvelles tendances, plus individualistes, comblant mieux les attentes des populations : les cultes à mystères et orientaux, vus comme des reflets d'un âge d'anxiété, de tourments, le culte impérial, l'essor du culte de la « Bonne Fortune », ou bien de l'ouverture au monde et du cosmopolitisme qu'auraient engendré les conquêtes d'Alexandre. Mais en réalité le modèle de la polis n'a pas connu de crise durant ces périodes, puisqu'il reste central et dynamique, et l'époque hellénistique a pu être présentée comme un « été indien de la religion civique » (N. Deshours). De ce fait c'est plutôt l'impression de continuité qui peut ressortir par rapport à l'époque classique,. Il n'empêche que les évolutions propres de la religion du monde grec à ces époques justifient qu'elles soient plutôt traitées à part, dans le cadre d'un « long âge hellénistique » (A. Chaniotis), dans les régions de la partie orientale de la Méditerranée de l'époque hellénistique et du Haut Empire romain (jusqu'aux Antonins inclus).
Une particularité de la période est le pluralisme religieux plus important, qui met bien plus de Grecs que par le passé en relation directe avec des cultes étrangers. Cela affecte aussi les anciennes cités de Grèce et d'Asie Mineure qui s'ouvrent à ces influences. Cela concerne notamment le culte de la déesse égyptienne Isis, qui se voit ériger un lieu de culte jusqu'au Pirée, et du dieu Sarapis, de même origine. Ces mises en contact génèrent en certains endroits des frictions, voire des rejets, alors qu'ailleurs encore la coexistence semble plus harmonieuse et on décèle des formes de syncrétisme ou du moins de juxtaposition de cultes grecs et non grecs (notamment en Bactriane).

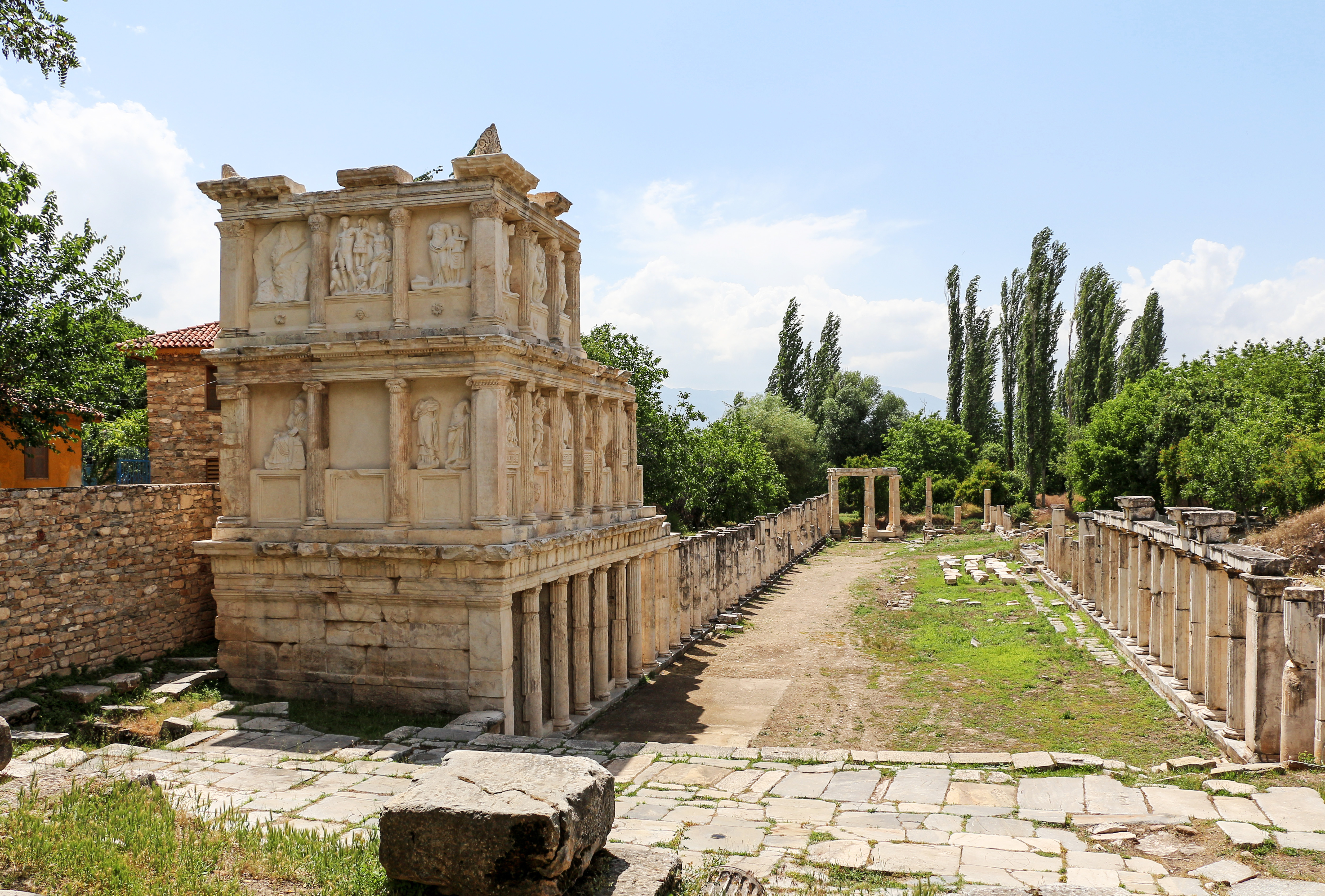
Le Sebastéion d'Aphrodisias, temple dédié à Auguste, I.

Des divinités issues du fond grec connaissent aussi un essor durant cette période, comme le dieu-guérisseur Asclépios,. Les cultes à mystères restent en vogue, notamment ceux d'Éleusis, qui attirent les élites romaines. Ceux de Samothrace jouissent également d'une large audience, de même que ceux qui apparaissent à Andania en Messénie. Les oracles d'Apollon d'Asie Mineure, Didymes et Claros, gagnent aussi en popularité durant ces périodes. Un autre phénomène nouveau de la période est le développement du culte des monarques (rois hellénistiques puis empereurs romains),,.
L'influence culturelle grecque dans le monde romain (d'où le fait qu'on le désigne aussi comme « gréco-romain ») est considérable. L'influence religieuse grecque est importante en Italie dès avant la période de conquête romaine. Mais cela touche plus aux apparences, notamment à la représentation plastique des dieux, ou à la conception des divinités chez les lettrés de langue latine qui reprend celle des lettrés grecs, et concerne moins les cultes romains, qui ne semblent pas avoir été particulièrement touchés par l'influence grecque,. Le pouvoir romain participe activement à la restauration des temples grecs, ou à la construction de nouveaux, en particulier sous Hadrien qui stimule la dernière grande phase de constructions dans les sanctuaires grecs antiques, au IIe siècle, dans laquelle le culte aux empereurs joue un rôle important.
Dans la culture des élites et les lettres, le passé classique, avec sa religion, a déjà un statut de référence, visible à l'époque romaine impériale avec les orateurs de la seconde sophistique ou l'exploration du passé religieux des cités grecques par Pausanias. Cette période est aussi caractérisée par des croyances religieuses plus personnelles voire « humanistes ». Les réflexions philosophiques prennent en effet à cette période une coloration religieuse plus affirmée, notamment dans les cercles platoniciens (« médio-platonisme »), annonçant la pensée de l'Antiquité tardive.

### La fin des cultes polythéistes

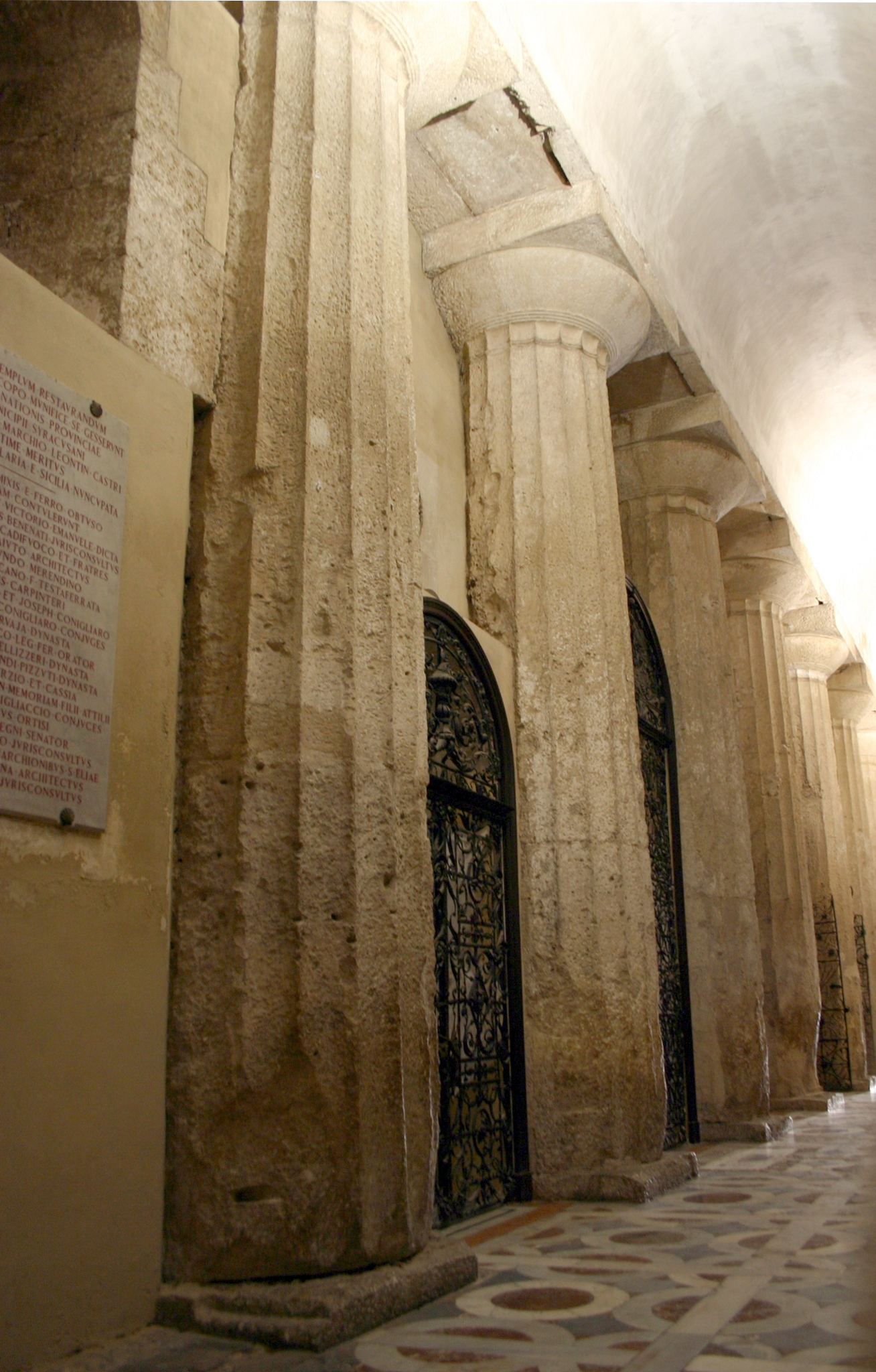
Colonnes doriques du temple d'Athéna de Syracuse, converti en église durant l'Antiquité tardive, encore visibles de nos jours dans la cathédrale de la ville.

C'est dans ce contexte que se produit l'essor du christianisme, plus marqué dans le monde grec qu'ailleurs, et qui est en partie influencé par l'hellénisme bien qu'il soit issu du judaïsme (il prend largement appui sur les communautés juives des cités grecques). Il pose rapidement un défi à la religion et la pensée polythéistes. Le néoplatonisme émerge au IIIe siècle alors que le monde romain est secoué par une crise et débat avec ces nouveaux courants religieux qui affirment leur dynamisme. La pensée religieuse et philosophique prend alors un tournant qui se veut plus rationnel, transcendantal, tend au monothéisme, s'interroge sur la foi et la destinée individuelle. Toutes ces nouvelles approches s'intègrent plus difficilement dans le cadre traditionnel de la religion grecque antique. Le christianisme s'y oppose frontalement.
Il ne faut pas pour autant considérer que les cultes polythéistes soient figés durant l'Antiquité tardive, car ils ont connu leurs propres évolutions, en réaction ou non au christianisme : le sacrifice sanglant est supplanté par le sacrifice d'encens, les pratiques privées telles que les prières personnelles semblent connaître un essor, de même que le culte du génie, de la magie, la divination, la théurgie, etc. Mais au milieu du Ve siècle le christianisme est probablement devenu majoritaire et le polythéisme décline clairement. Les empereurs prennent des mesures visant à supprimer la religion grecque antique : proscription des sacrifices sanglants et des cultes polythéistes ; le dernier oracle de Delphes et les derniers jeux olympiques (antiques) dateraient de 393 ; Justinien ordonne l'obligation de baptême en 529, ainsi que la fermeture des écoles de philosophie. Les sanctuaires polythéistes sont parfois convertis en églises, à l'image de ce qui arrive au Parthénon d'Athènes vers 600.
La christianisation passe en effet par une réappropriation de l'espace, par la construction d'églises, de cimetières, de lieux de culte aux saints et aux martyrs. Elle voit aussi l'affirmation de nouvelles figures qui prennent une grande place dans la société, l'évêque et le moine, alors que l'empereur se dote d'une fonction de garant de l'orthodoxie. Elle concurrence directement des pratiques polythéistes, comme l'indique le fait que le rôle des dieux guérisseurs est repris par les miracles des saints et moines itinérants, ces derniers rivalisant aussi avec les devins et magiciens populaires en milieu rural. Malgré quelques épisodes de violence, la coexistence entre différentes religions semble être dans l'ensemble plutôt pacifique. Les temples sont en général déconsacrés, abandonnés et ensuite utilisés comme carrières de pierre. Puis le christianisme s'impose définitivement par la christianisation progressive de tous les aspects de la vie quotidienne et privée (naissance, mariage, mort, calendrier liturgique), et le développement d'images religieuses chrétiennes une fois que celles célébrant les divinités polythéistes aient été expulsées des espaces publics,.
La fin des cultes polythéistes est difficile à tracer après la disparition des cultes publics. Des rituels aux relents « païens » sont encore dénoncés par des écrivains chrétiens durant l'époque byzantine. Mais il n'est pas assuré qu'il s'agisse de continuités des cultes et croyances polythéistes : il pourrait s'agir de pratiques populaires ne trouvant pas grâce aux yeux de l'élite, dénoncées comme non-chrétiennes afin de les condamner.

## Croyances et pensées religieuses
Les anciens Grecs entretiennent des rapports avec une multitude de divinités, régis par un ensemble de principes que révèlent notamment l'étude de leur vocabulaire religieux, et celle des différentes pratiques religieuses assurant les contacts et les échanges avec le monde divin.
Leurs croyances se passent de dogme et d'une orthodoxie, et de textes sacrés. Les croyances et la pensée religieuse ressortent principalement de leurs rites et attitudes rituelles, qui permettent de comprendre la manière dont sont conçues les relations entre les humains et les divinités, ce qui renvoie au caractère « ritualiste » de la religion grecque : « le formalisme de l'observation des rites renvoie à tout un système d'organisation qui structure la société humaine et ses rapports avec l'univers qui l'entoure » (L. Bruit Zaidman et P. Schmitt Pantel). S'exprimant sur le rite majeur du culte grec, le sacrifice sanglant, M. Detienne explique que « le système sacrificiel échappe très largement à la pensée claire et explicite ; il relève d'un savoir partagé dont les Grecs n'éprouvent le besoin de formuler les différents termes qu'à travers les exégèses déployées dans les milieux marginaux où s'élèvent et se font entendre les voies de la protestation », qui permettent de dessiner en filigrane les contours de ce « système secret et implicite. »
Il est par suite courant de considérer que les rites priment sur les croyances, voire que raisonner en partant des questionnements sur la foi et la piété reviendrait à transposer une pensée moderne sur celle des Anciens. Cela explique la place secondaire qu'occupent les croyances dans de nombreuses études. En tout état de cause, quand bien même les rites sont le point de départ de la réflexion, les questionnements sur les croyances sont au moins essentiels pour comprendre comment les anciens Grecs donnent du sens aux rituels qu'ils accomplissent.
Un aspect des croyances antiques (et modernes) mis en avant par certains spécialistes du sujet est qu'il ne faut pas forcément y rechercher un ensemble monolithique et cohérent : P. Veyne a rappelé la banalité de la pluralité des croyances, tandis que H. Versnel a travaillé sur les « inconsistances », contradictions, incohérences et ambiguïtés, qui seraient une partie intégrante de la religion antique. La religion grecque antique semble en tout cas laisser une certaine latitude aux individus dans leurs choix religieux. En l'absence de croyances gravées dans le marbre, il existe une possibilité assez large de variations, et aussi de spéculations sur la religion, qui ressortent en particulier dans la pensée des philosophes et des courants « marginaux » (pythagorisme, orphisme). Tout cela n'empêche pas pour autant de déceler des traits généraux au-delà de la diversité : « à l’intérieur d'une religion qui n'a point d'orthodoxie, point de dogmes, la méditation religieuse peut choisir des voies très diverses ; elle obéit cependant à des tendances dominantes et suit des démarches de même type » (J. Rudhardt).
Il est souvent reconnu qu'il existe des formes de croyances de « faible intensité » dans la mentalité grecque antique, bien qu'il soit difficile, voire impossible, d'y trouver une forme de croyance similaire à celles des religions monothéistes car elles sont trop différentes. Mais comme ailleurs il faut envisager que la piété soit d'une intensité différente suivant les personnes et que les rapports aux dieux et aux cultes soient très divers.

### Les divinités grecques

#### Caractéristiques principales

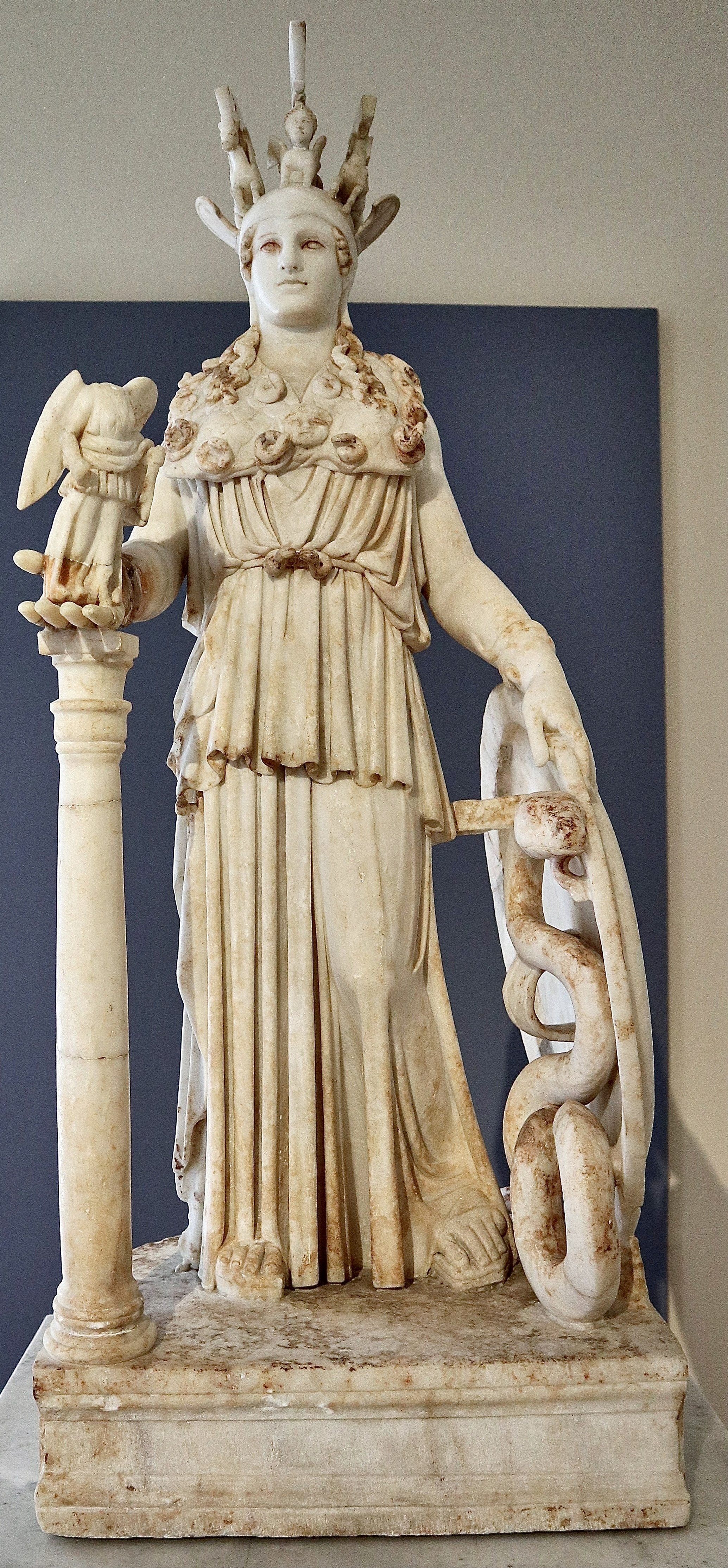
Statuette d’Athéna du Varvakeion, copie d'époque romaine de la statue chryséléphantine du Parthénon faite par Phidias. Musée national archéologique d'Athènes.

Les Grecs anciens sont polythéistes, ils vénèrent une multitude de dieux. Chaque divinité a au moins un domaine de compétence défini (parfois plusieurs), de sorte que tous les aspects de la vie humaine sont couverts, et il n'est pas inhabituel que plusieurs divinités se partagent un même domaine.
Selon A. Henrichs, au moins trois éléments fondamentaux caractérisent les divinités de la Grèce ancienne :
- elles sont immortelles, c'est-à-dire qu'elles ne meurent pas (mais elles ne sont pas éternelles car elles ont eu une naissance) ;
- elles ont fondamentalement une apparence humaine (anthropomorphisme), même si elles peuvent se métamorphoser et prendre une autre forme humaine ou animale, et leur comportement est généralement perçu comme ressemblant à celui des humains ;
- elles sont puissantes, bien plus puissantes que les mortels, en particulier dans le domaine qui relève de leur compétence, et peuvent accomplir des actes surnaturels, potentiellement bénéfiques ou néfastes pour les humains[139].

Pour simplifier, il peut être dit que « les dieux sont les mortels sans leurs limites » (R. Parker). Ces divinités ne sont pas présentées comme étant fondamentalement aimantes envers les hommes, elles peuvent être des facteurs d'ordre comme de désordre, sont souvent amorales dans les mythes, et n'ont pas un sens de la justice à toute épreuve. Les anciens Grecs les conçoivent donc comme des êtres leur ressemblant, aussi bien par le physique que par le comportement et les attitudes, mais plus grands, plus beaux qu'eux, et surtout immortels. La différence entre dieux et hommes ne s'explique pas par des critères moraux : « les dieux ne valent pas mieux que les hommes, ils sont juste plus puissants » (P. Veyne).
Quand il s'agit de définir ce qui singularise une divinité grecque par rapport à une autre, l'approche traditionnelle les voit comme des personnes. W. Burkert considère que quatre facteurs au moins forgent pour chaque divinité une personnalité qui la distingue des autres : « (1) le culte local enraciné dans le temps et l'espace, avec son programme rituel et son atmosphère bien à lui, (2) le nom divin, (3) les mythes qu'on rapporte à propos de cet être ainsi nommé et (4) enfin l'iconographie, avant tout la statue de culte. » L'approche structuraliste issue des travaux de Vernant considère que les divinités sont des « puissances », et pas des « personnes » comme le veut l'approche dominante. Cela conduit à relativiser les aspects « humains » des divinités (tant par l'apparence que le comportement) et à insister sur leur polyvalence et leurs relations : une même divinité aura un mode d'action différent selon les contextes ; elle ne se comprend pas sans la prise en compte des relations qu'elle entretient avec d'autres divinités, notamment dans les panthéons locaux,,.

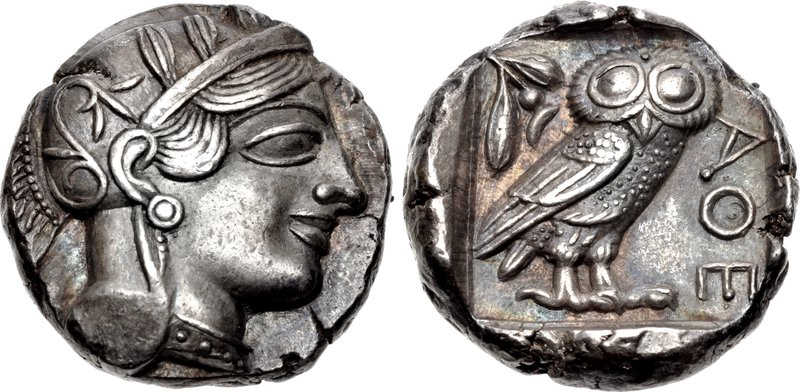
Tétradrachme athénien, avec la tête de la déesse Athéna à l'avers et la chouette la symbolisant au revers. Après 449 av. J.-C.

Parmi les éléments permettant de singulariser une divinité se trouvent ses relations de parenté avec d'autres figures divines et parfois humaines, par exemple le lien entre Apollon et Artémis et leur mère Léto. Elles forment une grande famille de dieux, plus largement une société divine. Ces relations familiales et l'origine des dieux, ainsi que leurs actions, sont rapportés dans des mythes qui donnent du contenu à leur personnalité et fonctions, les poèmes d'Homère et d'Hésiode occupant une position fondatrice pour cette approche, parce qu'ils ont « assurément fixé dans la conscience grecque une image hautement anthropomorphique et plus ou moins stable d'une société divine, un modèle extrêmement influent tout au long de l'Antiquité malgré son incompatibilité fréquente avec les pratiques et croyances rituelles. » L'art, parce qu'il diffuse des représentations standardisées des dieux, permet aux fidèles de se familiariser avec eux, et aussi avec leurs attributs divins qui les symbolisent et renvoient souvent à leurs fonctions (le foudre de Zeus, le trident de Poséidon, la chouette d'Athéna). Enfin, l'aspect rituel joue un grand rôle : la place qu'une divinité occupe dans le calendrier cultuel, les rituels pratiqués en son honneur, notamment les grandes festivités, et le sens qu'ils expriment dans l'édifice social, jouent un rôle crucial pour l'image qu'ont d'elles les fidèles. Les divinités sont regroupées par les historiens des religions dans des « panthéons », qui comprennent celles qui sont vénérées par un groupe social en particulier (notamment à l'échelle d'une cité) et dont on cherche souvent à retrouver le sens par l'analyse de la composition et des relations entre ses membres.

#### Les grandes divinités grecques
Les principales divinités grecques antiques sont celles comprises dans un groupe dominé par Zeus, constitué de ses frères et sœurs ainsi que de ses enfants, souvent désignés dans la littérature moderne par l'expression de « divinités olympiennes », parce qu'elles se réunissent sur le mont Olympe. On leur attribue des pouvoirs et fonctions ainsi qu'une iconographie spécifiques qui les distinguent les unes des autres.
- Aphrodite est la déesse de l'amour, de la beauté, avec aussi des aspects marins et guerriers.
- Apollon, est le dieu des arts et du Soleil, aussi une divinité des oracles et de la guérison.
- Arès, dieu de la guerre et de la violence.
- Artémis, déesse du monde sauvage, de la chasse, également protectrice de l'accouchement.
- Athéna, déesse protectrice des cités, de la guerre, de la sagesse, de l'artisanat et des techniques.
- Déméter, déesse de l'agriculture et des moissons
- Dionysos, dieu de la vigne et du vin, du théâtre, de l'allégresse.
- Hadès, dieu des Enfers.
- Héphaïstos, dieu des artisans, en particulier les arts du feu, notamment les forgerons.
- Héra, épouse de Zeus, déesse du mariage et de la fécondité.
- Hermès, dieu des voyages, du commerce, des voleurs, messager des dieux.
- Hestia, déesse des foyers.
- Poséidon, dieu de la mer, des tremblements de terre, des chevaux.
- Zeus, dieu du ciel et de la foudre, roi des dieux, protecteur de l'ordre social.

Perséphone, la « jeune fille », Korè, fille de Déméter et compagne d’Hadès, est une autre divinité grecque majeure, souvent vénérée conjointement à sa mère. Héraclès, le héros fils de Zeus, est divinisé par son père et occupe également une place importante dans le groupe des Olympiens.

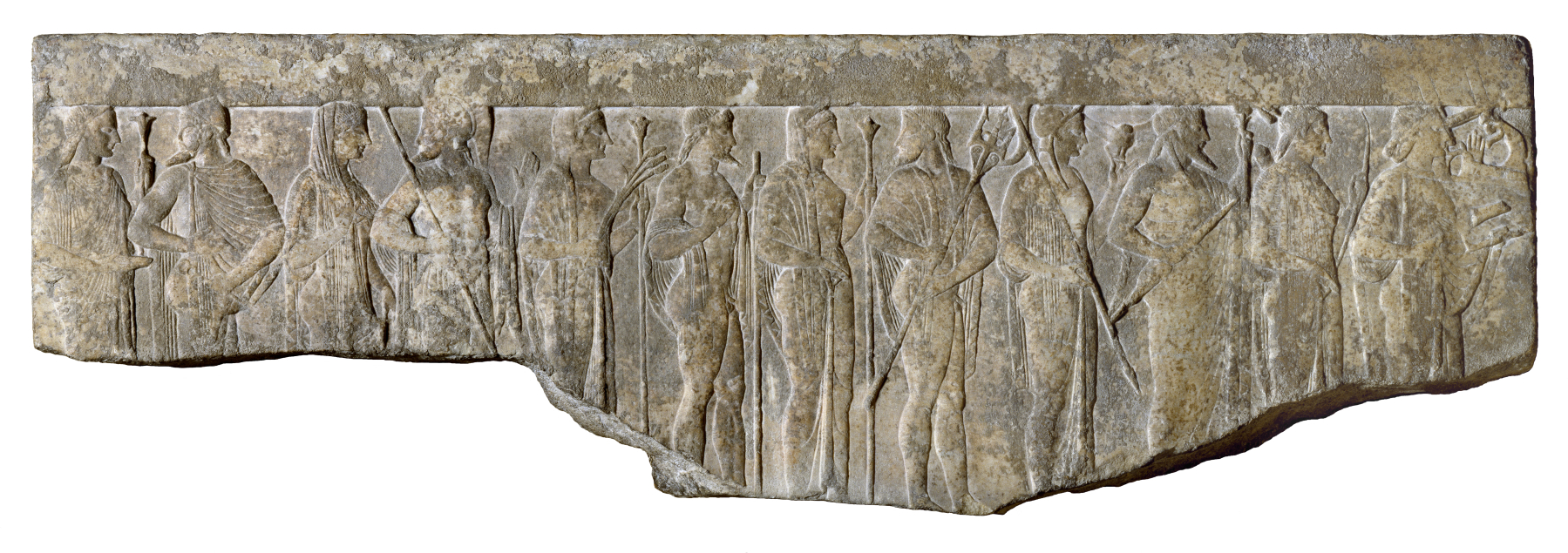
Procession des douze divinités olympiennes, de gauche à droite : Hestia, Hermès, Aphrodite, Arès, Déméter, Héphaïstos, Héra, Poséidon, Athéna, Zeus, Artémis, Apollon. Bas-relief du Ier siècle av. J.-C. ou du Ier siècle ap. J.-C. Walters Art Museum.

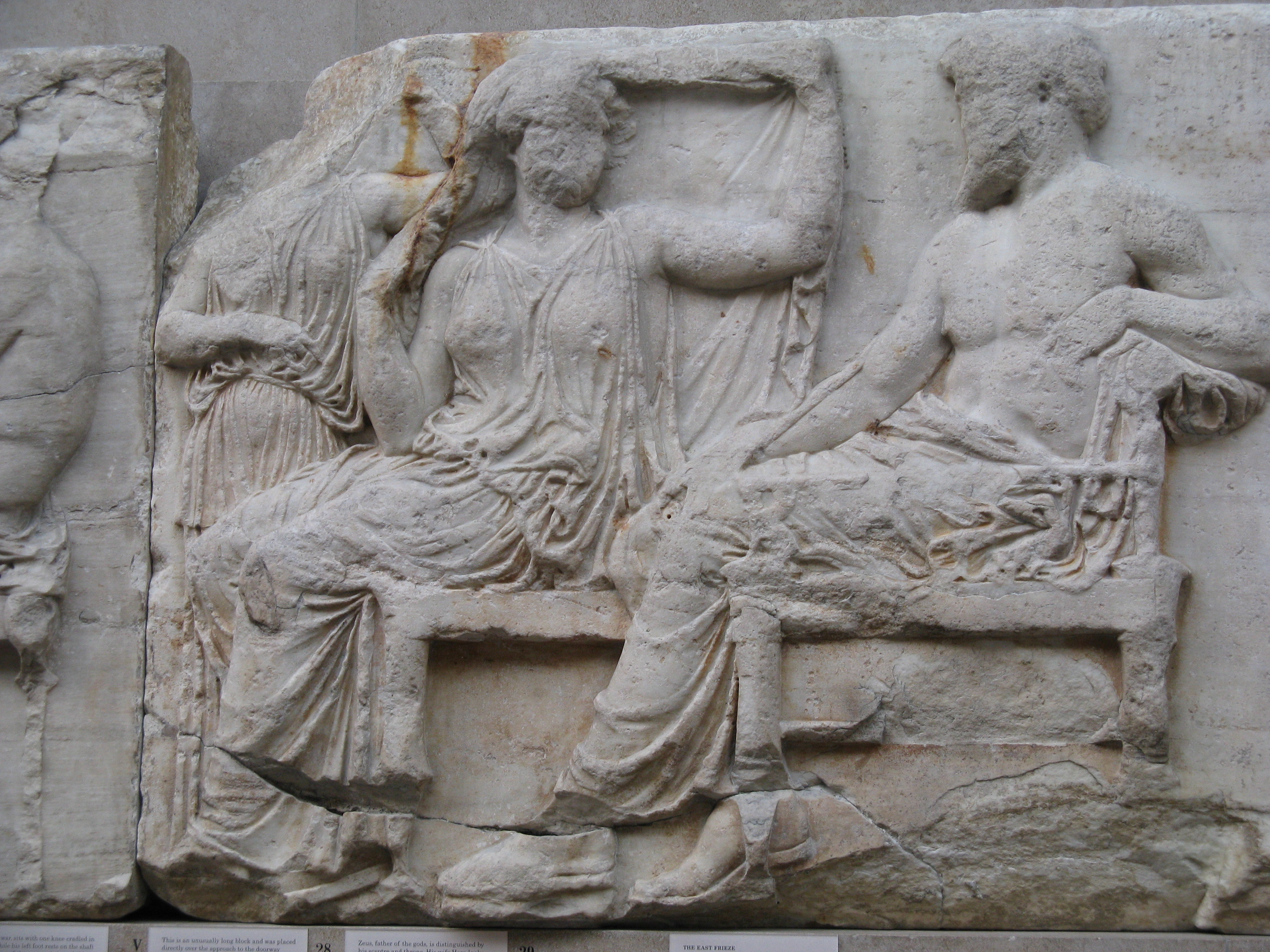
Iris, Héra et Zeus, frise des Panathénées, v. 447-433 av. J.-C. British Museum.
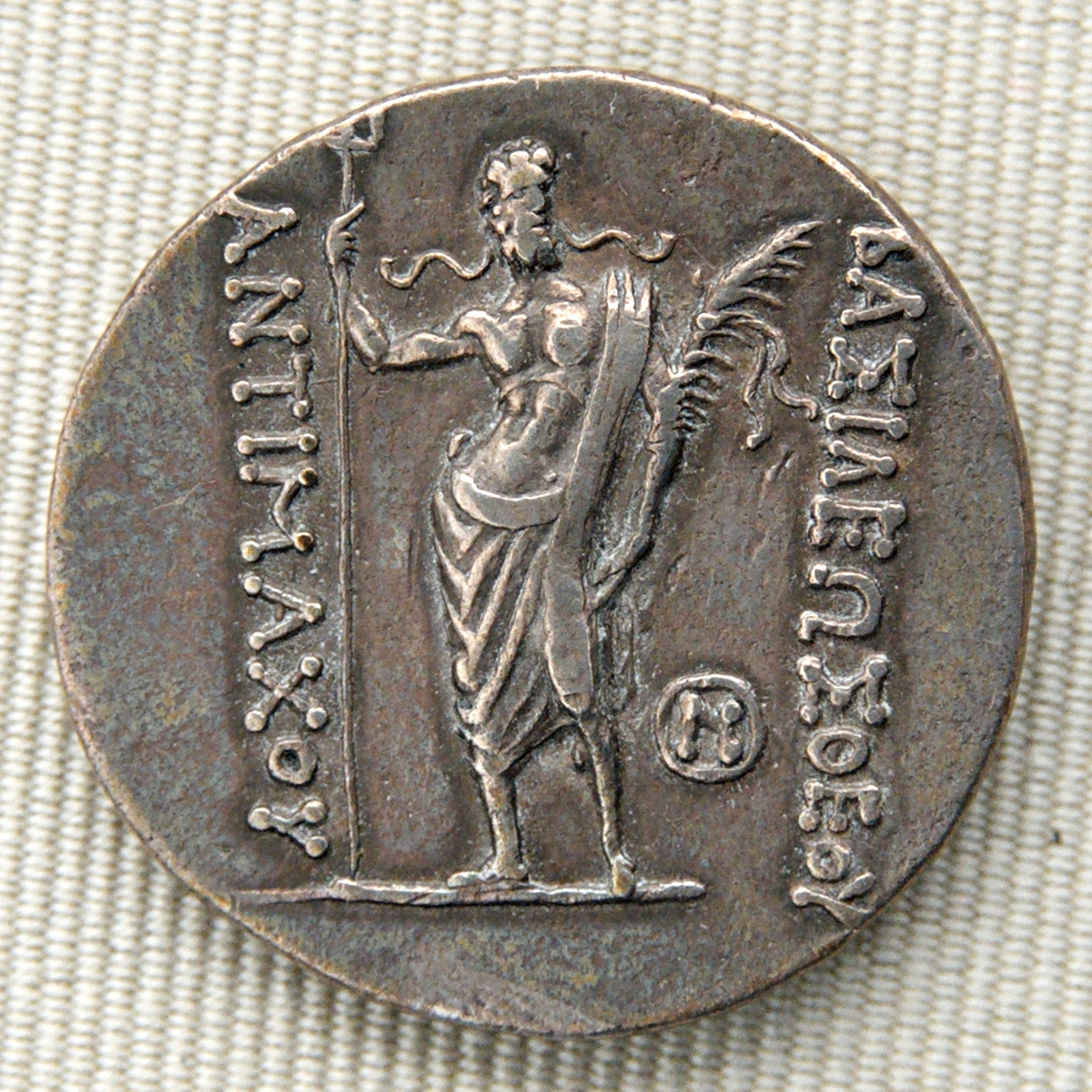
Tétradrachme en argent (revers) représentant Poséidon, règne d'Antimaque Ier de Bactriane (v. 174-165 av. J.-C.). Cabinet des Médailles.
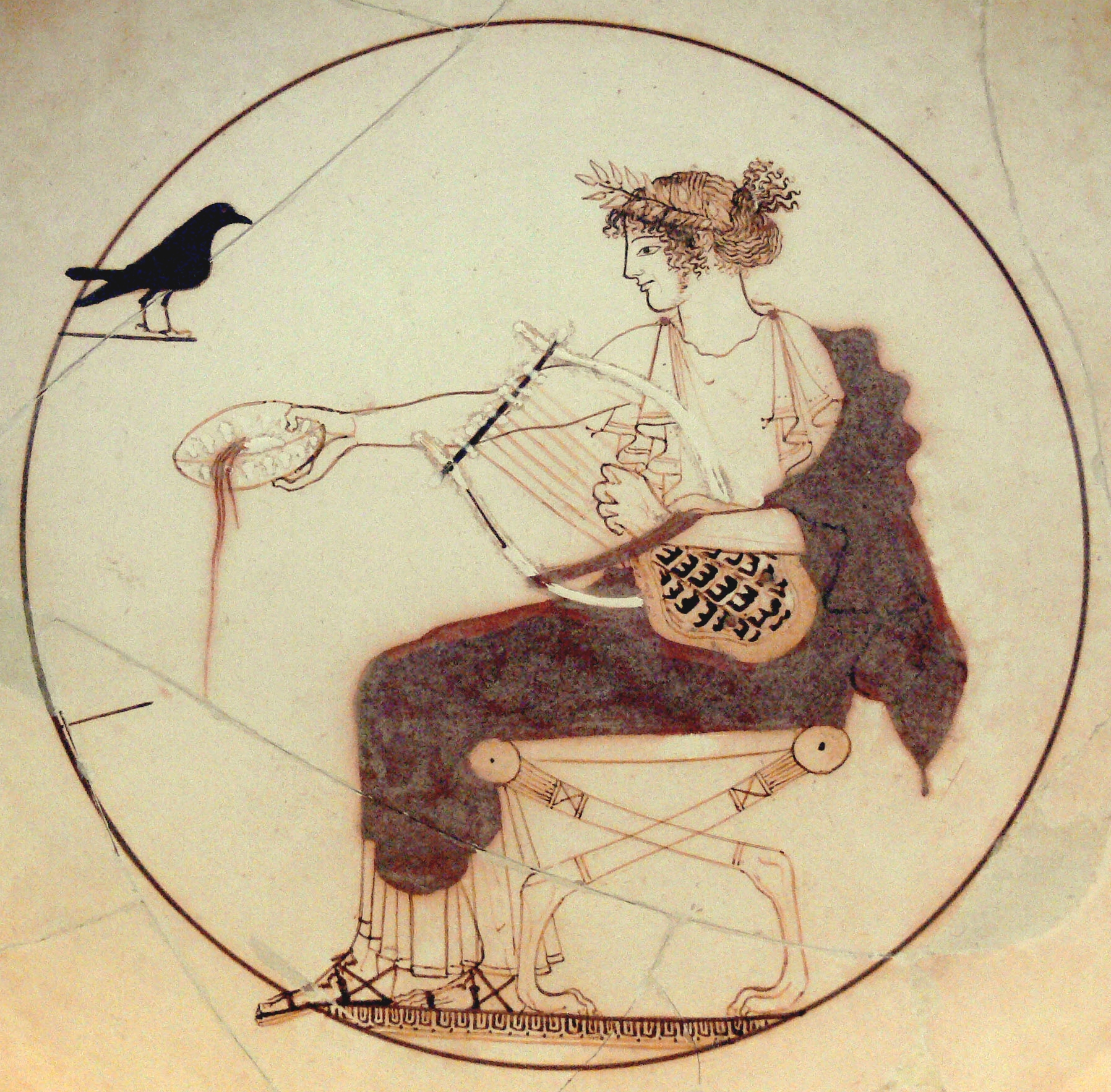
Apollon citharède versant une libation, coupe attique à fond blanc, v. 460. Av. J.-C. Musée archéologique de Delphes.
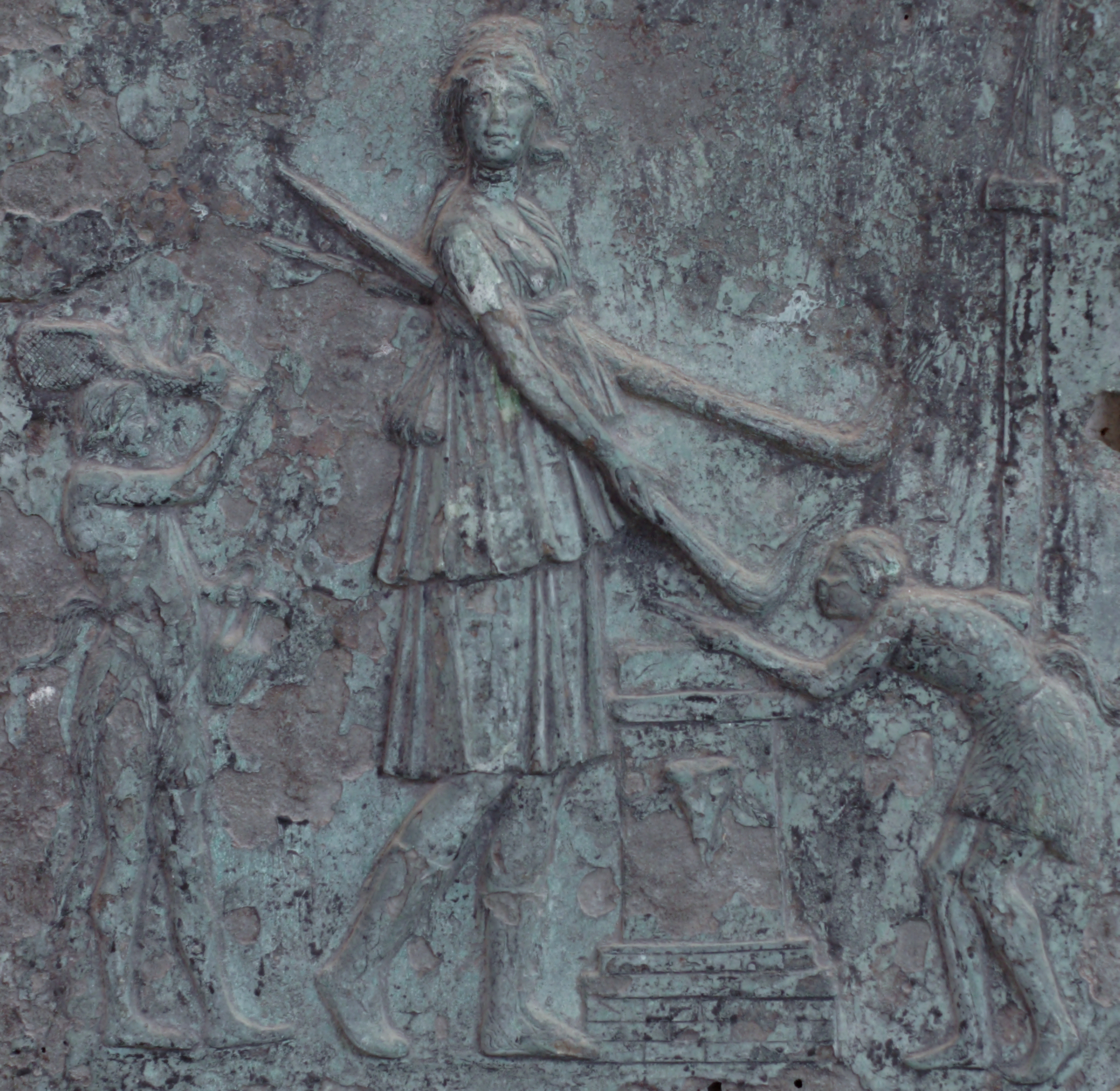
Relief en bronze représentant Artémis et deux satyres préparant un sacrifice. Musée archéologique de Délos.
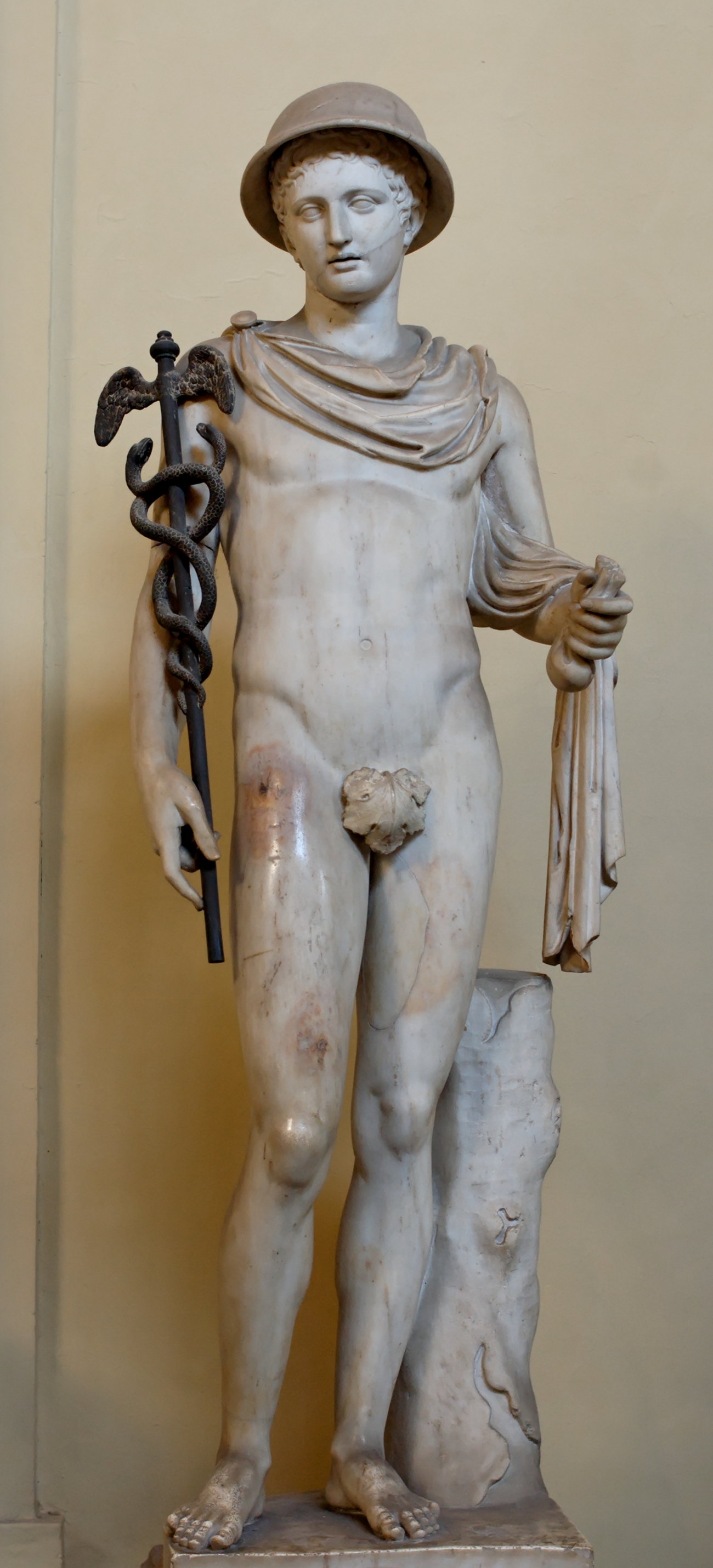
Statue de Hermès portant un pétase, copie romaine à partir d'un original grec. Musée Chiaramonti.
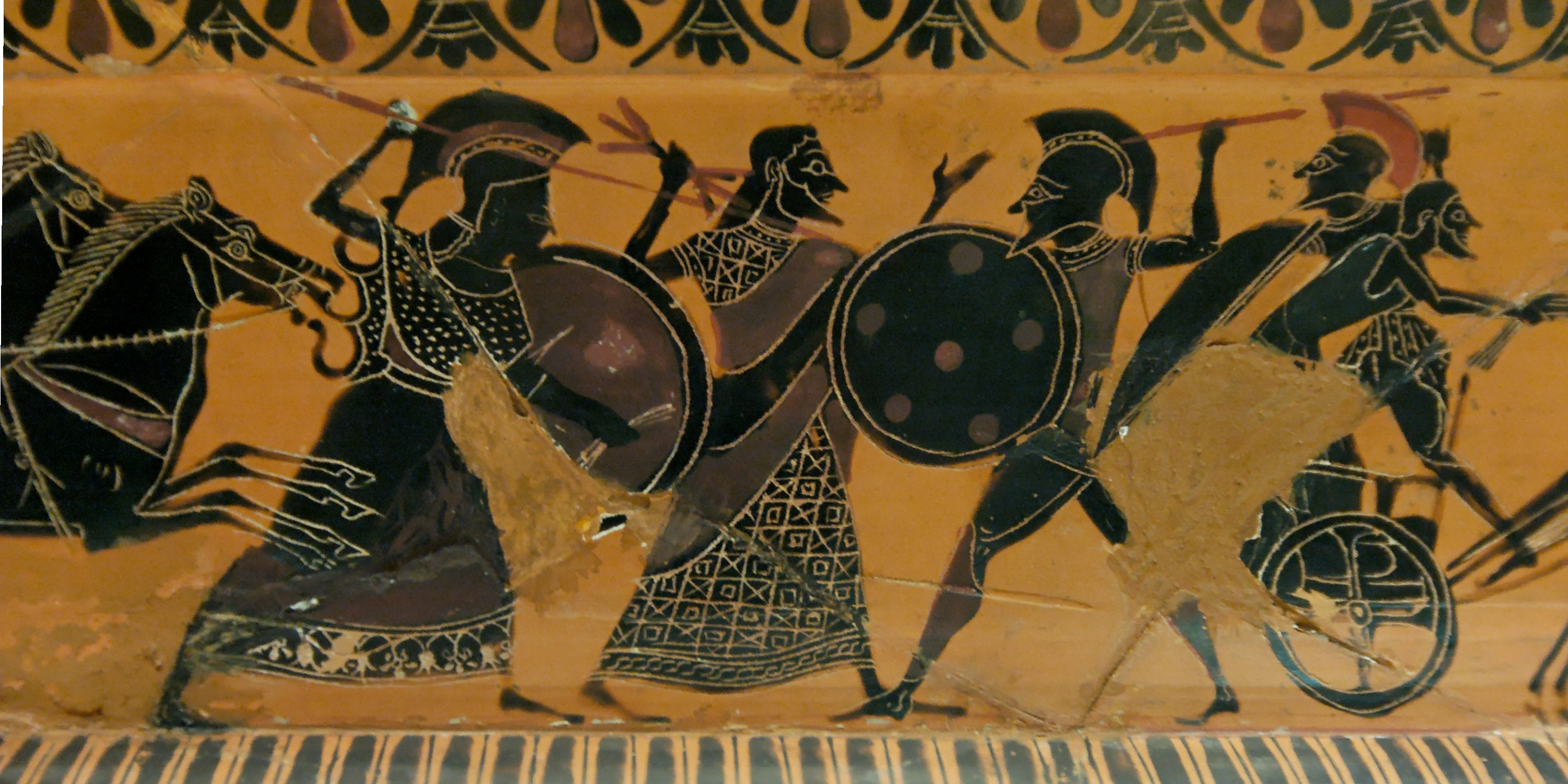
Zeus s'interpose entre Athéna et Arès, cratère à volutes de Nicosthénès, v. 540-510 av. J.-C. British Museum.
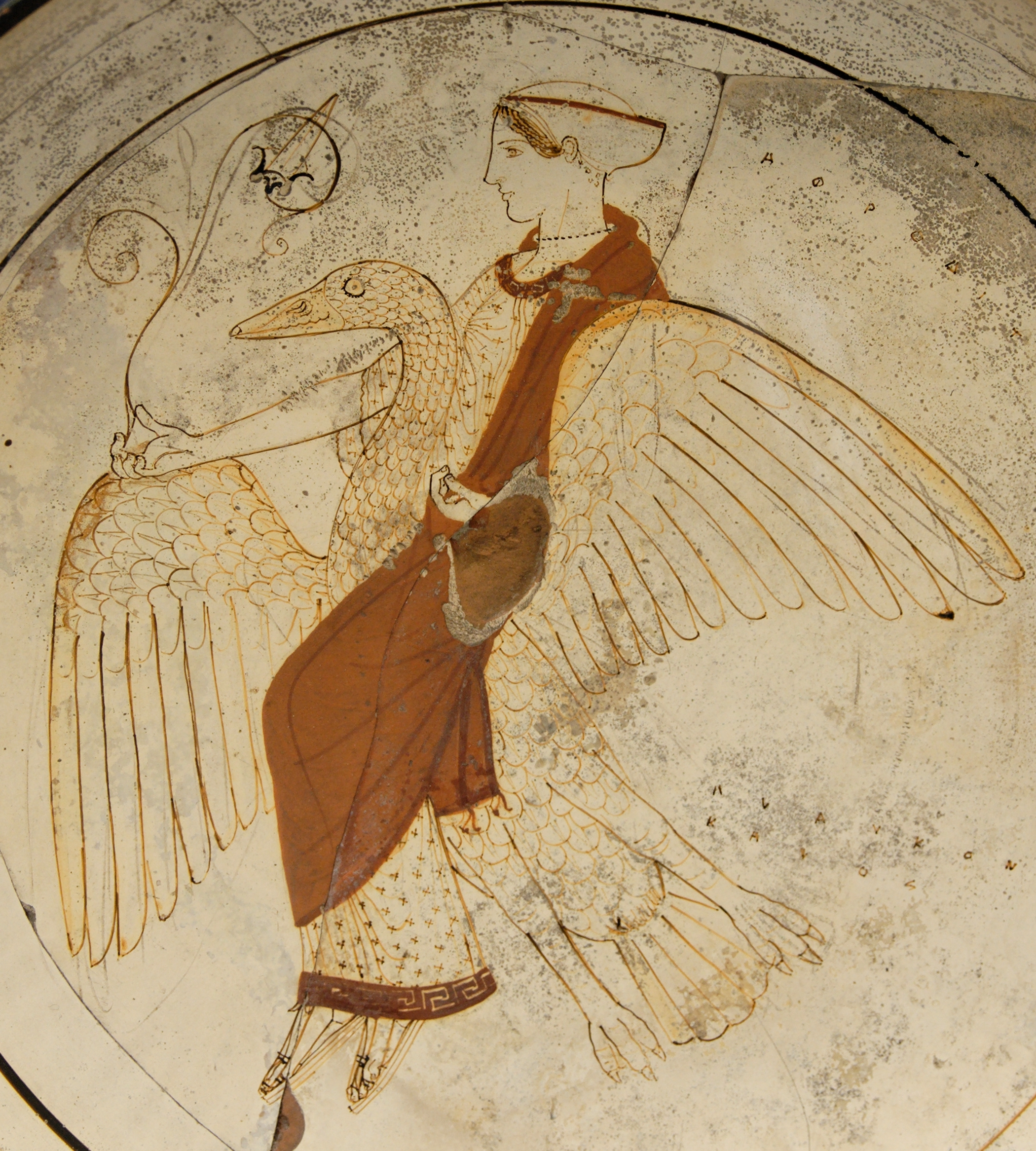
Aphrodite sur son cygne, kylix à fond blanc de Rhodes, v. 460 av. J.-C. British Museum.
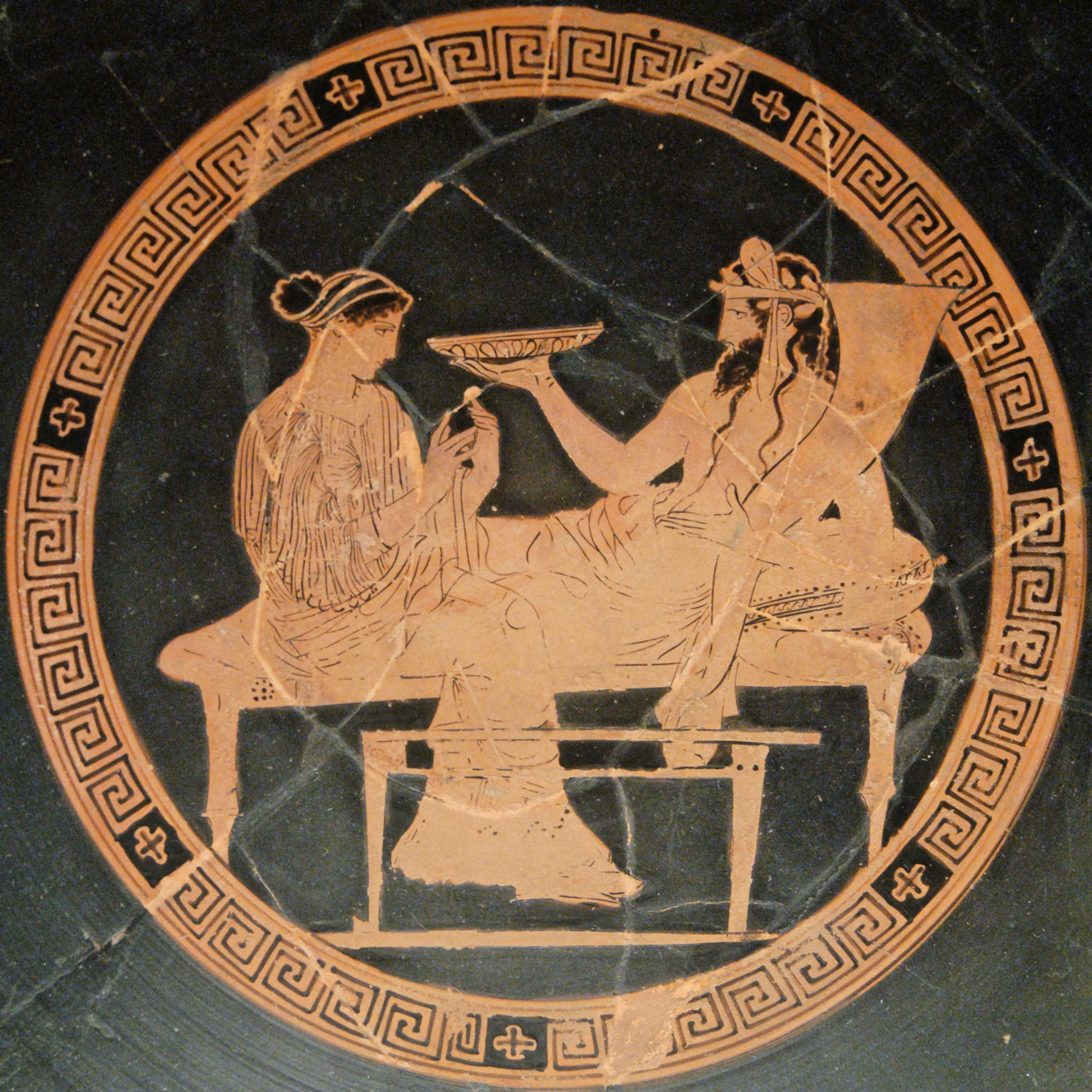
Perséphone et Hadès, médaillon d'un kylix attique, v. 440-430 av. J.-C., British Museum.

De nos jours, il est courant de regrouper les principales divinités en un ensemble de douze divinités, mais la situation antique n'est pas aussi simple. Le principe d'un groupe de douze dieux (Dodekatheon) existe certes en Grèce antique, mais sans être omniprésent, et même quand on le rencontre, ce groupe n'est jamais composé de la même manière selon les endroits, au-delà de quelques figures incontournables (Zeus, Héra, Poséidon, Athéna, Hermès, Apollon, Artémis),,,.
Ces grands dieux ne sont pas des figures aussi unitaires que la mythologie et l'art peuvent le laisser penser. En effet un même dieu peut se présenter sous différents aspects, qui sont distingués les uns des autres par une épithète accolée à leur nom, une sorte de « surnom », aussi appelée épiclèse, qui précise leurs qualités spécifiques. Elle renvoie avant tout à un lieu de culte ou à une fonction,,. Le premier élément renvoie au localisme très prononcé dans la religion grecque : il y a un Zeus d'Olympie et un Zeus de Dodone, un Apollon de Délos et un Apollon Pythien de Delphes, etc.. Le second élément reflète le fait que les dieux grecs personnifient des puissances et des qualités spécifiques. Ainsi Apollon Agyieus protège les rues, Zeus Herkeios protège le foyer, Athéna Hygeia protège la santé, Zeus Keraunios est son aspect lié à la foudre, Héra est connue à Stymphale sous ses aspects de Pais « jeune fille », Teleia « épouse » et Khera « veuve/séparée », etc. L'épithète est donc déterminante quand il s'agit de savoir de quelle manière honorer un dieu : les cultes de Zeus Lykaios, de Zeus Xenios et de Zeus Meilichios sont différents. Selon W. Burkert : « les épiclèses semblent faire voler en éclats les contours de chaque personnalité divine ».
Cela renvoie à la tension entre le général et le particulier qui caractérise le polythéisme. En pratique, les anciens Grecs rendent un culte à un des aspects de chacune des divinités, et il peut être considéré que chaque sanctuaire abrite le culte d'une divinité distincte. Mais cela n'empêche pas pour autant de déceler des similarités formant un noyau commun, donc une forme d'unité entre les figures partageant un même nom divin : tous les Zeus qui font l'objet d'un culte ne sont pas identiques, mais on reconnaîtra derrière chacun d'eux un même dieu appelé Zeus qui est commun à tous les Grecs (« panhellénique »),.

#### Autres divinités
Viennent ensuite une myriade de divinités souvent caractérisées comme « mineures » ou « secondaires », auxquelles on peut du reste joindre certains des « Olympiens » qui ont un rôle secondaire dans les cultes et les mythes (Arès, Héphaïstos, Hestia). Elles ont des champs de compétences plus circonscrits et stables que ceux des principales divinités grecques.
Beaucoup sont spécifiques à des régions ou lieux, comme Despoina en Arcadie ou Daeira à Éleusis, et sont inconnues ailleurs. D'autres peuvent être connues dans plusieurs régions de la Grèce, mais n'ont pas une personnalité divine particulièrement affirmée, par exemple Ilithyie la déesse de l'accouchement, Hécate qui est associée aux chemins, à la Lune, Prométhée, créateur et bienfaiteur des hommes, Pan le dieu-bouc associé à la nature, etc..
Les divinités liées à la nature et au cosmos comprennent Gaïa (Gê), la Terre et déesse primordiale, des dieux des vents tels que Borée, Hélios le Soleil et Séléné la Lune, Nyx la Nuit. Les Nymphes associées aux rivières et aux sources ont une place importante dans les cultes locaux.
Plusieurs groupes de divinités reçoivent un culte, parfois associées à un grand dieu : les Nymphes, les Muses, les Charites, les Cabires, les Érinyes/Euménides (les « Furies ») ; le cercle de Dionysos comprend les Ménades et les Satyres ; d'autres groupes tels que les Titans et les Géants appartiennent aux récits mythologiques.
D'autres types de divinités sont des abstractions personnifiées et divinisées : Eros l'Amour, Thémis l'Ordre, Métis la Sagesse, Diké la Justice, Niké la Victoire, Tychè la Fortune, Eiréné la Paix, Némésis l'Indignation, Eris la Discorde, etc.
L'assimilation par syncrétisme de divinités mineures dans une même divinité panhellénique est une tendance visible dans la religion grecque antique. Ces « fusions » de divinités se repèrent par les épiclèses : quand la divinité Aléa de Tégée est assimilée à Athéna, elle « devient » Athéna-Aléa. Cependant ce n'est pas systématique : ainsi la déesse crétoise Britomartis est à la fois considérée comme elle-même mais aussi comme une variante locale d'Artémis tout en préservant son nom ; les divinités Damia et Auxesia sont semblables à Déméter et Koré, mais pas assez pour être assimilées à ces dernières et elles préservent leur identité.
Des figures à la charnière de la figure du héros et de la divinité ont reçu des cultes dont la popularité n'avait pas grand-chose à envier à celle des divinités olympiennes : Héraclès le plus grand et prestigieux des héros grecs, à la fois héros et dieu ; les Dioscures, les « jumeaux divins » Castor et Polykeudes (Pollux en latin) ; Asclépios le héros et dieu-guérisseur.
Enfin les Grecs antiques ont accueilli à plusieurs reprises des divinités « étrangères » (non-grecques d'origine), que ce soit dans un culte officiel, civique, ou en dehors, au sein des associations cultuelles : Adonis le dieu mourant venu de Syrie, la déesse-mère phrygienne, Méter/Cybèle, la déesse thrace Bendis, et aux époques hellénistique et romaine les dieux égyptiens Ammon (assimilé à Zeus), Isis et Sarapis (un aspect d'Osiris hellénisé),.
Ces exemples rappellent que le monde divin grec n'est pas statique. Cela se voit aussi par l'essor considérable du culte d'Asclépios à l'époque hellénistique, qui partage avec Isis et Sarapis le fait d'être surtout vénéré dans des cultes électifs plus personnels, sans base locale ou politique affirmée. De nouvelles divinités apparaissent aussi, comme Glycon dont le culte est développé à l'époque impériale en Anatolie par Alexandre d'Abonuteichos.

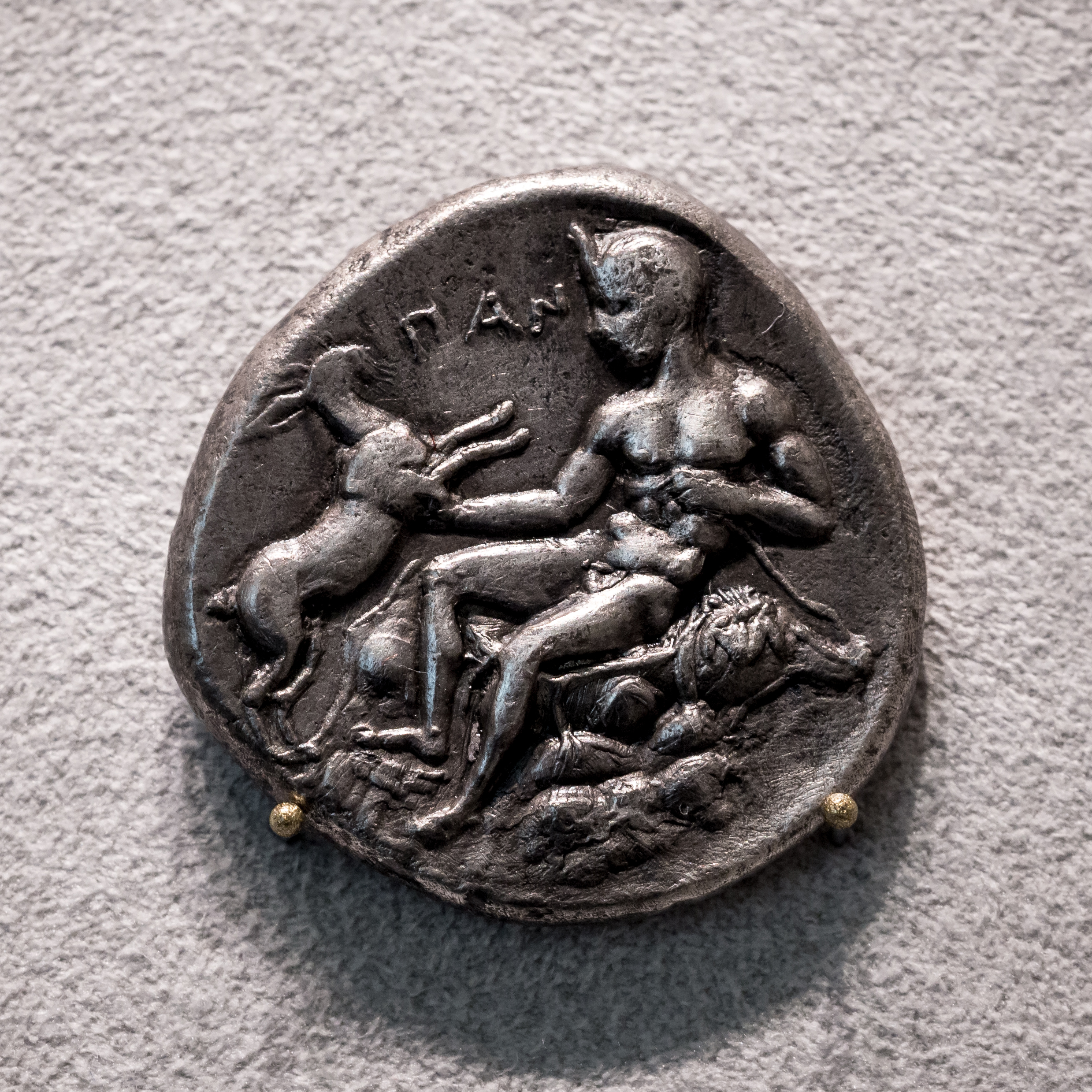
Pan et un lièvre, monnaie de Zankle-Messine, 420-413 av. J.-C. Altes Museum, Berlin.
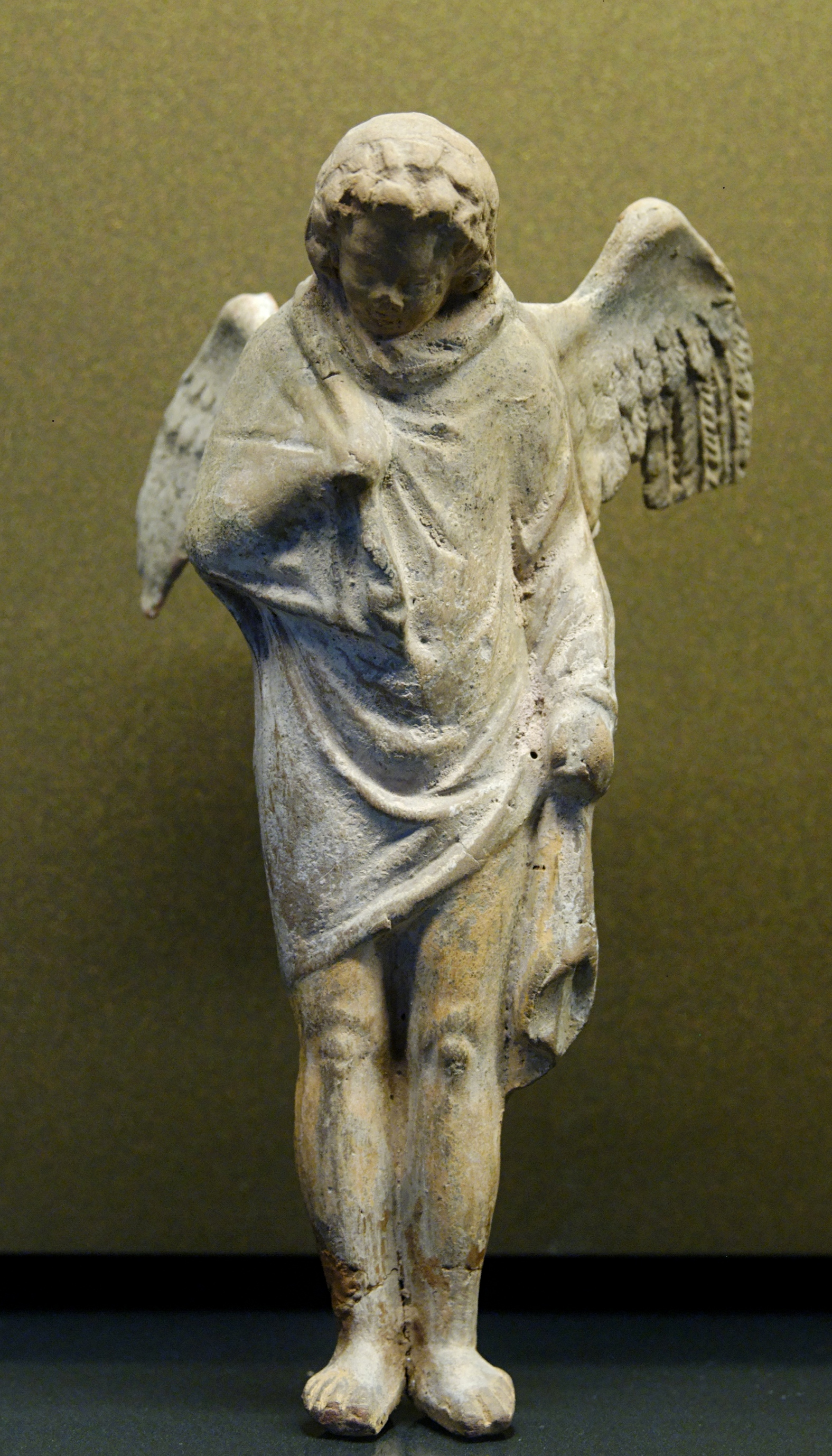
Éros drapé, figurine en terre cuite de Myrina, seconde moitié du Ier siècle av. J.-C. Musée du Louvre.
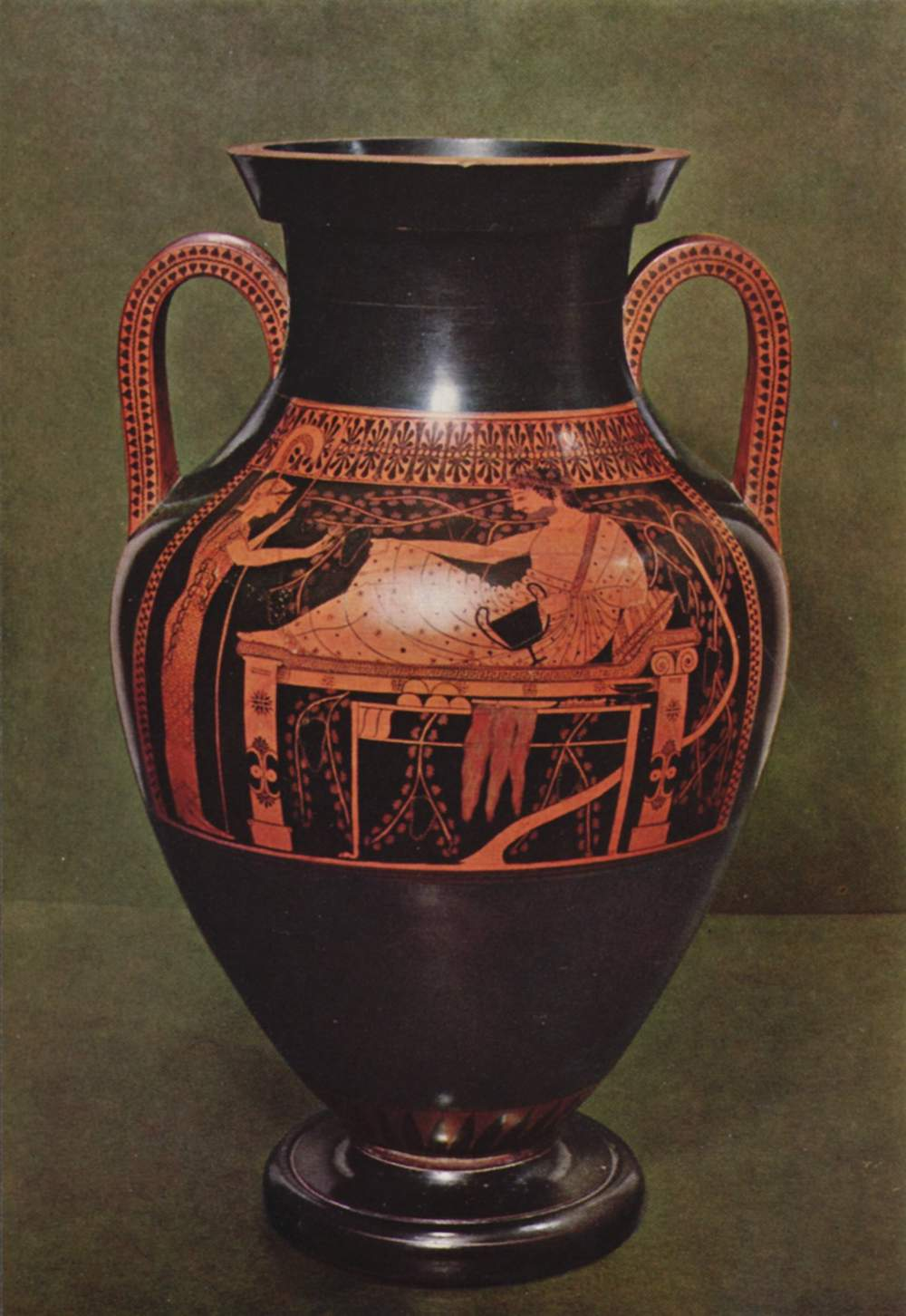
Héraclès au repos, amphore du Peintre d'Andokidès, v. 520 av. J.-C. Staatliche Antikensammlungen de Munich.
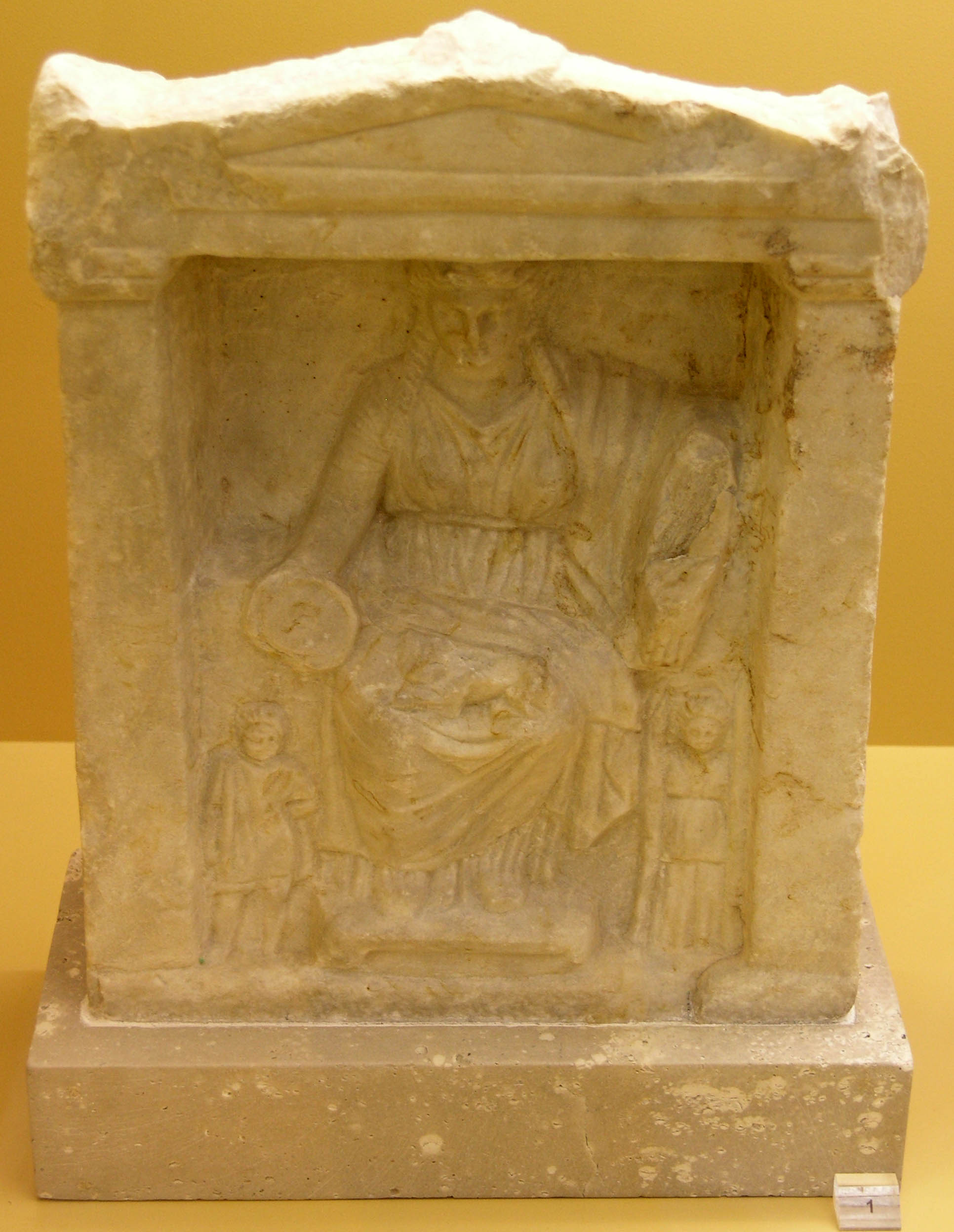
Cybèle sur un trône, naïskos du IVe siècle av. J.-C. Musée de l'Agora antique d'Athènes.

### Les autres figures «supra-humaines»
Le monde religieux grec antique est également peuplé d'êtres ayant un statut intermédiaire, « supra-humain » parce que dotés d'une puissance qui peut influencer la vie des humains, donc potentiellement recevoir un culte, sans être pour autant considérés comme des divinités proprement dites : les daimones et les héros/héroïnes. Des cultes sont également dédiés à des humains en raison de leurs bienfaits ou de leur statut de monarque.

#### Lesdaimones
Le terme daimon peut désigner une divinité chez des auteurs anciens, mais il en vient à désigner par la suite une classe d'êtres (ou puissances) divins surnaturels, étranges, aux contours flous à la différence des dieux et héros, tantôt bénéfiques, tantôt malfaisants. Seul le Bon démon, Agathos Daimon semble avoir reçu une individualité, un culte et une iconographie. En dehors de ce cas, ils ne font pas l'objet d'un culte. Hésiode donne au terme le sens de « dieu protecteur », sorte d'ange gardien. Les philosophes confèrent d'autres sens à ces êtres, amenés à être déterminants pour la postérité de la figure du « démon » : une sorte de soi divin, assigné à une personne, un « démon intérieur ». Se développe chez les Platoniciens (à la suite de Platon et Xénocrate) et les Stoïciens l'idée de bons et mauvais daimones. Ce type de figure semi-divine se popularise notamment avec l'affirmation du monothéisme (les aspects des « bons démons » se retrouvant chez les anges chrétiens),,.

#### Héros et héroïnes

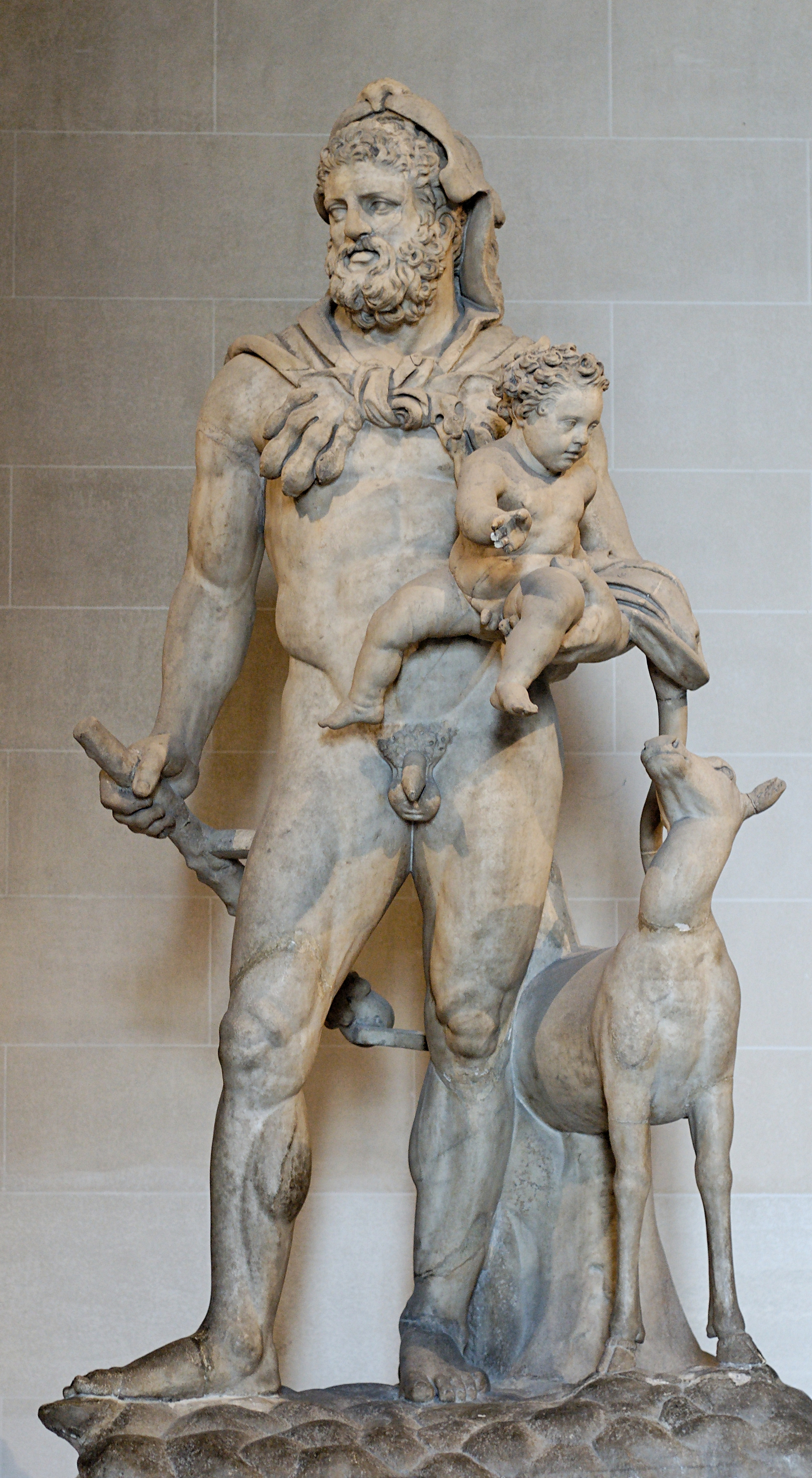
Héraclès et son fils Télèphe, copie romaine d'un original grec. Musée du Louvre.

Le héros est un humain défunt, auquel un culte est rendu parce qu'il est considéré qu'il a acquis après sa mort une puissance notable. C'est une sorte de catégorie intermédiaire entre les humains et les dieux (on parle parfois de « demi-dieu » pour certains d'entre eux) : à la différence des seconds ils sont mortels (et morts), ce qui est exprimé dans une légende qui leur est propre, sur leur vie et surtout leur mort ; à la différence des premiers ils peuvent exercer un pouvoir particulier après leur mort, qui justifie qu'on leur rende un culte pour en bénéficier. Selon R. Parker un(e) héros/héroïne est fonctionnellement une divinité mineure, mais avec une biographie d'humain(e).
Ce type de culte semble se développer durant les âges obscurs, à partir du Xe siècle av. J.-C., autour de tombeaux plus anciens, et prend tout son essor au VIIIe siècle av. J.-C., manifestement en lien avec les changements sociopolitiques de la période. Ils peuvent concerner des personnages dont l'existence n'est pas assurée, comme les personnages des mythes et épopées (Thésée à Athènes, Cadmos à Thèbes, Ajax à Salamine), ou des humains qui ont bien existé. Dans certains cas, le héros n'est pas identifié par un nom personnel mais une appellation, et les héroïnes sont souvent honorées en groupe et/ou en association à un héros, même s'il en existe qui sont vénérées de façon indépendante (Iphigénie, Aglaure). En pratique ces cultes sont très divers, rendus dans un lieu de culte spécifique appelé hérôon, certains s'approchant des cultes rendus aux défunts, d'autres s'apparentant à des cultes rendus aux dieux (voire similaires dans le cas de figures majeures comme Héraclès), même s'ils ont la plupart du temps moins d'éclat. Ces cultes ont un caractère local très affirmé, peu de héros étant vénérés dans plusieurs endroits. En général, ils concernent des figures vues comme fondatrices, civilisatrices et/ou protectrices pour la cité et ont un rôle majeur dans l'identité civique. Certains héros ont en revanche un rôle néfaste et il faut s'en prévenir par des rites protecteurs,,,.

#### Cultes aux bienfaiteurs et aux monarques
L'habitude de rendre des cultes à des humains se développe durant l'époque classique. Le général spartiate Lysandre a été le premier à recevoir un culte de son vivant à Samos en 403. Cette pratique se répand au IVe siècle av. J.-C., et devient une des caractéristiques des cultes grecs des époques hellénistique et romaine. Les cités choisissent d'honorer un individu, de son vivant ou après sa mort (auquel cas leur culte rejoint celui des héros), en plaçant une stèle à son nom ou bien sa statue dans un temple, par exemple celles de Callisthène et d'Aristote mises dans le temple d'Apollon à Delphes en 334 et 332. Les honneurs cultuels sont attribués par des cités à des bienfaiteurs (les évergètes) de premier ordre, parfois de façon collective, donc des individus jugés comme particulièrement remarquables et méritants, le plus souvent parce qu'ils ont considérablement financé la vie de la cité et/ou lui ont rendu de grands services par leurs actions diplomatiques ou militaires.

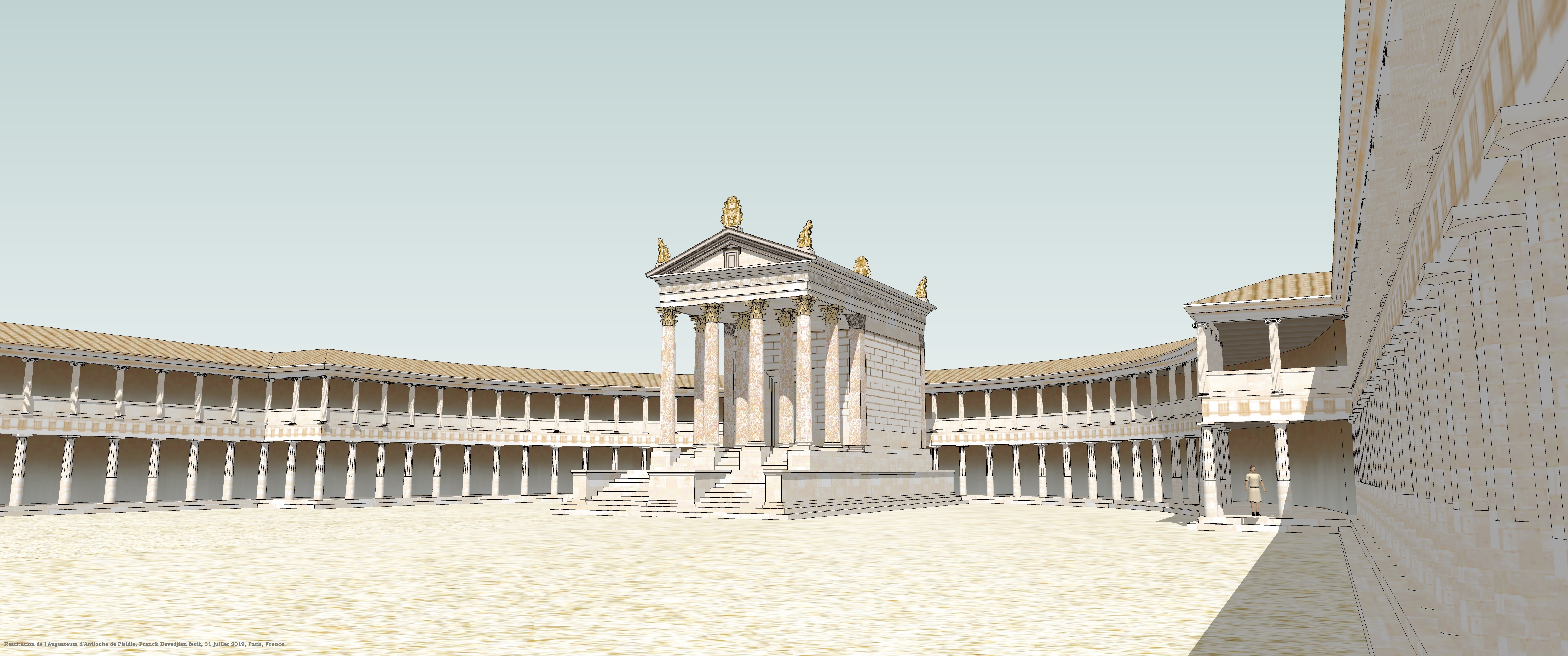
Restitution du Sébasteion/Augusteum d'Antioche de Pisidie.

Le culte des monarques, rois hellénistiques ou bien empereurs romains, est la manifestation la mieux connue de ce phénomène. Il se développe en particulier à l'exemple d'Alexandre le Grand, qui ne se contente pas de recevoir un culte de la part de cités (à leur initiative), puisqu'il prend activement part à la promotion de son statut divin. Les rois hellénistiques reçoivent à leur tour un culte dans les cités grecques, modelé sur celui des divinités olympiennes, en l'étendant aussi à des reines. En Égypte, cette pratique grecque rencontre celle des honneurs traditionnels rendus aux Pharaons. Les cités grecques rendent également des honneurs cultuels à des imperatores romains, tels que Titus Quinctius Flamininus, puis aux empereurs à partir d'Auguste, vénéré conjointement à la déesse Roma, personnification de Rome. Ce culte est généralement initié par les cités, et pas imposé par le pouvoir romain, intégrant la figure de l'empereur divinisé dans les panthéons traditionnels, en le vénérant souvent aux côtés d'un grand dieu grec. Elles érigent alors de nombreux lieux de culte impérial, Sébasteion en grec (Augusteum en latin). Le culte impérial est aussi pratiqué au niveau domestique, a des aspects politiques et religieux, et ne peut être réduit à une pratique opportuniste. La question de savoir si l'empereur vénéré était perçu comme un dieu, un mortel, ou quelque chose entre les deux a beaucoup été débattue. Quoi qu'il en soit le culte impérial s'avère plus dynamique et vivace que celui des rois hellénistiques, bien que certains de ces derniers reçoivent encore un culte à l'époque romaine,,.

### Mythes
La mythologie grecque est, « en gros et pour l’essentiel, un ensemble de récits qui concernent les dieux et les héros, c’est-à-dire les deux types de personnages auxquels les cités antiques adressaient un culte » (J.-P. Vernant), ou un concept qui prend le sens courant d'« histoire traditionnelle à portée sociale mettant en scène dans un temps transcendant des personnages aux qualités surnaturelles et par conséquent fabuleuses » (selon P. Calame, qui se détache de cette approche).
Ils sont documentés sous des formes diverses, avant tout des poésies. Elles ont souvent des auteurs identifiés, qui sont des « créateurs » apportant chacun à leur tour une touche personnelle aux histoires et à leurs personnages, autour d'un socle commun. Les poésies épiques de l’époque archaïque, à savoir la Théogonie d’Hésiode, et l’Iliade et l’Odyssée d’Homère sont les archétypes, dont la popularité ne s’est jamais démentie. Les hymnes homériques sont également une source importante sur les mythes grecs archaïques. La poésie lyrique archaïque (Pindare) fait aussi référence à des récits mythologiques, mais elle est pour l'essentiel perdue. Les tragédies athéniennes (Eschyle, Sophocle, Euripide) ont puisé leur inspiration dans des récits mythologiques. Les poètes hellénistiques ont ensuite écrit des récits mythologiques, notamment les Argonautiques d’Apollonios de Rhodes, et à l’époque tardive Nonnos de Panopolis produit à son tour une œuvre mythologique de grande ampleur, les Dionysiaques. Les historiens (notamment Hérodote) relatent aussi des mythes. La Périégèse de Pausanias comprend également de nombreux récits mythologiques collectés lors des pérégrinations de son auteur dans la Grèce romaine. À partir de l’époque hellénistique, des mythographes compilent des informations sur les mythes, afin que leurs lecteurs acquièrent les connaissances de base sur ces récits qui occupent une place importante dans la culture de l’élite (la Bibliothèque du Pseudo-Apollodore). Enfin les mythes platoniciens sont un cas à part, des inventions qui reprennent les structures et fonctions des mythes traditionnels, pour exposer la philosophie de Platon.

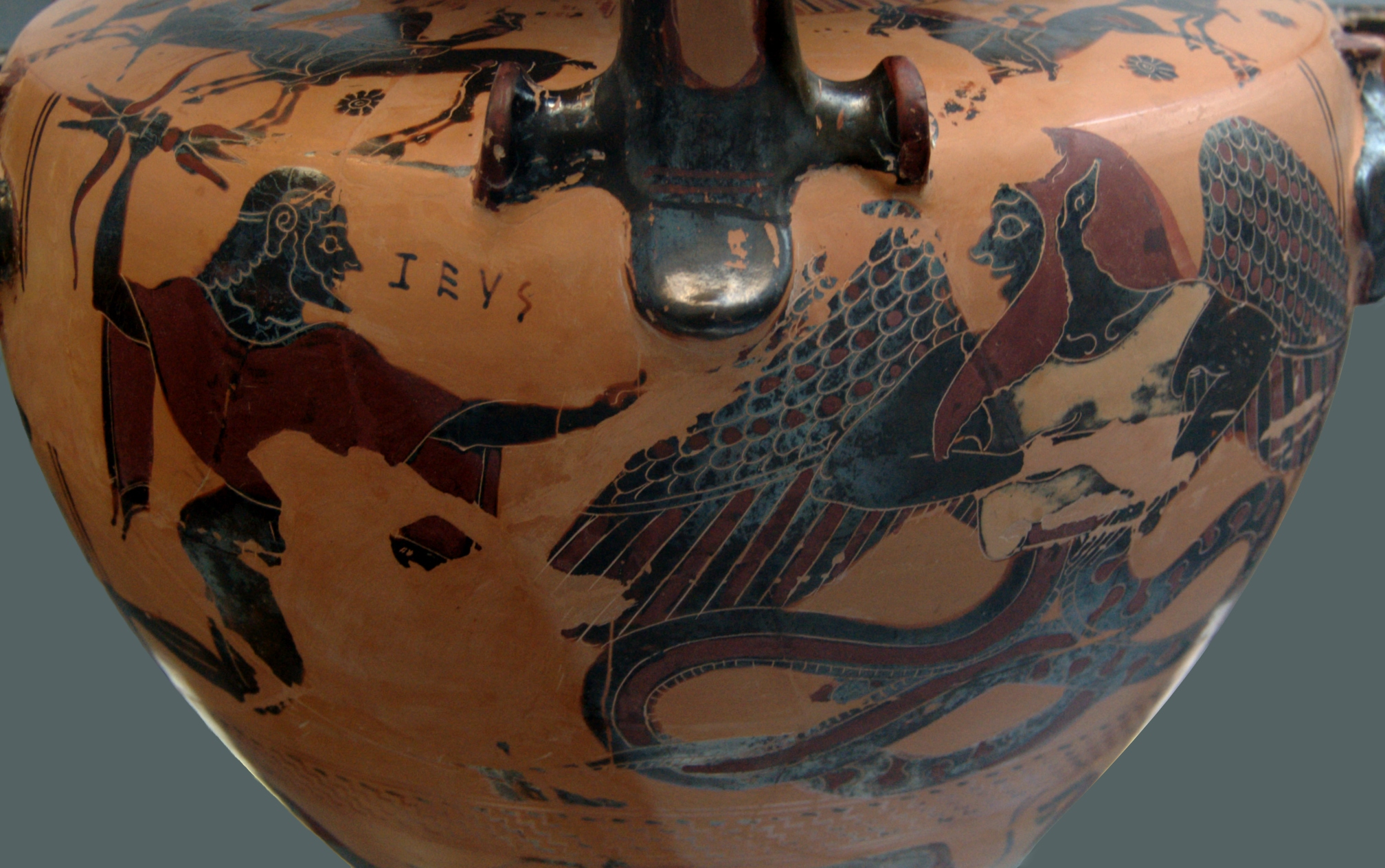
Zeus dardant son foudre sur Typhon, hydrie à figures noires, Collection des Antiquités, Berlin.

On peut distinguer trois principaux types de récits mythologiques, ainsi que le fait S. Saïd :
- Des récits des origines. Ce sont des récits qui relatent d’abord les origines du monde, sa création (cosmogonie, « naissance du cosmos »). La Théogonie (« Naissance des dieux ») d’Hésiode est le plus ancien et le plus fondamental des récits de création, mais des cosmogonies alternatives apparaissent sous la plume d’autres auteurs ou dans la tradition orphique. Puis viennent des combats pour la domination du monde divin, et la mise en place de l’ordre du monde tel qu’il est, sous la direction de Zeus (après sa victoire contre son père Cronos), avec en point d’orgue la création des humains (anthropogonie), avec notamment le mythe de Prométhée. D’autres mythes relatent les origines des peuples grecs (Achéens, Doriens, Ioniens et Éoliens) et celles de cités[193].
- Les aventures des dieux olympiens, qui exposent les généalogies des dieux, qui ne sont pas toujours uniformes, leurs attributs et domaines de compétences, et différents épisodes de leur existence qui permettent notamment d’exposer les relations qu’ils entretiennent les uns envers les autres, et avec les humains et les héros[194].
- Les gestes des héros sont un élément majeur de la mythologie grecque, lié au précédent puisque ces personnages sont généralement le produit de l’union d’une divinité et d’un ou d’une humaine (mais il y a des exceptions comme Ulysse ou Œdipe). Héraclès est l’archétype du héros guerrier, modèle représenté également par Bellérophon. Ces personnages sont souvent représentés comme des criminels : Œdipe est un meurtrier et incestueux, Oreste un matricide, Héraclès un infanticide, etc. Les héroïnes ont une place limitée, généralement cantonnée à donner naissance à des héros. Ces récits sont marqués par la présence de cycles légendaires, avec les histoires des familles royales, les Labdacides de Thèbes (Œdipe, Antigone) et les Argéades et Pélopides d’Argos et du Péloponnèse, d’où sont issus les Atrides de Mycènes (Agamemnon, Iphigénie, Oreste), également le récit de l’expédition des Argonautes sous la direction de Jason, et ceux relatant la guerre de Troie[195].

Quelle est la fonction d’un mythe ? Plusieurs définitions et approches ont été proposées, notamment celles qui mettent en avant sa portée très large, voire intemporelle et transcendante. Pour G. Dumézil, c’est un récit dont le but est « d'exprimer dramatiquement l’idéologie dont vit la société (...) de justifier enfin les règles et les pratiques traditionnelles sans quoi tout en elle se disperserait. » W. Burkert a proposé d’y voir « un conte traditionnel qui, par ailleurs, fait par certains aspects référence à des choses qui ont de l’importance pour la collectivité », ce que J. Bremmer a reformulé en « conte traditionnel ayant une pertinence sociale », ce qui implique qu’il suit des schémas traditionnels, même s’il est une création (ou une reformulation) récente, qu’il a une fonction collective, étant récité en public, et « peut être transféré d’une société à une autre ».
Les finalités plus précises des mythes sont débattues : ils servent manifestement à divertir leur auditoire ; ils ont aussi un rôle politique puisqu’ils peuvent fournir un récit affirmant l’identité d’un peuple ou d’une cité et être reformulés au gré des évolutions politiques ; certains donnent aussi l'origine de rituels ; certains de leurs personnages et passages peuvent servir de modèles de comportements, de références invoquées dans des discussions. En bref, ils « contribuaient à former la mentalité grecque ». Leurs usages dépassent donc le domaine de la religion, surtout si celle-ci est essentiellement rapportée à ses aspects cultuels, mais il n'en demeure pas moins que les mythes ont une place incontournable dans l'univers religieux grec. Leur caractère plastique, le fait qu’ils soient ouverts, enrichis et évoluent, certains étant attestés sous différentes variantes, s’adaptant à différents contextes, a ouvert la voie à de nombreux types d’interprétations par les spécialistes modernes : allégoriques, ritualistes, psychologiques, structuralistes, etc., qui se renouvellent sans cesse. P. Calame en particulier considère que les approches habituelles ont un caractère artificiel, puisque les récits mythologiques ne sont pas une catégorie antique mais une construction moderne. Ces textes, qui sont pour l'essentiel des poésies avec un auteur replacé dans une époque précise, n'ont pas l'aspect intemporel que leur donnent beaucoup d'études modernes. Il faut alors insister plus sur le contexte d'élaboration des œuvres contenant des récits désignés comme des mythes, qui leur donnent leur sens : ils « ne peuvent avoir d'existence en dehors des mises en discours et des compositions poétiques qui les portent à leur public ». Ce sont donc des récits qui ne sont jamais vraiment stabilisés et dont la formulation et l'interprétation sont susceptibles de changer même dans l'Antiquité.

### La piété
La notion de piété se retrouve en grec ancien dans le terme eusebia. Il s'agit avant tout d'honorer les dieux, ce à quoi renvoie le terme timê, l'« honneur », ou la « part d'honneur » à laquelle un dieu a droit, qui est avant tout le culte qui lui est destiné. Cela ne renvoie donc pas à des notions telles que la dévotion, la foi, l'amour. Elle repose sur un respect confiant envers les dieux, avec une forme de crainte révérencieuse, et aussi sur l'accomplissement des rites envers les dieux suivant les coutumes ancestrales de la communauté. Ces rituels peuvent prendre des formes diverses, tant que cela est en mesure d'honorer et de réjouir (chairein) les dieux comme le veut la tradition : banquet sacrificiel, libation, objet luxueux, prise de guerre, monument, louange, chant, danse, etc..
Il est souvent relevé que la piété grecque s'inscrit dans une logique d'échanges avec le divin, de don et de contre-don ou de réciprocité, sans pour autant que les relations entre les divinités et les humains ne soient paritaires : les offrandes sont faites aux dieux pour entrer dans une relation bénéfique avec ces êtres surpuissants, jouir de leur bienveillance, de leur protection, obtenir leurs faveurs et leur témoigner de la reconnaissance pour cela. Socrate dans l’Euthyphron de Platon résume la vision courante de la piété comme celle d'un « art commercial » (emporikè tekhnè), « une espèce de troc que les dieux et les hommes feraient les uns avec les autres. » Cette relation à double sens renvoie à la notion difficilement traduisible de charis. Il ne faut pas forcément l'entendre au sens d'une relation transactionnelle ponctuelle (do ut des), mais plutôt dans celui d'une relation durable qui s'entretient continuellement, une réciprocité généralisée,.
Quelles faveurs attendent les humains en échange de leurs actes de piété ? Les dieux confèrent sécurité, santé, prospérité, fertilité. On les sollicite en particulier avant des événements cruciaux et/ou potentiellement périlleux : récolte, départ à la guerre, voyage en mer. Il n'y a manifestement pas beaucoup de place pour les préoccupations sur l'existence après la mort : les faveurs divines sont pour l'essentiel destinées aux vivants,. Dans les cultes civiques, ces mêmes attentes se retrouvent à un niveau collectif : on est pieux pour la prospérité et le bien-être de sa communauté, ses succès à la guerre et dans ses autres entreprises. La vie politique des cités est constamment placée sous les auspices des divinités, qui servent à consolider l'identité de la communauté et la légitimité de ses institutions politiques et sociales.
La piété grecque est également couverte par la notion de rectitude religieuse, hosiotes, qui renvoie au fait d'agir en conformité avec les lois sacrées et les traditions de la communauté. Le respect des rites traditionnels, adoptés par un groupe et établis depuis des temps immémoriaux, est en effet un élément majeur de la piété grecque antique. Il est considéré que les rites ont une origine divine, de même que les secrets des cultes à mystères, les dieux en sont les garants et ils ne peuvent être modifiés qu'avec leur approbation (communiquée par le biais de la divination).
Mais la piété ne peut être réduite à une simple observation scrupuleuse des pratiques rituelles ancestrales. « Être eusébès [pieux] c’est croire en l’efficacité du système symbolique mis en place par la cité pour gérer les rapports entre les hommes et les dieux et c’est aussi y participer de la façon la plus active possible. » On attend du citoyen d'une cité qu'il participe aux rites civiques, avec le reste de la communauté, et qu'il accomplisse les rites les plus courants, comme ceux rendus à ses ancêtres. La piété se voit aussi dans la générosité envers les sanctuaires et les dieux, plus prononcée chez ceux qui en ont les moyens. Au niveau de la cité (ou d'un autre groupe), elle se voit dans l'entretien et la protection des sanctuaires et des biens des divinités du panthéon officiel, l'accomplissement des festivités. Mais ce n'est pas qu'une question de dépense : une idée répandue est que les dieux préfèrent un sacrifice modeste d'un homme pieux plutôt qu'un sacrifice somptueux d'un homme impie. En revanche ce peut être aussi une question de valeurs morales, en particulier dans les cultes tardifs, car il y a des cas dans lesquels il est considéré qu'une personne aux actes justes et aux demandes justifiées accomplira des rites plus efficaces.
L'impiété, asebeia, est donc avant tout une absence de respect à l'égard des rites d'une cité. Un acte impie n'est pas un acte qui manquerait de foi, notion absente de la mentalité grecque, mais celui qui manquerait de respect envers les dieux et les traditions de la communauté. On ne prévoit pas de punition pour une personne qui n'accomplit pas de rites (c'est le rôle des dieux), en revanche on le fait si elle n'exécute pas un rite conformément aux règles (en particulier si c'est un prêtre). L'impiété se manifeste de différentes manières qui révèlent en filigrane les contours de la piété : atteinte aux biens sacrés, introduction de nouveaux cultes dérogeant aux traditions ancestrales, non respect des rituels traditionnels destinés aux dieux vénérés par la cité, et aussi certaines opinions vues comme impies, notamment quand elles portent atteinte au groupe. On ne punit pas une personne parce qu'elle proclame des conceptions religieuses qui dévient des croyances communes ou qu'elle est incroyante, mais ceux qui manquent de respect aux cultes civiques ou les menacent sont pourchassés, car ils s'attaquent aux fondements de la cité. Dans ce contexte, le fait que les pratiques religieuses, de même que certaines croyances, ne soient pas identiques pour tous, notamment en raison de l'existence de traditions locales, n'est pas pensé en termes d'hérésie ou d'orthodoxie.

### Sacré, pureté et impureté
Le concept de « sacré » est couvert par plusieurs termes en grec ancien, en sachant qu'aucun ne correspond strictement à la notion moderne qui repose sur l'opposition entre sacré et profane, pas vraiment pertinente pour l'Antiquité grecque, :
- Hieros désigne quelque chose consacré à un dieu, et hiera ce qui est connecté au culte, donc aux rituels comme aux matériaux religieux (y compris les édifices et ce qui est sacrifié). Cet aspect sacré est le garant de leur efficacité rituelle : sans cela ce ne seraient que des objets banals du quotidien, et c'est le fait qu'ils soient consacrés à une divinité qui leur donne cette nature spéciale[233],[232] ;
- Hosios connote l'idée de permission, il désigne une tradition voire une loi religieuse, à laquelle il faut se conformer, un comportement ou une action qu'il est approprié de faire envers les dieux, et même dans les relations humaines. Il est souvent associé à dikaios, « juste », et son opposé, anosios, est un comportement sacrilège[233],[234].
- Hagios « désigne un degré de pureté rituelle qui implique le retrait hors de l’ordre courant », impliquant une notion d'interdit, tenu à l'écart de la souillure, et s'applique surtout à des édifices sacrés[4],[235].

La notion de pureté est une autre des conceptions centrales dans les relations entre hommes et dieux, qui s'articule constamment avec celle de sacré (notamment hagios). « Elle recoupe en partie celle d’une dichotomie du divin entre pôle bienfaisant et pôle malfaisant, elle constitue un des fondements des règles de vie en société, elle figure enfin au premier rang des prescriptions rituelles » (P. Brulé). Le fait d'être « pur » (hagnos, katharos) se définit par rapport à son opposé, l'état d'impureté ou de souillure (miasma, agos). Celui-ci s'identifie en particulier par les interdits d'accès à des espaces sacrés figurant dans les lois sacrées : le deuil ou le contact avec un mort, être enceinte ou avoir été en contact avec une femme enceinte, avoir ses règles, allaiter, avoir eu une relation sexuelle, en particulier dans le cadre de la prostitution, le port d'un certain type de vêtement, être un étranger à la cité, etc. Le fait de souiller un sanctuaire par un meurtre, ou de ne pas respecter la protection garantie par le dieu à ceux qui s'y réfugient, sont vus comme des sacrilèges majeurs. Les conditions sont donc potentiellement très variées. Quoi qu'il en soit ce n'est pas un état absolu : on devient impur, et on peut cesser de l'être, tout dépend du contexte. Le sang devient impur s'il est répandu sur le sol, ou sur le cadavre d'une victime de meurtre. Il y a aussi une possibilité de contagion, par exemple un meurtre rejaillit sur toute la communauté de celui qui l'a commis,. Le passage d'un certain laps de temps ou un acte purificateur (katharsis : rituel, punition) permettent d'éliminer la souillure.
Le sacré et la pureté sont liés à la notion de piété, même s'il est souvent compliqué de tracer une continuité entre eux : un comportement qualifié d’hosios implique de la piété, quelqu'un de pieux respecte les règles de pureté ne serait-ce que parce qu'elles sont cruciales pour les rituels. Ces notions ne se limitent pas à des aspects matériels, comportementaux, mais elles ont aussi des implications morales, qui sont notamment visibles dans les discours des philosophes : pour Platon, un homme bon est « pur » katharos, un homme méchant est impur.

### La mort et les morts
Les textes et images provenant de la Grèce antique concernant l'existence après la mort reflètent la coexistence d'une diversité de croyances, entre les inscriptions funéraires, les épopées homériques, la poésie, les croyances des cultes à mystères, les pensées des philosophes.
Depuis Homère se trouve l'idée que l'être humain a une « âme », psychè, qui se sépare de son corps au moment de sa mort. Cette dernière est personnifiée par Thanatos, qui est l'agent de la mort. La séparation entre les vivants et les morts se manifeste par le fait que les seconds vivent aux Enfers, envisagés comme un monde souterrain (ou parfois situé très loin à l'ouest) vers lequel leur âme se rend après leur mort, guidée par Hermès Psychopompe, le « guide des âmes ». On y pénètre en franchissant le Styx sur la barque de Charon, contre le paiement d'une obole, puis en traversant les portes d'Hadès gardées par Cerbère. Ce monde est placé sous la direction du dieu Hadès, accompagné de sa parèdre Perséphone. Les Enfers comprennent différentes parties vers lesquelles sont dirigés les défunts en fonction de leurs mérites : les héros et les plus vertueux vont aux Îles des Bienheureux ou aux Champs-Élysées, où ils poursuivent leur existence dans la félicité, alors que les mauvais s'enfoncent vers le Tartare, lieu sinistre dont on ne peut s'échapper,.
Chez Homère la vision dominante de la vie après la mort (qui ressemble fortement à celle des textes mésopotamiens et levantins) est morne, lugubre : il n'y a rien à en attendre de bon, aussi ses héros préfèrent l'immortalité par la gloire qui fait qu'on chantera leurs louanges bien après leur mort. Mais parfois il envisage d'autres possibilités : ceux qui ont les faveurs des dieux bénéficient d'une vie agréable, alors que ceux qui ont suscité leur ire sont châtiés éternellement (tels Sisyphe et Tantale). D'autres descriptions du sort des défunts dans l'au-delà présentent une vision différente, dans laquelle ils semblent avoir des conditions d'existence semblables à celles qu'ils ont connues de leur vivant : les vases les représentent accomplissant des loisirs aristocratiques (banquets, chasses, jeux, etc.), ils sont parfois décrits comme engagés dans des disputes juridiques (les Enfers ont leurs juges : Minos, Rhadamante et Éaque), des inscriptions présentent l'idée de festivités et de danses perpétuelles dans l'au-delà. Se retrouve souvent l'idée que les bons sont récompensés et les mauvais châtiés, parfois à l'issue d'un jugement après la mort, en tout cas avec une idée de compensation des actes accomplis de leur vivant (notamment leur piété) et d'une préservation de leurs souvenirs dans l'au-delà. Les lamelles « orphiques » mises au jour dans des tombes indiquent que les défunts ont accompli des rites à destination de Perséphone et Dionysos qui visent à faciliter leur passage vers l'au-delà, mais ne disent pas grand-chose de leur condition d'existence après. Les croyances « orphiques » ou « bacchiques » et celles liées aux mystères d'Éleusis semblent envisager la possibilité d'un sort favorable après la mort, grâce à la pratique de leurs rites, ou, au moins durant les époques hellénistique et romaine, celle d'une vie pieuse. Ce n'est pas une forme de salut à proprement parler, plutôt « une vie d'outre-tombe privilégiée, matériellement plus heureuse que celle des autres, grâce à la protection du dieu dont on était l'initié ». De son côté Platon développe dans plusieurs de ses textes une mythologie de la mort, par exemple le mythe d'Er qui conclut La République, où se retrouve l'idée de jugement après la mort, et aussi celles, plus inhabituelles, de la réincarnation (métempsycose, dont l'origine est souvent attribuée à Pythagore) et donc de l'immortalité de l'âme. Les épitaphes et d'autres textes qui évoquent le sort post-mortem des défunts reflètent quant à elles une pluralité de conceptions : dans certains cas il n'y a pas négation de la vie après la mort, dans d'autres cas la mort est envisagée comme un sommeil sans réveil, ailleurs encore les défunts deviennent des astres ou se fondent dans l'éther. Selon P. Veyne, la majorité de la population se fait une idée plutôt vague de l'au-delà, une sorte de « sommeil éternel, c'est-à-dire une demi-vie », qui est du domaine de l'inconnu. Les croyances sur le destin post-mortem sont donc marquées par l'incertitude et une imagination à la fois élaborée et contradictoire.
Les vivants doivent composer avec la mort de leurs proches, qui entraîne une rupture radicale dans la vie de la maisonnée et provoque une souillure : les membres de la maisonnée d'un mort et plus largement tous ceux et tout ce qui est en contact avec lui est impur, et cela ne peut se dissiper qu'au bout d'un certain temps, par des rites de purification concernant aussi bien les proches du défunt que la maison et ses biens, tandis que ceux qui entrent en contact avec eux doivent aussi se purifier car la pollution se transmet,. Les morts préservent leur personnalité dans l'au-delà et ont des moyens d'action sur les vivants, et c'est pour cela qu'il faut les honorer et les satisfaire. Un homme pieux a pour devoir d'honorer les morts de sa famille, leur assurer une sépulture correcte et des rites funéraires appropriés pour assurer leur passage vers le monde infernal, puis de conduire des offrandes aux ancêtres au moins une fois par an. La cité a plus largement un même type de responsabilité envers ses défunts, et aussi celle d'honorer les plus remarquables de ses morts dans le cadre de cultes héroïques ; l'héroïsation des morts connaît un essor marqué à partir de l'époque hellénistique. Trois types de morts sont particulièrement redoutés : ceux qui n'ont pas été inhumés, ceux qui sont morts de façon prématurée, et ceux qui ont connu une mort violente. Ils peuvent devenir des fantômes malfaisants tourmentant les vivants, qui donnent lieu à des histoires de maisons hantées. Certains héros malfaisants sont très proches de ce type de spectre vengeur. Les vivants peuvent aussi chercher à entrer en contact avec les trépassés par le biais de la nécromancie, ou s'en servir comme agents de rituels magiques.

### Des religions alternatives?
La Grèce antique a-t-elle connu des courants religieux ou des sortes de sectes dont les idées et pratiques s'opposaient à la religion dominante ? Cette question a donné lieu à la fin du XIXe siècle et au début du XXe siècle à diverses reconstitutions par les chercheurs de « religions » qui fonctionneraient comme des sortes d'hétérodoxies dans le contexte de la religion antique, voire seraient par plusieurs aspects annonciatrices de l'émergence du christianisme : « religions à mystères », « religions orientales », « orphisme ». Ces courants, marqués par des aspects initiatiques et eschatologiques, ont suscité une grande attention de la part des chercheurs, quitte à leur donner une place plus importante dans les publications scientifiques qu'ils n'en avaient dans l'Antiquité. Les découvertes de nouveaux textes et de nouvelles analyses ont permis de préciser la connaissance de ces cultes ou tendances religieuses. Mais toutes les interrogations sur leurs croyances et rites n'ont pas été levées, tant s'en faut.
La dénomination de « religions à mystères » et « religions orientales », dominante durant la majeure partie du XXe siècle, est à présent l'affaire du passé. W. Burkert a démontré qu'il valait mieux parler de « cultes à mystères », voire de « cultes orientaux » parce qu'il n'y avait pas de croyances séparées, bien que plusieurs de ces rites (les mystères de Déméter et de Dionysos) semblent rattachés à des préoccupations sur la vie après la mort. Plus récemment la dénomination « orientale » a été critiquée parce qu'elle repose sur des stéréotypes occidentaux, et aussi parce que les cultes des divinités venues d'Asie ou d’Égypte, bien qu'ils intègrent des éléments renvoyant à leurs origines, se déroulent sous des formes rituelles très grecques, les mystères n'ayant pas d'équivalent dans leurs régions de provenance. Il est généralement considéré qu'il ne faut pas voir dans ces cultes des rivaux à la religion traditionnelle, car leur pratique n'implique pas de tourner le dos aux cultes civiques. Au contraire ils font partie du panel de possibilités prôné par le système polythéiste, ne proposent pas une alternative et encore moins une contradiction, mais plutôt une sorte de variation, de complément, une modalité supplémentaire d'expérience et de pratique religieuses (voir plus bas).

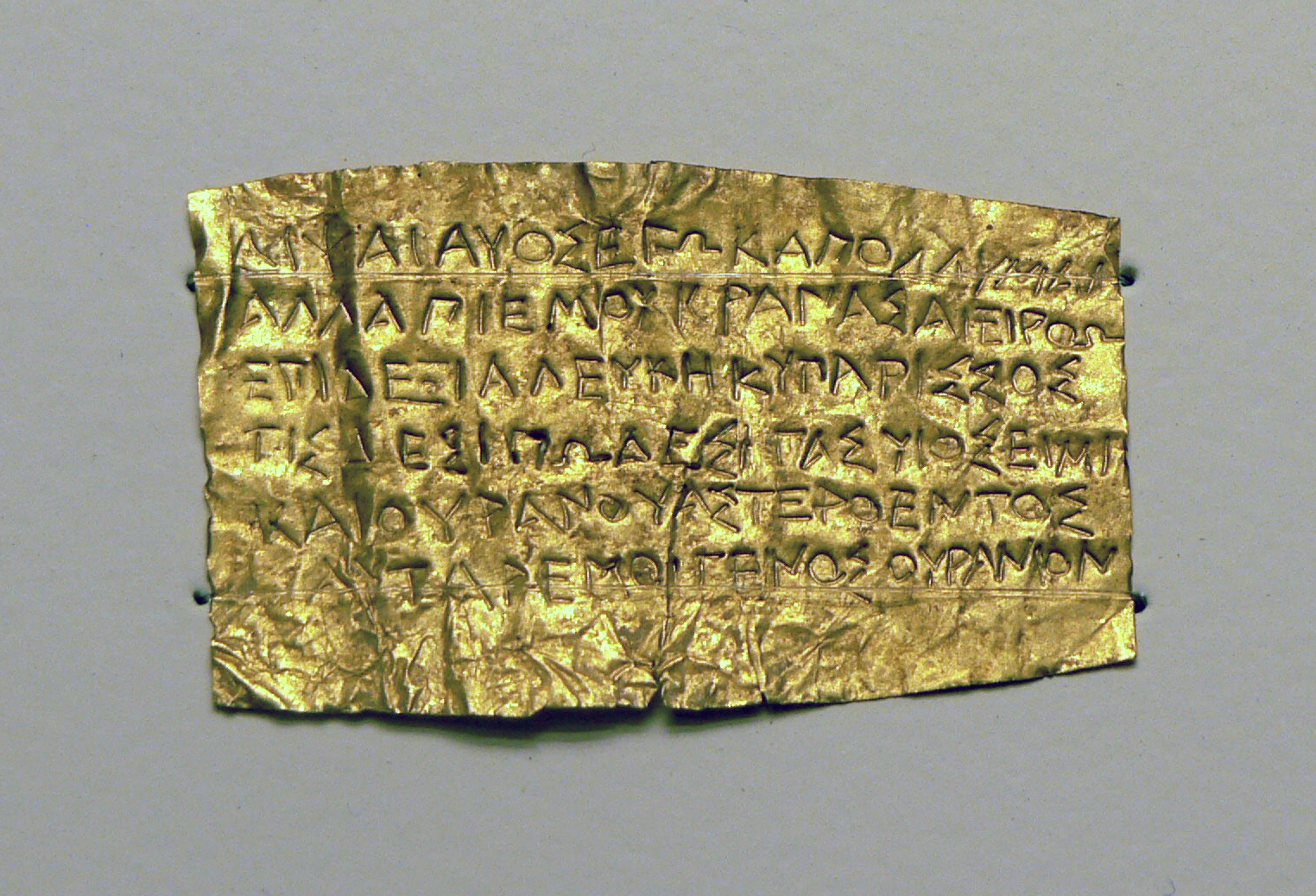
Lamelle d'or « orphique » du, provenant peut-être de Thessalie. Villa Getty.

Le courant « orphique » (lui aussi désigné par le passé comme une « religion orphique ») ou « bacchique » (c'est-à-dire de Dionysos) est par bien des aspects insaisissable et énigmatique, ce qui peut s'expliquer par ses aspects ésotériques qui font qu'il est peu documenté, et souvent de façon indirecte. L'orphisme est dénoncé dans des écrits de l'époque classique, qui attestent donc de sa présence, mais pendant longtemps il a été connu par des textes d'époque tardive, notamment des hymnes évoquant une théogonie spécifique, avant la découverte du papyrus de Derveni et de lamelles d'or inscrites placées dans des tombes (surtout en Grande Grèce), qui ont été rattachées à ce courant. L'orphisme désigne un courant qui se revendique d'Orphée, barde légendaire surtout connu pour son voyage aux Enfers où il va chercher sa bien-aimée Eurydice, mais la perd sur le chemin du retour pour ne pas s'être retenu de la regarder. Les Anciens lui attribuaient des poèmes qui serviraient de base à des croyances et rites liés à l'obtention d'un sort favorable après la mort, ou du moins à faciliter le passage vers l'au-delà. Ce courant, ou un courant voisin, est aussi caractérisé comme « bacchique » parce que Dionysos y joue un rôle important, suivant un mythe spécifique qui relate sa mort puis sa résurrection. Les rites initiatiques bacchiques permettraient cela, aussi une éthique de vie (notamment le végétarisme). Des spécialistes itinérants des rites orphiques-bacchiques accomplissant des rites de magie et d'exorcisme sont mentionnés dans des textes d'époque classique. Divers groupes répartis dans le monde grec pratiqueraient ces rites initiatiques, se reposant surtout sur le corpus de textes orphiques, cette place centrale du livre étant une originalité dans l'univers religieux grec. Aux époques récentes, la croyance en la réincarnation et la pratique du seul sacrifice d'encens sont d'autres particularités de l'orphisme,,. C'est dans cette direction que se trouverait le meilleur candidat pour déceler une forme de déviance ou d'opposition à la religion traditionnelle,. Néanmoins, il a été souligné que la reconstitution de ce courant est bien incertaine, car elle amalgame des sources de diverses époques et endroits, que les lamelles d'or n'évoquent jamais explicitement Orphée, et qu'il n'est pas assuré que ce soit un corpus cohérent. En tout état de cause, même en acceptant que tous ces textes soient effectivement « orphiques », il est impossible de déterminer l'importance du phénomène dans la société.
Le pythagorisme est un courant apparu en Italie du Sud au VIe siècle av. J.-C. autour de Pythagore, qui est à la fois un philosophe, un mathématicien, un maître voire une sorte de fondateur de secte, son courant étant prolongé par ses disciples. Le pythagorisme est documenté par des sources indirectes, surtout Platon et Aristote. Présentant des similitudes avec l'orphisme, il apparaît comme « un étrange mélange où la symbolique des nombres et le savoir arithmétique côtoient les doctrines sur l'immortalité et l'au-delà, ainsi que les règles de vie ascétique. » De fait, les règles de vie et de vertu semblent y supplanter les rites. La croyance en la réincarnation (métempsycose) passe pour être une innovation propagée par ce courant. Le pythagorisme rencontre un certain succès en Italie du Sud, avant de subir une forme de persécution qui se traduit par le massacre de plusieurs de ses membres lors d'épisodes de violence au Ve siècle av. J.-C. Il ne survit que de façon marginale avant d'être revivifié sous de nouvelles formes à l'époque romaine, avec le « néopythagorisme », plus vu comme une philosophie que comme une religion,.

### Les philosophes et la religion
La philosophie grecque antique est une forme de pensée individuelle, généralement présentée comme une succession de théories et arguments élaborés par des philosophes, mais c'est aussi et avant tout un mode de vie, une culture de soi, « une quête de sagesse, d'un progrès qui est tout à la fois intellectuel, moral et spirituel, d'une vie plénière et plus authentique que favorise une recherche lucide du vrai. » Les rapports entre philosophie et religion s'abordent donc aussi bien par l'étude des spéculations de ces penseurs que par leur manière de vivre (et de mourir), leurs pratiques, en lien avec la religion,. Bien qu'elle ne soit qu'une des facettes de la pensée philosophique de la Grèce antique, la réflexion sur la religion y occupe une place importante. Selon G. Most, « la pensée philosophique antique n'avait pas trouvé de meilleure manière que la théologie pour réfléchir sur ses propres limites et aspirations. En réfléchissant sur dieu, l'homme antique réfléchit sur lui-même. »
Les philosophes ont tout d'abord produit un ensemble d'écrits, qui comportent de nombreux témoignages sur les croyances et pratiques religieuses de leur temps, qui en font donc des sources incontournables pour l'étude de la religion grecque antique. Ils ne se sont cependant pas contentés d'être des témoins passifs, et ont produit de nombreuses réflexions sur la religion, introduisant des points de vue radicalement nouveaux débordant des cadres traditionnels et les bousculant souvent. Il est anachronique d'y rechercher le triomphe de la raison sur le mythe que l'on met souvent au crédit de la Grèce classique. Plutôt que d'y voir une forme d'opposition entre la philosophie et le religieux à la manière de ce qui a pu se produire à l'époque moderne, il s'agit plutôt de tentatives de réformes, voire d'institution de religions nouvelles, autour d'une réflexion théologique, avec une approche personnelle très prononcée, bien que les aspects communautaires ne soient pas laissés de côté. Il s'agit d'entreprises visant à renforcer la religiosité et à la rendre plus acceptable au regard des spéculations philosophiques,. Cette volonté de compléter la religion se voit en particulier sur trois questionnements sur lesquels les philosophes se sont longuement arrêtés, alors qu'ils sont plutôt relégués au second plan dans la pensée religieuse traditionnelle exposée précédemment : le commencement du monde et la cosmologie ; le devenir après la mort ; la morale et l'éthique. Les critiques des philosophes se sont à plusieurs reprises portées contre les mythes traditionnels (surtout dans leur formulation par Homère et Hésiode), vus comme trompeurs sur la nature des dieux (chez Xénophane, Épicure) ou comme de mauvaises sources d'enseignement pour les jeunes (chez le Platon de La République). La nouvelle vision du monde et d'un être divin suprême à l'origine de tout, parfait, bon, rationnel, mais pas forcément soucieux de chaque être humain que proposent les philosophes s’accommode en particulier mal avec la réciprocité impliquée par la charis, concept fondamental de la religion ordinaire. En revanche la piété eusebia reste vue comme un devoir incontournable, à condition d'être exercée de façon appropriée, en introduisant une approche morale.
Des philosophes ont pu proposer des pratiques sociales, un mode de vie religieux. Le philosophe peut être perçu comme un « homme divin » (theios aner, expression employée notamment par les Platoniciens et Stoïciens), un sage dont la vie se veut exemplaire, une sorte de figure religieuse. Les écoles philosophiques institutionnalisées qui perdurent sur plusieurs générations (l'Académie platonicienne, le Lycée aristotélicien, le Jardin épicurien, le Portique stoïcien) empruntent beaucoup d'éléments aux cultes traditionnels, notamment ceux des héros, voire aux associations cultuelles telles que les thiases : la figure du fondateur structure la communauté, en particulier après sa mort, l'école est souvent située au voisinage de son lieu de décès, la date de son anniversaire est souvent commémorée et marquée par des rituels.
Enfin, concernant l'influence de la pensée religieuse des philosophes, d'un côté « il est douteux que la religion du plus grand nombre, c'est-à-dire celle des non-philosophes, ait été influencée de manière substantielle par des spéculations philosophiques concernant le divin à l'époque classique ou même hellénistique. » Mais d'un autre côté il apparaît que la pensée des philosophes grecs antiques perdure après ces périodes, en premier lieu parce que celle de certains d'entre eux a exercé une forte influence sur le christianisme antique et médiéval, puis parce qu'elle est la base de la philosophie encore enseignée et pratiquée de nos jours, alors que les pratiques religieuses grecques antiques ont pour la plupart été abandonnées ou que leurs traces dans les religions actuelles sont peu visibles,.

## Sanctuaires

Localisations des principaux sanctuaires grecs.

### Localisations

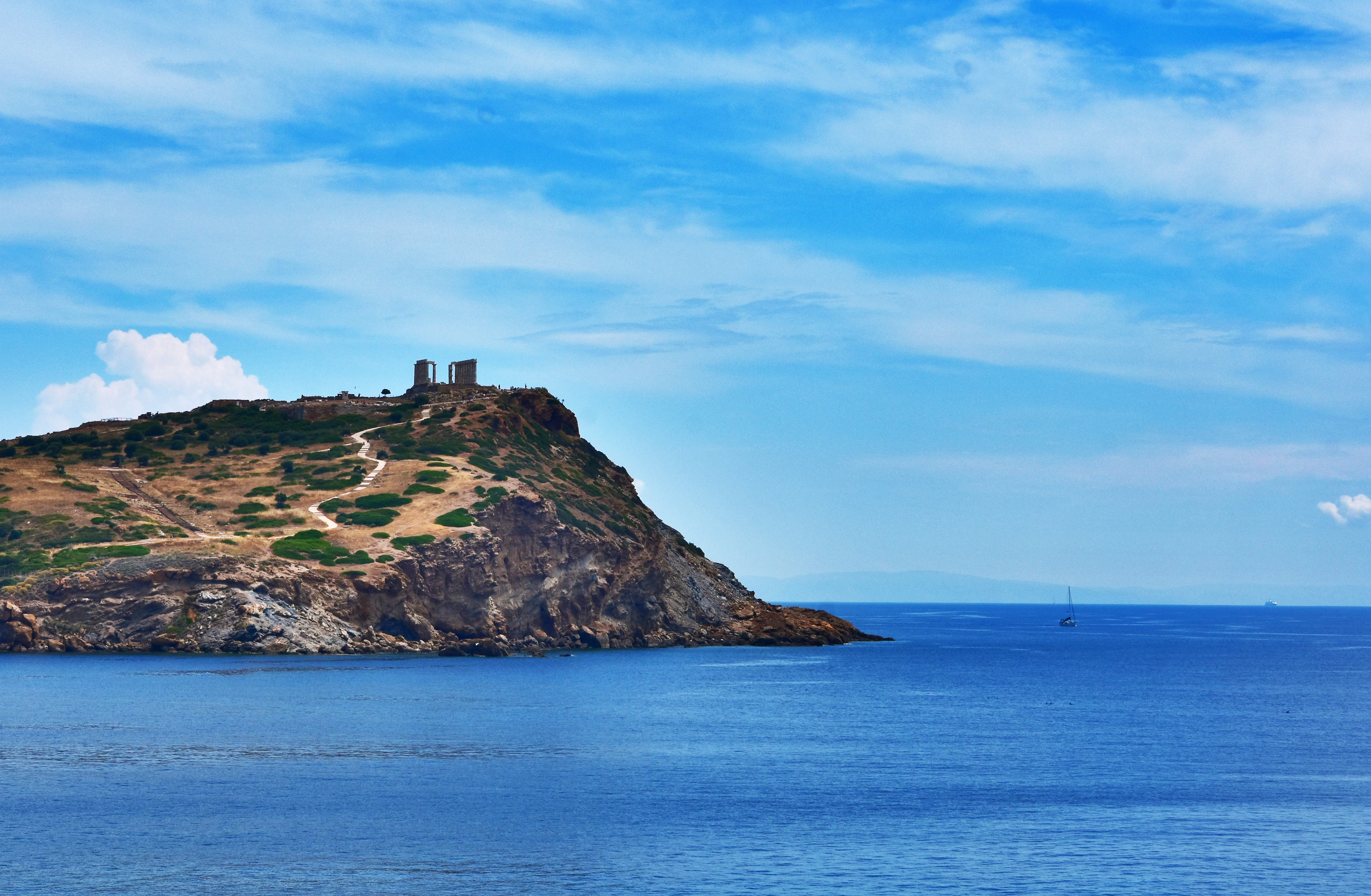
Le Cap Sounion (Attique), au sommet duquel se trouve un sanctuaire consacré au dieu Poséidon, maître des mers, sanctuaire extra-urbain situé aux marges du territoire athénien et surplombant d'importantes routes maritimes, les plaçant sous la protection du dieu.

Les Grecs de l'Antiquité considèrent que certains lieux naturels sont investis de sacralité à la suite d'une décision divine, et dont certains aspects signalent ce caractère. Ce sont par exemple les grottes et sources vouées aux nymphes et à Pan, les sommets consacrés à Zeus et à d'autres divinités célestes, les espaces sauvages, marécages et sources où on rend un culte à Artémis, les bois sacrés qui sont depuis des temps immémoriaux des lieux où sont accomplis des rituels. L'exécution de rites dans ces lieux leur confère ensuite leur caractère de lieu de culte. Ces sanctuaires dans la nature peuvent conserver leur aspect primitif, mais d'autres sont dotés de constructions et évoluent parfois en un complexe monumental.
Des facteurs religieux président aussi à la localisation des sanctuaires urbains. Ainsi le dieu des artisans Héphaïstos a un lieu de culte dans le quartier des forgerons d'Athènes, tandis que la protectrice de la ville, Athéna, a son principal lieu de culte sur l'Acropole, une citadelle fortifiée. Les considérations proprement religieuses présidant au choix de localiser un sanctuaire en ville ou à la campagne restent souvent mal comprises. Les sanctuaires de Poséidon, Héra, Dionysos et Artémis ont tendance à se trouver en dehors des espaces urbains, ce qui s'explique aisément pour la dernière parce qu'elle est liée au monde sauvage.
En tout cas un aspect essentiel de ces localisations est leur permanence : un sanctuaire occupe un lieu de façon traditionnelle, il est très difficile de le déplacer et il est en principe entretenu et reconstruit à un emplacement identique, y compris après des catastrophes. Ce sens aigu de la localité explique aussi pourquoi chaque lieu de culte a sa propre divinité, ou du moins sa propre version de celle-ci (identifiée par son épiclèse topique : Apollon de Delphes ou de Délos, Héra d'Argos ou de Samos, etc.), ses propres règles rituelles avec son propre prêtre pour les faire respecter.

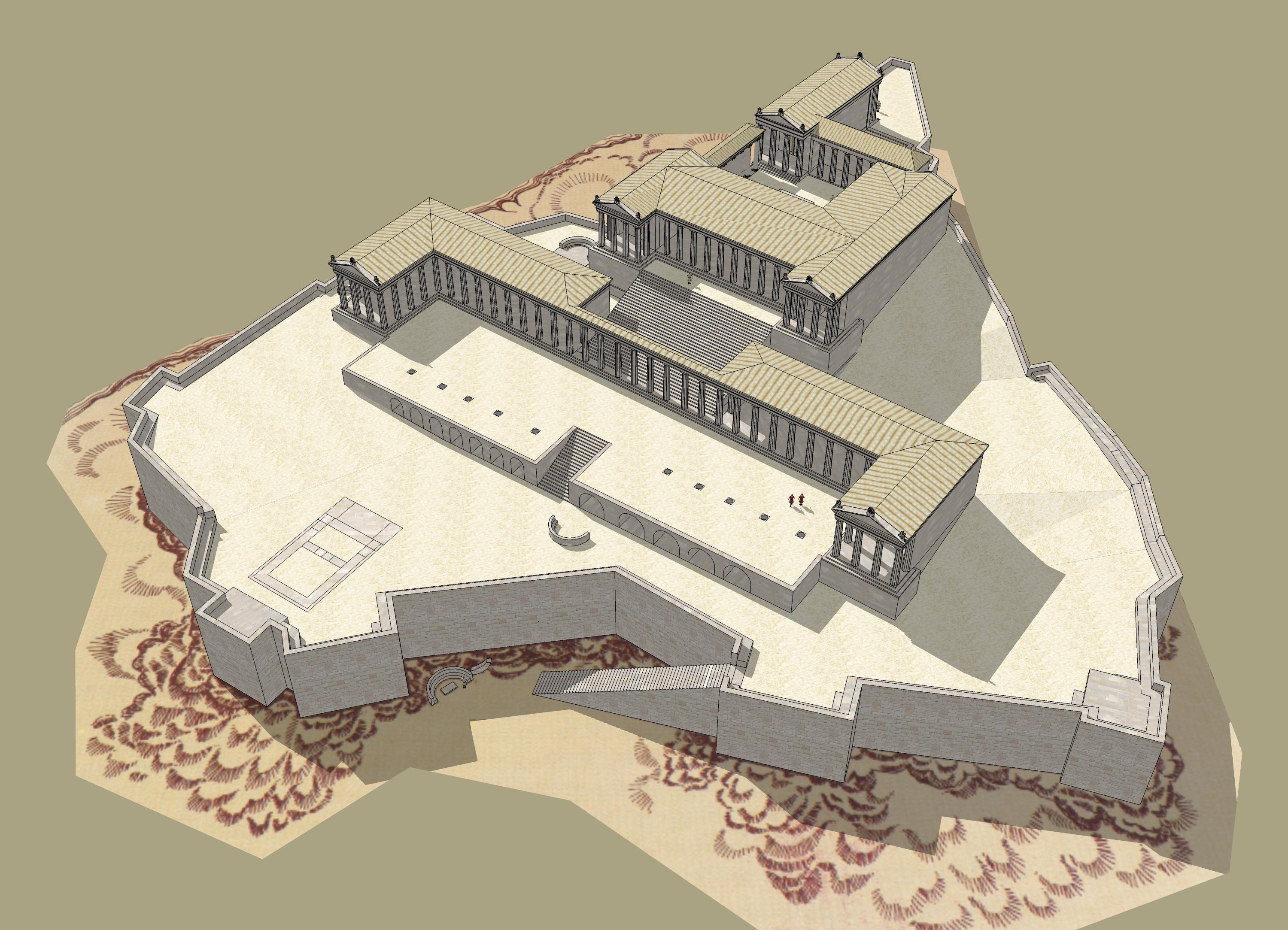
Restitution de l'acropole de Lindos (Rhodes), dominée par un sanctuaire d'Athéna.

Le poids de la cité dans la religion grecque implique aussi que les sanctuaires soient souvent localisés en fonction des intérêts de la communauté, en plus des considérations liées à la nature de la divinité vénérée. Ils sont disséminés dans ses différentes composantes (chef-lieu, villages, campagne, confins). Les sanctuaires les plus importants d'une communauté ne se trouvent pas forcément dans son chef-lieu. Les lieux de culte urbains comprennent de grands sanctuaires qui fonctionnent comme un pôle de la vie de la communauté. Au seuil de l'espace urbain, proche des murailles, se trouvent des sanctuaires à fonction protectrice et marquant la séparation entre ville et campagne. Plus loin se trouvent des sanctuaires dans un espace accessible aisément à pied. Les sanctuaires extra-urbains et ruraux à proprement parler, plus éloignés du chef-lieu, ont un rôle important dans l'appropriation du territoire civique par la communauté des citoyens, aspect mis en avant par F. de Polignac qui leur attribue un rôle crucial lors du processus de constitution des cités,. Ils peuvent être placés sur des axes de circulation importants. Ceux situés aux confins servent notamment à affirmer les prétentions territoriales face aux voisins et rivaux. Cette catégorie comprend de nombreux sanctuaires majeurs, par exemple celui d'Isthmia à Corinthe. Cependant de nombreux sanctuaires ruraux placés sur des sites naturels spécifiques sont modestes, à l'image de celui consacré à Zeus sur le mont Hymette en Attique, composé d'un enclos encadrant un autel, proches du sommet. Les territoires du monde grec sont donc émaillés de lieux de culte, qui jouent sans doute un rôle crucial dans la relation des anciens Grecs avec leur environnement,.
Les grands lieux de culte panhelléniques (Delphes, Olympie) ou ethniques restent en revanche en dehors du cadre civique, maintenant une forme de neutralité politique, qui leur permet de jouer le rôle de lieux de rencontre entre acteurs politiques,. Par le nombre de constructions qu'on y trouve, les sanctuaires de Delphes et d'Olympie sont de véritables « villes ».

### Fonctions
Les sanctuaires sont avant tout les lieux où les Grecs se rendent pour accomplir des offrandes et faire des prières à une divinité,. Certains sanctuaires ont des fonctions plus spécifiques, surtout ceux consacrés aux divinités liées à la guérison, comme Asclépios, qui servent de lieux de cure, et les grands sanctuaires oraculaires comme Delphes et Dodone où on se rend pour obtenir des messages divins.
Mais les sanctuaires sont bien plus que des lieux de culte, car ils remplissent un ensemble de fonctions sociales, politiques et économiques. Ce sont des lieux de réunion pour les communautés, notamment à l'échelle de la cité, en particulier lors des grandes fêtes religieuses. Leur importance pour la vie politique va au-delà de ces cérémonies religieuses, puisqu'ils servent par exemple de lieux d'inscription ou de dépôts des lois, comme à Gortyne, manière de leur conférer une sanction divine. Ce sont aussi des lieux de refuge en raison de leur aspect sacré qui les rend en principe inviolables. Les grands sanctuaires (et donc les divinités) disposent de richesses importantes, dont des domaines fonciers qu'ils peuvent exploiter ou mettre en location, et des richesses financières à partir desquelles ils peuvent développer une activité bancaire, ou bien servir de réserve pour leur cité en cas de difficulté.

### Les éléments du sanctuaire

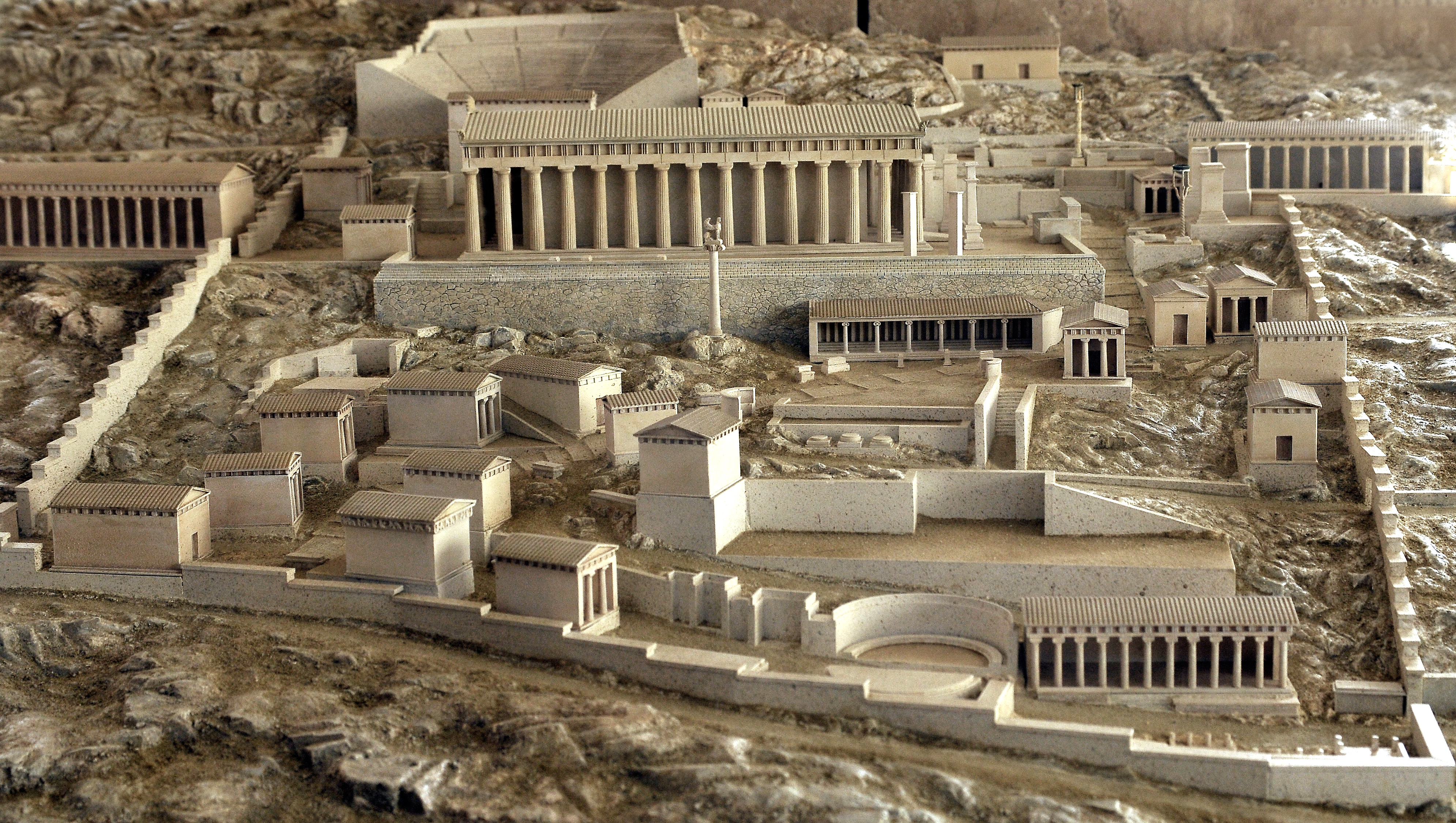
Maquette du sanctuaire de Delphes. Musée archéologique de Delphes.

#### L'autel
L'autel sacrificiel est l'élément indispensable pour l'exercice du culte,,. C'est là qu'on procède aux offrandes à une divinité. Un autel est en général dédié à une seule divinité (parfois à plusieurs), ce qui rend tout sacrifice voué sur celui-ci à une autre divinité inefficace. Il y a donc au moins autant d'autels dans un sanctuaire que de divinités ou groupes de divinités auxquelles on y sacrifie. L'autel est généralement situé dans un espace à ciel ouvert. Il peut prendre différentes formes. Il s'agit souvent d'une table, un autel élevé, bômos, plutôt destiné aux divinités célestes (ouraniennes) suivant l'interprétation traditionnelle. À partir du VIe siècle av. J.-C., c'est plus souvent un bloc de pierre (calcaire ou marbre) de forme rectangulaire, mais il en existe des ronds, à table en pi. Le dessus est constitué d'une table servant au dépôt des offrandes et à la découpe des animaux sacrifiés, et à supporter un foyer. Certains autels sont sculptés et décorés (de volutes par exemple), certains ont des marches, leur taille et leur hauteur variant grandement, jusqu'à atteindre des dimensions monumentales, tels l'autel de Zeus à Némée qui mesure 41,5 mètres de long pour 2,42 de large, ou le grand autel de Pergame avec sa frise sculptée et ses 120 mètres de long. L'autel de Zeus à Olympie, constitué par l'accumulation des cendres des sacrifices et s'élevant à 6,7 mètres de haut, est plus atypique,,,, de même que l'autel d'Artémis à Délos fait de cornes de chèvres. Certains autels sont de simples fosses (bothroi), ou des petites structures creuses (escharai), qui seraient plutôt destinées à recevoir du sang d'animal sacrifié et/ou des libations versées notamment pour les divinités chthoniennes et les défunts,, y compris dans les cultes héroïques.

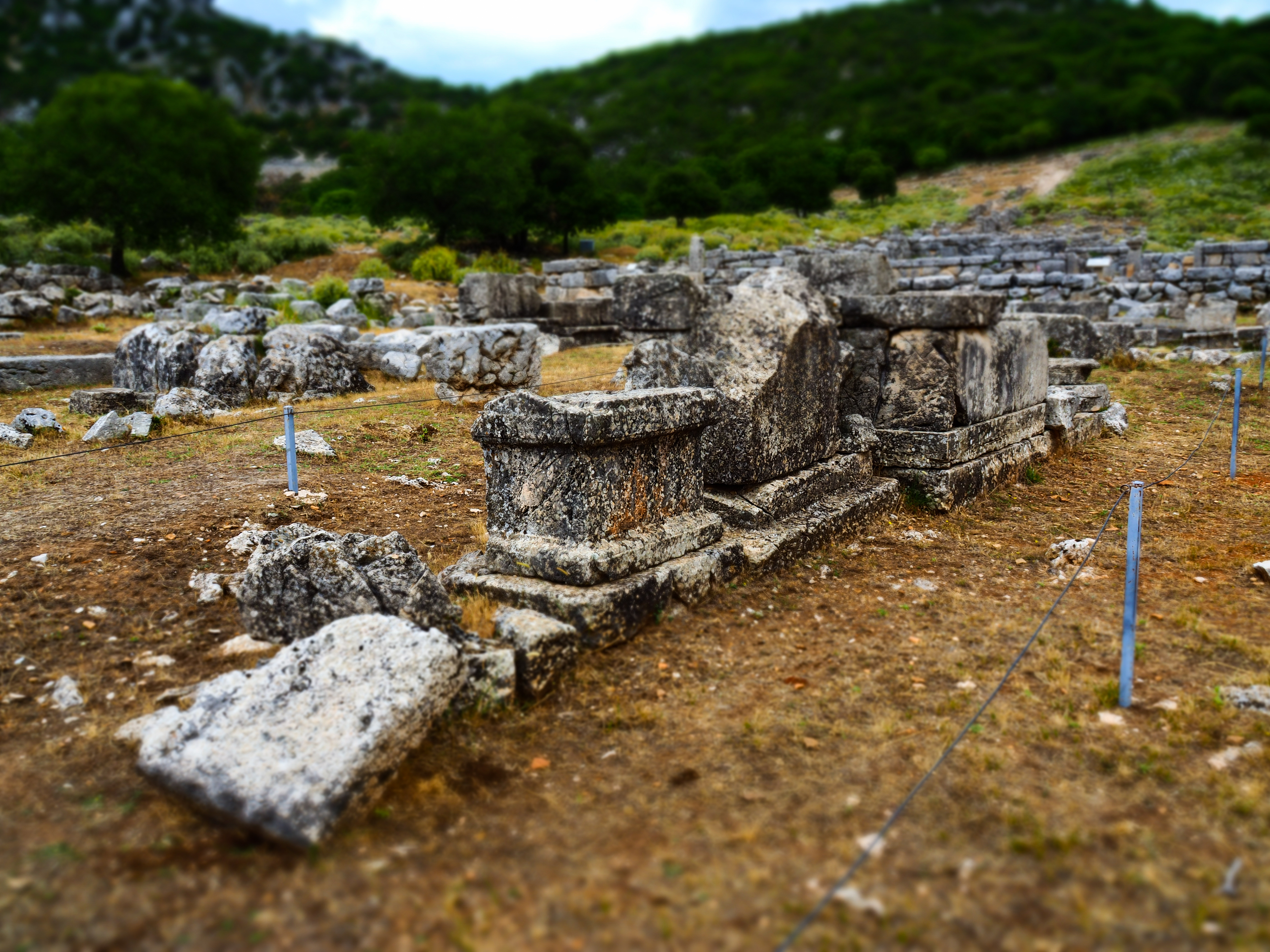
L'autel de l'agora de Cassopè (Épire).
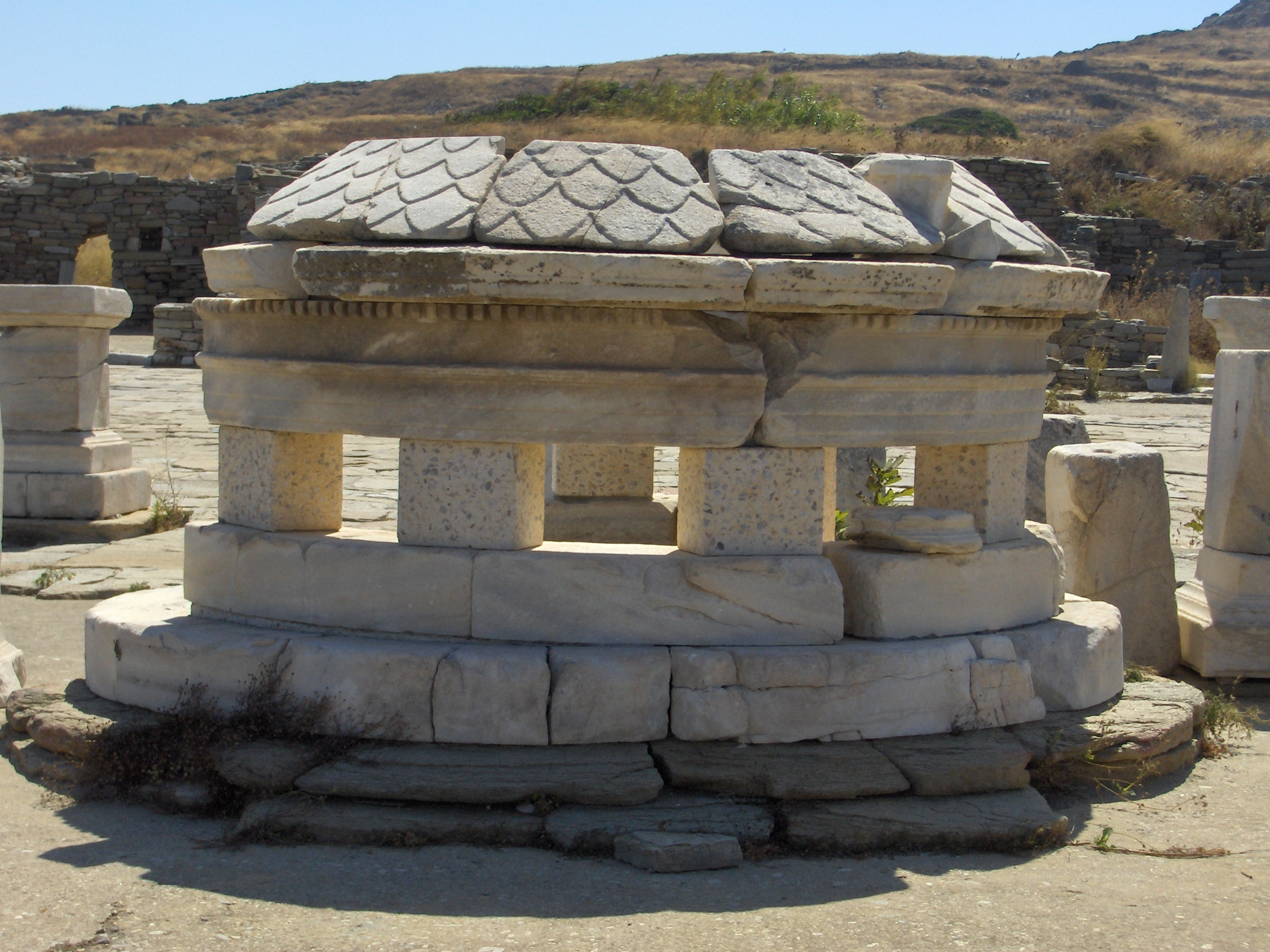
Autel du sanctuaire d'Hermès sur l'agora des Compétaliastes à Délos.
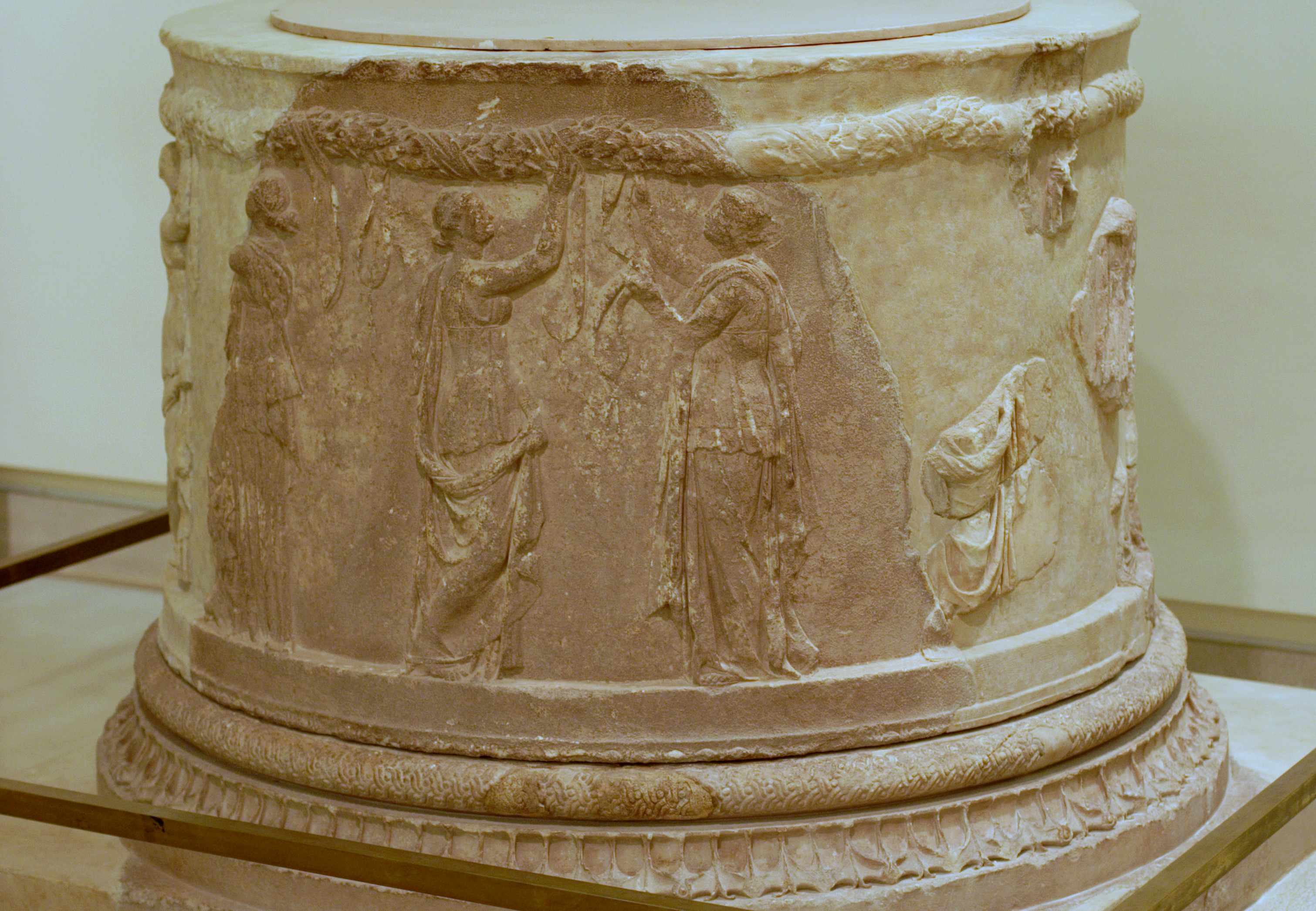
Autel du sanctuaire d'Athéna Pronaos de Delphes, IIe siècle av. J.-C. Musée archéologique de Delphes.
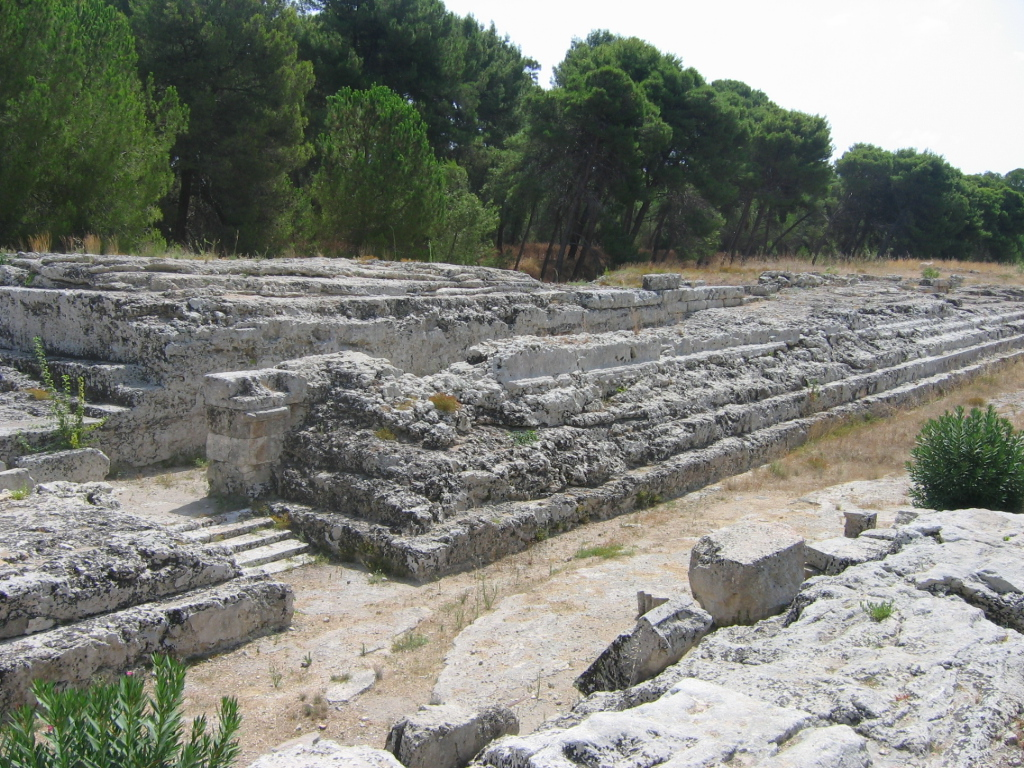
Autel de Hiéron II de Syracuse, IIIe siècle av. J.-C.
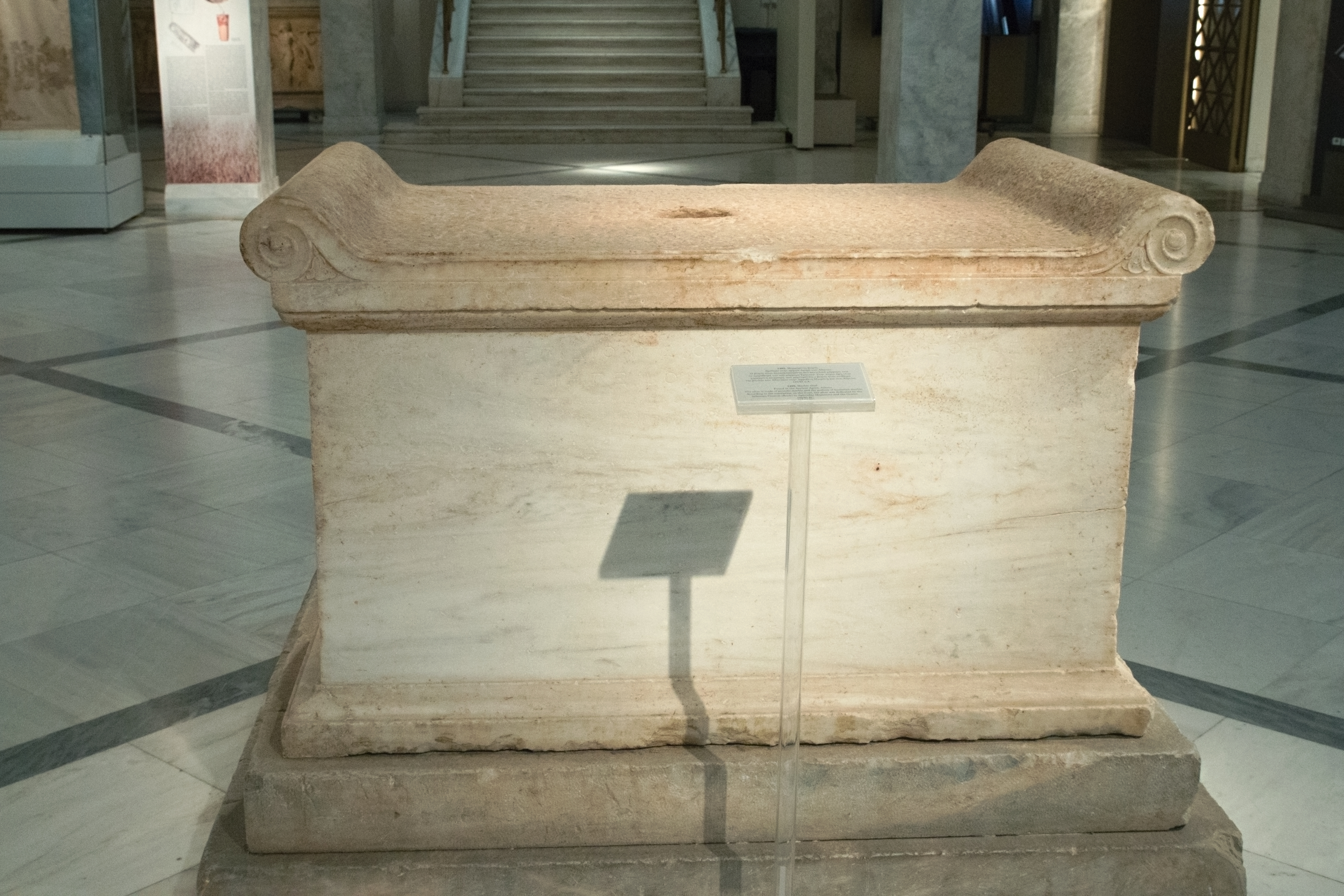
Autel dédié à Aphrodite et aux Charites, retrouvé sur l'agora d'Athènes, 193/2 av. J.-C. Musée national archéologique d'Athènes.
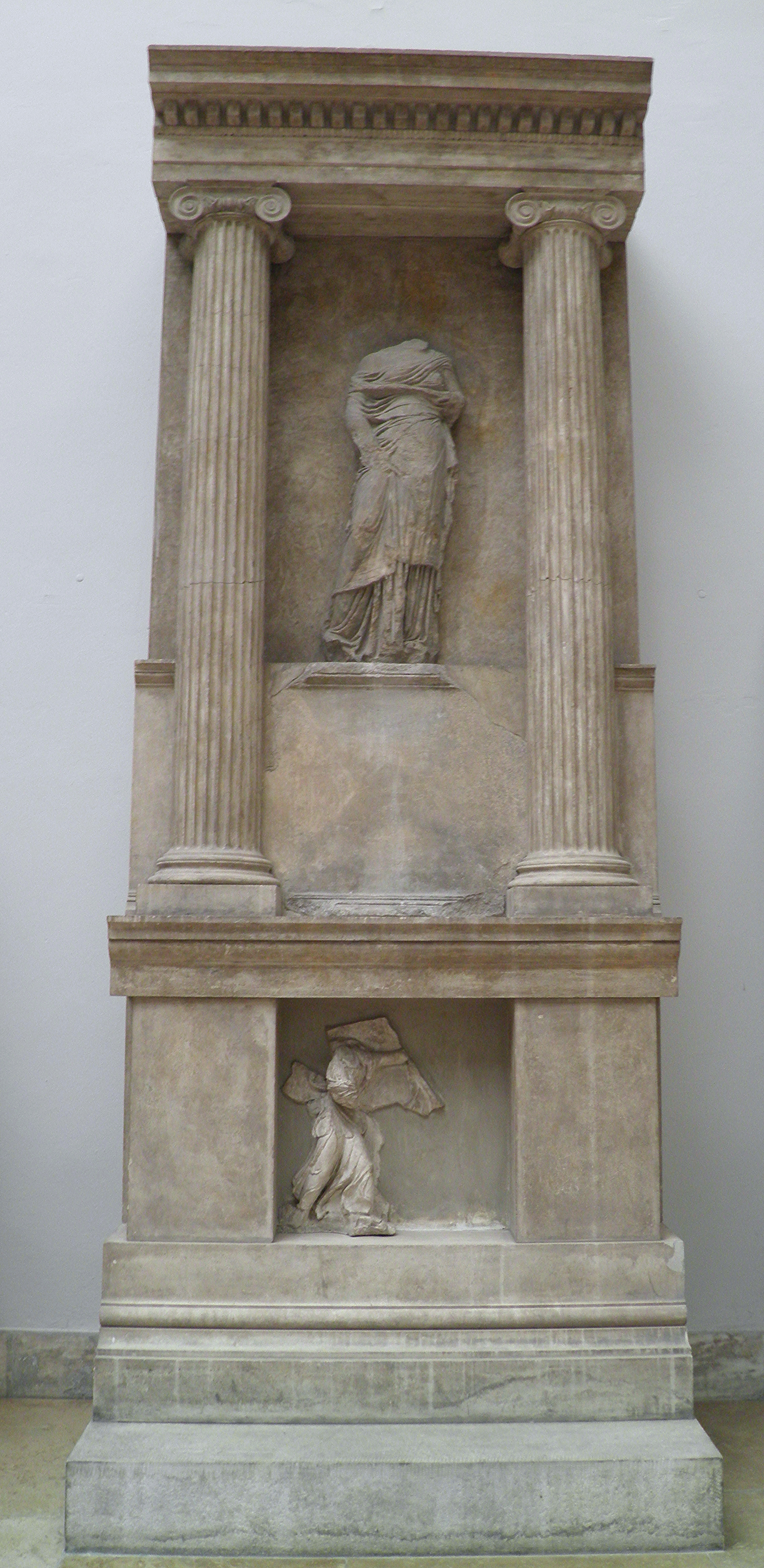
Autel d'Athéna Polias de Priène, IIe siècle av. J.-C., reconstitué au Pergamon Museum.

#### Le téménos
Si certains espaces sont par essence sacrés à l'initiative d'une puissance divine, les hommes en définissent eux-mêmes, en délimitant des espaces religieux autour d'un autel, désignés par le terme de téménos. Ce mot est dérivé de temnein « découper », car « ce sont des espaces que l’homme a « découpés » dans l’espace profane pour en faire des sanctuaires. ». Historiquement, la mise en place de ces espaces semble liée à la constitution des nouvelles entités politiques au VIIIe siècle av. J.-C., à commencer par la cité : ces espaces sont délimités de manière à servir d'espaces de réunion pour la communauté, de façon à attribuer aux dieux un lieu dont ils sont les possesseurs dans l'espace civique. Leur apparition peut être reliée à celle d'un autre espace crucial pour les cités et lui aussi délimité et investi de sacralité, l'agora, qui peut également être traité comme un téménos,.
Le téménos peut être délimité physiquement, par des bornes (horoi) ou par le péribole, enceinte sacrée qui prend la forme d'un mur de pierre continu dans certains sanctuaires, parfois simplement une clôture. Une autre manière de marquer les limites de cet espace sont les périrrhantéria, des vasques de pierre apparaissant au VIIe siècle av. J.-C. au moins, qui recueillent l'eau sacrée servant aux visiteurs du sanctuaire à se purifier quand ils y entrent. Elles prennent ensuite la forme de grandes tables avec une cuvette en leur centre. Des stèles portant des « lois sacrées », inscriptions sur les conditions d'accès et les règles à respecter à l'intérieur du temple, marquent aussi les limites du téménos.

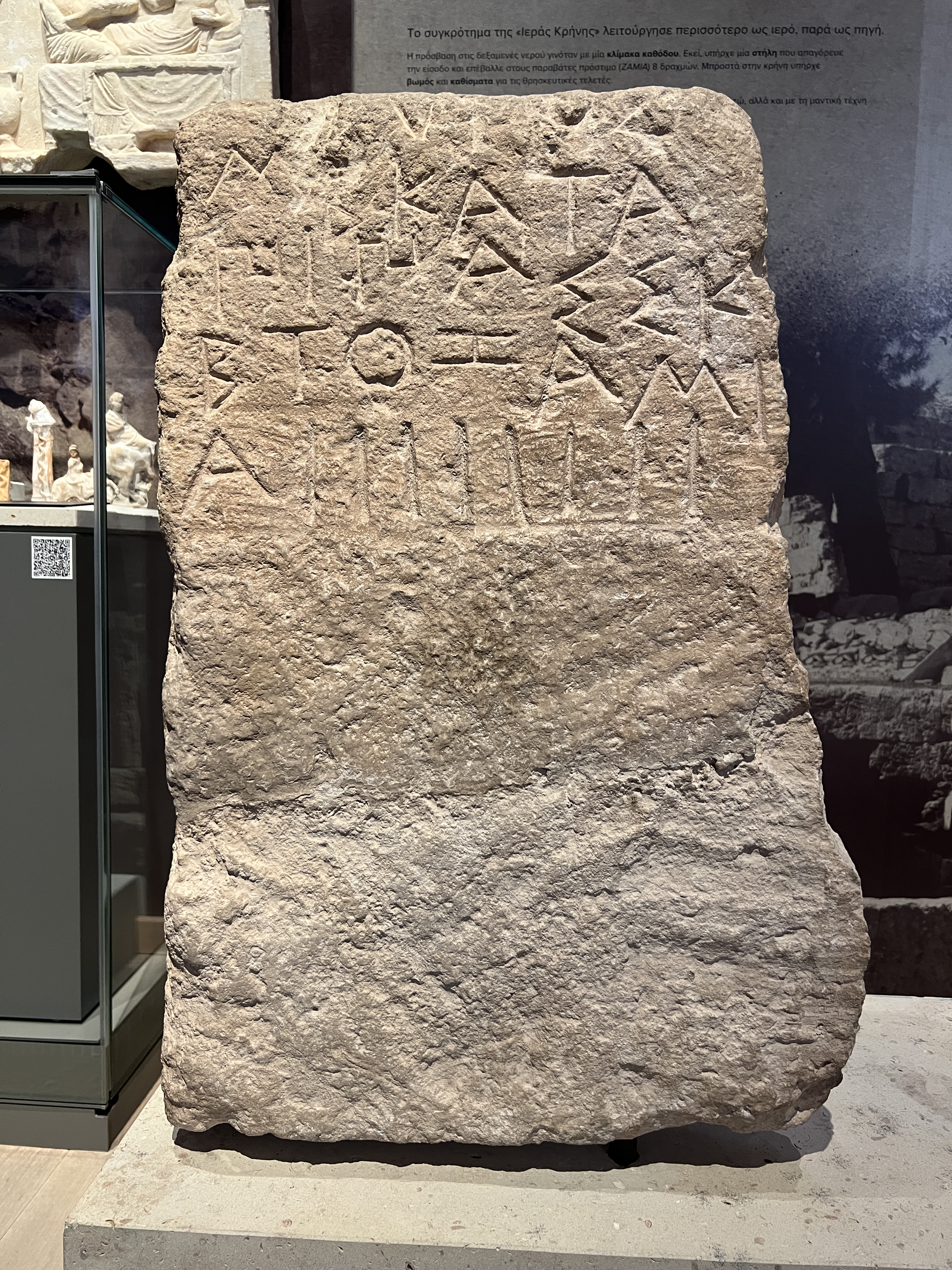
Stèle portant une inscription proscrivant l'entrée dans une fontaine sacrée à Corinthe, sous peine d'une amende de 8 drachmes. Musée archéologique de l'ancienne Corinthe.

Tout ce qui se trouve à l'intérieur de l'espace « sacré », hieron, appartient aux dieux. En raison de la protection divine dont il bénéficie, il ne doit donc pas être pillé, asylia (francisé en asylie ; par le truchement du latin le terme se retrouve dans le droit d'asile moderne), et cela s'applique aussi aux personnes qui s'y réfugient. Le vol d'un bien sacré est donc un crime qui a un caractère sacrilège. La sacralité de l'espace implique aussi que son accès soit interdit aux personnes affligées par une « souillure » ou « pollution » qui les met temporairement dans un état d'impureté rituelle, et c'est ce que visent souvent à prévenir les lois sacrées. Ce peut être une relation sexuelle, la participation à des funérailles, l'accouchement, etc. Cela explique par exemple que toutes les tombes aient été retirées de Délos en deux temps par les Athéniens, par le tyran Pisistrate au VIe siècle av. J.-C. puis en 426/425 av. J.-C., l'île entière étant vue comme le téménos d'Apollon. Les personnes mourantes et les femmes sur le point d'accoucher étaient également priées de quitter les lieux pour ne pas le contaminer,. Le fait de se purifier par l'eau rituelle des périrrhantéria permet de se débarrasser des impuretés bénignes du quotidien, mais pas des plus graves.

#### Le temple
Le temple a pour fonction d'abriter la statue d'une divinité qui est vénérée dans le sanctuaire : c'est la demeure du dieu, où il réside car sa statue y assure sa présence. Ce n'est pas un lieu accessible aux fidèles : le lieu de réunion lors des sacrifices est localisé autour de l'autel, à ciel ouvert, souvent devant le temple de manière que la statue divine puisse observer le sacrifice qui lui est offert. Le temple sert aussi d'entrepôt pour une partie du trésor de la divinité, généralement ce qu'il y a de plus précieux, et parfois aussi pour les archives de la cité. Ce type d'édifice n'est pas indispensable au culte, et tous les sanctuaires n'en ont pas. Il peut être vu comme une offrande à la divinité, ce qui explique le soin qu'on attache à sa construction et son décor.
Les temples apparaissent assez tard dans la civilisation grecque, et se diffusent au VIIIe siècle av. J.-C. Les plus anciens ont une seule pièce, puis le plan-type du temple grec se met en place au VIIe siècle av. J.-C. : c'est un édifice rectangulaire, constitué d'un portique d'entrée (pronaos), de la salle principale contenant la statue divine (naos), et éventuellement d'une pièce à l'arrière (opisthodomos), servant notamment pour le trésor divin. Les temples grecs sont généralement bâtis en pierre, entourés de colonnes formant des allées couvertes les entourant (péristyles). Leur décor répond plus ou moins aux ordres architecturaux qui se développent pour ce type d'édifice (dorique, ionique et corinthien),. À défaut d'être indispensables au culte, ces édifices sont primordiaux dans le développement de l'architecture et de l'art grecs, et leur construction mobilise les efforts des cités pour lesquelles ils fonctionnent comme une sorte de « vitrine ».

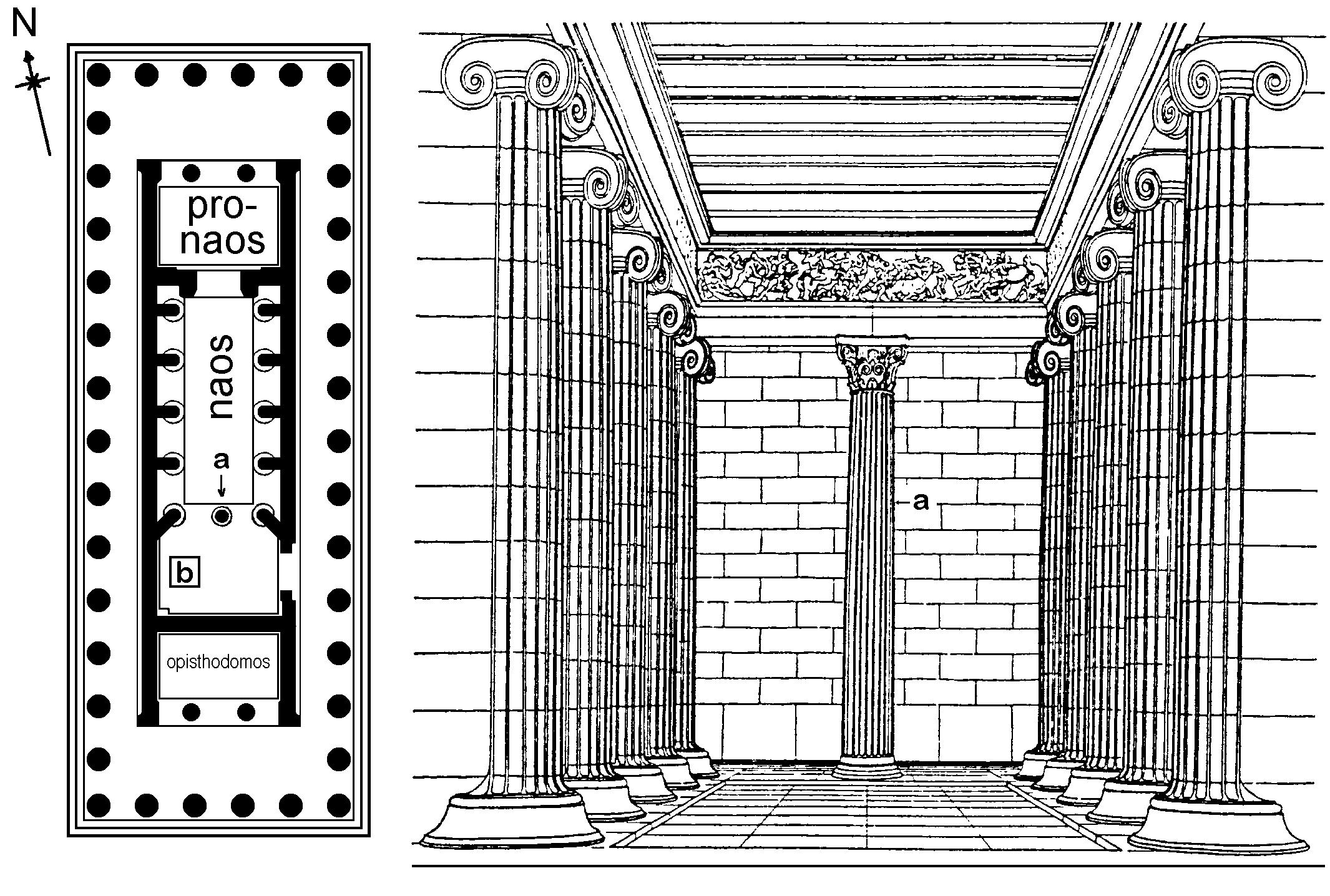
Plan et représentation du naos du temple d'Apollon à Bassae.
Les types de colonnes antiques (Grèce et autres régions) et la description des parties d'une colonne.
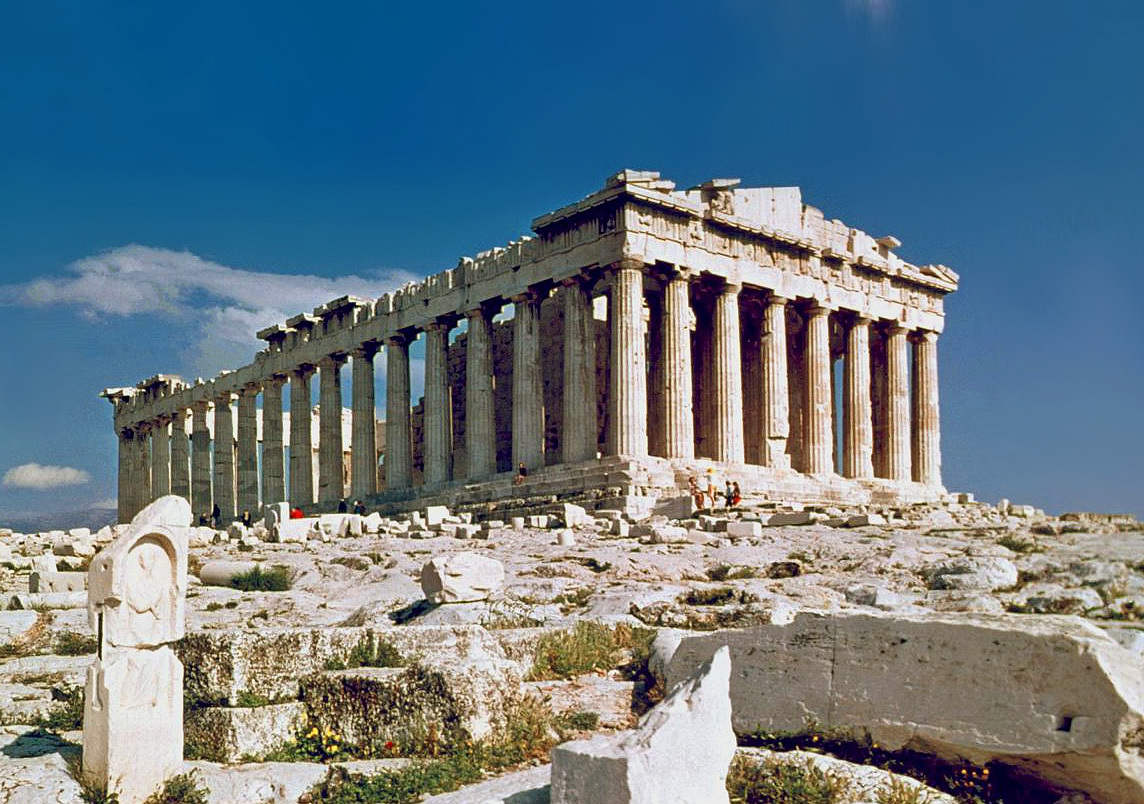
Le Parthénon, temple d'Athéna à Athènes.
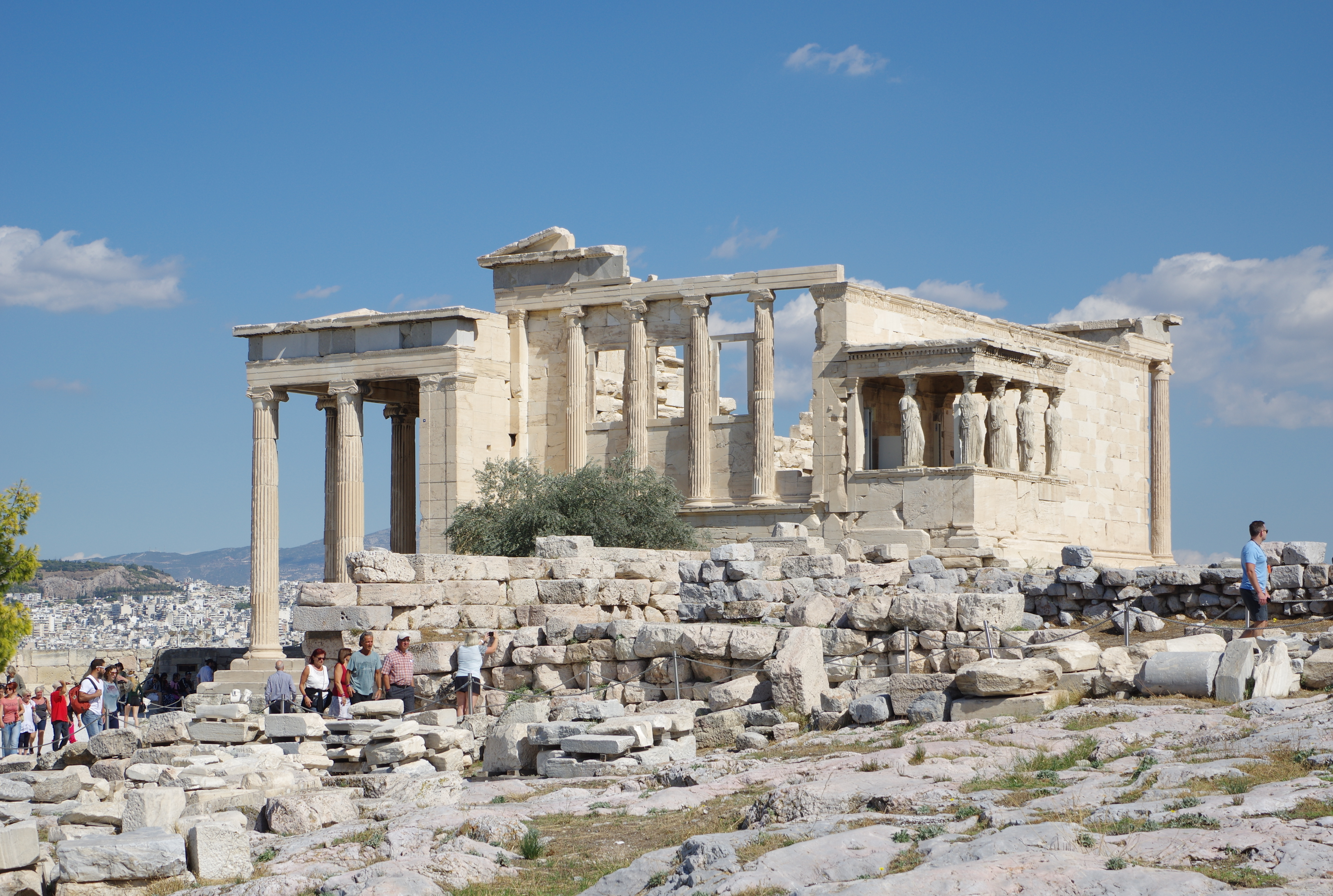
L'Érechthéion de l'Acropole d'Athènes.
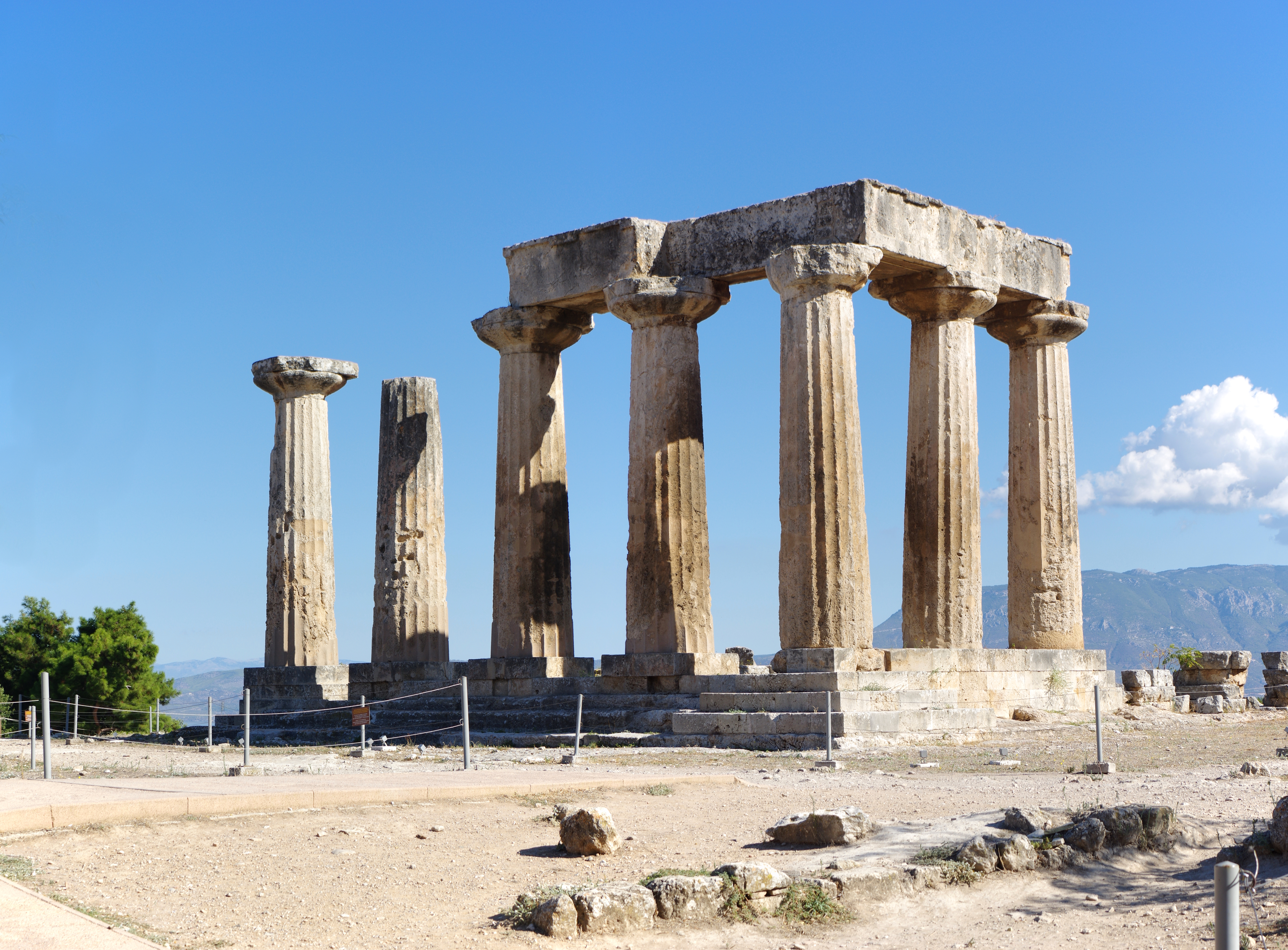
Ruines du temple d'Apollon de Corinthe.
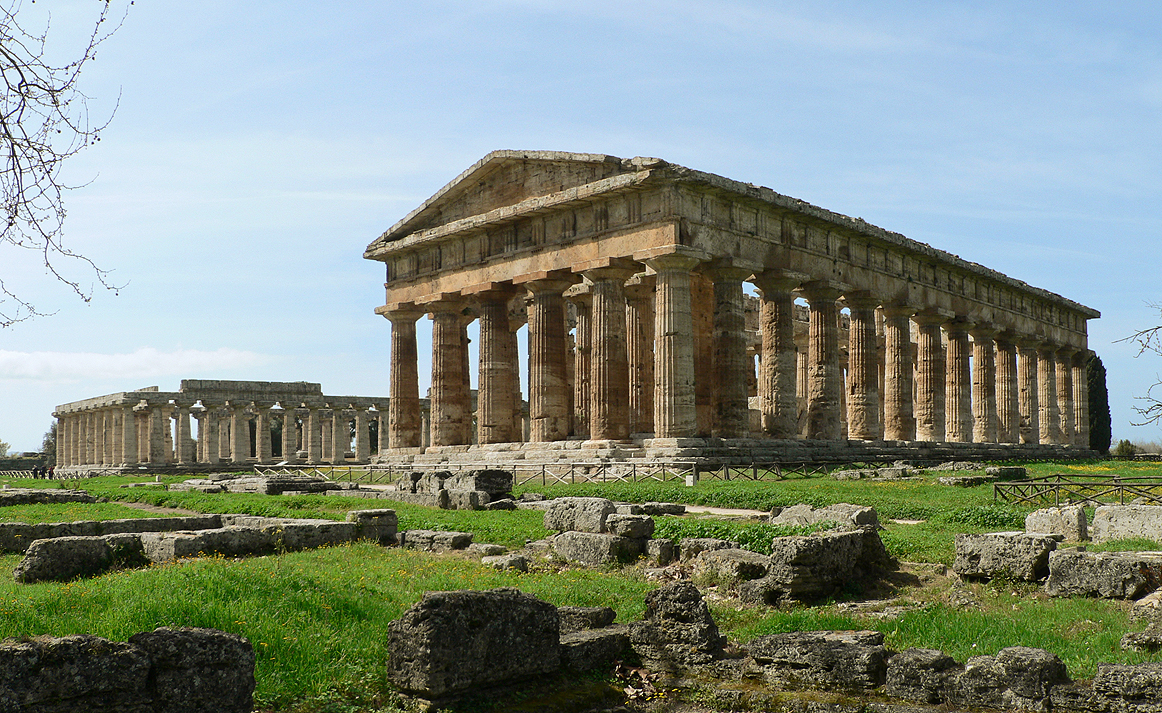
Les temples d'Héra à Poseidonia (Paestum).
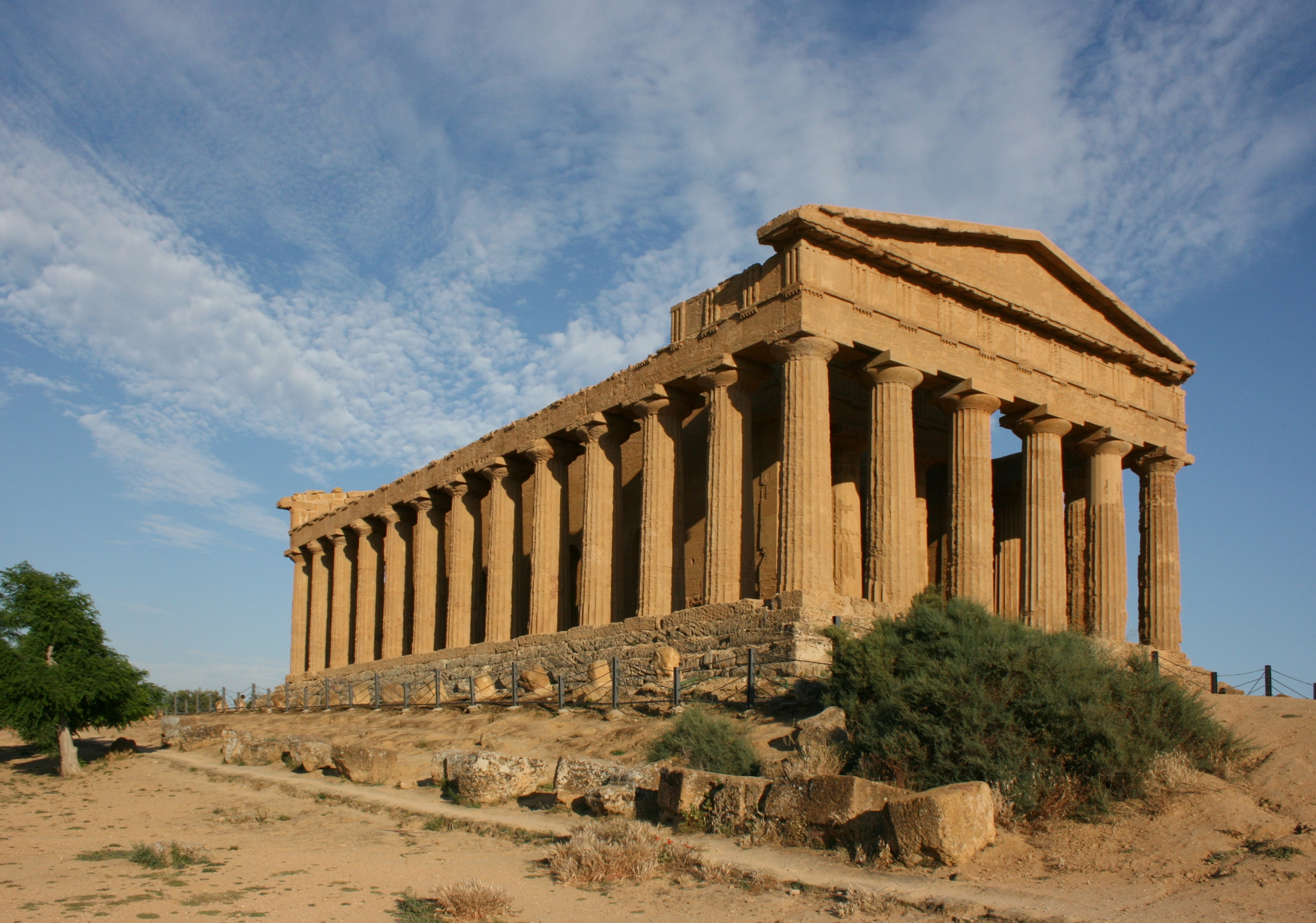
Le temple de la Concorde à Agrigente.
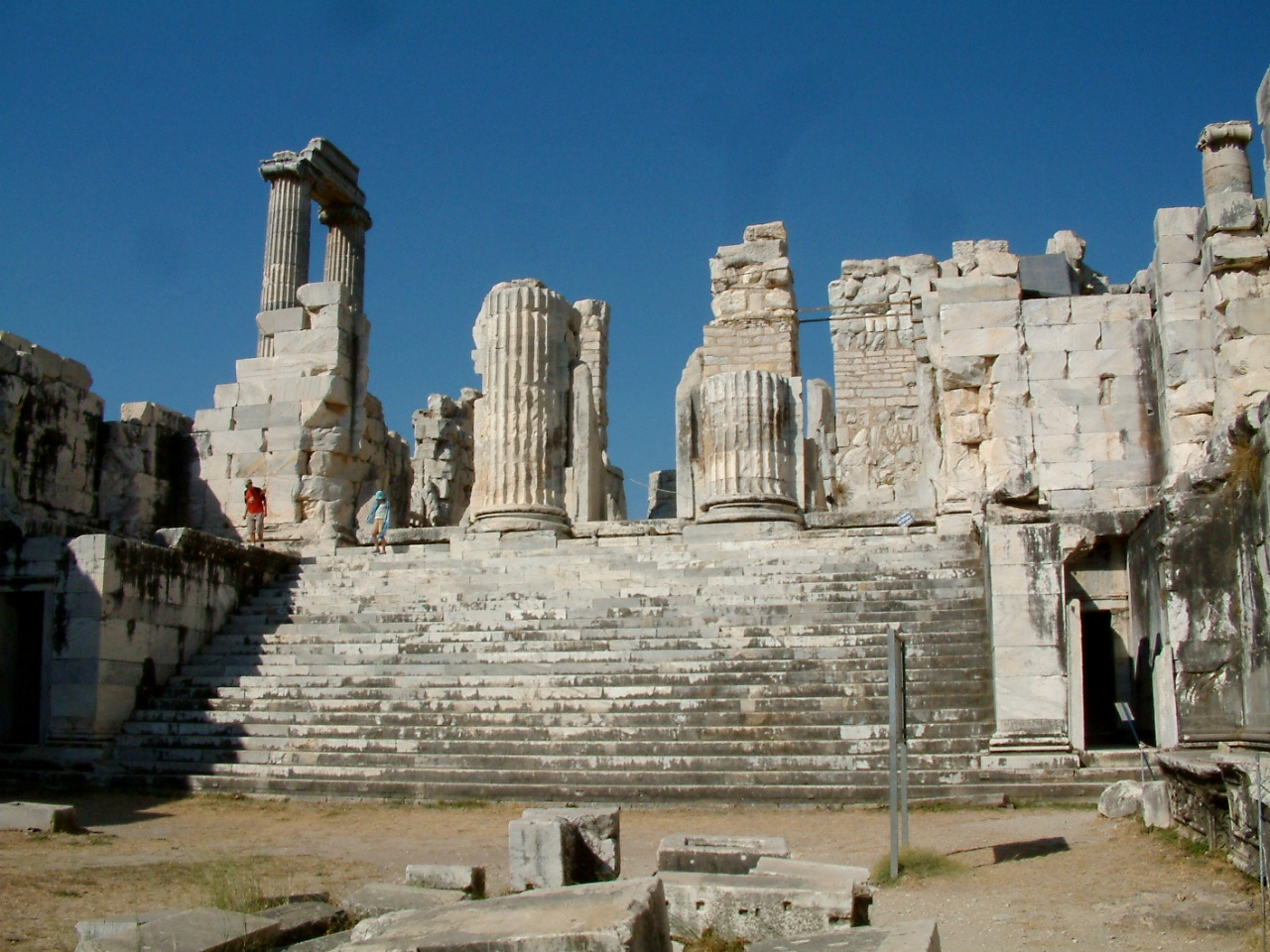
Le grand escalier de la cour du temple d'Apollon de Didymes.
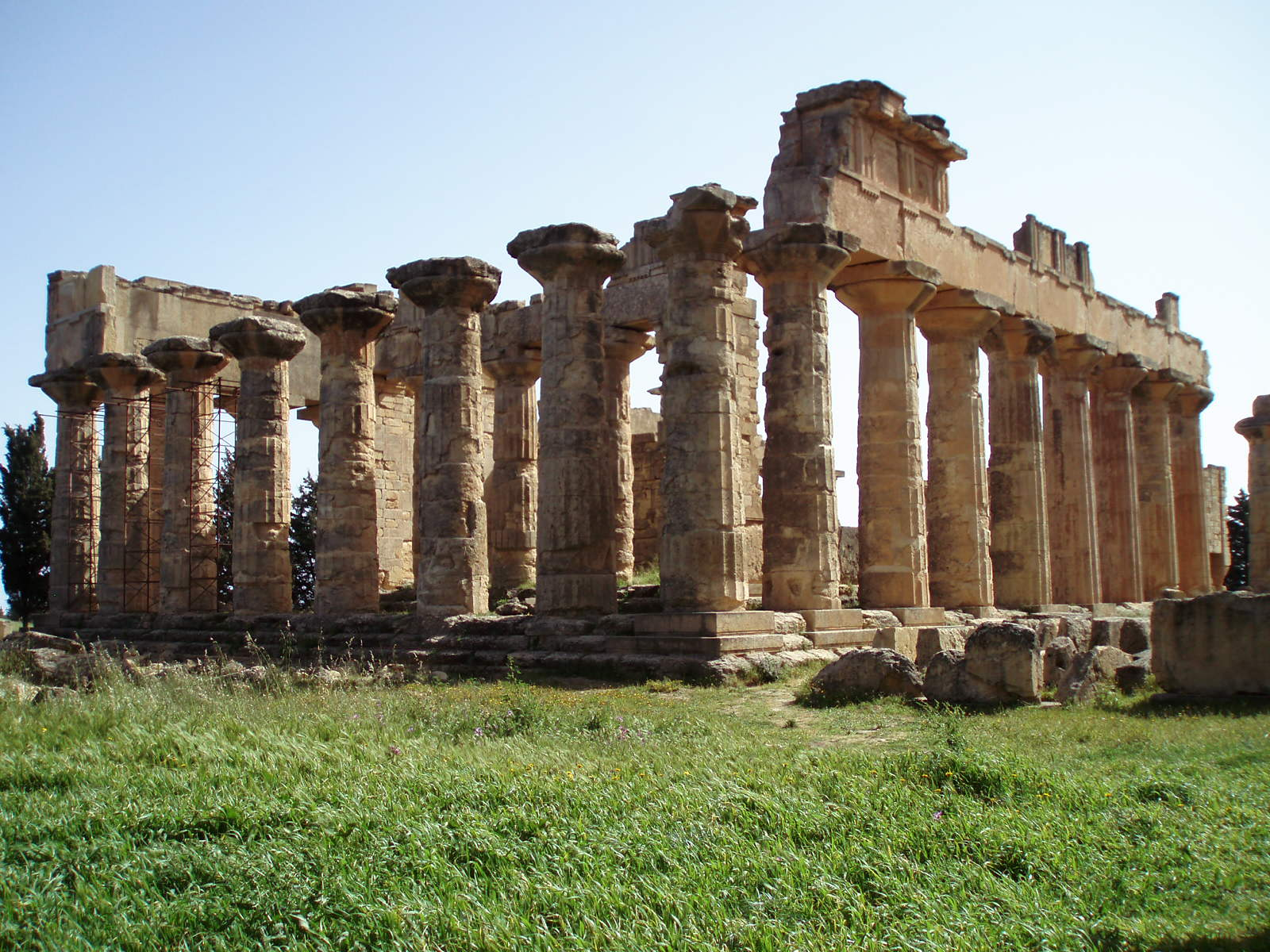
Ruines du temple de Zeus à Cyrène.

#### L'image divine
L'apparition des représentations divines sous forme de statues de forme humaine (anthropomorphes) se produit dans le monde grec en même temps que celle des temples destinés à les abriter, au VIIIe siècle av. J.-C. Il existe cependant des images divines non anthropomorphes ou partiellement, comme les piliers hermaïques. La statue de la divinité tutélaire du temple est placée dans la pièce principale de l'édifice, sa « demeure » (naos), dans l'axe central de façon à ce qu'elle puisse, une fois les portes du temple ouvertes, être vue de l'extérieur et observer les cultes qui lui sont rendus. Son installation est marquée par des rituels importants, et elle est ensuite entretenue et purifiée régulièrement. Les spécialistes débattent quant à savoir dans quelle mesure cette image était vue comme la divinité elle-même, si elle « habite » la statue, en tout cas la croyance courante est qu'elle réside dans le temple grâce à la présence de sa statue. Elle n'est pas plus que le temple indispensable pour le culte, et fonctionne plus comme un « décor », ce qui explique là aussi le soin apporté à sa réalisation. Très peu de statues divines ont été préservées, mais certaines sont connues par des copies et des descriptions qui en ont été faites. Parmi les plus fameuses se trouve la monumentale statue chryséléphantine de Zeus à Olympie, sculptée par Phidias, une des « sept merveilles du monde ».

#### Les autres constructions
Les sanctuaires grecs peuvent comprendre une vaste gamme de constructions, selon leur importance et leurs fonctions. S'y trouvent souvent des édifices spécifiquement destinés à abriter le trésor des divinités, du moins les objets les plus luxueux, dont l'aspect emprunte à celui des temples. Des portiques à colonnes (stoa) servent de lieu d'accueil et d'abri pour les visiteurs, voire de dortoirs, mais dans les grands sanctuaires des hôtelleries peuvent avoir été bâties. De même il peut exister des bâtiments dédiés aux banquets collectifs ayant lieu lors des grandes festivités, même si la plupart du temps ils se font à ciel ouvert. Les sanctuaires où se déroulent des concours comprennent des édifices dédiés à ceux-ci : palestres, stades, théâtres et édifices annexes. Des fontaines monumentales peuvent aussi être érigées pour les purifications.

#### Dépôts d'offrandes, biens sacrés et reliques

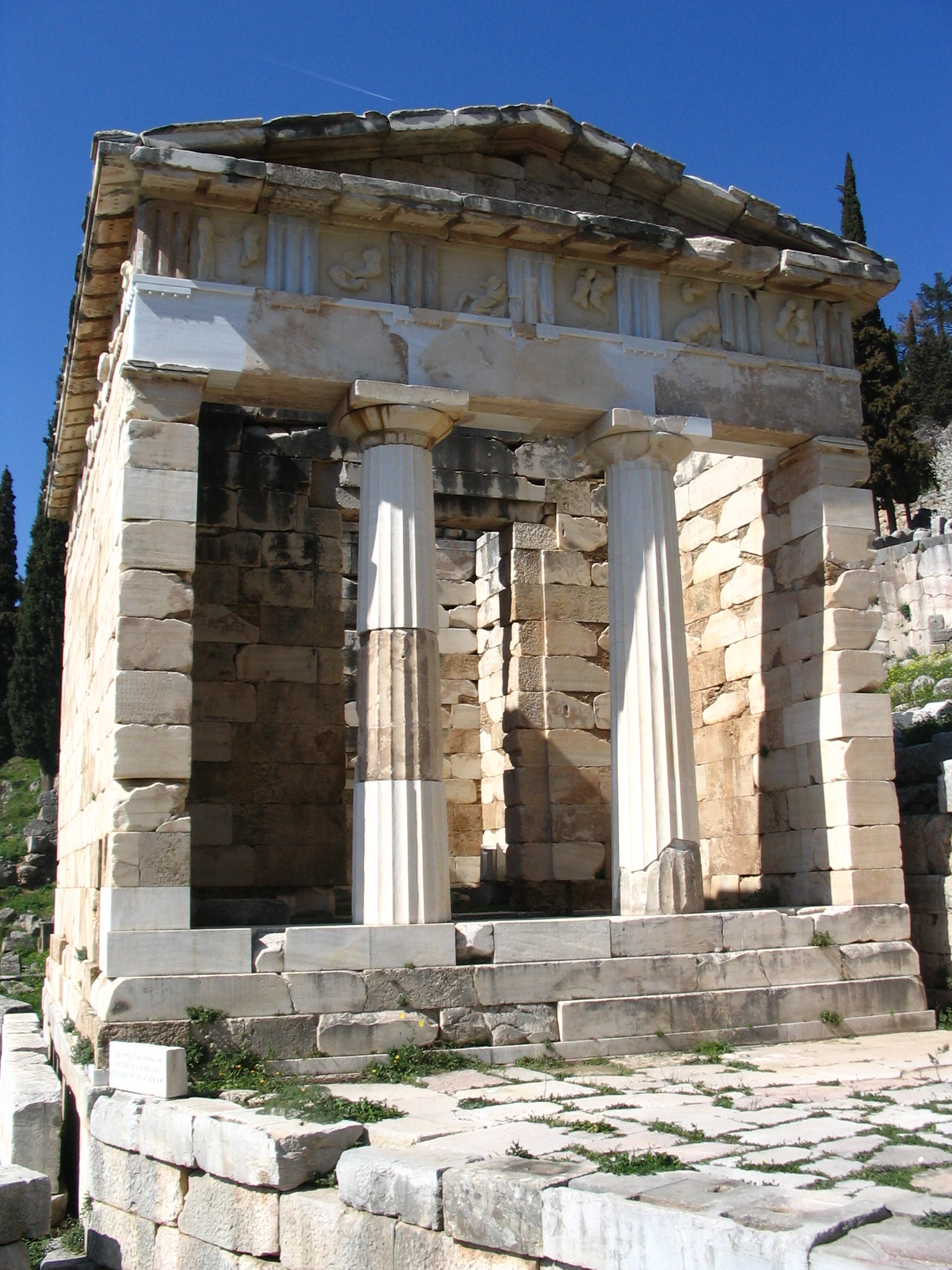
Le trésor des Athéniens à Delphes.

Les offrandes des fidèles marquent aussi le paysage des sanctuaires grecs antiques. Les offrandes alimentaires sont périssables et consommées lors des rituels ou peu après, en revanche celles qui sont durables sont conservées quelque part dans l'espace sacré. Les plus luxueuses (notamment celles en métaux précieux comme la statue chryséléphantine d'Athéna du Parthénon, qui n'est pas une statue de culte) sont déposées dans les trésors, mais les statues et monuments offerts aux divinités sont entreposés à l'extérieur. Dans les plus grands sanctuaires, il y en avait tellement que cela semble avoir donné une impression d'encombrement à leurs visiteurs.
Les patrimoines des divinités sont plus larges encore, en particulier dans les grands sanctuaires, puisqu'il comprend des maisons, des champs, des fermes, des bois et des troupeaux, renvoyant au rôle économique des sanctuaires. Les comptes des gestionnaires du sanctuaire d'Apollon de Délos à l'époque hellénistique, inscrits sur des stèles, indiquent ainsi que le dieu est le plus grand propriétaire foncier des Cyclades, disposant de champs et de maisons dans plusieurs îles, qui sont mis en location.
Enfin, certains sanctuaires ont des reliques, qui leur ont été vouées, des objets investis d'un aspect sacré voire de pouvoirs. Ils sont souvent liés aux cultes héroïques, et on peut faire rentrer les tombeaux de héros dans cette catégorie, si on l'entend au sens large. Les reliques grecques antiques sont souvent des ossements de héros, comme ceux attribués à Thésée qui ont été déplacés de Skyros à Athènes en 476. Mais il peut aussi s'agir de choses associées à des personnages héroïques (souvent des armes) ou divins : ainsi parmi ces reliques prétendues se trouvent l’œuf de Léda à Sparte, le sceptre d'Agamemnon à Chéronée, un moulage d'un sein d'Hélène à Lindos, ou encore le bouclier du général messénien Aristomène à Lébadée, qui aurait aidé au triomphe des Thébains à Leuctres, lesquels ont ensuite fait ériger un trophée où le suspendre. Les légendes sur les reliques connaissent un essor à l'époque hellénistique, et appuient le développement de leurs cultes,.

## Institutions, groupes et acteurs du culte
La religion grecque est couramment présentée comme étant « encastrée » dans la société. Cela veut dire que le cadre de la cité, la polis, est primordial et organise l'activité religieuse, et que cette dernière participe à la consolidation de la cohésion du corps social. Elle s'organise en pratique autour de plusieurs cercles, suivant des modalités similaires : le foyer (oikos) qui constitue l'unité de base de la cité, les groupes familiaux élargis, puis les niveaux intermédiaires (comme les dèmes athéniens), et enfin le niveau de la cité. La logique de groupe est donc fondamentale : « c’est au sein des cercles de sociabilité que s’exprime au mieux la religiosité des Grecs, et le modèle politique marque profondément les cadres religieux de son empreinte. Le modèle collectif est dominant et la démarche individuelle emprunte à ce modèle, non l’inverse. » Cela pose également la question de la participation de ceux qui sont exclus de la citoyenneté à cette vie religieuse, à savoir les femmes, les étrangers et les esclaves, qui ont moins accès au divin que les citoyens adultes,.
De ce fait, la place d'autres logiques sociales de pratiques de la religion est problématique à déceler et discutée : il est difficile de parler de religion « populaire » car il n'y a pas vraiment de coupure significative entre la religion des élites et celle du reste de la population ; les religions personnelle et/ou individuelle, termes qui s'opposeraient au civique, officiel (mais pas forcément une opposition public/privé), sont plus étudiées car elles reflèteraient les préoccupations réelles des individus, leur religion « intérieure », face à celle imposée et donc plus conformiste des cultes civiques ; elle ressortirait notamment des associations religieuses et cultes électifs,. Mais il est compliqué de les isoler clairement, car elles se déroulent quand même sous le regard de la collectivité.
La question des rapports entre la religion et la société renvoie aussi aux questions de l'influence de l'une sur l'autre : est-ce que la religion joue un rôle actif, créatif, comme cela est souvent supposé dans le processus de constitution de la cité, peut-elle être un facteur de changement social, ou bien est-elle essentiellement le reflet des évolutions socio-politiques, se fondant plus dans la société qu'elle ne la façonne ?

### La cité et les citoyens
En l'absence d'institution religieuse séparée, ce sont les communautés de la société grecque antique qui prennent en charge les cultes, et avant tout la plus importante d'entre elles, la cité polis. Mais dans les grandes lignes la religion a une place similaire dans les autres entités autour desquelles s'organise la vie des Grecs anciens : les ethnè, les subdivisions de la cité (dèmes, phratries et phylai à Athènes), également les associations cultuelles. Elle joue partout un rôle dans l'identité du groupe, assure sa cohésion, mais révèle aussi ses tensions internes et les négociations permanentes pour assurer tant bien que mal l'équilibre en son sein, et les différentes possibilités d'articulations entre les individus, les identités et les groupes.
Les caractères de la vie religieuse de la cité ont été mis en avant par de nombreuses études. Les cités ont des divinités protectrices, parmi lesquelles il est courant de distinguer une divinité « poliade », à part, dont l'archétype est Athéna à Athènes, aussi Poséidon à Corinthe, Héra à Argos, etc. Chaque grand moment de la vie d'une cité est ponctué par des rites religieux. Ainsi la fondation de nouvelles cités durant la colonisation grecque de l'époque archaïque est validée par un oracle, le transfert du feu sacré depuis la cité fondatrice, des sacrifices et prières lors de l'édification de la ville principale. Les réunions des assemblées de citoyens sont également marquées par des sacrifices. Les magistrats de la cité occupent les principales fonctions religieuses, accomplissent des sacrifices et offrandes au nom de celle-ci, et ne doivent pas être atteints par des interdits religieux. La cité édicte une bonne partie des « lois sacrées » régulant les activités des sanctuaires, finance les cultes principaux et les prêtrises qui les supervisent, et à Athènes le trésor civique est entreposé dans le temple principal, le Parthénon. Le fait que le centre de la vie politique de la cité, l'agora, soit aussi un espace sacré avec des lieux de sacrifice, incarne bien cette imbrication entre religieux et politique. L'action religieuse des cités se voit aussi dans leurs rapports avec les sanctuaires panhelléniques : les cités demandent des oracles à Delphes, et font des offrandes aux dieux de ces sanctuaires. Chaque cité a son propre calendrier liturgique, elle organise des fêtes civiques et concours qui sont de grands moments de rassemblement, notamment lors des processions, affirmant la cohésion de la communauté.

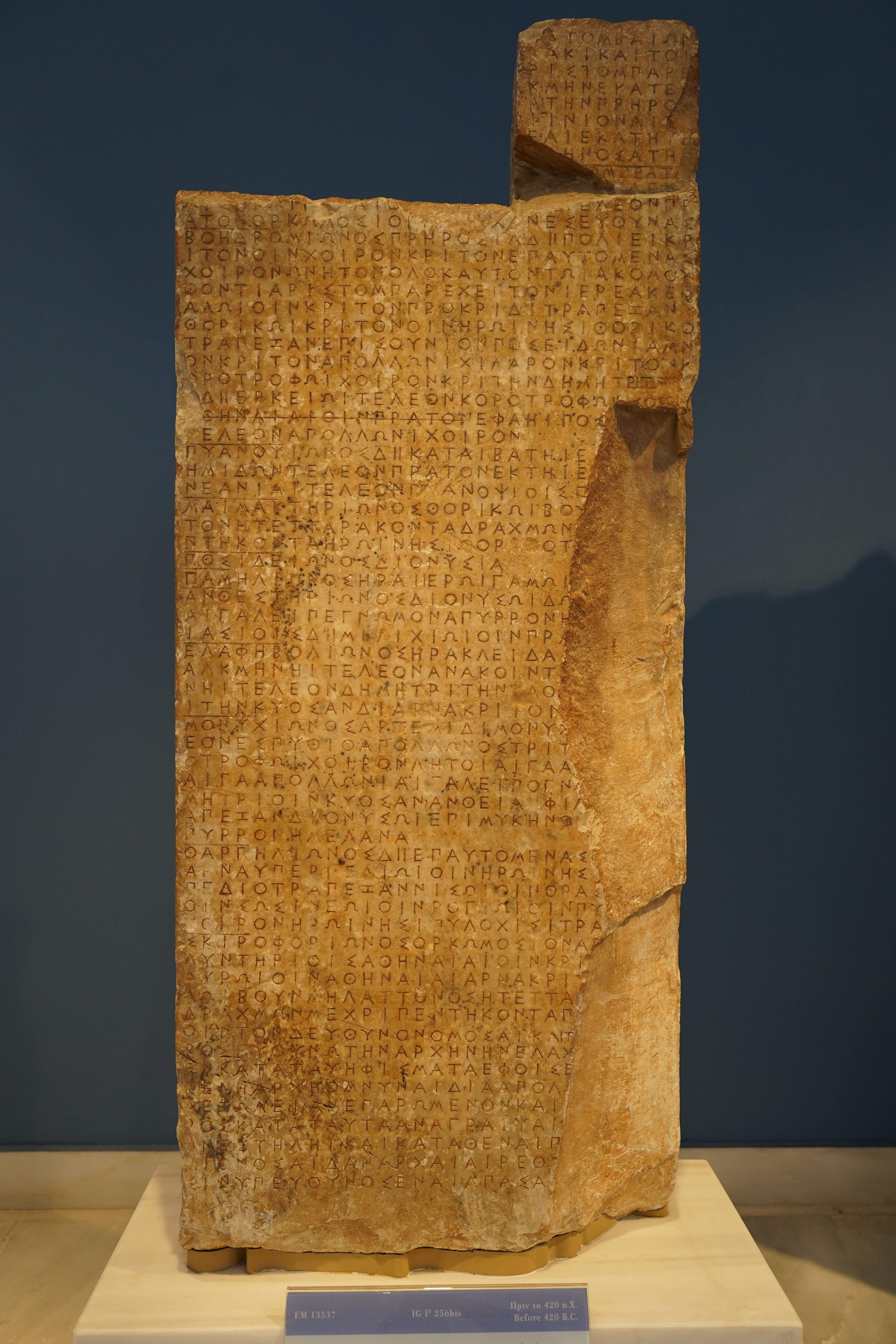
Inscription du calendrier cultuel d'un dème athénien, sans doute Thorikos, v. 420 av. J.-C. Musée épigraphique d'Athènes.

Christiane Sourvinou-Inwood a parlé à ce propos de « religion de la polis », en considérant le rôle de la polis comme similaire à celui de l’Église dans le christianisme, à savoir de fournir le cadre fondamental de la vie et des discours religieux dans la Grèce antique. Mais ce n'est pas le cadre unique. En effet, l'existence d'autres niveaux d'encadrement du culte, comme les subdivisions de la cité, les groupes de parenté ou les associations cultuelles, qui ont leurs propres rites et calendriers rituels, a incité à nuancer cette approche. La religion dans la cité grecque présente une organisation à plusieurs étages, allant de la maisonnée jusqu'à la cité elle-même, en passant par les échelons intermédiaires, où sont effectués des rites ayant en gros les mêmes modalités et fonctions, et où sont souvent vénérés les mêmes dieux. La cité intervient effectivement à plusieurs reprises pour contrôler les rites qui se déroulent sur son territoire, et des procès en impiété sont parfois conduits sous son égide. Comme souvent dans ce contexte, il est difficile de démêler ce qui, du point de vue moderne, relève du religieux et du politique. En tout état de cause, il est peu probable que la cité soit en mesure de réguler tous les cultes se déroulant sur son territoire.
Il en résulte que les citoyens, des hommes adultes, peuvent avoir plusieurs rôles dans les cultes. S'ils occupent certaines magistratures et des prêtrises, ils peuvent accomplir des rites et organiser des cultes. Sinon, ils participent aux cultes publics : processions, sacrifices, banquets. Les plus riches peuvent financer des dépenses publiques en lien avec des cultes par le biais de liturgies ou de l'évergétisme privé. Ils ont également la possibilité de faire des offrandes à titre personnel dans des sanctuaires. Comme ils sont généralement chefs de famille, ils dirigent aussi les cultes domestiques (voir plus bas).

### Amphictyonies et ligues
Parmi les autres formes d'organisation encadrant des cultes, certaines ont un niveau régional si ce n'est « international » : des groupements de cités et d’ethnè ayant pour but de gérer un sanctuaire en commun, parce que son culte les concerne tous. Le cas le plus célèbre est l'amphictyonie qui gère le sanctuaire d'Apollon de Delphes. Elles prennent la forme de ligues/fédérations (koinon), qui ont souvent un rôle politique et militaire à l'époque hellénistique, mais choisissent leur lieu de rassemblement dans des sanctuaires dont elles organisent les cultes. Les cités ioniennes gèrent leur lieu de culte « ethnique », le Panionion situé au Cap Mycale. Ces organisations plus ou moins formalisées contribuent à forger les identités régionales. Sous la domination romaine elles se concentrent sur la gestion des cultes à l'échelle provinciale, notamment ceux rendus aux empereurs. Le Panhellénion, fondé par Hadrien avec pour centre Athènes, est une organisation ayant pour but de réunir les cités du monde grec.

### Les monarques
Durant l'époque hellénistique, les rois jouent un rôle central dans le culte, parce qu'ils sont des bienfaiteurs importants et que leur administration organise les cultes dans leur royaume. De plus leur personne prend une dimension divine, qui se voit par l'identification de plusieurs souverains à Dionysos et par la mise en place d'un culte royal, en particulier celui des Lagides d'Égypte, qui concerne aussi des reines (Arsinoé II notamment) et prend pied dans les cités. Ces dernières préservent largement leur autonomie en matière religieuse, mais elles doivent prendre en considération l'existence de ce niveau supérieur auquel elles rendent des hommages souvent intéressés, situation qui se prolonge durant la période de domination romaine avec le culte impérial.

### Les associations cultuelles
Les associations cultuelles (ou « privées ») sont « des groupes qui se donnent comme finalité explicite le culte des héros, des dieux ou des morts. » Elles ont un rôle religieux, mais aussi politique, et fonctionnent comme des cercles de sociabilité permettant de créer et de consolider des liens entre leurs participants. Elles sont surtout connues pour Athènes, où elles se divisent en plusieurs catégories, entre lesquelles les distinctions sont souvent floues : le génos, sorte de clan, où le sacerdoce est exercé par une famille ayant fondé le groupe ; la thiase, terme qui peut avoir plusieurs sens, dont celui d'association cultuelle ; les associations d'orgéons, qui s'occupent des cultes de héros et d'héroïnes ou de divinités étrangères ; l'éranos qui est guidé par l'idée de réciprocité et d'entraide et a donc un rôle social fort ; le mot koinon (qui désigne différents types d'associations) peut aussi désigner ce type de groupe.
Il est courant d'y voir une approche plus personnelle de la religion, puisqu'il s'agit souvent de cultes électifs, dont les participants choisissent l'objet de leur dévotion. Ces associations permettent ainsi une pratique plus active et intense de la religion, en dehors des cadres communautaires dont elles permettraient de s'affranchir. Les rites impliquent souvent une initiation, notamment dans les cultes dionysiaques. Mais l'opposition avec les rites civiques ne doit pas être portée trop loin, car ces associations privées honorent des dieux admis par la cité, impliquent parfois des prêtres et prêtresses desservant des temples, et n'ont pas grand-chose de contre-culturel, puisqu'elles impliquent jusqu'aux élites des cités. Ces associations semblent plutôt servir à tisser du lien social au sein des groupes établis qu'à affirmer des identités alternatives.

### L’oikos
L’oikos, ou « maisonnée », « foyer », est l'unité de base des sociétés grecques antiques, formée de personnes et de biens, autour d'une famille, de son patrimoine et de son activité, comprenant donc aussi des serviteurs et esclaves. C'est le cadre d'un ensemble de cultes prenant place dans la maison (voir plus bas), sous la direction du chef de maison qui y agit en quelque sorte comme un prêtre,. Il a aussi la charge de s'occuper des tombes des défunts de la famille, et d'y accomplir des offrandes annuelles.

### Les femmes

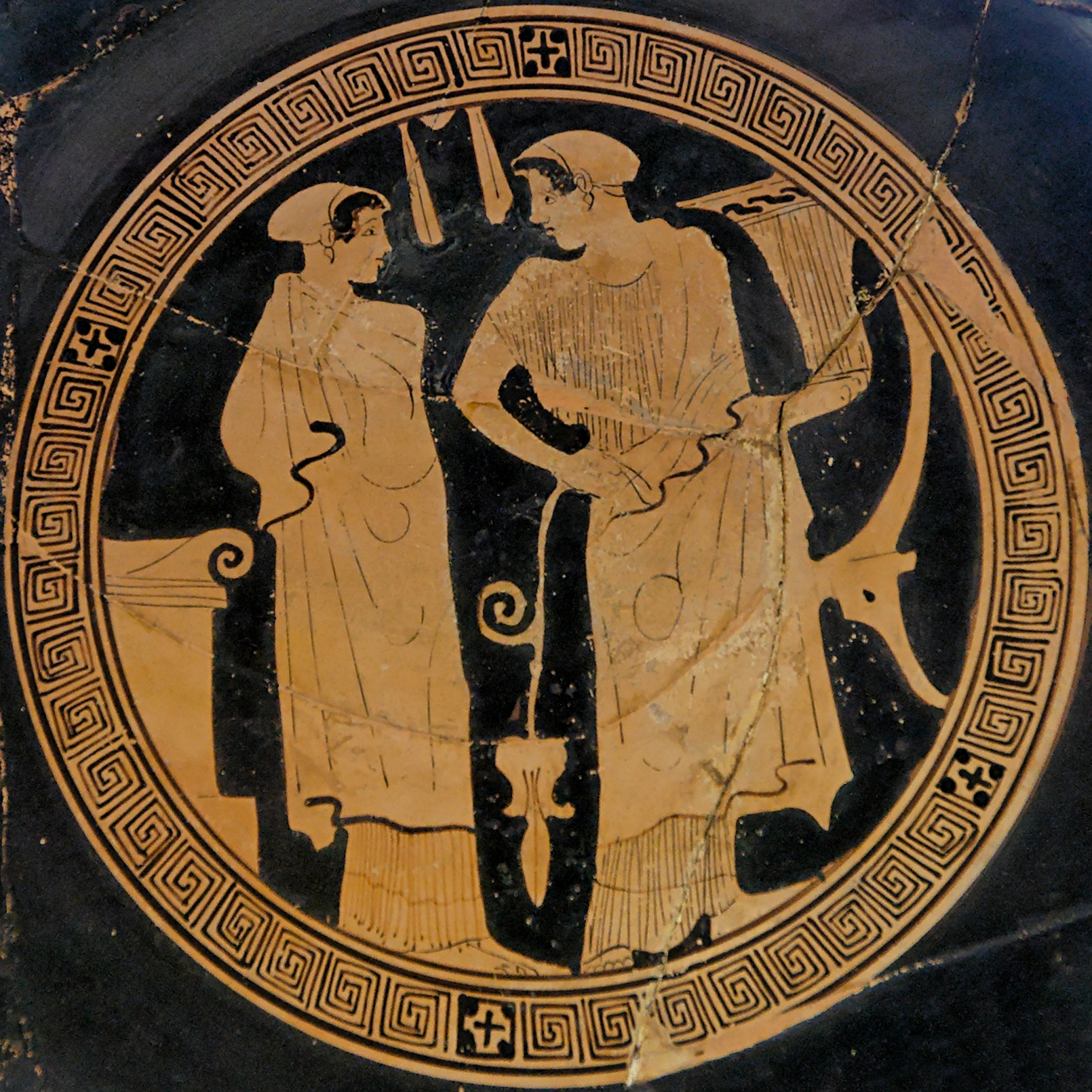
Femmes près d'un autel, kylix attique à figures rouges retrouvé à Vulci, v. 450 av. J.-C. Musée grégorien étrusque.

La société grecque est patriarcale et les discours, notamment mythologiques, sont produits très majoritairement par des hommes et peu favorables à la condition féminine. Il semble que les femmes ne puissent pas procéder elles-mêmes à l'acte sacrificiel, mais ce point est discuté. Il y a en tout cas autant de prêtresses que de prêtres dans les sanctuaires grecs et il n'est pas inhabituel que des femmes aient un rôle important dans des rituels. La Pythie qui délivre les oracles d'Apollon à Delphes est ainsi une figure majeure de la religion dans le monde grec. Il a aussi souvent été relevé que les femmes et filles de citoyens athéniens, qui ne peuvent prendre part aux affaires politiques, participent à la vie de leur cité par le biais de divers rituels religieux collectifs impliquant une participation féminine (comme les ergastines et les canéphores dans le culte d'Athéna). Par ailleurs, certains rites sont essentiellement voire exclusivement féminins, l'exemple-type étant la fête des Thesmophories à Athènes. Elles peuvent aussi commanditer des rites à titre individuel, et participer aux rites domestiques,,,,. Dans la plupart des cas, le rôle des femmes dans la religion renvoie avant tout à leurs fonctions domestiques (cuisiner, tisser, nettoyer, s'occuper des enfants, etc.), et dans l'ensemble il semble qu'elles participent beaucoup moins que les hommes à la vie religieuse.

### Les étrangers
Les étrangers présents dans les cités (comme les métèques d'Athènes) peuvent aussi bien être des Grecs originaires d'autres cités, vénérant donc les divinités grecques, que des non Grecs qui ont leurs propres cultes. Ils peuvent faire des offrandes dans les sanctuaires, même si certaines lois sacrées leur en interdit l'accès. Ils sont généralement cantonnés au rôle de spectateur dans les cultes publics, mais pas tous : ils sont intégrés à la procession des Panathénées. À partir de l'époque hellénistique, les bienfaiteurs étrangers peuvent être invités à participer aux processions et aux banquets. En fin de compte, les étrangers ont un rôle limité dans les cultes officiels et doivent surtout pratiquer des cultes domestiques et privés, notamment dans le cadre des associations cultuelles qui leur sont ouvertes. Ils apportent parfois dans leur lieu d'implantation des cultes étrangers, qui ne s'intègrent que rarement dans le calendrier cultuel civique, et gardent donc un caractère privé. Ainsi le culte du dieu phrygien Sabazios s'implante à Athènes au IVe siècle av. J.-C., où son culte est d'abord réprimé avant d'être toléré, attirant même des Athéniens. La cité intervient en effet pour autoriser ces cultes étrangers, ce qui est aussi illustré par un décret de 333-332 autorisant des Chypriotes à acheter un terrain pour y établir un culte de la déesse Aphrodite Ourania, derrière laquelle il faut probablement voir la déesse proche-orientale Astarté. Avec l'essor de la mobilité des personnes aux époques hellénistique et romaine, ce genre de situation devient courant, et diverses associations cultuelles regroupant des étrangers autours de cultes non grecs sont attestées, notamment dans la cité cosmopolite de Délos.

### Les populations serviles
Les esclaves participent à la vie religieuse de façon limitée, aux marges de celle de leur maître. Ils pouvaient être autorisés par ceux-ci à participer à des cultes domestiques voire à des cultes publics. Des inscriptions attestent du fait que des esclaves pouvaient faire des offrandes aux dieux, mais ils ne reçoivent pas officiellement les restes d'animaux immolés lors des rituels sacrificiels. Ils peuvent être initiés dans des cultes à mystère. Comme ils sont en général des étrangers, souvent originaires de pays non grecs, ils participent aussi à des cultes étrangers privés. Il existe également des fêtes officielles faisant une place aux esclaves, comme les Cronia d'Athènes, où ils peuvent de manière exceptionnelle participer aux banquets avec leurs maîtres, qui leur offrent même des présents. Cela rappelle des rites suspendant temporairement les barrières sociales comme le carnaval,. Il n'y a donc pas de cultes d'esclaves, sauf peut-être dans des endroits où ils sont nombreux, comme autour des mines du Laurion, mais la documentation manque pour confirmer cela. À Sparte, les Hilotes participent en particulier aux cultes du sanctuaire de Poséidon du cap Ténare, qui a également une réputation de lieu de refuge (asylie).

### Les prêtres/prêtresses et spécialistes religieux
Le prêtre hiereus / la prêtresse hiereia (« celui qui accomplit des actes sacrés ») est responsable d'un sanctuaire spécifique, et non d'un dieu ou d'une cité en particulier. C'est souvent un homme si la divinité vénérée est une déesse, une femme si c'est un dieu. Dans le cas athénien, ce sont à l'origine des charges héréditaires transmises au sein d'une famille éminente, ce type de fonction étant plutôt dévolu à des aristocrates. Par la suite, dans le système démocratique, les nouvelles prêtrises sont attribuées par élection ou par tirage au sort. Ailleurs, notamment en Asie Mineure hellénistique, certaines prêtrises sont vendues. La charge peut être attribuée pour une seule année, ou à vie. Il n'est généralement pas attendu que le prêtre/la prêtresse ait une formation préalable, il/elle apprend sa fonction en l'exerçant. Sa fonction principale est de s'assurer du respect des rites du passé et des lois sacrés du sanctuaire, de s'occuper des lieux et des propriétés sacrées (notamment la statue de culte), de leur administration et de leurs finances, de leur purification, de surveiller les visiteurs (une fonction de police). Le prêtre dirige des sacrifices, mais il n'en a pas le monopole puisqu'au niveau civique les magistrats ayant des attributions religieuses peuvent le faire, et n'importe quel citoyen à titre privé,,. En quelque sorte, c'est un « professionnel du divin », s'occupant du bon déroulement des cérémonies rituelles et conseillant les personnes qui doivent les accomplir.
Il existe également des spécialistes religieux non officiels, désignés couramment par le terme mantis, souvent traduit par « devin » ou « prophète ». Ils se caractérisent par leur expertise en matière religieuse, et un minimum de charisme personnel. La plupart d'entre eux exercent de façon itinérante contre rétribution, mais certains sont employés par des sanctuaires, la Pythie et les Sybilles des sanctuaires oraculaires pouvant être désignées comme des manteis, ou bien dans des armées où la divination occupe une place importante. Un mantis est en fait souvent plus qu'un expert de la divination, puisqu'il peut aussi accomplir des rites de guérison, de purification ou autre, mais on ne sait pas bien s'il en existe qui se spécialisent dans une discipline particulière. Ils peuvent aussi bien être sollicités par des gens du commun que des rois. D'autres experts de la divination, les chresmologoi, sont spécialisés dans la collecte et l'interprétation d'oracles. Les textes antiques emploient divers autres termes pour désigner des spécialistes religieux, généralement sous un jour défavorable, le magos « mage », goes/goeties « sorcier/sorcière », agyrtes « prêtre mendiant », aussi le/la pharmakeus/pharmakis qui fournit des remèdes et incantations de guérison.
Aux époques hellénistique et impériale émergent des figures de « saints hommes », influencés par le pythagorisme, menant une vie itinérante faite de prêches, auxquels on attribue également des miracles, comme Apollonios de Tyane qui professe notamment l'inefficacité des sacrifices. Figure plus controversée, son émule Alexandre d'Abonuteichos, « faux prophète » selon Lucien de Samosate qui voit en lui un charlatan, a fondé avec un certain succès un nouveau culte à mystères et à oracles, celui du serpent Glycon.

## Rites et pratiques

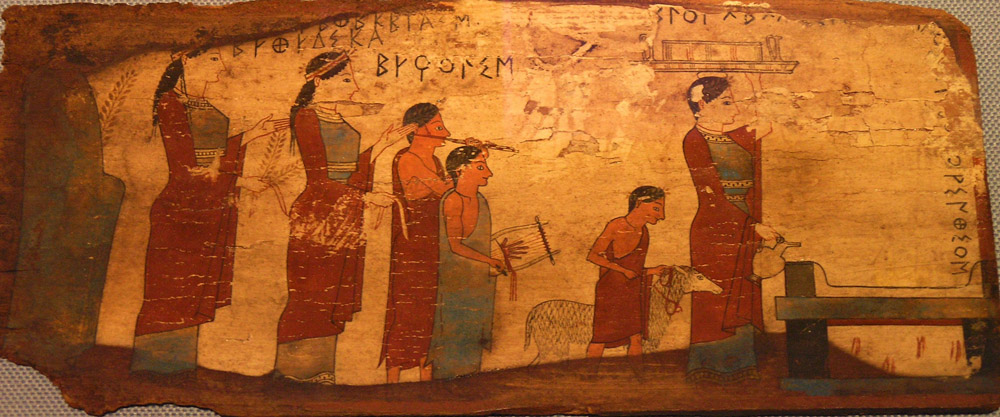
Procession en vue du sacrifice d'un agneau aux Charites. Peinture sur bois, Corinthie, vers 540-530 av. J.-C., Musée national archéologique d'Athènes.

Un rituel est, dans une définition minimale, « une activité symbolique dans un contexte religieux », « composée de plusieurs actes simples, les rites » (F. Graf) ou bien, en plus développé, « un ensemble de gestes accomplis par ou au nom d’un individu ou d’une communauté, qui servent à organiser l’espace et le temps, à définir les rapports entre les hommes et les dieux, à mettre en place les catégories humaines et les liens qui les unissent » (L. Bruit Zaidman et P. Schmitt Pantel). Les anciens Grecs ne connaissaient pas ce concept, le terme le plus proche existant dans leur langue étant telétê, surtout employé pour des rituels exceptionnels, notamment les cultes à mystères. D'autres termes au sens plus large peuvent désigner des rites : hiéra « choses sacrées » et therapeia « service (des dieux) ».
L'étude des rituels occupe une place majeure dans les recherches sur la religion de la Grèce ancienne. Celle-ci a pu être qualifiée de religion « ritualiste » : « c'est l'observance des rites, et non la fidélité à un dogme ou à une croyance, qui permet de se concilier les puissances surnaturelles. » Des rituels peuvent être accomplis pour plusieurs raisons, et il est souvent impossible de les réduire à une seule finalité, quoiqu'une fonction globale puisse être distinguée, celle de servir de moyen de communication et d'échanges entre hommes et dieux. Tout manquement aux rituels est une faute commise envers les dieux, car ils en sont les garants, et ils ne peuvent être modifiés qu'avec leur accord, donc à la suite d'une consultation oraculaire. Le déroulement des rites accomplis dans les sanctuaires est fixé par les « lois sacrées » qui sont inscrites à leur entrée.

### Purification

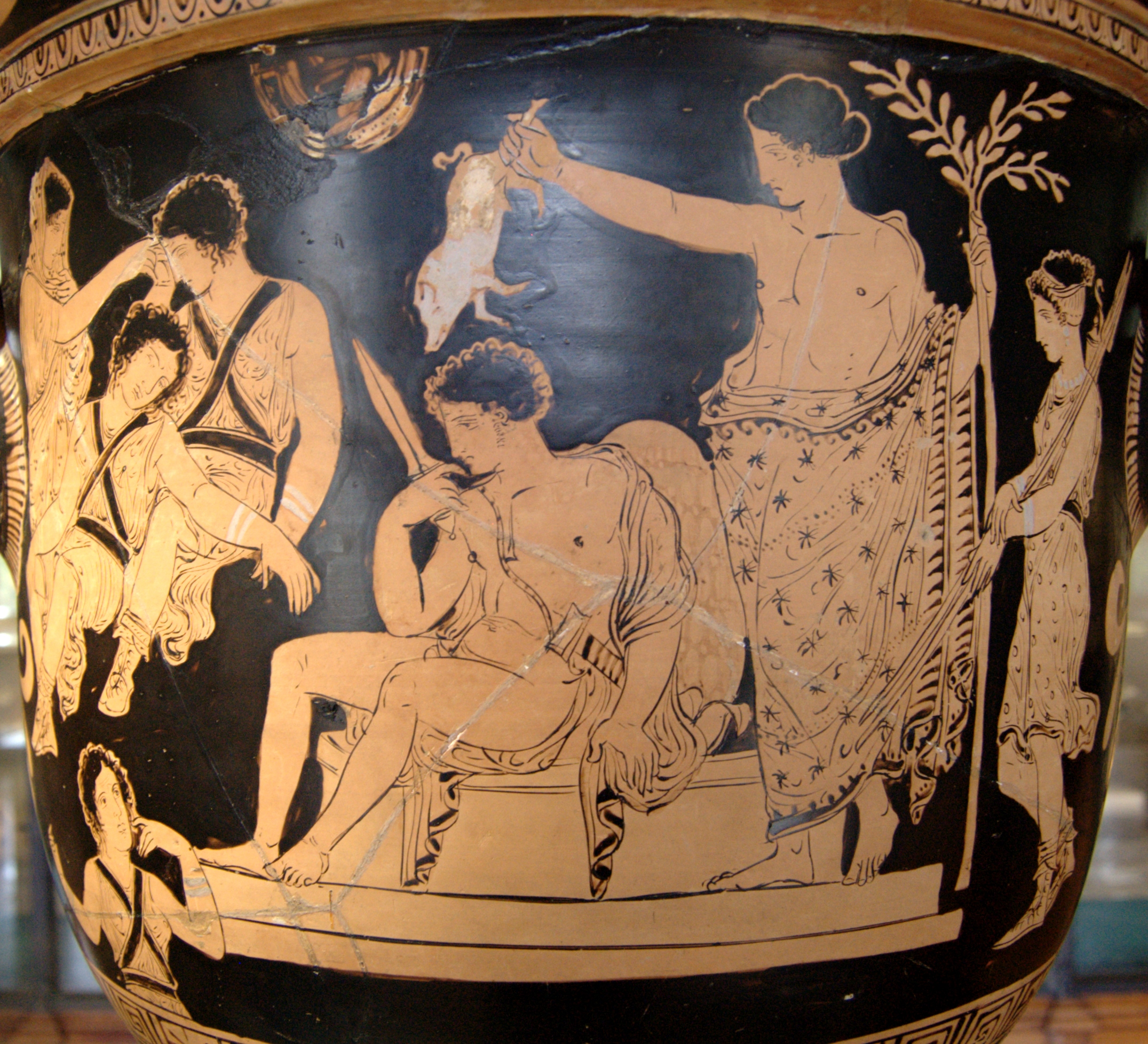
Oreste purifié du meurtre de Clytemnestre par Apollon. À gauche, Clytemnestre essaie de réveiller les Érinyes endormies. Face A d'un cratère en cloche apulien à figures rouges, 380-370 av. J.-Musée du Louvre.

Tout acte religieux commence par un rite de purification (katharmos), par un geste de pureté, propre à éliminer la souillure dont le profane est potentiellement atteint. Il n'est pas forcément lié à une situation d'impureté avérée, puisqu'il s'accomplit avant tout contact avec une divinité, et plus largement avec le sacré. C'est ainsi qu'on se lave les mains avant de présenter une offrande, avant une consultation oraculaire, avant des rites initiatiques. Ce type de rite peut aussi se produire dans d'autres circonstances, jusqu'aux situations de crise comme la maladie, également après des funérailles en raison de l'impureté entraînée par le contact avec un mort. Dans les cas les plus courants, la purification passe avant tout par l'action de se laver ou s'asperger avec de l'eau,.

### Prière
La prière est une demande à l'intention d'une divinité, qui formule ce que veut obtenir un humain de la part de celle-ci. Elle précise donc l'objectif du rituel, sa finalité, à savoir ce que la personne attend en retour d'une offrande de la part du dieu qui la reçoit, suivant le principe de relation réciproque qui lie les deux (charis). Elle occupe donc une place majeure dans le rituel. La prière se déclame à voix haute, debout, en direction de sa statue de culte quand elle est accomplie dans un sanctuaire, les mains levées, ou en tenant une coupe à libations prête à verser le liquide offert,.

### Sacrifices et offrandes

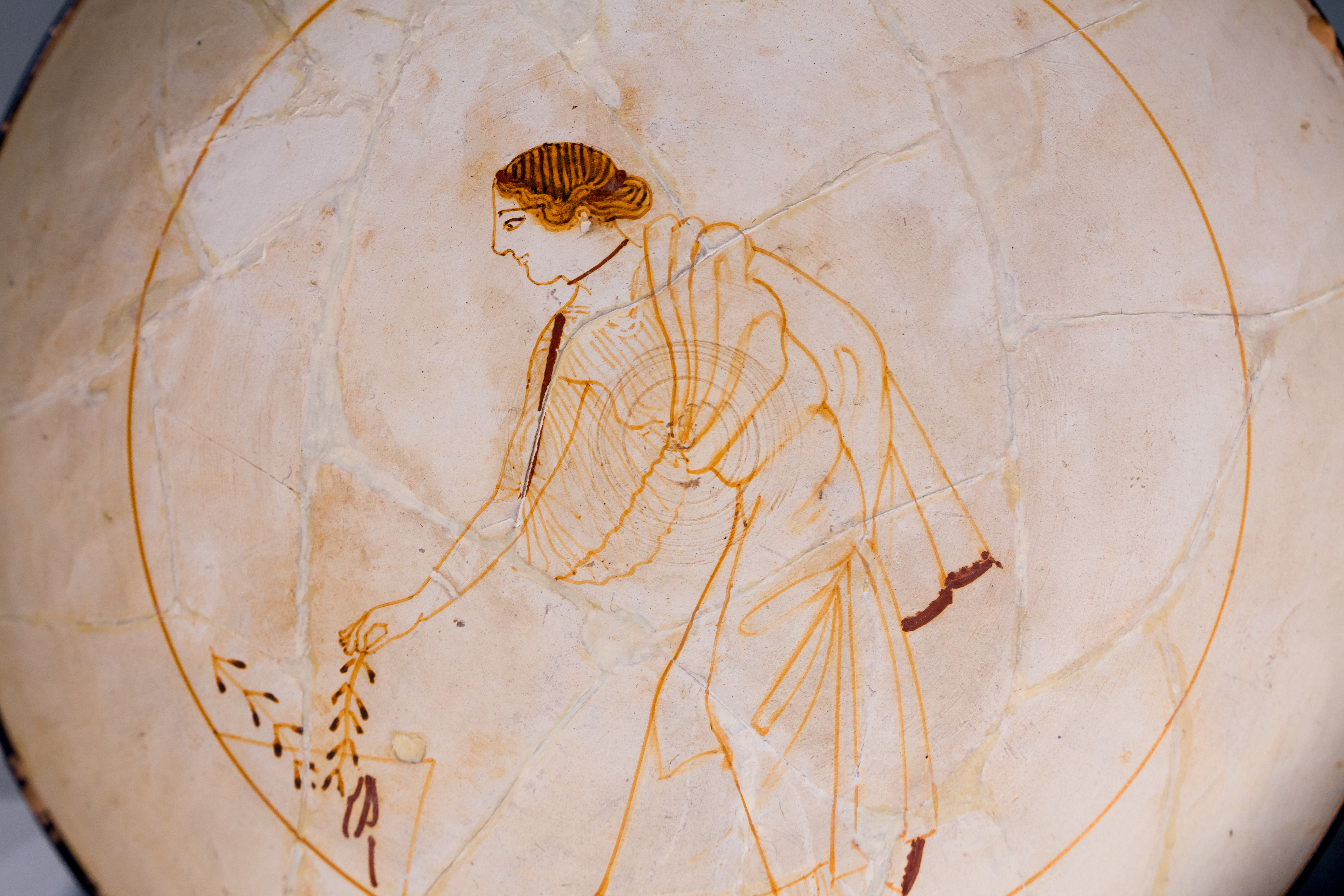
Jeune fille déposant des branches sur un autel, cratère à fond blanc, v. 470-760 av. J.-C. Altes Museum.

La piété grecque se manifeste par des actes visant à plaire aux dieux et à attirer sur les humains les grâces divines, suivant la logique de don et de contre-don impliquée par la notion de charis,. De ce fait, les rites de don aux dieux sont une composante essentielle des rituels grecs. Le sacrifice animal, qui est le rituel le plus important dans les cultes des cités grecques, est ainsi avant tout pensé dans le cadre des rapports entre dieux et hommes, car la bête immolée est partagée entre eux et sert aussi de médiateur entre les deux,. La notion d'« offrande » permet aussi de désigner ces actes,. Les offrandes peuvent intervenir en diverses occasions : lors de rituels courants des temples, notamment les fêtes, ou bien n'importe quand selon la demande formulée aux dieux ou ce qu'il y a à célébrer et commémorer, dans un sanctuaire, dans le cadre domestique, aussi lors de l'ouverture de réunions politiques, dans le cadre de rites matrimoniaux, funéraires, etc.
La forme de sacrifice la plus importante dans le monde grec est « la mise à mort et la consommation d'un animal domestique offert au dieu. » C'est la « quintessence de l'acte sacré chez les Grecs » selon W. Burkert. Sa forme classique, qui semble suivie dans tout le monde grec, apparaît en particulier chez Homère (Odyssée III 430-463 pour la description la plus développée). Elle se passe en général durant une fête. Le rituel sacrificiel à proprement parler se déroule en trois grandes étapes : la préparation, quand l'animal est conduit devant l'autel et qu'est prononcée la prière formulant la demande faite au dieu qui reçoit le sacrifice ; la mise à mort, en égorgeant l'animal avec un couteau ; le partage de la viande sacrificielle, les dieux recevant les parties grasses, tandis que le premier cercle des participants au sacrifice se partagent les organes internes, splanchna, directement rôtis à la broche sur l'autel, puis le reste de la viande, grillé ou bouilli, est partagé lors du banquet sacrificiel,.

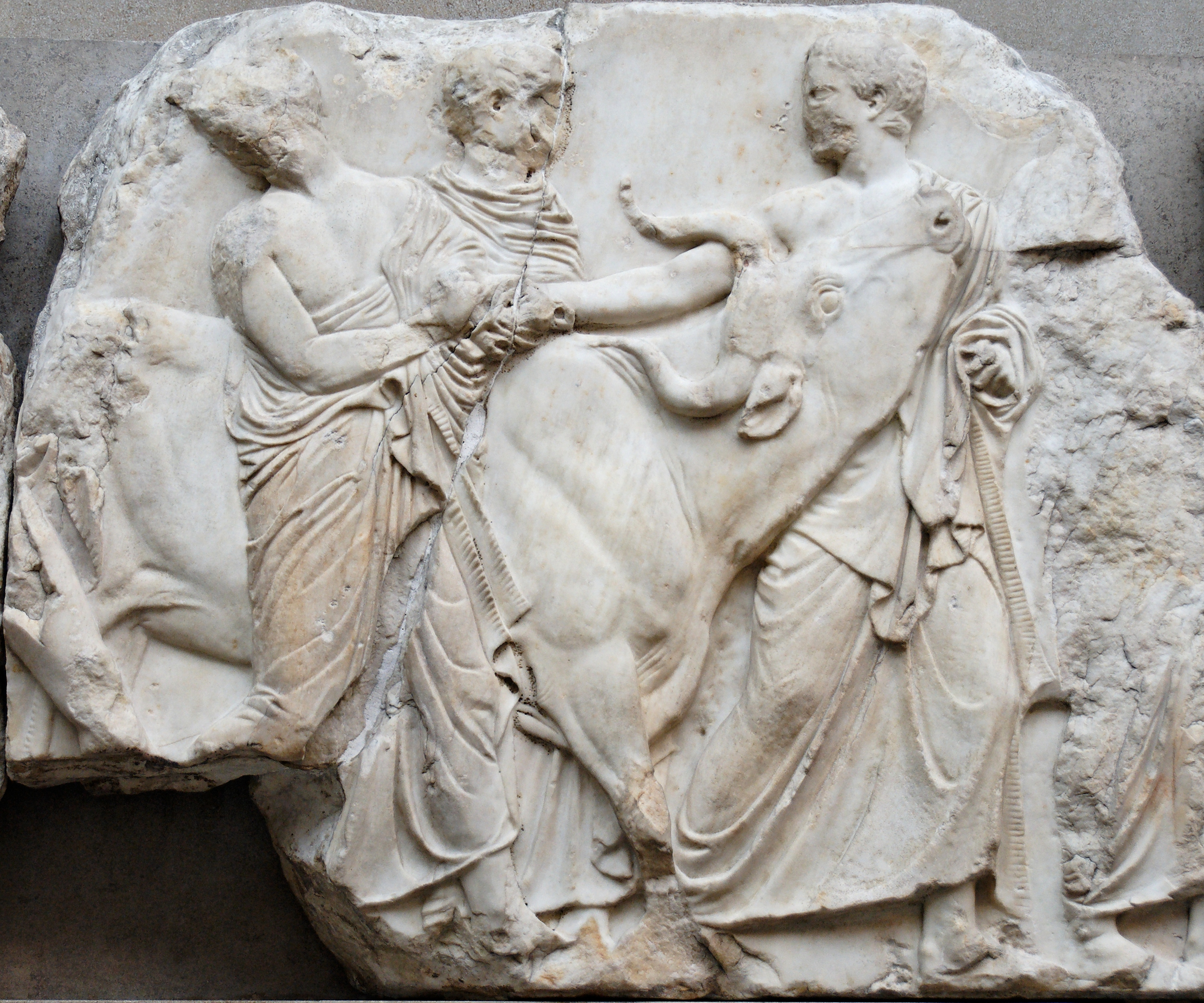
Un bovin conduit en procession vers son lieu de sacrifice. Frise du Parthénon, frise sud, v. 447-433 av. J.-C. British Museum.
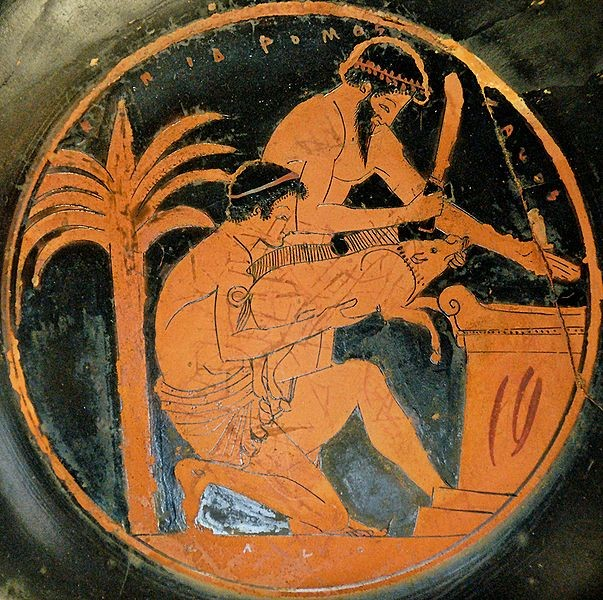
Deux hommes s'apprêtent à sacrifier un porc sur un autel. Kylix athénien à figures rouges, v. 510–500 av. J.-C. Musée du Louvre.
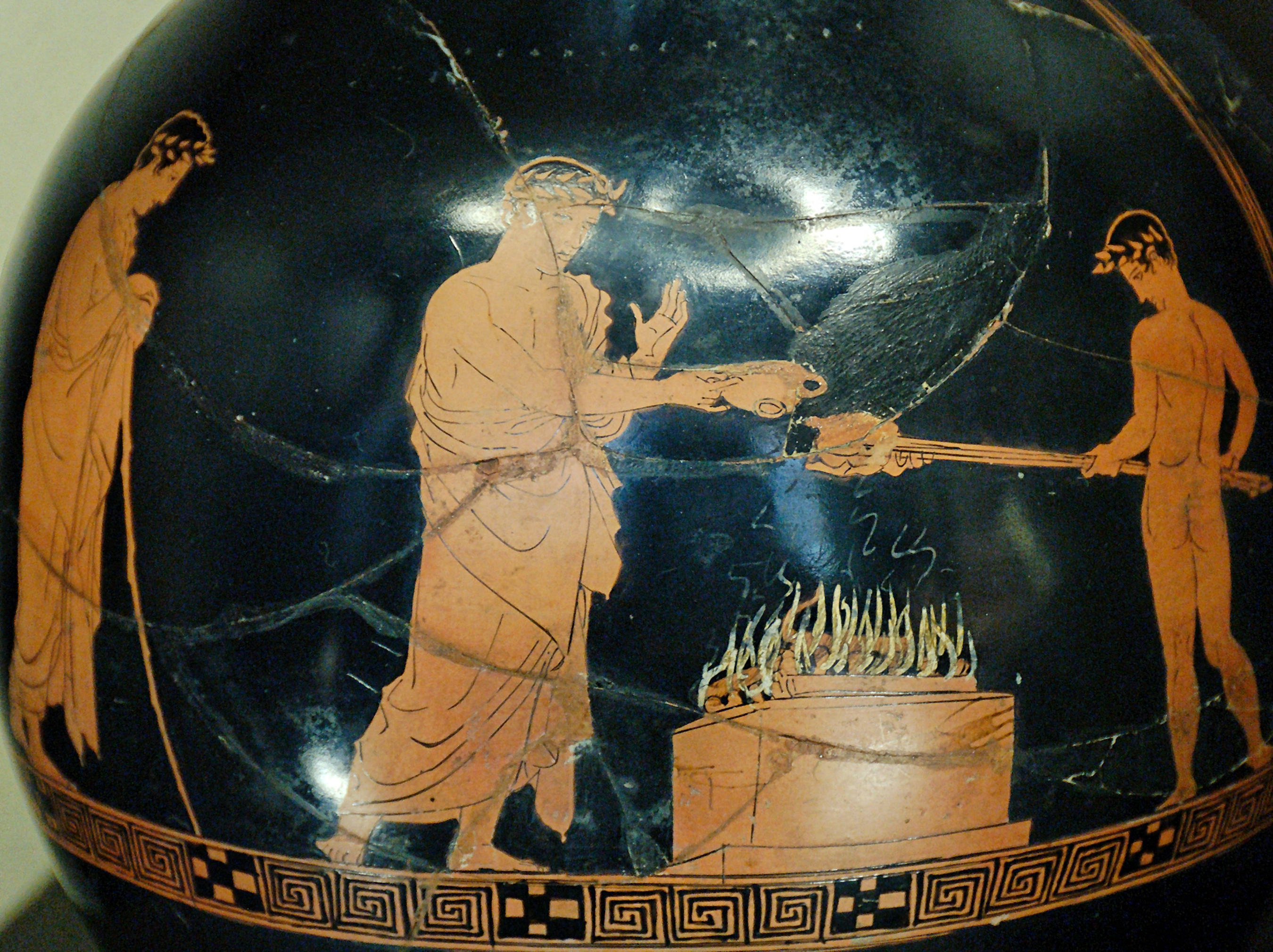
Homme versant une libation pendant qu'un jeune homme passe sous le feu des broches portant la viande d'un animal sacrifié. Œnochoé à figures rouges, v. 430-425 av. J.-C. Musée du Louvre.

Mais il existe une grande variété de formes de sacrifices aux côtés de celle qui est la plus répandue et étudiée. Par exemple, Pausanias décrit un rituel sacrificiel ayant lieu de son temps pour Artémis à Patras durant lequel les participants jettent dans le feu des animaux, qui sont donc consumés sans être consommés,. Les sacrifices étant pensés comme des réjouissances savamment mises en scène, visant à satisfaire les divinités en leur présentant autant de belles choses que possible, ils peuvent être accompagnés de chants (hymnes, péans), de musique et de danses qui, dans un contexte rituel, sont pensés comme des offrandes,.
Le rite sacrificiel a suscité de nombreuses interprétations : pour M. Detienne et J.-P. Vernant, c'est plutôt un acte marquant la séparation entre humains et divinités, par le partage des restes de l'animal immolé, tout en établissant un lien entre les deux ; pour W. Burkert, partant des analyses de K. Meuli, le sacrifice dériverait de pratiques préhistoriques de chasseurs cherchant à évacuer la culpabilité entraînée par le fait de tuer. Bien d'autres interprétations de la signification du sacrifice existent, et de nouvelles approches comme l'analyse des ossements d'animaux sacrifiés retrouvés dans les sanctuaires permettent de faire progresser les connaissances sur ce sujet vaste et complexe,.

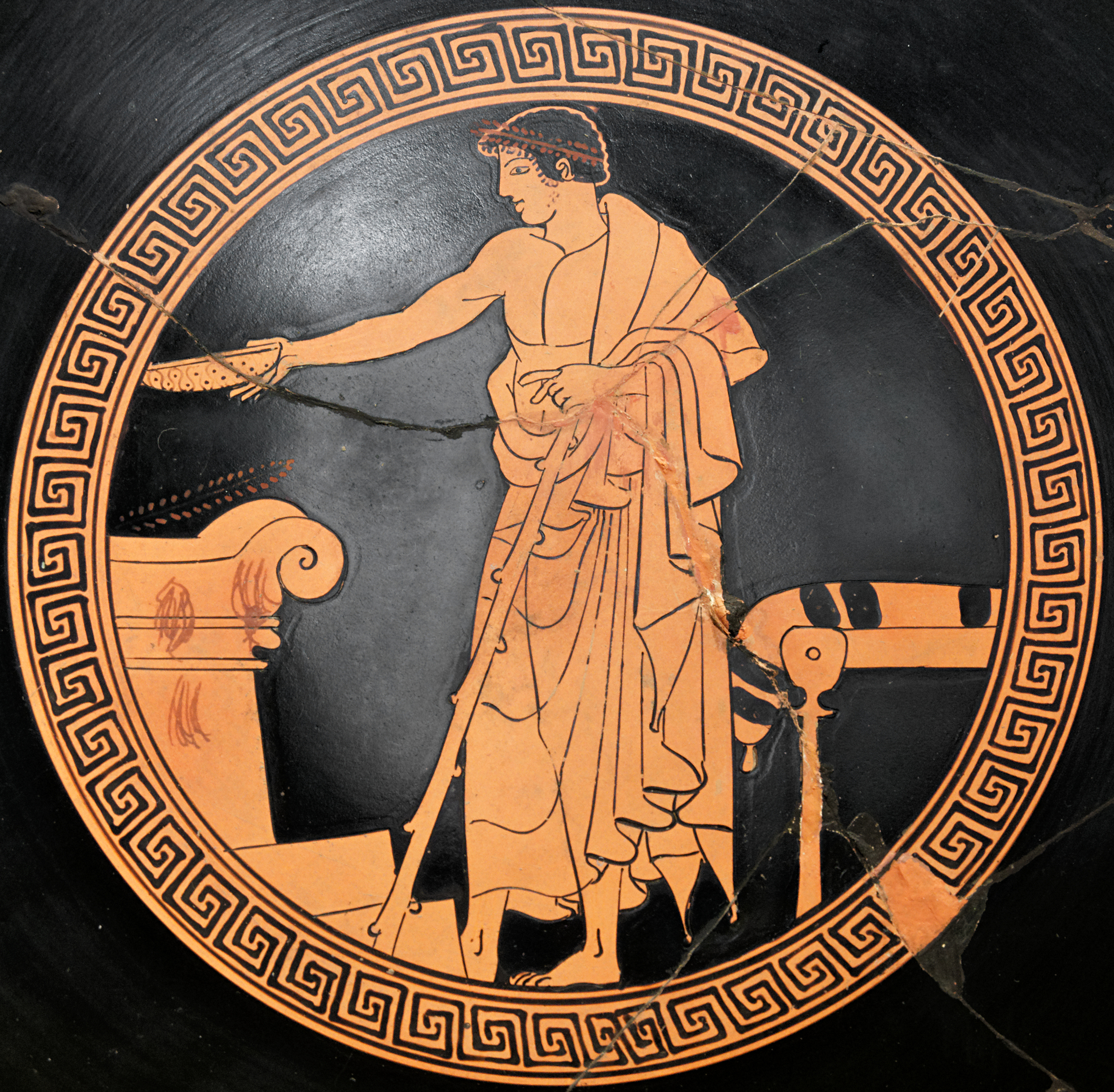
Scène de libation sur un autel à partir d'une phiale, coupe à figures rouges, v. 480 av. J.-C. Musée du Louvre

Les offrandes alimentaires destinées aux dieux et autres êtres surnaturels ne se limitent pas aux sacrifices d'animaux, puisqu'on peut leur offrir tout ce qui est propre à l'alimentation humaine. Ainsi les paysans offrent les prémices (les premiers produits d'une de leurs productions) font des « offrandes saisonnières » à partir de ce qu'ils produisent : épis de blé et d'orge, fruits (raisins, figues, olives), vin, lait, etc. Les textes évoquent des « pancarpies », mélanges de fruits accompagnés d'orge, de libations, de laine, et des « panspermies », mélanges de légumes et graines cuits en bouillie dans une marmite. On offre aussi des pains et des gâteaux. Ces offrandes sont présentées sur l'autel de la divinité puis partagées entre les participants au rituel, comme on le fait pour la viande de l'animal immolé.
Les libations sont une catégorie importante d'offrande : on offre une boisson à une divinité, un héros ou un défunt en la versant sur son autel, sur le sol, ou sur une tombe. Il s'agit en général de vin, d'huile vierge ou aromatique, de miel ou liquides miellés, voire d'eau.
Les offrandes odoriférantes sont également importantes, l'encens en particulier occupant une place importante dans les offrandes,.
Ces « petites » offrandes sont certes bien moins étudiées que le sacrifice sanglant, mais leur place dans les rites est loin d'être négligeable. Elles peuvent constituer un rite d'offrande indépendant, et occupent sans doute une place majeure dans la dévotion quotidienne. Ce sont aussi les gestes rituels qui survivent à la disparition des cultes polythéistes, qui s'accompagne de la fin du sacrifice animal.
Les offrandes votives faites aux divinités à la suite d'un vœu, dans la dynamique de don/contre-don, entreposées dans leurs sanctuaires (anathémata), se distinguent des autres types de sacrifices par leur caractère permanent, non périssable. Elles visent aussi à préserver le souvenir du geste d'offrande, et sont souvent accompagnées d'une inscription de dédicace, ou bien consignées dans les inventaires des sanctuaires qui gardent la trace de la piété du donateur. Les fouilles archéologiques ont permis la mise au jour d'une très grande quantité d’ex-voto en tout genre, qui s'entassaient dans les sanctuaires dont ils constituaient un élément caractéristique, jusqu'à causer leur encombrement. Ils témoignent aussi bien d'une piété personnelle que d'une piété officielle. Certaines offrandes renvoient plus directement à l'objet de la demande : les sanctuaires des dieux guérisseurs ont ainsi livré des figurines représentant les membres malades des donateurs qui demandent ou ont obtenu la guérison, ainsi que des stèles comportant les histoires de personnes ayant été guéries,,. À l'époque hellénistique, les rois deviennent les principaux donateurs, puis les généraux romains reprennent ce rôle à leur compte, avant les empereurs. Durant ces mêmes époques se développe également l'évergétisme privé des notables qui se porte en partie vers les sanctuaires.

### Les fêtes
Les fêtes religieuses sont des rituels complexes, qui se produisent périodiquement et suspendent le rythme quotidien. Elles sont généralement désignées par le terme heortai (sg. heortê), « associé à la bonne chère, à la bonne compagnie et au divertissement ». Elles sont également souvent désignées par le biais de leurs trois moments-clés : « procession, sacrifice et concours » (pompe kai thysia kai agon).
Une fête se produit à des intervalles réguliers, généralement une fois dans l'année. Les calendriers antiques sont avant tout des calendriers cultuels, détaillant le déroulement des rituels, marqués par les fêtes, les plus importantes donnant souvent leur nom au mois durant lequel elles se déroulent, par exemple à Athènes le mois d'Anthesterion durant lequel se déroulent les Anthestéries,. Les fêtes constituent une coupure dans le rythme quotidien, un moment à part, durant lequel le sacré est au premier plan dans la vie de la cité. On arrête de travailler pour jouer son rôle dans le déroulement des festivités.

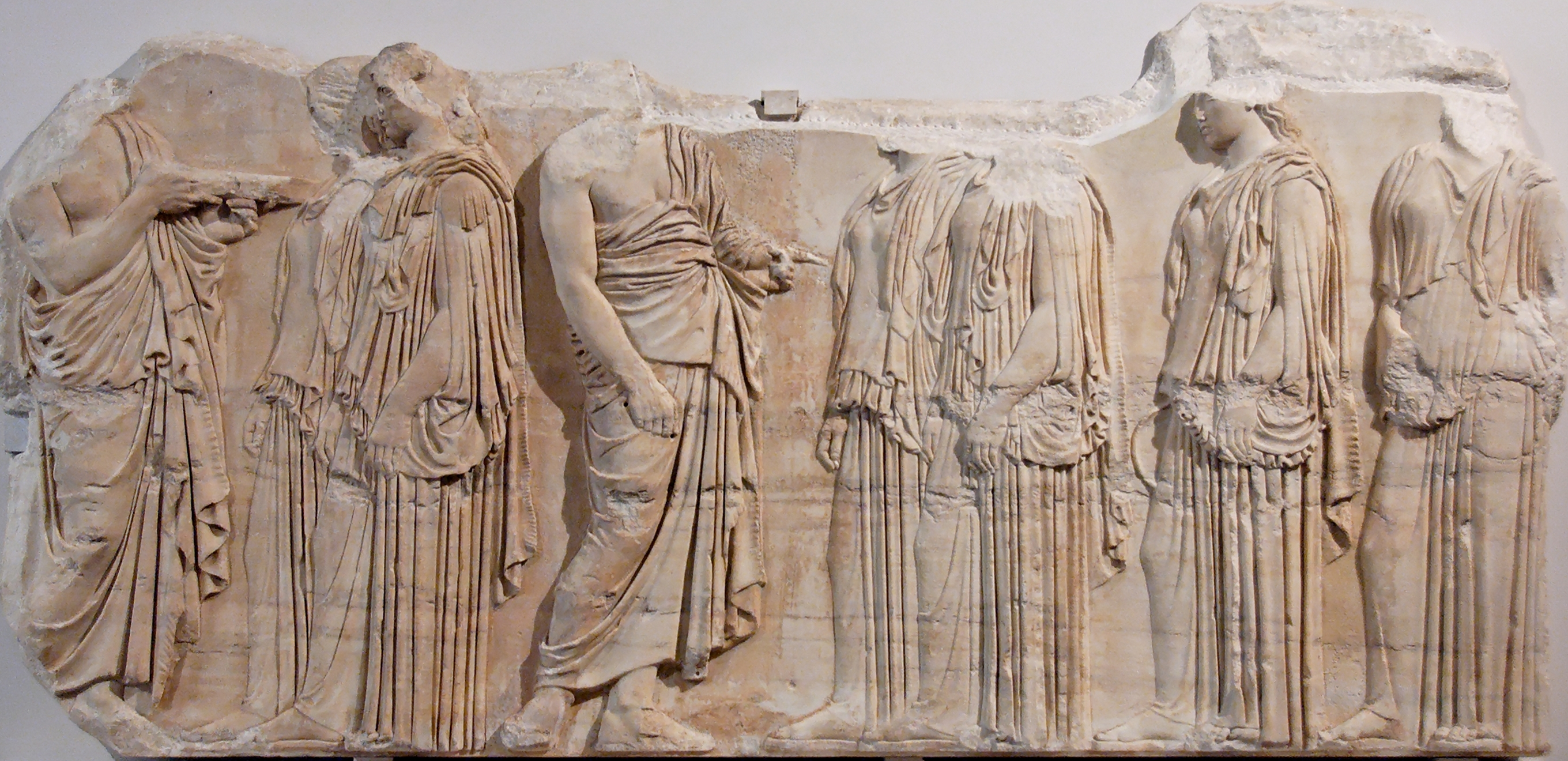
Les « Ergastines » (« tisseuses »), frise du Parthénon, côté est, côté nord. Musée du Louvre.

La fête est un événement spectaculaire, un moment durant lequel la communauté se donne à voir, aussi on prend soin de bien s'apprêter. La pompè, « escorte », « cortège » ou « procession » (qui se retrouve également dans les rites matrimoniaux et funéraires) est une composante essentielle des grandes fêtes. Les groupes des différents participants à la fête s'y forment, portant des objets sacrés (corbeilles, récipients en céramique, rameaux, chariots, etc.) qui sont amenés à jouer un rôle dans les rituels. Ils parcourent un espace qu'ils marquent symboliquement, la procession confirmant le caractère sacré des lieux traversés (une « voie sacrée »),.
La fête est le moment privilégié de déroulement du sacrifice animal. C'est un temps fort des festivités, et les plus importantes célébrations donnent lieu à de nombreuses immolations, notamment le sacrifice de cent bêtes, hécatombe (Hécatombaia). Le repas sacrificiel qui s'ensuit est un véritable banquet réunissant les membres du groupe qui organise la fête, jusqu'à toute la population de la cité lors des principales fêtes, qui donnent lieu aux plus importantes réjouissances. Plus généralement, les fêtes sont l'occasion de collecter des offrandes, et d'accomplir tous types de rituels visant à réjouir les dieux, notamment tout ce qui a caractère de spectacle, en particulier les danses et les chants. Certaines processions peuvent être l'occasion de porter des masques représentant des figures fantastiques ou des animaux, ou, dans certains cultes à dominante féminine (comme les Thesmophories athéniennes), des phallus géants ou postiches.
Un autre élément caractéristique des grandes fêtes religieuses grecques est le déroulement d'un concours, agon : concours musicaux, poétiques et théâtraux sont très importants, organisés sous les auspices d'Apollon et de Dionysos, notamment lors des Grandes Dionysies athéniennes ; concours sportifs dont les plus fameux sont les « Jeux olympiques » à Olympie, les « Jeux pythiques » à Delphes, les « Jeux isthmiques » à l'Isthme de Corinthe, et les Jeux de Némée. D'autres concours sportifs ont lieu dans d'autres cités, mais ils sont moins réputés,,.
Durant l'époque hellénistique et l'époque romaine, les concours se multiplient et deviennent une caractéristique de l'hellénisme, adoptée par les Romains. Cela s'inscrit dans une tendance générale de ces périodes, qui voient la mise en place fêtes plus grandioses et dispendieuses par les cités et les monarques, auxquelles on souhaite donner une dimension panhellénique afin de renforcer leur prestige et celui de leurs organisateurs (d'autant plus que leur dimension patriotique est très prononcée). Les cités profitent également pour solliciter des autres cités invitées à la fête une immunité pour leur sanctuaire voire tout leur territoire (asylie).

### Oracles et divination

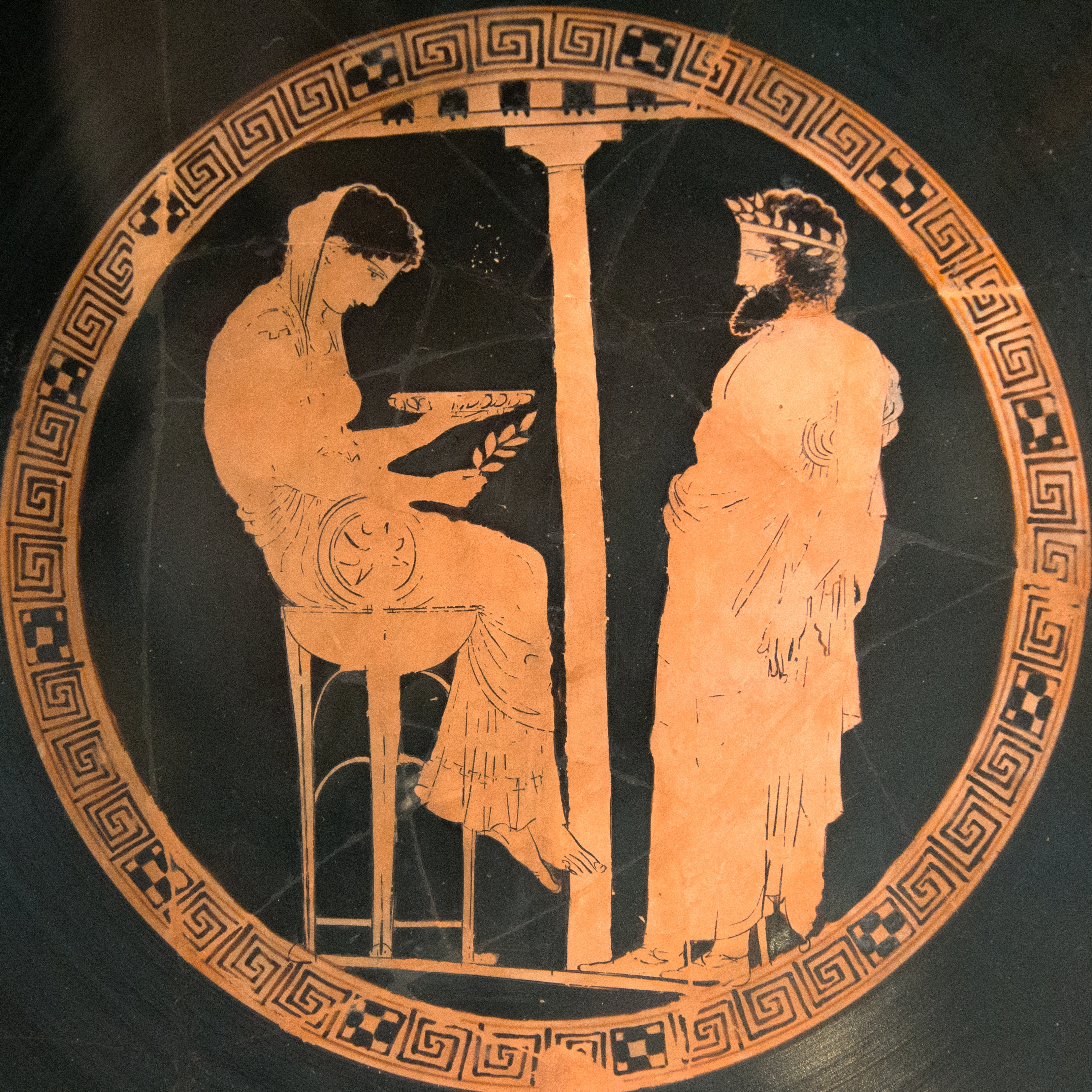
Égée consultant la Pythie de Delphes, céramique du

La divination (mantikè) consiste en l'interprétation de signes envoyés par les dieux, à travers lesquels ils « offrent aux hommes directives et directions, parfois sous forme cryptée. » Son but n'est pas simplement la prédiction du futur, mais « la clarification d'un point spécifique, présent, futur ou passé. » Elle peut être suscitée volontairement par des humains, par le biais d'un rituel sollicitant l'avis de la divinité, ou bien être délivrée spontanément par celle-ci. Il est courant de distinguer deux formes principales de divination : la divination inductive, reposant sur l'interprétation des signes envoyés par les dieux, et la divination inspirée, dans laquelle le message est transmis par le biais d'un médium, un prophète ou (plus souvent) une prophétesse.

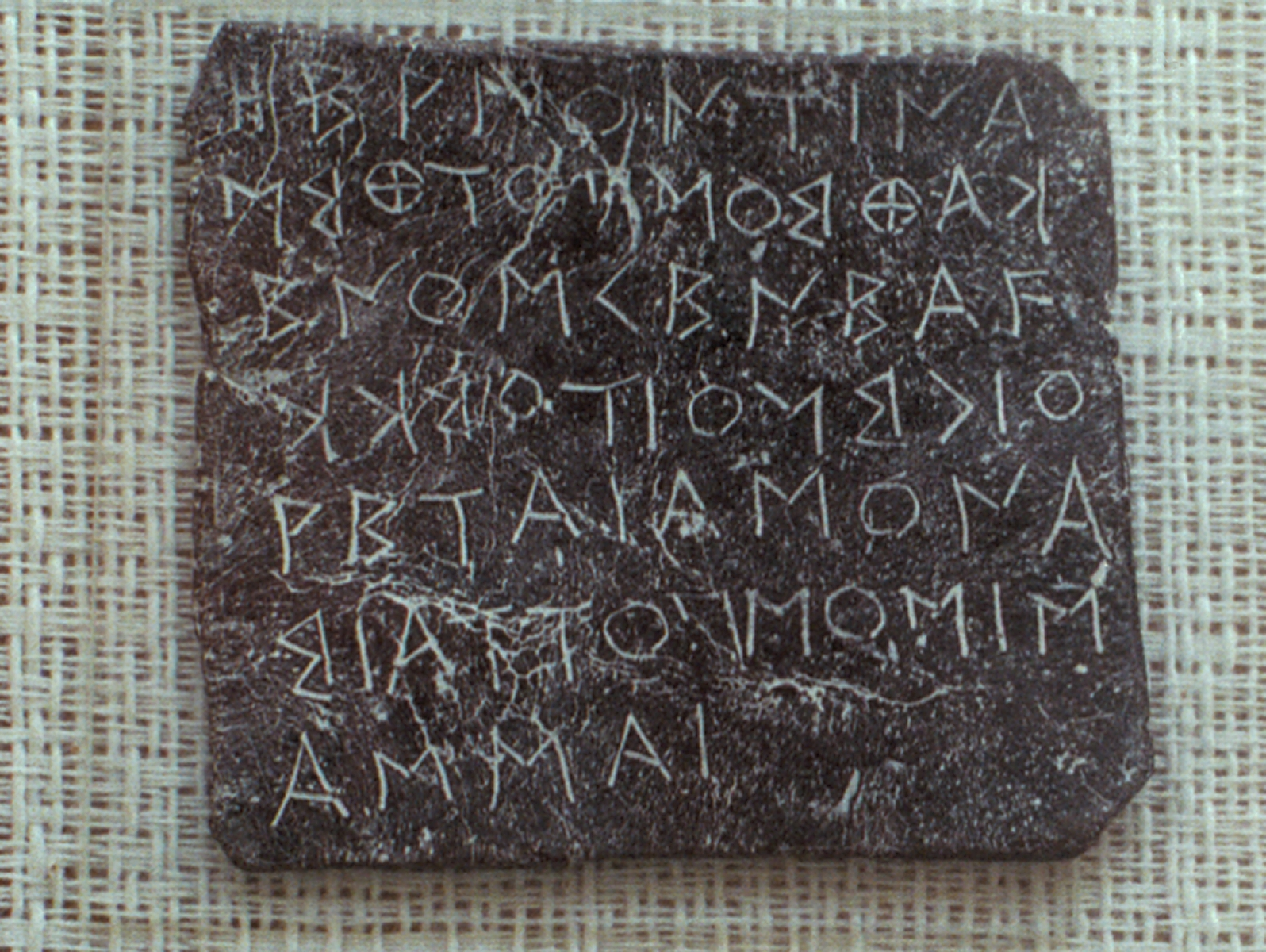
Inscription oraculaire sur lamelle de plomb, Dodone, fin du Musée archéologique de Ioannina.

La divination inspirée est vue comme la forme supérieure de divination. L'oniromancie, la divination par le rêve, joue un rôle important dans les récits littéraires, mais aussi dans la vie courante. L'oracle passe par l’enthousiasmos, dérivé du mot entheos, « au-dedans d'un dieu », un état psychique anormal durant lequel un dieu parle à travers une personne ou du moins lui transmet la vérité, les Anciens débattant de la nature du phénomène, « possession » ou « inspiration ». Le plus connu est l'oracle de Delphes, délivré par la Pythie, mais il s'en trouvait beaucoup d'autres : Apollon est le dieu des oracles par excellence, puisqu'il dispose en plus de Delphes d'oracles de premier plan à Didymes et Claros en Asie Mineure ou Cumes en Italie ; Zeus délivre des oracles à Dodone, et des héros à plusieurs endroits (Amphiaraos à Oropos, Trophonios à Lébadée). Les questions posées concernent généralement des rituels, ou bien des préoccupations ordinaires des fidèles (enfantement, opportunité de mariage, de carrière, santé, etc., en gros la manière d'obtenir la faveur divine).
La divination est assez peu documentée pour l'époque hellénistique, alors qu'elle l'est un peu plus pour l'époque romaine, notamment parce qu'elle intéresse les auteurs de la seconde sophistique. Des questions plus théologiques et philosophiques, sur la nature des divinités par exemple, sont posées dans les grands centres oraculaires d'Asie Mineure. L'astrologie connaît une vogue. La christianisation se traduit par la fermeture des grands centres oraculaires, et l'évolution des pratiques ; les Chrétiens adoptent par exemple la pratique de l'incubation.

### Cultes à mystères

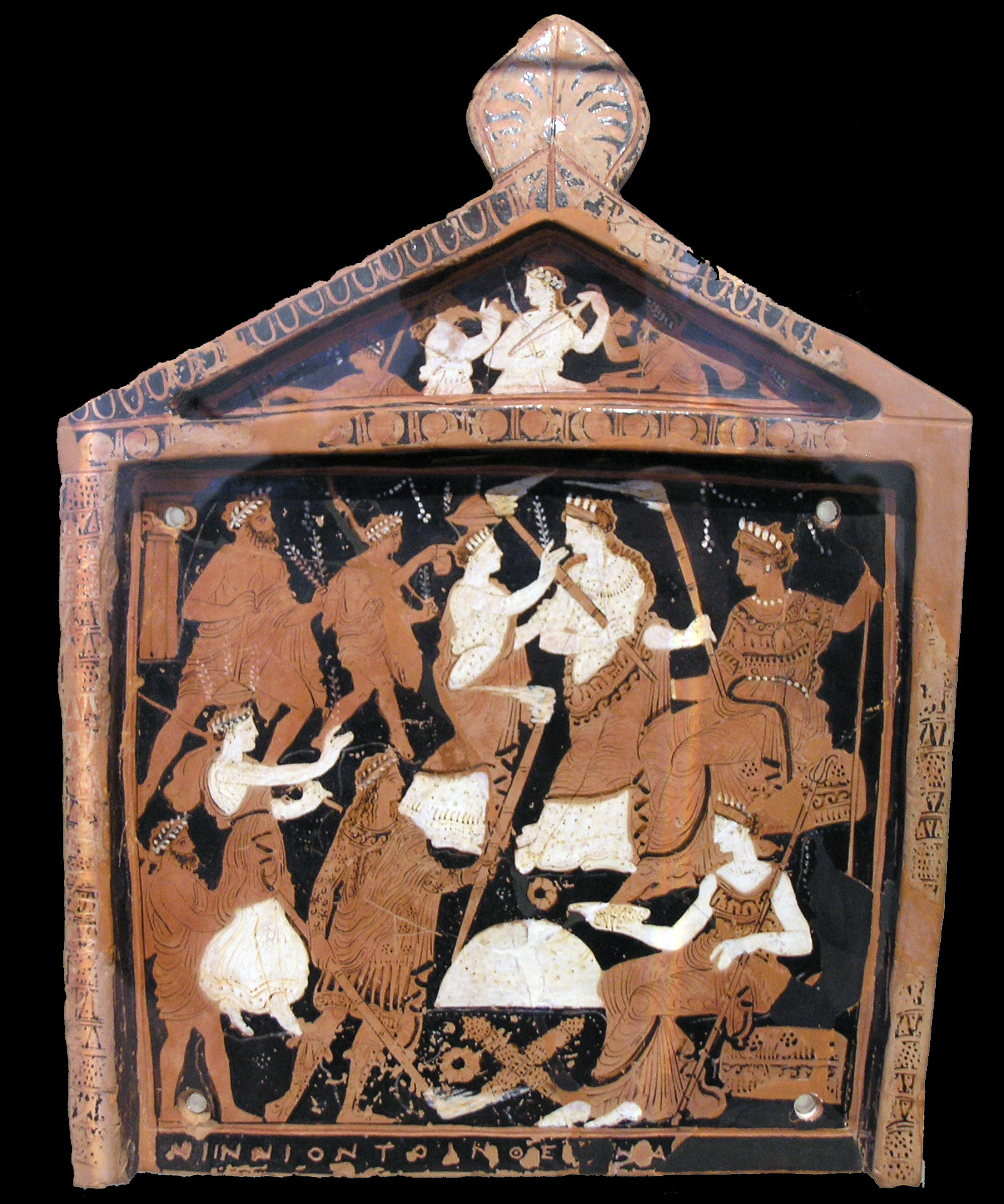
Tablette de Ninnion : Déméter et Korè accueillant une procession des mystères. Milieu du, musée national archéologique d'Athènes.

Les cultes à mystères (mysteria « secret » ; on trouve aussi teletê ou orgia pour désigner ces rites) sont rendus à des divinités et sont caractérisés comme leur nom l'indique par le secret. En effet, ils sont destinés à n'être connus que de ceux qui ont reçu une initiation, qui doivent ensuite garder le secret sur leur contenu, ce qu'ils semblent avoir fait d'une manière générale, puisque leur déroulement n'est pas documenté ou très peu. Ils ont souvent été présentés comme des antithèses des rites publics civiques, mais en fait il s'agit plus d'un développement particulier qui prend place dans le cadre religieux aux côtés des cultes publics,. À l'issue d'une initiation qui semble pensée comme un parcours riche en émotions, « le bénéfice attendu est le bonheur (olbos) qu'apporte l'expérience religieuse d'une rencontre avec le divin, et, pour certains des mystères concernés, un statut privilégié dans l'autre monde, après la mort. »
L'exemple le mieux connu (et qui semble avoir servi de modèle du genre dans l'Antiquité) est celui des mystères d'Éleusis, dans la cité d'Athènes, destinés à Déméter et à sa fille Korè (Perséphone), et reposant sur un récit mythologique concernant l'enlèvement de la première par le dieu infernal Hadès, et l'errance de sa mère jusqu'à sa réunion avec sa fille. Les rites des mystères d’Éleusis débutent par une procession des initiés, puis se poursuivent par un sacrifice public à Athènes, avant que le cortège ne se dirige vers Éleusis où se déroulent des rites publics et secrets. Ils ont un caractère agraire, qui tient notamment à la nature de Déméter, déesse du grain, mais ils sont aussi liés au monde des morts, manifestement par le biais de Korè. Les initiés aux mystères d’Éleusis espèrent manifestement voir leur sort dans l'au-delà être favorable,,.
Les autres cultes à mystères majeurs de l'époque classique sont ceux dédiés aux divinités appelées Cabires (ou Grand Dieux), qui ont lieu à Samothrace, et semblent plutôt destinés à assurer la protection en mer,. Durant l'époque hellénistique et l'époque romaine se développent les cultes à mystères d'Andania, en Messénie, établis en 92/1 av. J.-C., destinés à un groupe de divinités comprenant Déméter, Hagne (la variante locale de Korè), Apollon Karneios et les Grands Dieux,.
L'expression de mystères prise dans son acception la plus large peut inclure d'autres types de rites secrets, notamment des cultes ayant un caractère mystique, mettant les pratiquants en relation directe avec la divinité, tels les cultes à Dionysos (bacchique) et à Cybèle, ou encore des cultes plus ésotériques, comprenant une mythologie propre, avec l'orphisme, voire aux époques tardives les courants gnostiques et l'hermétisme.

### Magie
La magie, mageia, doit son nom aux « mages » perses décrits dans des textes grecs, et elle sert en général à qualifier durant l'époque classique les pratiques vues comme douteuses des « sorciers/sorcières » goes/goeties, considérés comme des charlatans, et des rites dénoncés parce qu'ils se passent en dehors du cadre de la religion de la cité et peuvent menacer son ordre,,. En revanche durant l'époque hellénistique le terme désigne un savoir occulte mêlant rites et incantations complexes. Durant les époques tardives la magie connaît une forme de réappréciation dans les cercles néoplatoniciens et l'hermétisme. Puis à partir du IVe siècle elle fait l'objet d'une législation répressive, et est souvent assimilée à de la superstition ou de la mauvaise religion, ce qui permet de la dénoncer et de s'en servir pour discréditer ses adversaires.

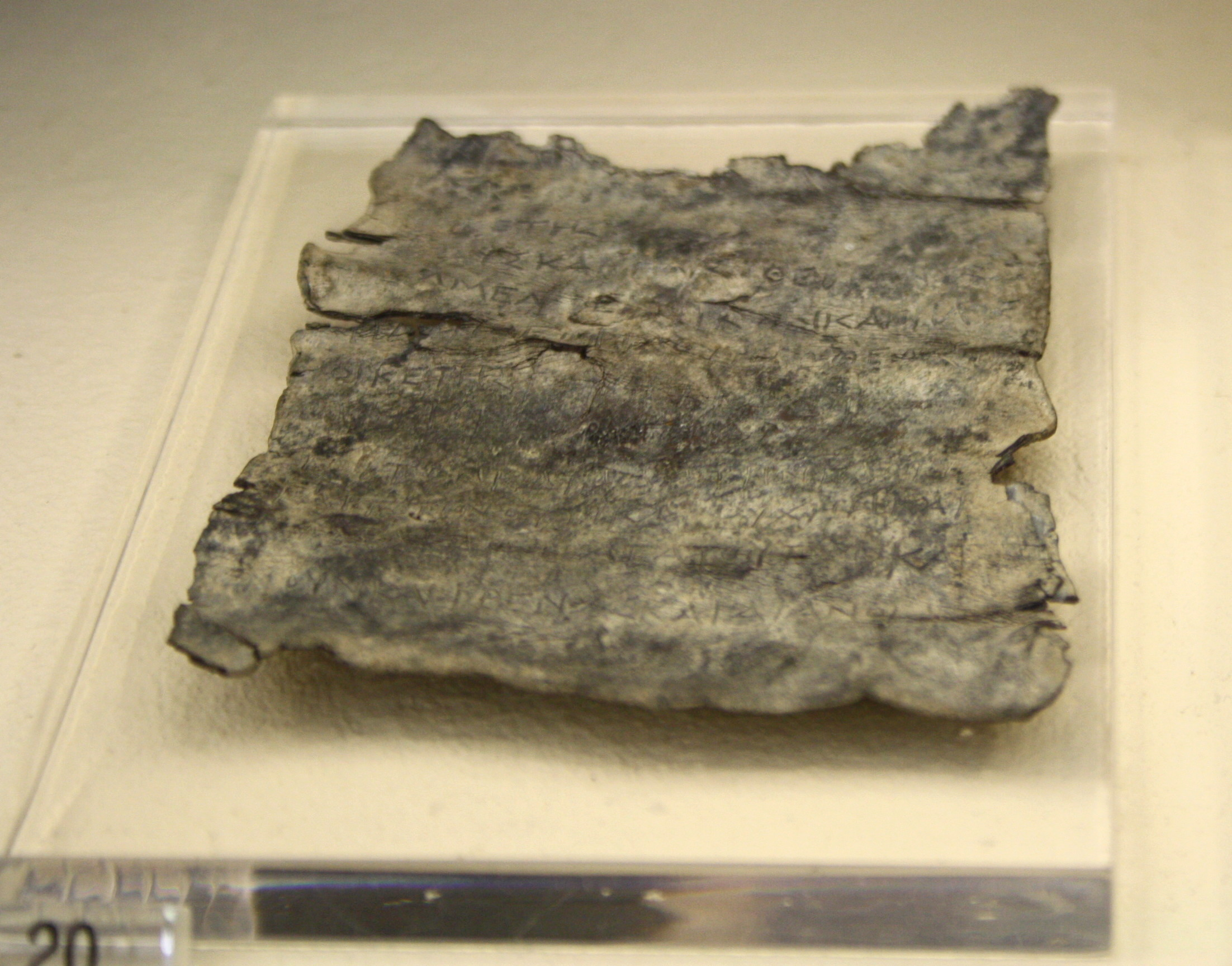
Lamelle de plomb portant une inscription de sortilège, Musée archéologique du Céramique.

Les objectifs de pratiques magiques peuvent être divisés en deux catégories. Un premier type vise à protéger une personne, et/ou à la guérir d'un mal qui la touche, notamment d'une maladie, entre autres avec des amulettes, et aussi des rituels de purification, d'exorcisme, ou encore la demande d'intervention des dieux guérisseurs. L'autre type vise à faire du mal à une autre personne, pour le bénéfice de celui qui en est à l'origine. Il est surtout documenté dans le monde grec par les textes de « ligatures », katadesmoi (souvent désignées par le terme latin équivalent, defixio ou défixion), comprenant des formules magiques de sortilèges qui ont pour but de « lier » un autre individu, le placer sous contrôle, et qui concernent avant tout des affaires juridiques (priver de la parole un adversaire lors d'un procès), le sport (blesser un rival), et l'amour/érotisme (qu'il s'agisse d'attirer un être aimé en le plaçant sous son contrôle ou d'éloigner un rival). Des « papyrus magiques » d'époque tardive, écrits en grec et provenant d’Égypte, comprennent des formules complexes, avec des invocations de divinité et démons, et témoignent d'influences des pratiques magiques égyptiennes et proche-orientales (juives, mésopotamiennes),.

### Rites de passage
La vie sociale grecque est marquée par un ensemble de rites qui sont désignés comme des « rites de passage ». Ils mêlent aspects individuels, domestiques et publics, communautaires, illustrant une nouvelle fois la difficulté qu'il y a à tracer une démarcation entre public et privé dans la religion grecque antique. Ce sont concrètement « les pratiques rituelles et les croyances qui ont trait à la naissance, à l’entrée dans le monde adulte, au mariage et à la mort » (L. Bruit Zaidman et P. Schmitt Pantel).
La naissance est marquée par plusieurs gestes et rites marquant l'entrée du nouveau-né dans la communauté. Ainsi le cinquième ou le septième jour après la naissance on célèbre les Amphidromies, durant lesquelles le bébé est promené autour du foyer, en lien avec la déesse associée à ce lieu, Hestia. Des rites de purification ont lieu, notamment pour la mère qui est frappée d'impureté après son accouchement. On procède également à des offrandes aux divinités liées à la naissance et à la protection des jeunes enfants : Ilithyie, Artémis et Déméter Kourotrophe.
Un autre ensemble de rites marque le passage de l'enfance à l'âge adulte. On peut parler dans la terminologie moderne de rites de puberté, ou bien de rites d'initiation (à ne pas confondre dans ce cas avec les cultes à mystères, ce dernier mot ayant le sens d'« initiation »). Ces rites sont bien documentés pour Sparte, par les chœurs de jeunes filles d'un côté et l'entraînement militaire des jeunes hommes de l'autre. À Athènes et dans les cités de tradition ionienne, c'est la fête des Apatouries qui marque l'entrée de nouveaux membres dans la communauté des citoyens. L'éphébie, service militaire des jeunes hommes devenant citoyens adultes athéniens, est également marquée par des rituels, mais il n'y a pas de rite initiatique à proprement parler pour les jeunes filles de citoyens athéniens,,.
Le mariage (gamos) est marqué par divers rituels, surtout connus pour Athènes.

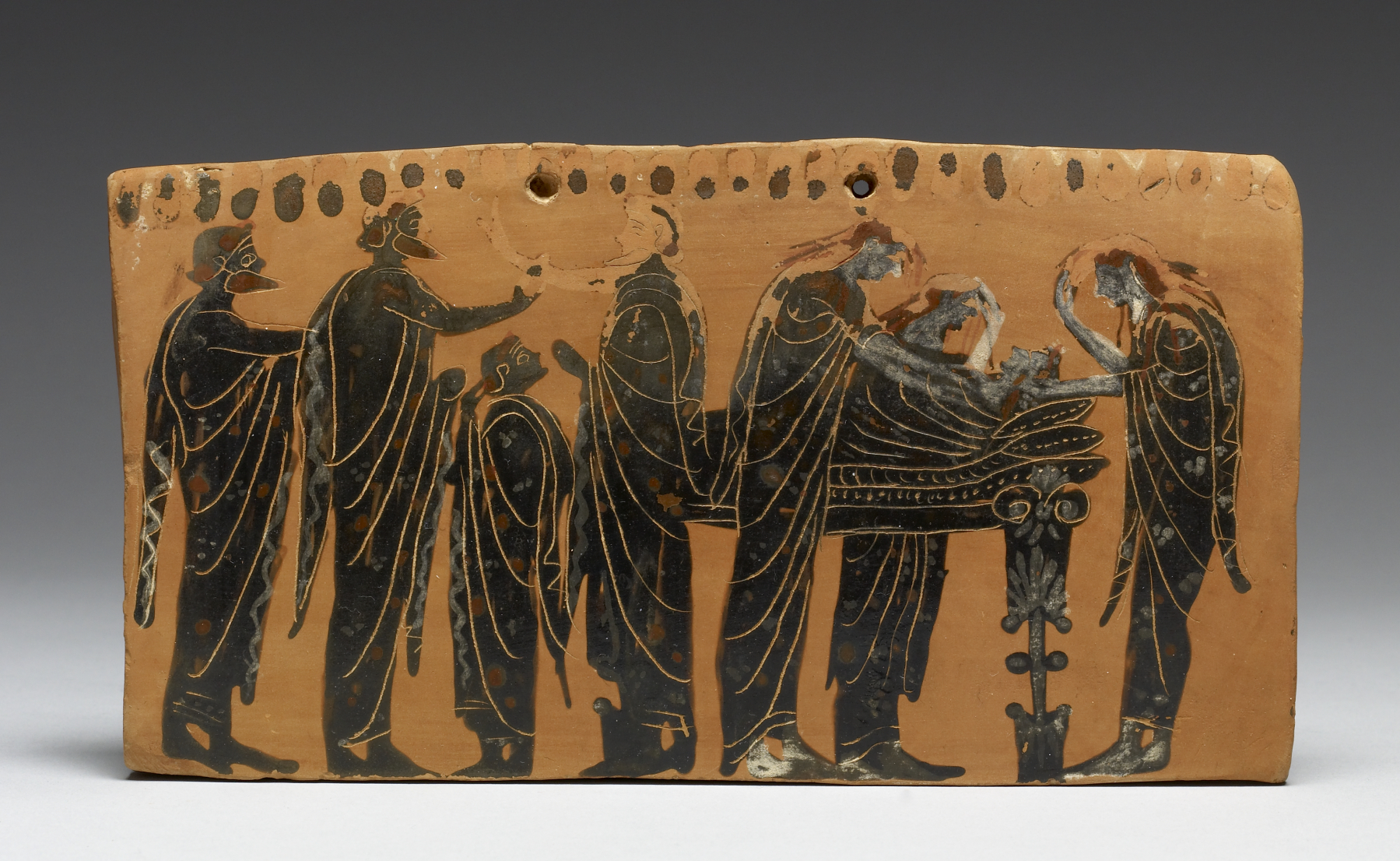
Scène de prothesis, terre cuite peinte du VIe s. av. J.-C. Walters Art Museum.

Enfin les rites funéraires sont une dernière catégorie incontournable de rites de passage. Les anciens Grecs sont convaincus qu'il faut accomplir des rites appropriés pour au moins s'assurer que les morts ne viennent pas les tourmenter, ce qui explique que l'absence de sépulture pour un mort soit à leurs yeux un scandale ou une infamie. Les rites funéraires sont constamment marqués par le fait que la mort est un facteur d'impureté : les morts et leur famille sont frappés de souillure, laquelle est susceptible de se transmettre à tous ceux qui entrent en contact avec eux, qui doivent donc se purifier ; à la fin des rites funéraires, la résidence du défunt doit être purifiée par un rituel,. Les rites funéraires se déroulent en plusieurs étapes : la prothesis, présentation du corps, marquée par le lavage du corps du défunt avant son exposition dans la demeure familiale, accompagnée de déplorations ; l’ekphora, rite d'enlèvement du cadavre, dans une procession accompagnée de nouvelles lamentations. Le corps peut ensuite être inhumé tel quel ou incinéré avant et placé dans une urne qui est ensuite enterrée, les deux traditions étant attestées dans la Grèce antique. Cela s'accompagne d'offrandes funéraires (aliments, inhumation ou la crémation d'objets accompagnant le défunt, et une obole pour payer le batelier qui le conduira aux Enfers),.

### Rites domestiques
Il s'agit d'un ensemble de cultes ayant pour cadre l’oikos et se déroulant dans la maison sous la direction du chef de famille. Ils servent à protéger l'espace domestique et certaines de ses composantes essentielles et sont placés sous le patronage de divinités spécifiques, en particulier : Zeus Herkéios, symbole du lien familial, protecteur de la maison et garant de l'hospitalité ; Zeus Ktésios, symbole de la richesse, qui protège les biens matériels de la maison, dont le domaine est dans les espaces de stockage ; Hestia, symbole de la maisonnée, la déesse des foyers ; Apollon Agyieus, protecteur des portes et rues, notamment l'entrée de la maison. On trouve certes des autels, notamment pour Herkéios, voire des figurines divines dans la maison, mais ces cultes sont largement aniconiques puisque des objets suffisent à la présence divine : Hestia est dans le foyer, Ktésios dans une jarre ou une boîte, Agyieus dans un pilier. Les rituels accomplis dans ce cadre sont en général simples, surtout des prières et des libations,,.

## Variations régionales et locales
Le sens de la localité est très fort dans la Grèce antique : les dieux sont souvent distingués en fonction de leur lieu de culte, les mythes ne se racontent pas tout à fait de la même manière selon les régions, les rituels également se déclinent suivant les coutumes locales, et les calendriers cultuels varient d'un lieu à l'autre. Les sanctuaires ont leurs propres règles, aucune autorité supérieure ne venant unifier les lois sacrées même si elles présentent quelques principes constants (interdiction des actes sexuels dans les lieux sacrés, des sacrifices humains),,.
Il en résulte notamment des variations locales importantes, et il est souvent reconnu qu'il est difficile de parler d'une religion grecque unique, malgré le fond religieux commun incontestable qui unit les régions de culture grecque, et qu'il est possible de parler de « religions grecques » au pluriel. Mais en dehors du cas athénien les religions locales ne sont pas suffisamment bien documentées pour pouvoir être reconstituées de façon consistante, quoiqu'on soit en mesure d'identifier un peu partout des spécificités locales. Les études régionales/locales se sont cependant développées progressivement et permettent de mieux apprécier la diversité de l'univers religieux du monde grec antique au-delà d'Athènes qui constitue en général le contexte principal des études sur la religion grecque, ou encore de se dégager des approches généralisantes qui sont par bien des aspects insatisfaisantes (comme les études de l'univers divin en procédant d'un dieu à l'autre). Il est aussi possible de se placer à l'échelle des cités, des régions ou des royaumes, donc de tenter d'analyser une religion spartiate, une religion macédonienne, etc., quoique la perspective d'une écriture d'une géographie de la religion grecque antique soit encore très lointaine.

### Sparte
La religion de Sparte à l'époque classique est relativement bien documentée par rapport à celle des autres cités contemporaines, évidemment exception faite de sa grande rivale athénienne, et a fait l'objet de plusieurs études qui ont permis de mettre en avant ses aspects principaux, dont ses spécificités et ses similitudes par rapport aux religions pratiquées ailleurs.
Parmi les divinités attestées à Sparte pour l'époque classique, un premier groupe qui peut être distingué préside aux rites initiatiques : Hélène (originellement une déesse à Sparte, son statut d'héroïne semblant être une évolution tardive) qui est la protectrice des jeunes filles et de leur mariage ; la déesse Orthia, qui préside des rites de passage à l'âge adulte, notamment un rituel de flagellation des jeunes hommes (diamastigosis) ; Apollon semble patronner des relations homosexuelles initiatiques. Les divinités associées aux activités pacifiques sont Zeus, dont les deux formes principales sont Zeus Lakédaimon, « Lacédémonien », et Zeus Ouranos, « Céleste », et Athéna qui lui est souvent associée, aussi Apollon et les Dioscures, Castor et Polydeukès. Enfin comme attendu pour cette cité martiale les divinités liées à la guerre sont un autre groupe important, auquel des sacrifices sont faits durant les campagnes militaires : Zeus Agêtor (« Conducteur de l'armée »), Artémis Agrotera, divinité de la chasse et des espaces giboyeux, sans doute aussi liée aux champs de bataille, à laquelle on sacrifiait avant une bataille ; les troupes en campagne avaient aussi l'habitude de sacrifier aux divinités des lieux où elles combattaient et de s'assurer par la divination de leur assentiment à l'engagement du combat ; Aphrodite est vénérée à Sparte sous sa forme guerrière. Le territoire spartiate comprend également un important sanctuaire dédié à Poséidon sur le cap Ténare, et ce Poséidon Tainaros a aussi un temple à Sparte. Les Spartiates ont divinisé des abstractions d'états du corps (pathèmata) qu'il importe selon eux de contrôler, dont le choix est révélateur de l'éthique spartiate valorisant la maîtrise de soi : la Peur, la Pudeur (ou Retenue), le Sommeil, la Mort, le Rire, l'Amour, la Faim,.

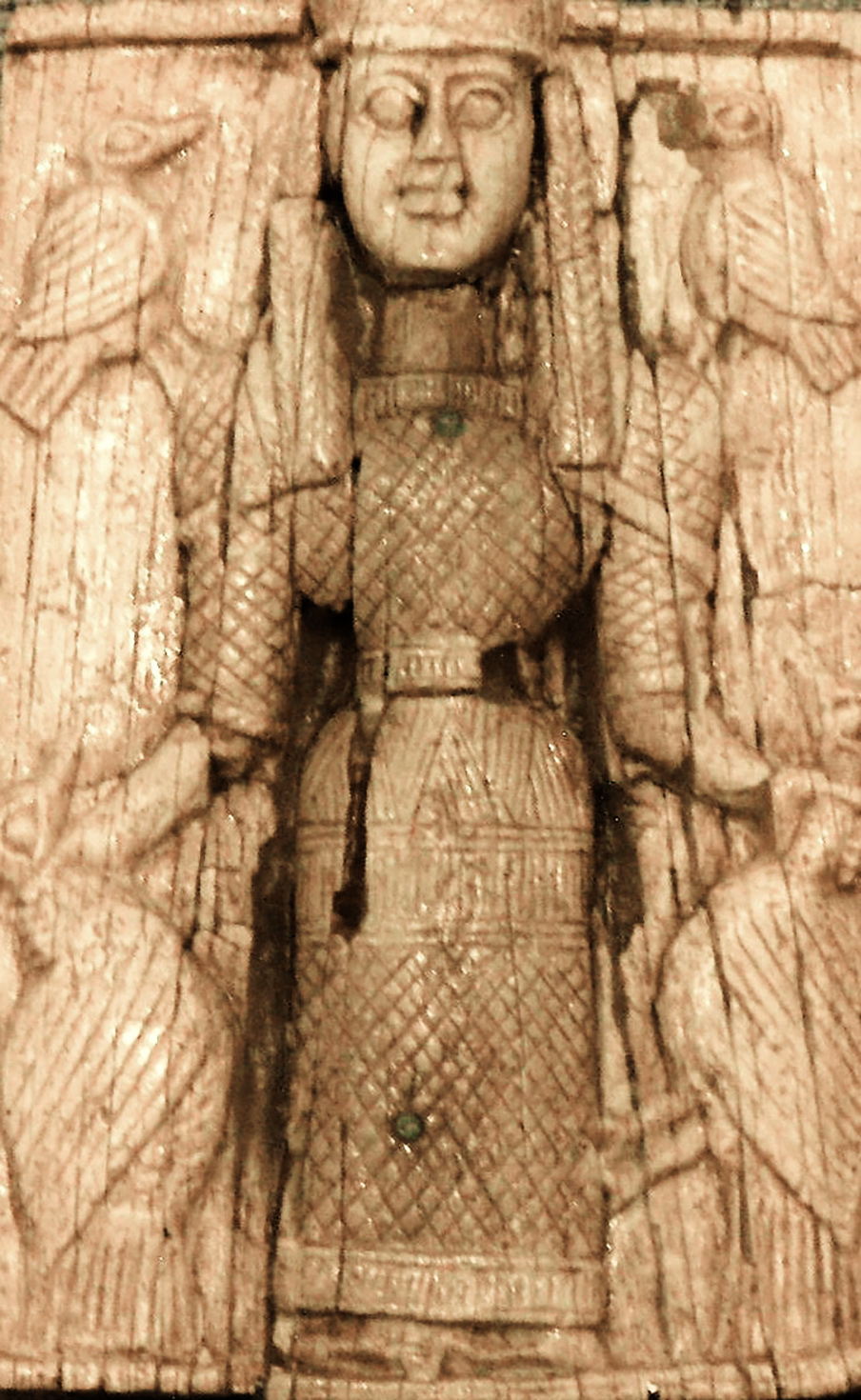
Représentation de la déesse Orthia en maîtresse des animaux, sur un ex-voto d'ivoire. Musée national archéologique d'Athènes.
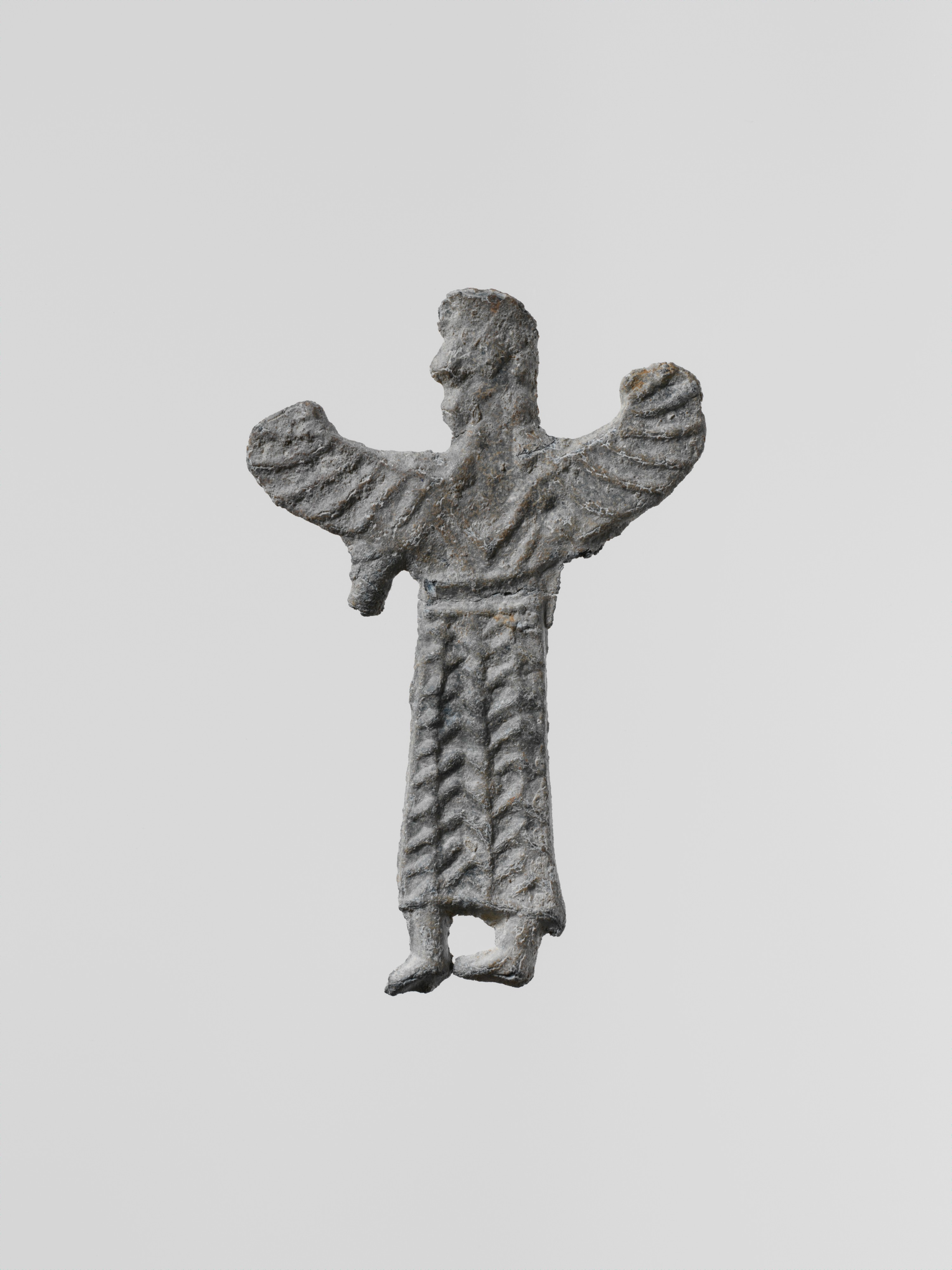
Plaque en plomb représentant une déesse ailée, peut-être Artémis-Orthia. Metropolitan Museum.
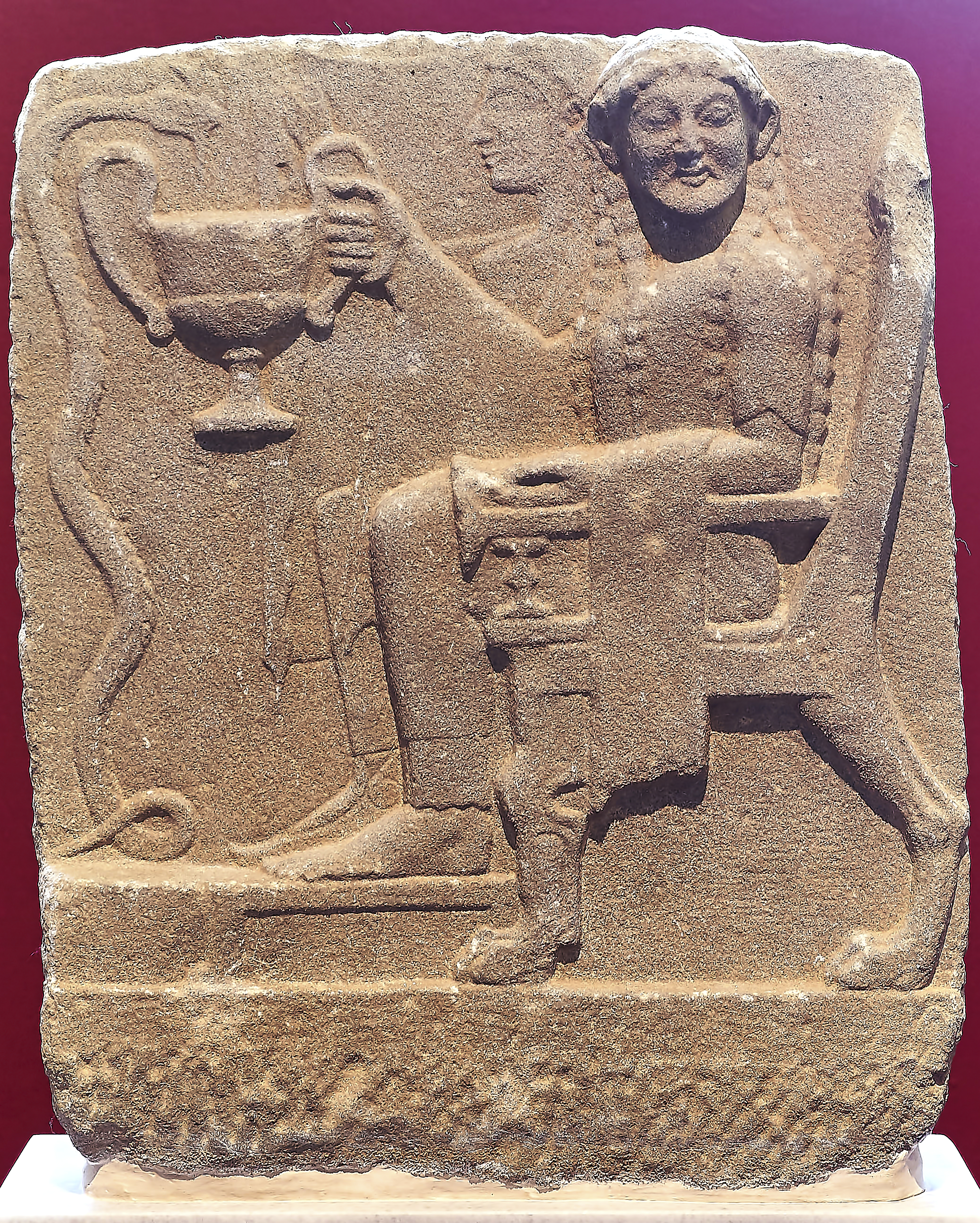
Relief représentant deux héros ou divinités chthoniennes. VIe siècle av. J.-C. Musée archéologique de Sparte.
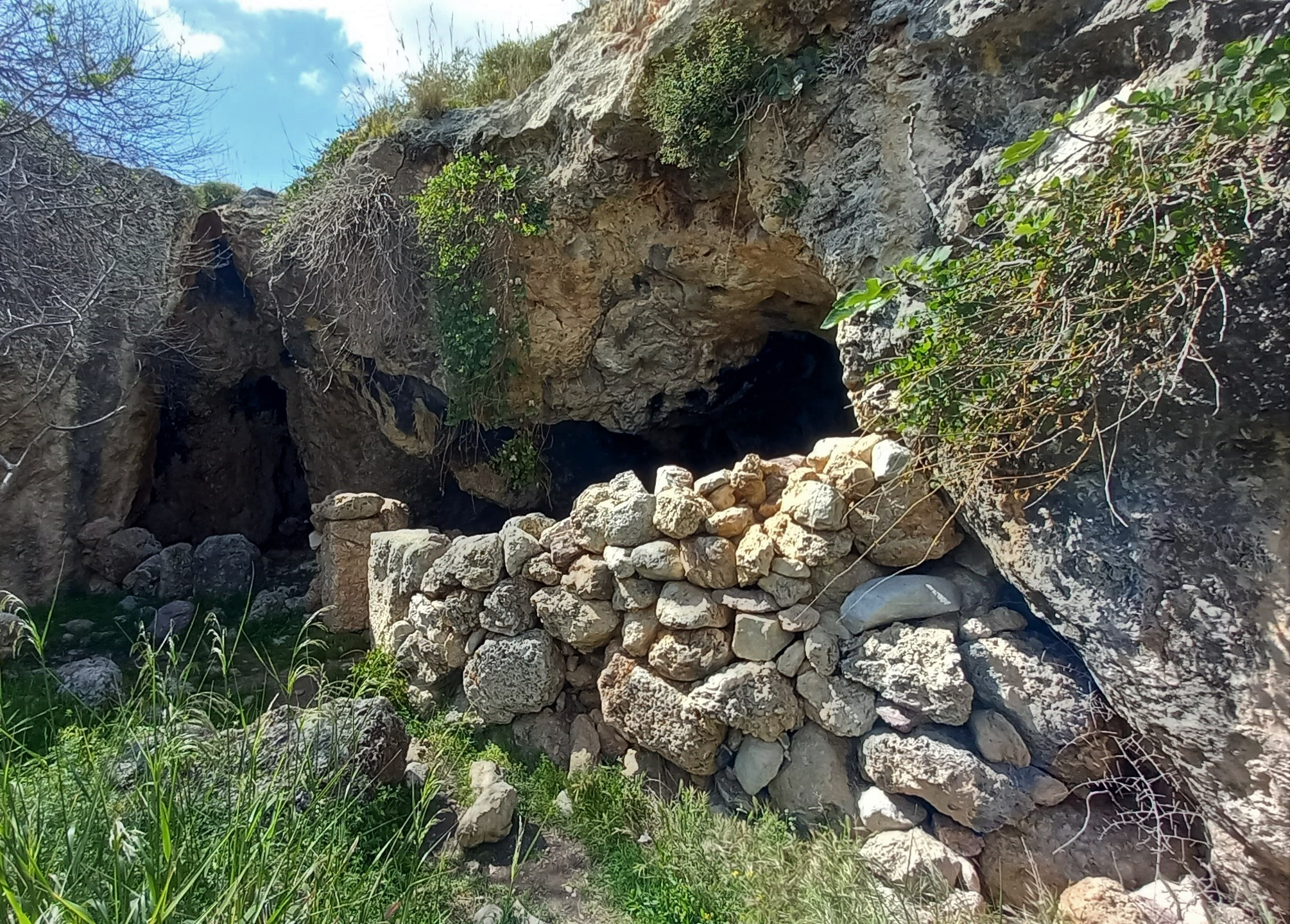
Grotte du sanctuaire de Poséidon du cap Ténare, identifiée avec la grotte sacrée évoquée dans des textes antiques, qui y voient une entrée vers les Enfers[481].

Comme bien d'autres cités les Spartiates vénèrent des héros, dont les cultes sont surtout attestés pour l'époque romaine, ce qui rend incertain le tableau pour l'époque classique. Xénophon évoque le fait que les rois de la cité reçoivent des honneurs héroïques à titre posthume. Ce dernier point met en lumière une caractéristique spartiate : la place de ses deux rois, institution originale de la cité, qui sont les principaux acteurs du culte, et même les seuls prêtres attestés à Sparte pour l'époque classique. Ce sont des figures charismatiques, dont les funérailles sont un moment important de réunion de la communauté spartiate, et leur héroïsation participe à légitimer les systèmes politique et social,. D'une manière générale, les Spartiates accordent une grande considération à leurs morts, qu'ils soient héroïsés ou pas. Ils sont classés en fonction de leurs mérites qui leur donne droit à des funérailles plus ou moins importantes, et sont vus comme des figures protectrices à honorer.
Le calendrier rituel spartiate est dominé par trois fêtes principales, toutes en l'honneur d'Apollon, surtout connues par des descriptions postérieures à l'époque classique, bien qu'attestées pour celle-ci : les Hyacinthies qui marquent le renouvellement du monde, en principe à l'équinoxe de printemps ; les Gymnopédies, commémoration de batailles, en juillet-août ; les Karneia, rituel de fertilité commémorant l'arrivée dans le Péloponnèse des Doriens et des premiers rois Héraclides, ancêtres légendaires des Spartiates,.
Les cultes de l'époque romaine sont documentés par des inscriptions ainsi que la description laissée par Pausanias le Périégète. Cette dernière indique que le territoire spartiate est alors couvert de sanctuaires, aussi bien dans le chef-lieu que dans ses confins, ce qui est manifestement le produit d'un processus pluriséculaire visant à renforcer la protection surnaturelle de la cité. Sparte joue sur son prestige passé et attire de nombreux touristes, qui viennent notamment assister aux grandes fêtes traditionnelles (Karneia, Gymnopédies, Hyacinthies), et elle célèbre ses généraux des guerres médiques, Léonidas et Pausanias, lors des Leonidea. Divers cultes aux aspects héroïques ayant pour objet des figures illustres de l'histoire spartiate sont attestés, peut-être des inventions de l'époque participant à susciter l'intérêt touristique pour la cité. Le culte d'Orthia, qui est alors assimilée à Artémis, semble toujours populaire, le rite de flagellation suscitant l'intérêt des visiteurs, mais les inscriptions parlent plus de ceux de Zeus, des Dioscures, de Déméter d’Éleusis vénérée sur le Taygète, et surtout du culte impérial. Les familles de notables contrôlent les charges de prêtrise et financent les cultes, ce qui est une caractéristique générale de la vie des cités grecques à cette période. Des fêtes avec des concours athlétiques, musicaux et poétiques apparaissent également : les Kaisarea, sans doute en l'honneur d'Auguste, puis les Ourania en l'honneur de Zeus Ouranios, aussi les Olympia Commodea en l'honneur de Commode.

### Arcadie
L'Arcadie, région située au centre du Péloponnèse, est divisée entre plusieurs cités qui ont une importance politique secondaire dans l'histoire grecque, et peut-être vue comme un bon exemple des aspects ordinaires de la religion grecque en dehors des principaux centres politiques et religieux. Les fouilles archéologiques et surtout la description laissée au IIe siècle par Pausanias sur ses cultes et mythes fournissent des informations appréciables qui ont fait l'objet de plusieurs études, avant tout par M. Jost.
Plusieurs divinités occupent une place majeure dans les cultes arcadiens. Zeus Lykaios, Zeus du mont Lycée, est une divinité de premier plan pour tous les Arcadiens, dont le culte s'étend même au-delà de la région, où il y a des aspects atmosphériques comme ailleurs, et plusieurs récits associent à son culte des sacrifices humains, dont la réalité est discutée. L'autre grand dieu arcadien est Pan, le dieu mi-homme mi-bouc, avant tout vu comme le protecteur des bergers et de leurs animaux, reflet du caractère pastoral de l'économie arcadienne. Zeus Lykaios et Pan sont les divinités patronnes de la ligue arcadienne, qui apparaissent sur ses monnaies. La troisième grande figure divine régionale est la déesse Despoina (la « Maîtresse »), fille de Déméter, qui prend donc la place qu'occupe Korè (Perséphone) dans les panthéons les plus courants, mais occupe ici une place plus importante que sa mère. Son sanctuaire principal, à Lycosura, pratique un culte à mystères, différent de celui d’Éleusis, marqué par des rites accompagnés de danses sacrées et de nombreux sacrifices. Parmi les autres spécificités arcadiennes, Artémis est ici présentée comme une fille de Déméter. La mythologie panhellénique place le lieu de naissance d'Hermès en Arcadie, notamment au mont Cyllène, et il y est particulièrement vénéré. D'autres divinités spécifiquement arcadiennes sont attestées, en particulier Aléa qui est assimilée à Athéna mais préserve une personnalité plus ou moins distincte de celle-ci.

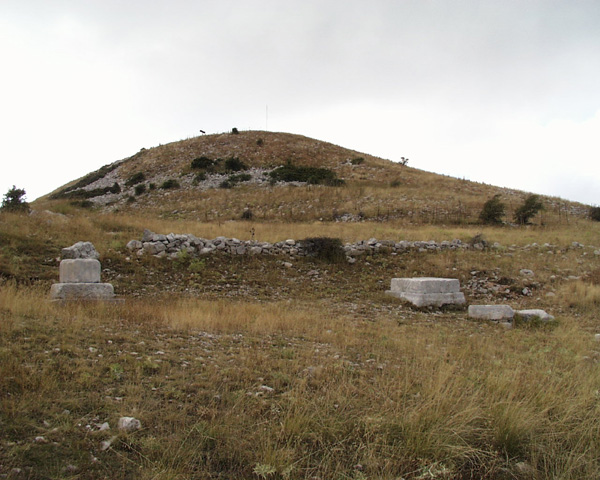
Les ruines du temple de Zeus du mont Lycée.
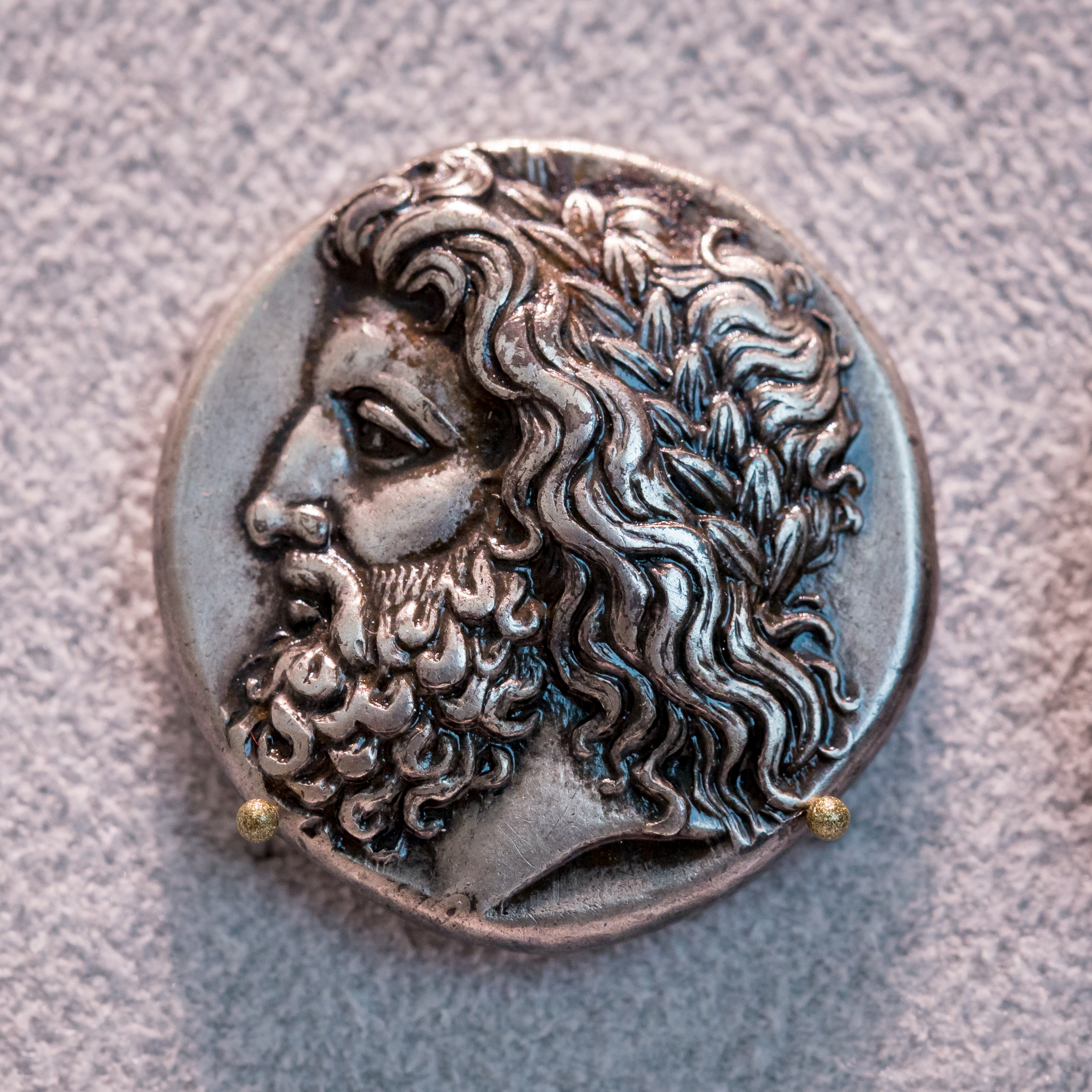
Statère d'argent à l'effigie de Zeus Lykaios, émis par la ligue arcadienne en 363/2 av. J.-C. Altes Museum de Berlin.
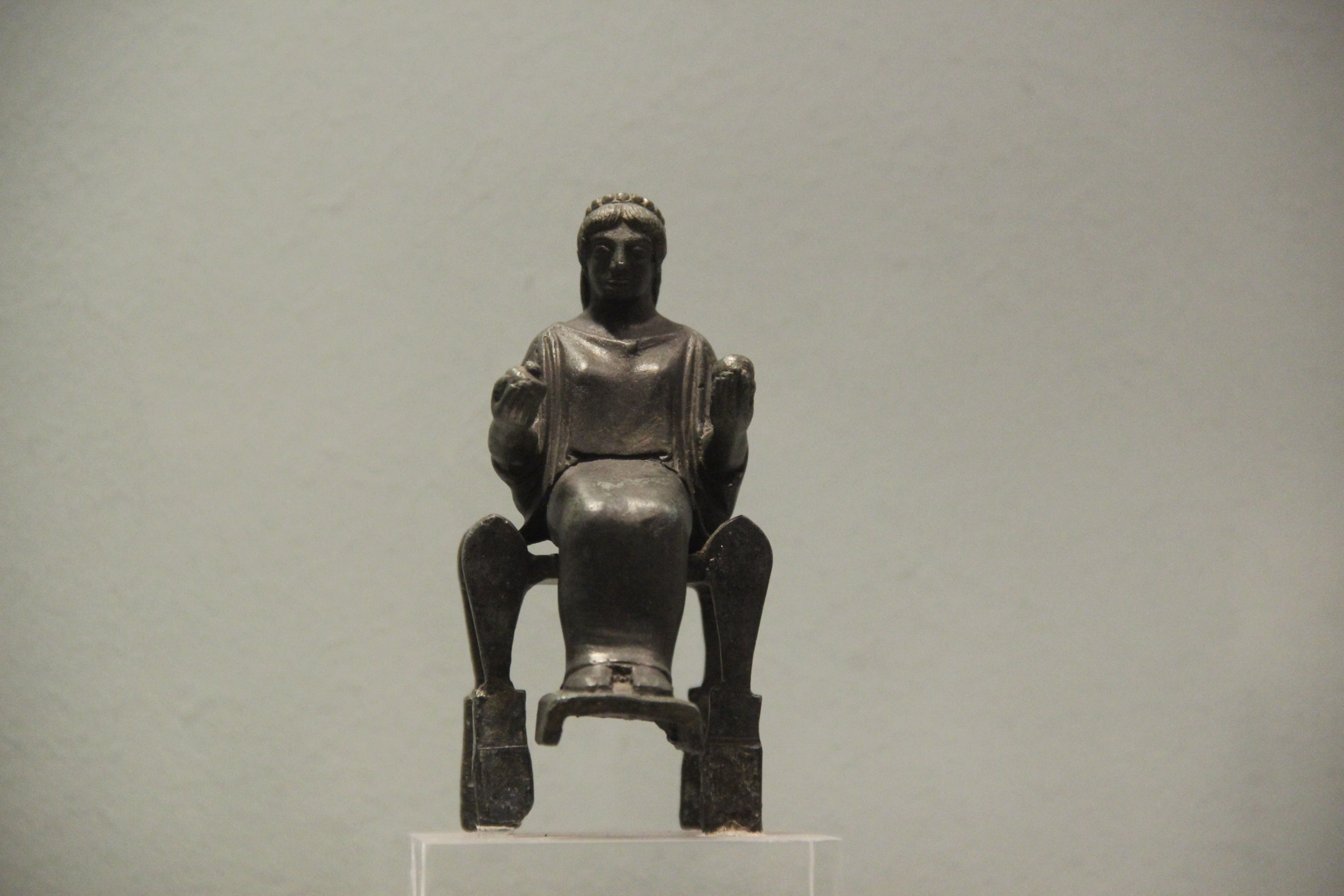
Statuette en bronze d'une déesse assise, peut-être Déméter, mise au jour au sanctuaire d'Agios Sostis. Vers 470 av. J.-C. Musée national archéologique d'Athènes

Les différentes sous-régions et cités d'Arcadie présentent à leur niveau leurs propres particularités religieuses, avant tout visibles dans la composition de leur panthéon, comprenant divers aspects des divinités panhelléniques, de concert avec des divinités arcadiennes qui leur sont plus ou moins assimilées. L'Arcadie présente de nombreuses épithètes de divinités panhelléniques inconnues ailleurs qui brouillent les questions autour de leurs origines. Plusieurs aspects de Zeus se retrouvent ainsi, en plus de celui du mont Lycée, Aléa-Athéna est la divinité protectrice de Tégée, Poséidon Hippios (associé au cheval) est le dieu tutélaire de Mantinée, Mégalopolis vénère des « Grandes Déesses » (Megalai Theai) qui semblent une création locale, on trouve aussi diverses variantes d'Artémis, Apollon, Déméter, Dionysos, etc.. Les évolutions de l'époque romaine se voient par exemple à Mantinée par la présence des cultes d'Aphrodite Symmachia, qui symbolise la victoire d'Auguste à Actium, et d'Antinoüs, l'amant d'Hadrien divinisé. Asclépios a plusieurs lieux de culte en Arcadie, dont un à Gortyne. Le temple le mieux préservé de la région est situé à son extrémité occidentale, à Bassae, et il est dédié à Apollon, mais selon Pausanias le plus vaste était celui d'Aléa-Athéna à Tégée. Les fouilles archéologiques ont par ailleurs permis de retrouver beaucoup de lieux de culte d'Arcadie ignorés par cet auteur, parce qu'il ne les a pas visités ou bien parce qu'ils n'existent plus à son époque.
Parmi les principaux mythes arcadiens, le plus connu dans l'Antiquité, où il circulait sous différentes formes, met en scène le roi arcadien mythique Lykaon, dans plusieurs cas agissant de concert avec ses fils, vouant un bébé en sacrifice à Zeus Lykaios, suscitant la vengeance du dieu, ce qui se manifeste en général par la transformation du roi en loup, aussi le foudroiement de ses fils. Un autre mythe arcadien met en scène Déméter et Poséidon, et se déroule à Thelpousa : le dieu poursuit la déesse de ses assiduités, celle-ci se transforme en jument pour se cacher, mais le dieu se rend compte de la supercherie et se transforme en cheval et parvient à ses fins, suscitant la colère de la déesse. Cela expliquerait pourquoi Poséidon est vénéré en Arcadie sous son aspect équestre (Hippios) et Déméter sous un aspect furieux et destructeur (Erinys), avant de retrouver le calme (Lousia) et son rôle de déesse de la fertilité.

### Délos
L'île de Délos dans les Cyclades est un des plus importants sanctuaires de la Grèce ancienne, particulièrement bien connu grâce aux fouilles qui y ont été conduites par des équipes françaises, qui y ont dégagé de nombreux bâtiments et collecté une grande quantité d'inscriptions documentant la vie religieuse.
La mythologie donne une place particulière à l'île de Délos, personnifiée : alors qu'elle est errante (comme d'autres îles mythologiques), elle est la seule terre à accueillir Léto, mère d'Apollon et Artémis, pour qu'elle y accouche. Héra, en effet, encore une fois trompée par son époux, Zeus, père des jumeaux de Léto, avait interdit à toute terre d'accepter sa « rivale ». Devenue le berceau des deux dieux, on accorda à Délos l'immobilité et l'île devint sacrée. Pour la rendre exempte de toute souillure, l'on décréta qu'il était interdit d'y naître ou d'y mourir. Cela explique que la nécropole des Déliens se trouve sur l'île voisine de Rhénée.
L'île est avant tout le sanctuaire du dieu Apollon, qui n'a pas d'oracle ici à la différence de ses autres lieux de culte majeurs. Son aspect local semble plutôt lié à la Grâce, sa statue de culte portant dans sa main les Charites (les « trois Grâces »). Sa mère et sa sœur y sont également vénérées, et ensemble ils forment la triade apollinienne qui domine le panthéon local ; Héra a aussi un sanctuaire, sans doute parce qu'il valait mieux l'apaiser après l'affront commis. La mythologie locale présente des figures spécifiques, dont le rôle est cependant très secondaire dans le culte : les Vierges hyperboréennes qui ont apporté des offrandes à Apollon depuis le pays mythique septentrional d'Hyperborée ; Anios, fils et prêtre d'Apollon, considéré comme une figure fondatrice (archégète).
Comme pour d'autres grands sanctuaires grecs, il a été supposé que Délos soit un lieu de culte important dès l'époque mycénienne, mais cela reste à démontrer. Il prend assurément de l'importance durant l'époque archaïque, servant de lieu de culte ethnique des Ioniens (fonction qu'a également le sanctuaire de Poséidon du cap Mycale), où sont en particulier actives les cités de Naxos, Kéos et Andros, et également Athènes. Les rapports avec cette cité sont très importants dans l'histoire de Délos. Le rite majeur à ces époques est celui des offrandes hyperboréennes, reproduisant le mythe évoqué ci-dessus, qui voit des offrandes être apportées à travers la Grèce jusqu'à Délos.
La vie religieuse de Délos est surtout documentée pour l'époque hellénistique, à partir de la fin du IVe siècle av. J.-C., du point de vue architectural comme épigraphique. Les inscriptions comprennent des dédicaces comme ailleurs, mais aussi des documents administratifs, les « comptes » ou « inventaires » de Délos, fournissant des informations précieuses sur les activités financées par le temple d'Apollon. Ses gestionnaires, les hiéropes, administrent les biens du temple (le dieu est un grand propriétaire foncier disposant de maisons et de terres agricoles à Délos, Rhénée et aussi Mykonos), en tirent des revenus, et entretiennent les cultes de plusieurs sanctuaires. Ces inscriptions cessent quand l'île passe sous contrôle athénien après 167. Le paysage religieux de l'île s'est alors considérablement diversifié. Il a intégré d'autres dieux grecs : Zeus, Hermès, Aphrodite, Déméter, Dionysos, etc. Le plus original est l'importance des cultes aux divinités étrangères, qui renvoie au caractère cosmopolite qu'a acquis l'île à cette période, car elle est aussi un port commercial de premier plan. Sont ainsi attestés les égyptiens Isis et Sarapis, l'arabe Sîn, les syriens Hadad et Atargatis, Poséidon (Baal) de Bérytos, le Dieu Très Haut juif (YHWH), les Lares Compitales d'Italie. L'île comprend de ce fait de nombreux sanctuaires à cette période, de formes et tailles diverses, ceux des divinités étrangères ayant des éléments architecturaux trahissant leurs origines. Le temple d'Apollon est le plus vaste, et le point focal de l'organisation du peuplement de l'île. Les différentes divinités font l'objet de fêtes périodiques. Les Apollonia commémorent le dieu tutélaire de l'île, avec des concours athlétiques. De riches particuliers, dont des rois, fondent également des fêtes supplémentaires qu'ils financent. L'analyse du nombre d'offrandes indique le déclin de certains cultes anciens (à Léto, à Héra), et l'essor de nouveaux (aux divinités égyptiennes). Les fouilles des maisons ont également permis de trouver des témoignages des dévotions privées (dédicaces, reliefs votifs, amulettes).

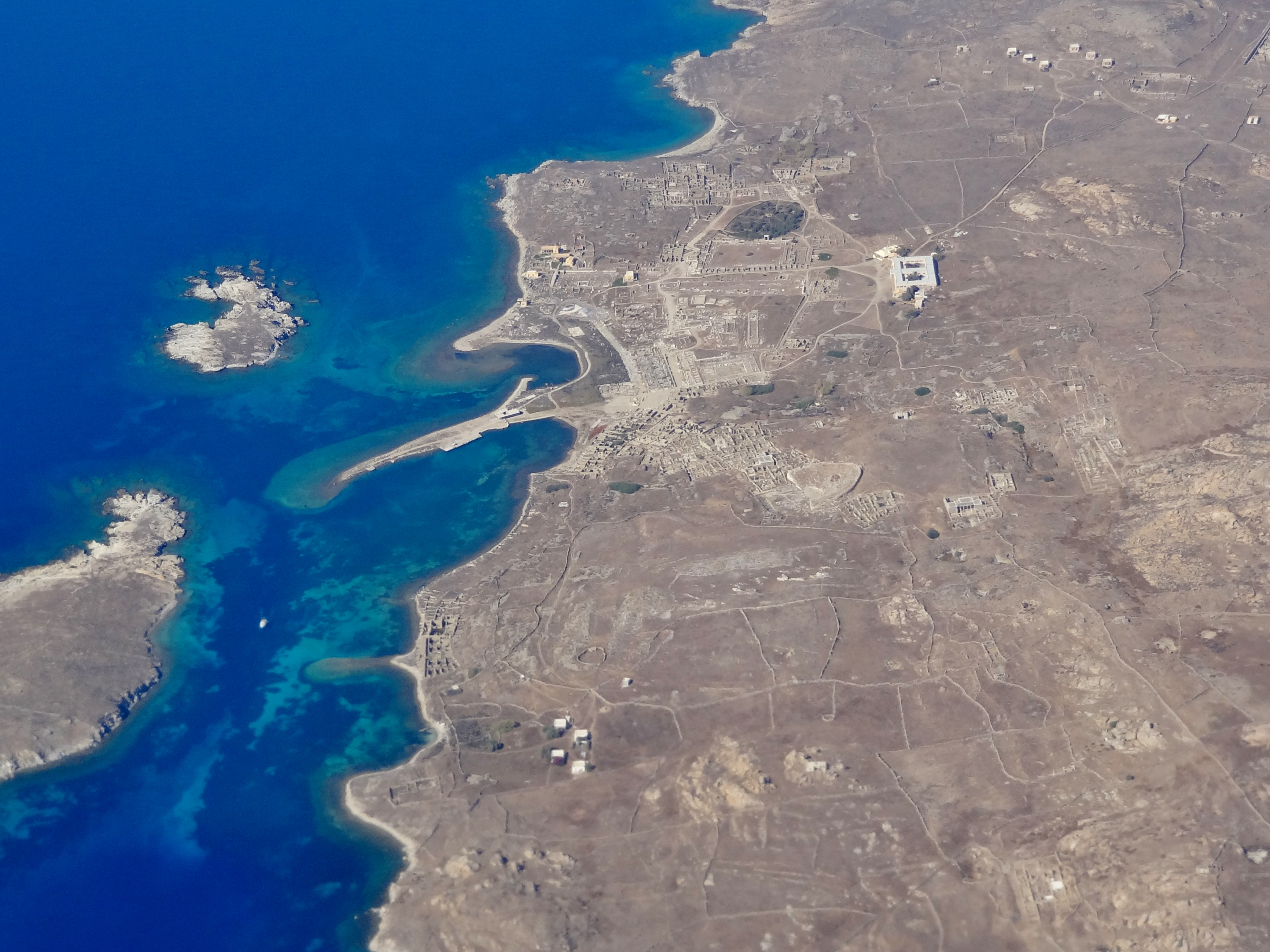
Vue aérienne du site de Délos.
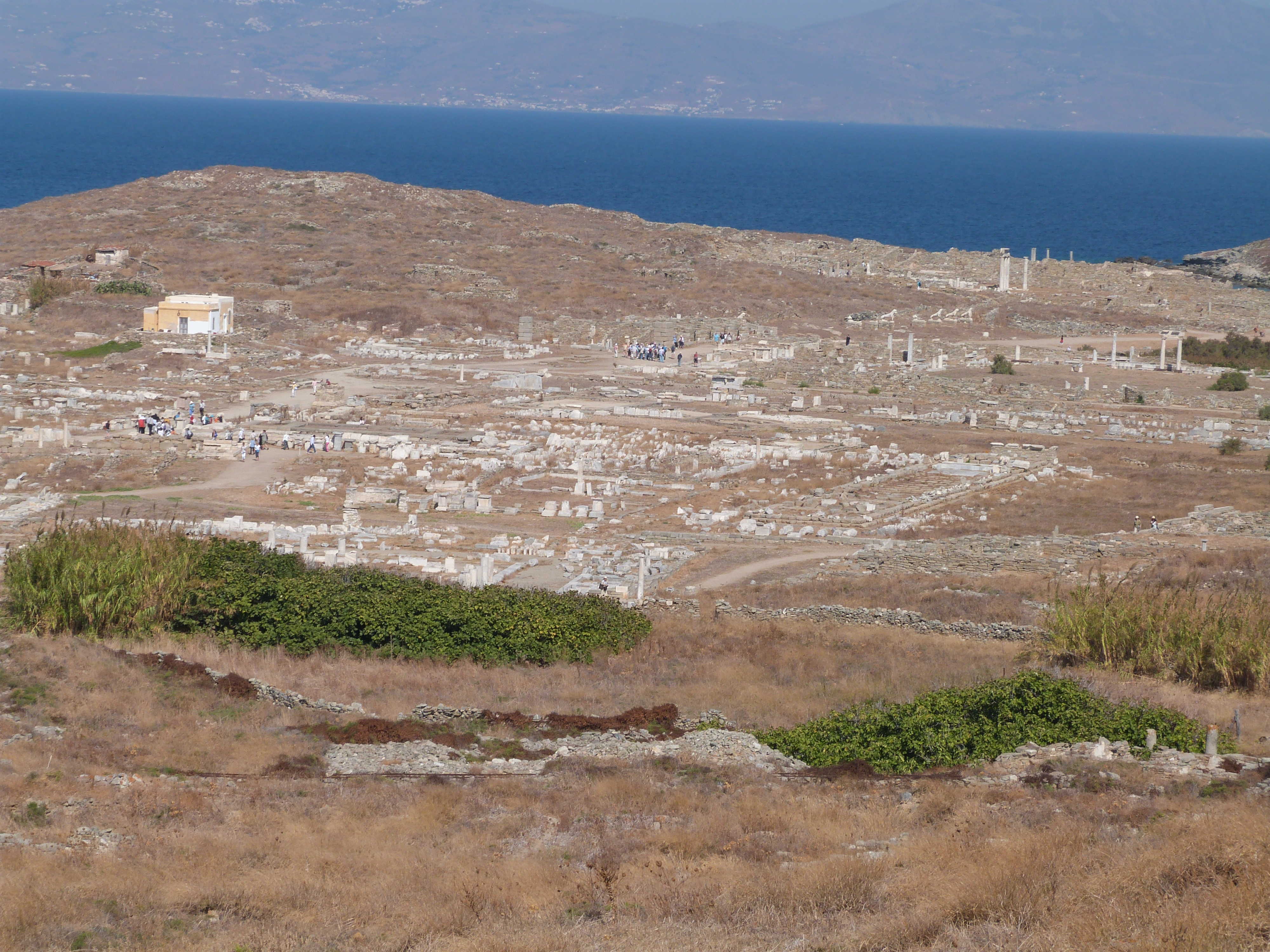
Vue du sanctuaire d'Apollon.
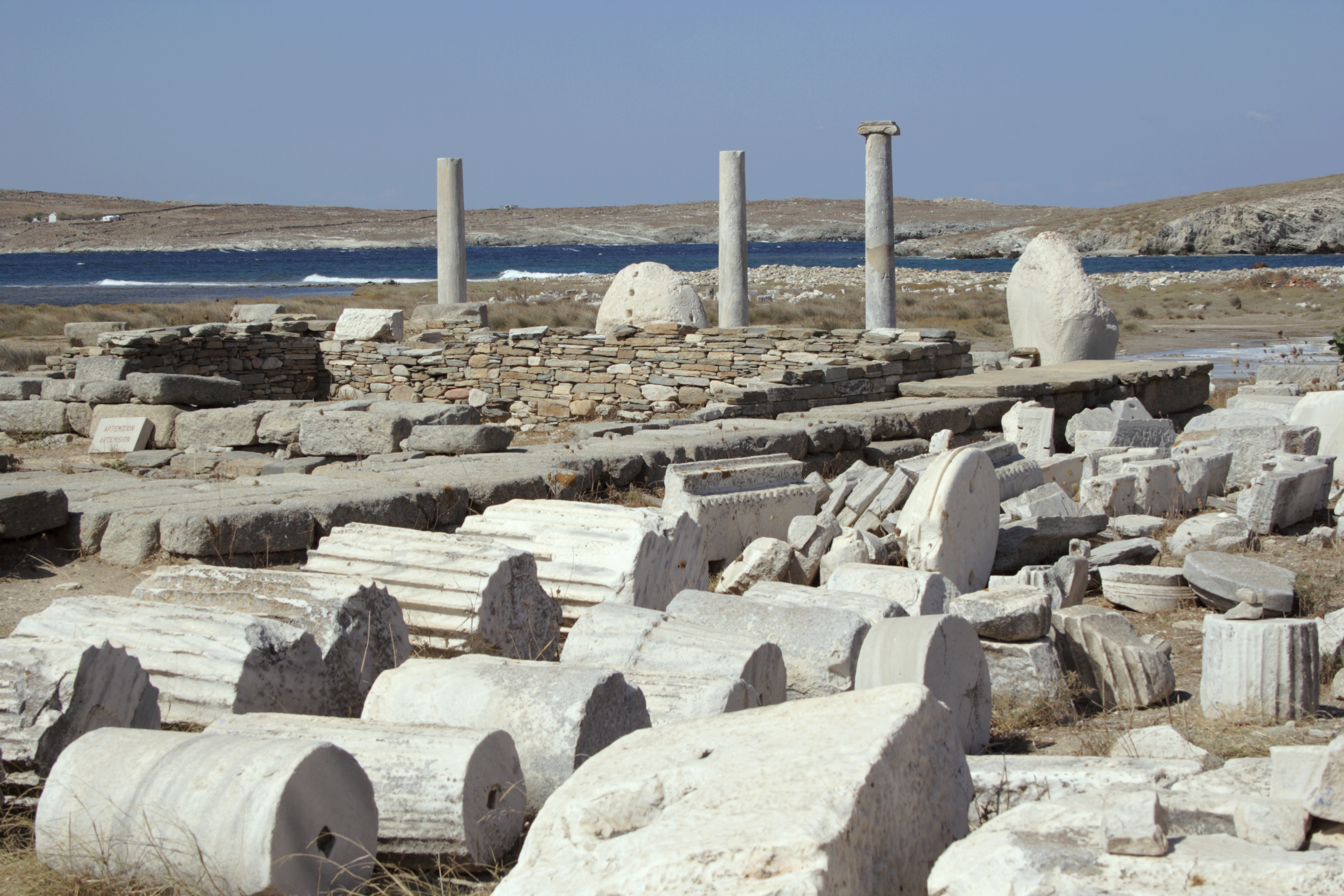
Le temple d'Artémis à Délos.
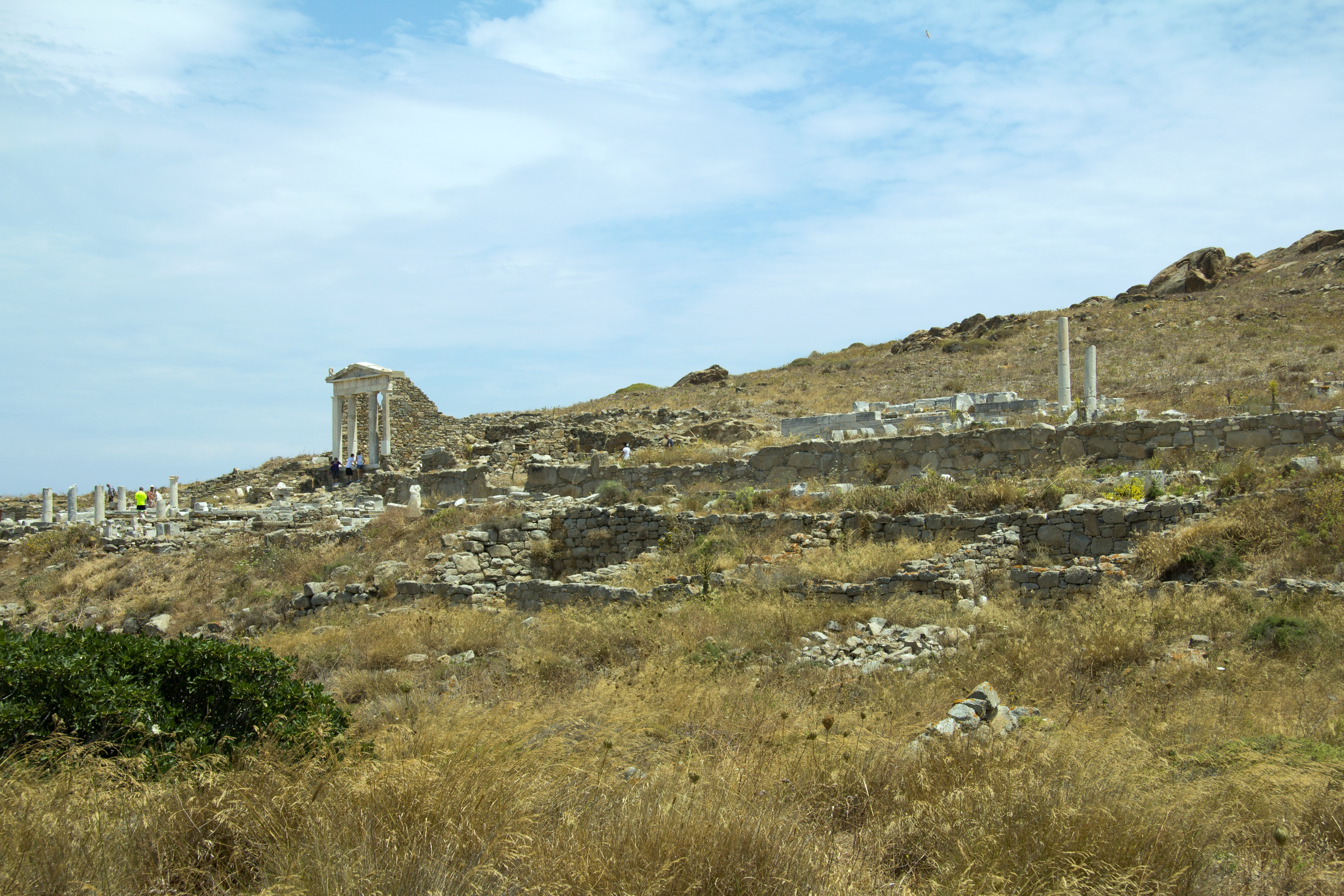
La terrasse des temples des dieux étrangers.
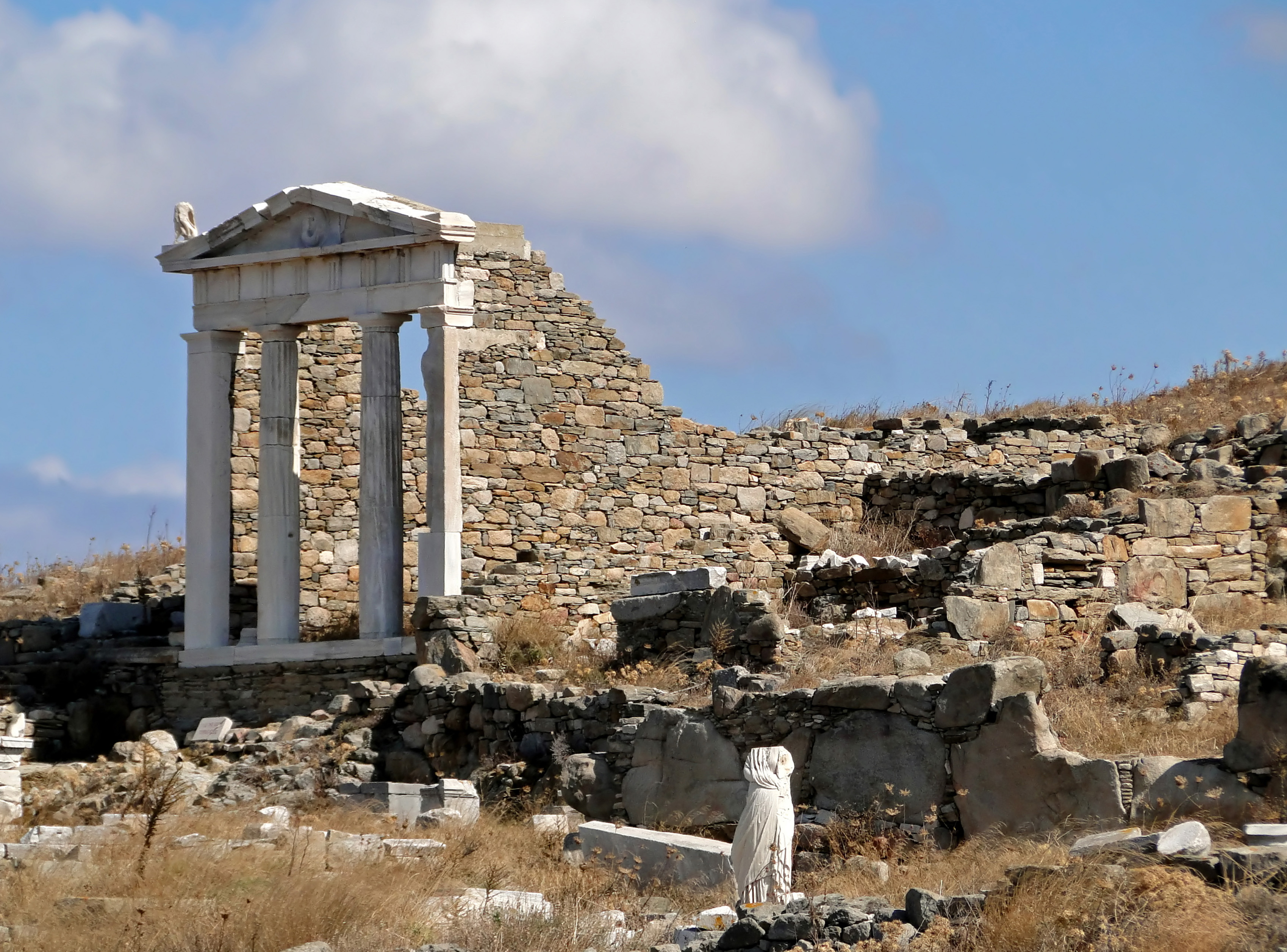
Ruines du temple d'Isis.

Délos est mise à sac à deux reprises, en 88 et 69 av. J.-C., ce qui cause un exode de la majorité de sa population et son déclin. Le sanctuaire d'Apollon reste actif mais son culte semble très limité jusqu'à la christianisation de l'île.

### Alexandrie

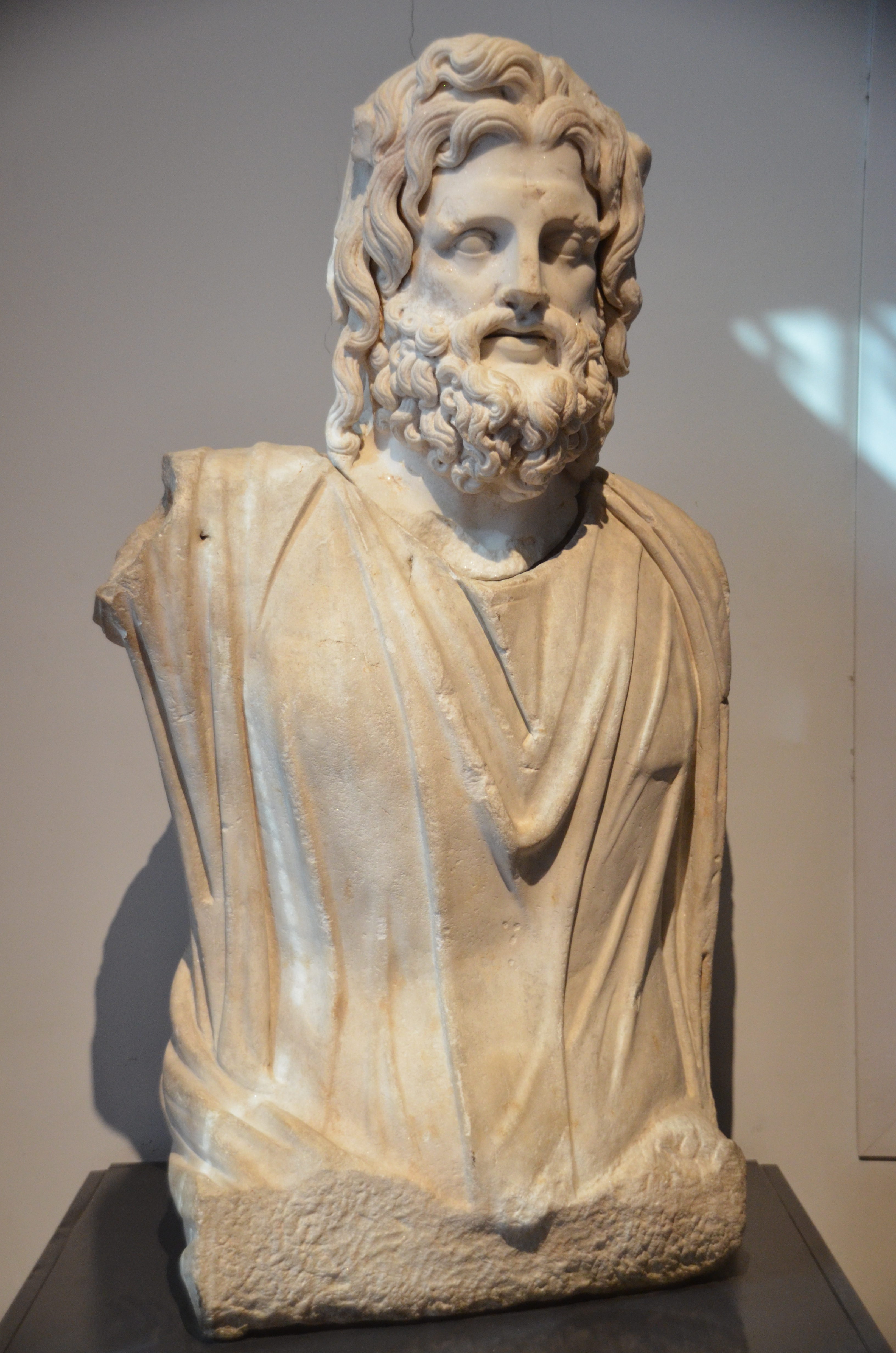
Buste de Sarapis. Musée national d'Alexandrie.

Le modèle proposé par Alexandrie d’Égypte, tout en relevant du moule grec, est le produit d'une société différente de celle des cités de l'époque classique : c'est une ville royale hellénistique, dirigée par les rois de la dynastie lagide puis les empereurs romains, qui n'a pas les institutions civiques traditionnelles, et c'est une cité cosmopolite, où coexistent des Grecs, des Égyptiens, et des populations d'autres origines, notamment une importante communauté juive.
Dès la fondation de la ville en 331 av. J.-C., les Grecs prévoient des temples pour leurs dieux, qui sont donc implantés en territoire égyptien. Dionysos occupe la place principale durant l'époque des rois lagides qui sont plusieurs à s'identifier à lui. Déméter rencontre également un important succès ; elle est honorée lors d'une fête appelée Thesmophories sur l'exemple athénien, et le quartier où elle est vénérée a reçu le nom d’Éleusis. Aphrodite prend de l'importance quand elle est associée aux reines, à commencer par Arsinoé II. Les Dioscures et Poséidon (qui protègent les marins), Zeus (dont la statue se trouve au sommet du Phare d'Alexandrie) et Pan sont également populaires. Un sanctuaire célèbre d'Alexandrie est dédié aux Muses : le Mouseion (Musée), surtout connu parce que c'est parmi son domaine que se trouve la Bibliothèque d'Alexandrie. Parmi les divinités autochtones, Isis reçoit un culte important tant de la part des Grecs que des Égyptiens. L'hybridation religieuse se voit surtout dans l'émergence du culte de Sarapis, un dieu d'origine égyptienne, aspect d'Osiris, qui est repensé dans le moule grec, prenant l'aspect de Zeus ou Asclépios, accompagné de Cerbère. Il devient un dieu guérisseur important, dans son sanctuaire de Canope, et aussi un dieu oraculaire à Oxyrhynque. Il est sans doute une sorte de divinité tutélaire de facto d'Alexandrie à l'époque hellénistique, mais il ne reçoit officiellement ce statut qu'à l'époque romaine. Son culte est initialement surtout pratiqué par des Grecs, puis il se diffuse dans toute l’Égypte,.
Les cultes alexandrins sont également marqués par le développement des cultes royaux. Alexandre le Grand reçoit d'abord un culte, probablement centré autour de son tombeau, en tant que fondateur de la ville ; mais cela renvoie à des formes traditionnelles grecques de cultes aux défunts remarquables. Alexandre reçoit également un culte d'État, associant Grecs et indigènes égyptiens dans tout le royaume lagide, qui pose les bases du culte royal des Lagides à partir de Ptolémée II. Celui-ci instaure d'abord une grande fête, les Ptolémaia, en l'honneur de son défunt père, avec des concours qui ont pour but de supplanter ceux d'Olympie. Puis il divinise ses parents au titre des Theoi Sôtères (« Dieux Sauveurs ») afin de consolider la dynastie et de recueillir la piété des sujets grecs du royaume. Arsinoé II, la sœur-épouse de Ptolémée II, devient ensuite l'objet d'un culte spécifique au titre de  Philadelphos (« Qui aime son frère »). Par la suite les rois lagides se font diviniser de leur vivant, conjointement à leurs reines, qui sont souvent leurs sœurs. Cela leur permet aussi de se présenter aux yeux des Égyptiens comme un pendant du couple divin Osiris-Isis (qui sont également frère et sœur). Les rois et reines lagides reçoivent un culte royal de type égyptien dans les temples autochtones en plus d'un culte royal caractéristique de la religion hellénistique. Certains rois lagides s'identifient à Dionysos qu'ils présentent comme leur ancêtre,.
La religion égyptienne traditionnelle a également sa place à Alexandrie, les rois lagides n'ayant jamais tenté de créer une religion syncrétique, ou d'helléniser la religion égyptienne. La question de savoir dans quelle mesure les Grecs adoptent les cultes égyptiens et dans quelle mesure les Égyptiens adoptent les cultes grecs est difficile à repérer, mais il est généralement postulé que les Égyptiens n'ont pas été particulièrement hellénisés et ont opposé une forme de résistance à la culture de l'élite dirigeante. Les représentations des divinités égyptiennes témoignent néanmoins d'influences gréco-romaines, qui doivent dans plusieurs cas renvoyer à des évolutions dans la conception de la divinité. C'est en particulier le cas d'Isis, la plus populaire des divinités égyptiennes durant cette période aussi bien auprès des autochtones que des Grecs, qui se présente sous différents aspects la rapprochant par exemple d'Aphrodite ou de Tychè, et prend un caractère universel. Néanmoins la présence de représentations divines dans un style artistique grec n'indique pas forcément une hellénisation de la religion. Les croyances et pratiques funéraires restent globalement stables, la momification se diffuse et est adoptée par des Grecs à Alexandrie. Les cultes polythéistes déclinent à compter du IVe siècle, face à l'essor du christianisme, ce qui se marque par des épisodes violents de destructions de temples, notamment celui de Sarapis à Alexandrie en 391/2. Mais d'une manière générale la coexistence semble se faire sans heurts, et des échanges et substitutions ont lieu puisque les dieux guérisseurs comme Sarapis sont remplacés par les saints hommes chrétiens qui ont une fonction semblable.

### Dictionnaires
- Claude Mossé, Dictionnaire de la civilisation grecque, Paris, Complexe, 1992.
- Maurice Sartre, Anne Sartre-Fauriat et Patrice Brun (dir.), Dictionnaire du monde grec antique, Paris, Larousse, coll. « In extenso », 2009 (ISBN 978-2-03-584834-5).
- (en) Simon Hornblower, Antony Spawforth et Esther Eidinow (dir.), The Oxford Classical Dictionary, Oxford, Oxford University Press, 2012, 4e éd.
- Lexicon Iconographicum Mythologiae Classicae.

### Recueils de sources
- Louise Bruit Zaidman, Les Grecs et leurs dieux : Pratiques et représentations religieuses dans la cité à l’époque classique, Paris, Armand Colin, 2005
- (en) Valerie M. Warrior, Greek Religion : A Sourcebook, Newburyport, Company, 2009
- (en) Emily Kearns, Ancient Greek Religion : A Sourcebook, Malden et Oxford, Wiley-Blackwell, 2009
- Carlos Lévy, Devenir dieux : Désir de puissance et rêve d'éternité chez les Anciens, Paris, Les Belles Lettres, coll. « L'Antiquité par ses textes », 2010
- Laure de Chantal, Panthéon en poche : Dieux et déesses de l'Antiquité, Paris, Les Belles Lettres, coll. « L'Antiquité par ses textes », 2013 (1re éd. 2007)

### Histoire de la Grèce antique
- Claude Orrieux et Pauline Schmitt-Pantel, Histoire grecque, Paris, Presses universitaires de France, coll. « Quadrige », 2013
- Claude Mossé et Annie Schnapp-Gourbeillon, Précis d'histoire grecque, Paris, Armand Colin, coll. « U », 2020
- (en) Ian Morris et Barry B. Powell, The Greeks : History, Culture, and Society, Harlow, Pearson, 2014, 2e éd..
- (en) Angelos Chaniotis, Age of Conquests : The Greek World from Alexander to Hadrian, Cambridge, Harvard University Press, 2018.

### Généralités sur la religion
- Jean-Pierre Vernant, Mythe et religion en Grèce ancienne, Paris, Le Seuil, 2014 (1re éd. 1990)
- Madeleine Jost, Aspects de la vie religieuse en Grèce : Du début du Ve siècle à la fin du IIIe siècle av. J.-C., Paris, SEDES, 1992
- Vinciane Pirenne-Delforge, « La religion grecque », dans Yves Lehmann (dir.) et al., Religions de l'Antiquité, Paris, Presses universitaires de France, 1999, p. 79-175.
- Jan N. Bremmer (trad. Alexandre Hasnaoui), La Religion grecque, Paris, Les Belles Lettres, 2012 (ISBN 978-2-251-44445-1).
- Walter Burkert (trad. Pierre Bonnechere), La Religion grecque à l'époque archaïque et classique, Paris, Picard, 2011 (1re éd. 1977)
- Louise Bruit Zaidman et Pauline Schmitt Pantel, La religion grecque dans les cités à l’époque classique, Paris, Armand Colin, coll. « Cursus », 2017, 5e éd. (1re éd. 1989)
- Marie-Thérèse Le Dinahet, La religion des cités grecques - VIIIe – Ier siècle av. J.-C., Paris, Ellipses, 2005
- (en) Robert Price, Religions of the Ancient Greek, Cambridge, Cambridge University Press, 1999
- (en) Jon D. Mikalson, Ancient Greek Religion, Malden et Oxford, Wiley-Blackwell, 2010 (1re éd. 2005)
- (en) Robert Parker, On Greek religion, Ithaca, Cornell University Press, 2011
- (en) Daniel Ogden (dir.), A Companion to Greek religion, Malden et Oxford, Blackwell, coll. « Blackwell companions to the ancient world », 2007.
- (en) Esther Eidinow et Julia Kindt (dir.), The Oxford Handbook of Ancient Greek Religion, Oxford, Oxford University Press, 2015.
- Kevin Bouillot, Pratiques et croyances religieuses des Grecs à l’époque classique : Ve – IVe siècle av. J.-C., Neuilly, Atlande, 2022

### Études spécialisées

#### Croyances et pensée religieuse
- Jean-Pierre Vernant, Mythe et pensée chez les Grecs : Études de psychologie historique, Paris, La Découverte, 1996
- Jean-Pierre Vernant, Mythe et société en Grèce ancienne, Paris, La Découverte, 2004
- Jean Rudhardt, Notions fondamentales de la pensée religieuse et actes constitutifs du culte dans la Grèce classique, Paris, Picard, 1992 (1re éd. 1958)
- (en) Henk Versnel (dir.), Faith, Hope and Worship : Aspects of Religious Mentality in the Ancient World, Leyde, Brill, 1981
- Louise Bruit Zaidman, Le commerce des dieux : eusebia, essai sur la piété en Grèce ancienne, Paris, La Découverte, 2001
- (en) Esther Eidinow, Julia Kindt et Robin Osborne (dir.), Theologies of Ancient Greek religion, Cambridge, Cambridge University Press, 2016
- Paul Veyne, Les Grecs ont-ils cru à leur mythes ?, Paris, Éditions du Seuil, coll. « Points Essais », 2014 (1re éd. 1983).
- Paul Veyne, L'empire gréco-romain, Paris, Le Seuil, coll. « Points - Histoire », 2005, « Culte, piété et morale dans le monde gréco-romain », p. 503-656.
- (en) Henk Versnel, Coping With the Gods : Wayward Readings in Greek Theology, Leyde, Brill, 2011
- Vinciane Pirenne-Delforge, Le polythéisme grec comme objet d'histoire, Paris, Collège de France / Fayard, coll. « Leçons inaugurales du Collège de France », 2018
- Pierre Bonnechere et Vinciane Pirenne-Delforge, « Réflexions sur la religion grecque antique : comment appréhender le polythéisme ? », dans Colette Bernard, Marc-Antoine Gavray et Jean-Marc Narbonne (dir.), L’Esprit critique dans l’Antiquité I : Critique et licence dans la Grèce antique, Paris, Les Belles Lettres, 2019 (lire en ligne), p. 57-97.

#### Mythologie
- Timothy Gantz, Mythes de la Grèce archaïque, Paris, Belin, 2004
- (de) Fritz Graf, Griechische Mythologie : eine Einführung, Düsseldorf, Patmos Verlag, 2001
- Suzanne Saïd, Approches de la mythologie grecque, Paris, Les Belles Lettres, 2008
- Claude Calame, Qu'est-ce que la mythologie grecque ?, Paris, Gallimard, coll. « Folio Essais », 2015
- (en) Lowell Edmunds, Greek Myth, Berlin et Boston, De Gruyter, 2021

#### Religion et philosophie
- André Motte, « Philosophie et religion dans la Grèce antique. Aperçu thématique et perspectives méthodologiques », Kernos, vol. 1,‎ 1988, p. 163-176 (DOI 10.4000/kernos.109, lire en ligne).
- André Motte, « Religion, poésie et philosophie. Les Grecs et la quête du divin », Revue Philosophique de Louvain, vol. Quatrième série, t. 91, no 91,‎ 1993, p. 366-382 (lire en ligne).
- (en) Glenn W. Most, « Philosophy and Religion », dans David Sedley (dir.), The Cambridge Companion to Greek and Roman Philosophy, Cambridge, Cambridge University Press, 2003, p. 300-322
- (en) Jon D. Mikalson, Greek Popular Religion in Greek Philosophy, Oxford, Oxford University Press, 2010

#### Sanctuaires et espaces sacrés
- (en) Nanno Marinatos et Robin Hägg (dir.), Greek Sanctuaries : New Approaches, Londres, Routledge, 2005 (1re éd. 1993) (ISBN 0-203-74094-7).
- (en) John Pedley, Sanctuaries and the Sacred in the Ancient Greek World, Cambridge, Cambridge University Press, 2005.
- Roland Étienne, Christel Müller et Francis Prost, Archéologie historique de la Grèce antique, Paris, Ellipses, 2014, 3e éd., « Organisation des espaces sacrés », p. 125-139
- (en) Tony Spawforth, The Complete Greek Temples, Londres, Thames & Hudson, 2006

#### Cultes et divinités
- Louis Séchan et Pierre Lévêque, Les grandes divinités de la Grèce, Paris, Armand Collin, 1990 (1re éd. 1966)
- Walter Burkert, Les Cultes à mystères dans l'Antiquité, Les Belles Lettres, coll. « Vérité des mythes », 2003 (ISBN 2251324364).
- Pierre Sineux, Qu'est-ce qu'un dieu grec ?, Paris, Klincksieck, 2006
- (en) Robert Parker, Polytheism and Society at Athens, Oxford, Oxford University Press, 2005
- (en) Jennifer Larson, Ancient Greek Cults : A Guide, New York, Routledge, 2007
- (en) Jan N. Bremmer et Andrew Erskine (dir.), The Gods of Ancient Greece : Identities and Transformations, Édimbourg, Edinburgh University Press, 2010.

#### Rites
- Walter Burkert (trad. Hélène Feydy), Homo Necans : Rites sacrificiels et mythes de la Grèce ancienne, Les Belles Lettres, coll. « Vérité des mythes », 2005 (1re éd. 1983) (ISBN 2251324372).
- Marcel Detienne et Jean-Pierre Vernant, La Cuisine du sacrifice en pays grec, Gallimard, coll. « Bibliothèque des histoires », 1979 (ISBN 207028655X).
- Evelyne Ugaglia et Adeline Grand-Clément (éd.), Rituels grecs : Une expérience sensible, Toulouse, Musée Saint-Raymond, musée des Antiquités de Toulouse, 2017

#### Périodes
- Pierre Brulé, « La religion, histoire et structure », dans Pierre Brulé et Raymond Descat (dir.), Le monde grec aux temps classiques. Tome 2 Le IVe siècle, Paris, Presses universitaires de France, coll. « Nouvelle Clio », 2004, p. 413-479.
- (en) David Potter, « Hellenistic Religion », dans Andrew Erskine (dir.), A Companion to the Hellenistic World, Malden et Oxford, Wiley-Blackwell, 2005, p. 407-430.
- (en) Emily Kearns, « Archaic and Classical Greek Religion », dans Michele Renee Salzman et Marvin A. Sweeney (dir.), The Cambridge History of Religions in the Ancient World, volume I: From the Bronze Age to the Hellenistic Age, Cambridge, Cambridge University Press, 2013, p. 280-306.
- (en) Lynn E. Roller, « Religions of Greece and Asia Minor », dans Michele Renee Salzman et Marvin A. Sweeney (dir.), The Cambridge History of Religions in the Ancient World, volume II: From the Hellenistic Age to Late Antiquity, Cambridge, Cambridge University Press, 2013, p. 295-320.
- (en) Josef Lössl, « Religion in the Hellenistic and Early Post‐Hellenistic Era », dans Josef Lössl et Nicholas J. Baker-Brian (dir.), A Companion to Religion in Late Antiquity, Malden et Oxford, Wiley, 2018, p. 33-59.

#### Historiographie
- (en) Julia Kindt, « Religion », dans Barbara Graziosi, Phiroze Vasunia et George Boys-Stones (dir.), The Oxford Handbook of Hellenic Studies, Oxford, Oxford University Press, 2009, p. 364-377
- (en) James B. Rives, « Graeco-Roman Religion in the Roman Empire: Old Assumptions and New Approaches », Currents in Biblical Research, vol. 8, no 2,‎ 2010, p. 240-299 (DOI 10.1177/1476993X09347454)
- (en) F. S. Naiden, « Recent Study of Greek Religion in the Archaic through Hellenistic Periods », Currents in Biblical Research, vol. 11, no 3,‎ 2013, p. 388-427 (DOI 10.1177/1476993X12461203)